# Front yougoslave de la Seconde Guerre mondiale
Vous lisez un « article de qualité » labellisé en 2015.
Théâtre européen de la Seconde Guerre mondiale
Batailles
Batailles et opérations des campagnes d'Afrique, du Moyen-Orient et de Méditerranée
- Guerre du Désert
- Campagne d'Afrique de l'Est
- Campagne d'Afrique du Nord
- Bataille de la Méditerranée
- Bombardements italiens de la Palestine mandataire
- Bombardement du Bahreïn
- Campagne du Gabon
- Campagne des Balkans
- Guerre anglo-irakienne
- Campagne de Syrie
- Résistance en Grèce
- Opérations en Yougoslavie
- Opérations anti-partisans en Croatie
- Invasion anglo-soviétique de l'Iran
- Bataille de Madagascar
- Offensive de Belgrade
- Campagne d'Italie
- Résistance en Macédoine

Front d'Europe de l'Ouest

Front d'Europe de l'Est

Bataille de l'Atlantique

Guerre du Pacifique

Guerre sino-japonaise

Théâtre américain
Le Front yougoslave englobe l'ensemble des opérations conduites en Yougoslavie pendant la Seconde Guerre mondiale. Ce pays des Balkans devient un théâtre d'opérations du conflit mondial au printemps 1941. Le gouvernement yougoslave s'allie en effet à l'Allemagne nazie fin mars, mais il est renversé par un coup d'État deux jours plus tard. En réaction, les forces de l'Axe envahissent le royaume le 6 avril. La Yougoslavie est ensuite démembrée, et son territoire annexé ou occupé par l'Allemagne, l'Italie, la Hongrie et la Bulgarie. Deux parties du pays deviennent des États « indépendants » : la Croatie, où le mouvement fasciste des Oustachis est mis au pouvoir et installe une dictature particulièrement meurtrière, et la Serbie, où est proclamé un gouvernement collaborateur.
Les conditions d'occupation, et notamment les atrocités commises par les Oustachis, suscitent deux mouvements de résistance qui se trouvent cependant très vite en conflit l'un avec l'autre : les Tchetniks nationalistes et monarchistes commandés par Draža Mihailović, et les Partisans communistes commandés par Tito. Les Alliés apportent d'abord leur soutien aux Tchetniks, mais ceux-ci en arrivent à privilégier le combat contre les Partisans, et à nouer pour des raisons tactiques des alliances avec les occupants dans l'attente d'un débarquement des Britanniques. Jusqu'en mai 1945, la guerre mondiale se double donc en Yougoslavie d'une guerre civile extrêmement violente, théâtre de nombreux massacres, de nettoyages ethniques et de crimes de guerre de toutes sortes.
Les Tchetniks sont un mouvement essentiellement serbe, associé à l'ancien régime. À l'opposé, les communistes parviennent à gagner à leur cause une partie de la population en proposant de reconstruire la Yougoslavie sur une base fédérale qui, au contraire de la monarchie serbe d'avant-guerre, mettrait ses différentes nationalités sur un pied d'égalité. Fin 1943, jugeant les Tchetniks trop compromis dans la collaboration et les Partisans plus efficaces contre les Allemands, les Britanniques reportent leur soutien sur les forces de Tito. En outre, l'idée d'une intervention anglo-américaine dans les Balkans est abandonnée pour ne pas disperser les troupes au moment du débarquement en France, laissant le territoire yougoslave en proie à l'affrontement des diverses factions locales.
Après s'être emparé fin 1944 du territoire serbe avec l'aide des Soviétiques, Tito prend le contrôle du reste du pays en triomphant de l'ensemble de ses adversaires, puis s'assure très rapidement le monopole du pouvoir. La monarchie est officiellement abolie en novembre 1945, pour laisser place à un régime communiste qui dure ensuite jusqu'en 1992. Sous la Yougoslavie de Tito, la lutte des Partisans pendant le conflit mondial, appelée « guerre de libération nationale », fait office de « mythe fondateur » du régime. Les souvenirs des haines ethniques et des atrocités de la guerre ne s'éteignent cependant pas, alimentant les ressentiments et les nationalismes qui conduisent, dans les années 1990, à l'éclatement définitif du pays.

## Contexte

### Un pays à l'identité incertaine

#### Formation de la Yougoslavie
Le mot « Yougoslave » apparaît au milieu du XIXe siècle dans les milieux des patriotes croates et slovènes en lutte contre la domination autrichienne ; il remplace à l'origine celui d'« Illyrien » dont les Autrichiens avaient interdit l'usage. Il donne ensuite son nom à l'« idée yougoslave », c'est-à-dire au projet, mûri dans les milieux de l'opposition à l'Autriche, d'une union des Slaves du Sud (Serbes, Croates, Slovènes…) au-delà des barrières linguistiques et religieuses.
C'est au lendemain de la Première Guerre mondiale que la Yougoslavie (littéralement, « pays des Slaves du Sud ») est créée, sur un territoire qui forme aujourd'hui celui de sept États européens différents : la Serbie, la Croatie, la Slovénie, la Bosnie-Herzégovine, le Monténégro, la Macédoine du Nord et le Kosovo. Le royaume de Serbie, qui se trouve dans le camp des Alliés victorieux, a l'occasion de réunir sous son autorité non seulement l'ensemble du peuple serbe — dont une partie se trouvait encore hors de sa souveraineté — mais également d'autres populations slaves vivant en Autriche-Hongrie. Fin 1918, il fusionne avec le royaume du Monténégro puis avec l'État des Slovènes, Croates et Serbes, une éphémère entité au sein de laquelle s'étaient réunis divers anciens territoires austro-hongrois peuplés de Slaves. Cette union donne naissance au royaume des Serbes, Croates et Slovènes — premier nom officiel de la monarchie yougoslave — qui regroupe désormais l'ensemble des Slaves du Sud-Est de l'Europe — à l'exception des habitants de la Bulgarie — ainsi que diverses minorités non slaves (Albanais, Allemands, Hongrois, Italiens, Turcs…). Ce nouvel État résulte donc de l'union de terres historiquement disputées, où s'enchevêtrent de nombreuses nationalités et communautés religieuses (orthodoxes, catholiques, musulmans, juifs…) ; les territoires austro-hongrois annexés après la fin de la guerre viennent en effet s'ajouter à ceux conquis avant le conflit mondial par la Serbie et le Monténégro aux dépens des Ottomans et des Bulgares, pendant les guerres balkaniques de 1912-1913. Sur le plan religieux, les Serbes et les Monténégrins sont pour l'essentiel orthodoxes, tandis que les Slovènes et les Croates sont majoritairement catholiques ; à cette division s'ajoute la présence d'une importante minorité de Slaves musulmans, héritée de la domination ottomane. Sur le plan politique, le nouveau pays est pour l'essentiel une continuation de la monarchie serbe, sur laquelle règne toujours la dynastie Karađorđević : s'il est officiellement la concrétisation de l'« idée yougoslave », il est, dans les faits, dominé politiquement par les Serbes. En 1921, une constitution centraliste est adoptée, au détriment de la solution fédérale réclamée par le Parti paysan croate (HSS).
Le premier souverain yougoslave est le roi Pierre Ier de Serbie, alors gravement malade ; son fils Alexandre Ier, déjà régent depuis plusieurs années, lui succède en 1921, quelques mois après l'adoption de la première constitution. Le nouveau pays a comme priorité de construire une identité nationale et une véritable administration étatique, alors que le pouvoir central connaît de grandes difficultés à imposer son autorité sur des territoires dont les différentes économies doivent être intégrées dans un ensemble plus vaste. Les seuls partis politiques cherchant à s'adresser non pas à une nationalité donnée, mais à tous les sujets du royaume, sont les Démocrates, qui forment alors le premier parti en nombre de voix ; l'Union agrarienne, qui décline rapidement ; et le Parti communiste de Yougoslavie (KPJ, ou PCY). Fondé en 1919, le KPJ obtient plusieurs dizaines de députés lors de l'élection de l'Assemblée constituante de novembre 1920. Mais, un mois plus tard, un décret limite sévèrement les activités publiques du parti, et interdit sa presse et ses syndicats affiliés. En août 1921, après que des communistes ont tenté de tuer le régent Alexandre puis assassiné un ancien ministre, le KPJ est interdit,,.

#### Tensions intérieures et menaces extérieures
La Yougoslavie est, dans ses premières années d'existence, un pays à l'économie arriérée, qui connaît de fortes inégalités sociales : certaines régions, comme la Macédoine, le Monténégro et la Bosnie-Herzégovine, accusent un important retard de développement. D'emblée, l'un des principaux facteurs de tensions politiques est la prédominance, au sein du nouvel État, des élites de l'ancien royaume de Serbie. Cela se traduit par une hégémonie des Serbes (qui représentent, en comptant les Monténégrins dont beaucoup se considèrent comme Serbes, 39 % de la population du pays) sur l'appareil administratif et notamment sur l'armée, au point que la Yougoslavie fait figure de « Grande Serbie » élargie. En outre, alors que la Serbie a chèrement payé sa présence dans le camp des vainqueurs de la guerre, certains membres des cercles dirigeants de Belgrade tendent à considérer que les Serbes se trouvent en pays conquis dans le reste de la Yougoslavie et qu'une grande partie des autres peuples du royaume, anciennement austro-hongrois, appartiennent au camp des ennemis vaincus. La conséquence en est une hostilité grandissante envers le régime monarchique chez de nombreux Croates — ceux-ci constituent, après les Serbes, la nationalité la plus importante du royaume —, mais aussi dans les autres communautés comme les Bosniaques (mot pouvant à l'époque désigner l'ensemble des habitants de la Bosnie-Herzégovine, mais se confondant en grande partie avec les Musulmans de la région, en tant que communauté ethnique et religieuse) ou les Slovènes. Les tensions entre nationalités sont très vives, notamment entre Croates et Serbes, les premiers étant les principaux opposants à la domination des seconds : en 1928, Stjepan Radić, fondateur du Parti paysan croate, est mortellement blessé par un député monténégrin dans l'enceinte du Parlement. Dans les anciennes possessions de l'Empire ottoman, de nombreux propriétaires terriens musulmans sont lésés par une réforme agraire qui favorise les paysans serbes. C'est dans les terres arrachées aux Ottomans lors de la première guerre balkanique que la situation est la plus tendue : au Kosovo, les Albanais n'ont aucun droit et leurs révoltes sont brutalement réprimées ; les Macédoniens ne sont pas reconnus en tant que peuple et sont officiellement considérés comme des Serbes,.
Si la Yougoslavie bénéficie de la protection du Royaume-Uni et de la France, pays puissants mais lointains, ses relations avec ses voisins immédiats sont difficiles, voire franchement mauvaises : elle connaît avec eux une série de contentieux plus ou moins graves pour des questions de territoires, de frontières ou de populations. Immédiatement après la Première Guerre mondiale, un litige éclate avec l'Italie qui prend possession — en Istrie, en Vénétie julienne et en Dalmatie — d'anciens territoires austro-hongrois peuplés non seulement d'Italiens, mais aussi de Slovènes et de Croates. Les Italiens revendiquent en outre Fiume et sa région. Le traité de Rapallo de 1920 fixant la frontière entre les deux pays, puis le partage en 1924 du territoire de Fiume, ne mettent pas fin aux tensions italo-yougoslaves. Le régime de Benito Mussolini a en effet des vues sur la Dalmatie, où vit une minorité italienne et où l'Italie possède déjà une exclave, la province de Zara. L'Italie fasciste se livre en parallèle à une « italianisation » brutale des populations slovènes de Vénétie julienne ; elle s'emploie par ailleurs, pour mieux encercler les Yougoslaves, à satelliser l'Albanie. La Yougoslavie a également des contentieux territoriaux avec la Bulgarie et la Grèce à propos de la Macédoine, avec la Hongrie au sujet de la minorité hongroise présente notamment en Voïvodine, ainsi qu'avec l'Albanie sur les régions peuplées d'Albanais — principalement le Kosovo — et avec l'Autriche au sujet de la zone frontalière.

Les banovines du royaume de Yougoslavie avant 1939.

En 1929, devant l'incapacité du système parlementaire à résoudre les problèmes entre nationalités, le roi Alexandre Ier abroge la constitution et s'octroie des pouvoirs dictatoriaux. Le pays prend pour l'occasion le nom officiel de royaume de Yougoslavie. Le souverain présente en effet sa politique comme la voie vers le « yougoslavisme », c'est-à-dire l'unité nationale. Il s'efforce, par un ensemble de réformes autoritaires, de centraliser le royaume, mais ne parvient pas à résoudre la question du statut des différentes communautés, notamment les Croates et les Musulmans,. Le pays est divisé en neuf provinces ou « banovines » (banovinas), abolissant les anciennes régions historiques et les départements sans tenir aucun compte des héritages historiques et des traditions culturelles. Les territoires actuels de la Macédoine et du Monténégro sont incorporés respectivement à la banovine du Vardar et à celle de la Zeta, tandis que la banovine de la Drave est composée de la majeure partie de l'actuelle Slovénie. Finalement, cette réforme ne satisfait personne : les Croates voient le nom même de « Croatie » disparaître officiellement, tandis que les Serbes voient leurs territoires historiques — dont la Serbie centrale, ainsi que la Voïvodine et le Kosovo — divisés entre quatre banovines.
Une partie des nationalistes serbes participe par ailleurs au mouvement paramilitaire tchetnik (Četnik, pluriel Četnici) — du nom qui désignait les bandes de résistants à la domination ottomane — composé à l'origine d'anciens combattants des guerres balkaniques et de la Première Guerre mondiale, puis plus largement de militants nationalistes. Si Alexandre Ier interdit en 1929 les formations tchetniks de Serbie et de Croatie, il leur permet ensuite d'exister officieusement. Les Tchetniks, dont les principaux dirigeants sont Ilija Trifunović-Birčanin puis Kosta Pećanac, comptent avant-guerre environ un demi-million de membres et de sympathisants,.
Si le Parti paysan croate est le principal mouvement d'opposition au pouvoir central, la faction croate la plus radicale est celle des Oustachis (Ustaše, c'est-à-dire « Insurgés »), indépendantistes fascisants dirigés par Ante Pavelić et soutenus par l'Italie mussolinienne et la Hongrie de Miklós Horthy. D'autres mouvements séparatistes ou autonomistes plus ou moins virulents existent, comme les « Verts » monténégrins ou l'Organisation révolutionnaire intérieure macédonienne (VMRO), soutenue un temps par la Bulgarie et l'Italie. En octobre 1934, Alexandre Ier est assassiné lors d'une visite en France par un membre de la VMRO qui agissait en lien avec les Oustachis,.
Le nouveau roi, Pierre II, étant encore un enfant, un conseil de régence est mis en place. Le pouvoir est détenu au sein du conseil par un cousin d'Alexandre Ier, le prince Paul Karađorđević. Dans les années qui suivent, la Yougoslavie s'efforce de parvenir à une stabilité interne et de préserver sa neutralité dans un contexte de tensions internationales grandissantes. Le gouvernement yougoslave développe ses échanges économiques avec l'Allemagne nazie, dont il espère se garantir les bonnes grâces, tout en s'efforçant de conserver de bonnes relations avec la France et le Royaume-Uni. L'hostilité traditionnelle envers l'Allemagne dans cette région d'Europe limite cependant l'attrait du nazisme en Yougoslavie. L'ancien ministre Dimitrije Ljotić crée en 1935 le ZBOR, un parti — principalement serbe — nationaliste et antisémite de type fasciste, mais ce mouvement n'obtient guère de succès aux élections,.
Tout en s'employant à préserver la neutralité internationale du pays, le régent Paul tente de résoudre ses problèmes internes, en trouvant une solution à la « question croate ». Un accord est conclu en 1939 avec Vladko Maček, chef du Parti paysan croate, permettant la création d'une banovine de Croatie, dont Ivan Šubašić devient le gouverneur (ban). Un quart du territoire et un tiers de la population yougoslaves se trouvent dès lors sous juridiction croate. Maček devient vice-Premier ministre. Cet accord (sporazum) ne permet cependant pas de résoudre les tensions entre communautés. Les concessions faites aux Croates, si elles satisfont la majorité de ces derniers, provoquent le mécontentement d'autres nationalités, notamment des Serbes dont le sentiment national est exacerbé par cet abandon du « yougoslavisme » intégral. Diverses organisations serbes s'interrogent sur la place du peuple serbe en Yougoslavie : certaines réclament la création d'une banovine des territoires serbes, qui engloberait tout le reste du pays. Le Club culturel serbe, créé en 1937 par l'universitaire Slobodan Jovanović, prône ainsi la réorganisation du royaume sous forme d'une fédération tripartite qui respecterait les principales nationalités. L'Organisation musulmane yougoslave réclame de son côté la création d'une province de Bosnie-Herzégovine. Les organisations d'extrême droite s'opposent quant à elles à l'accord, aussi bien les Oustachis — qui le trouvent insuffisant et réclament le rattachement de la Bosnie-Herzégovine à la Croatie — que les fascistes du ZBOR. Mais l'accord avec les Croates est avant tout une mesure d'urgence, destinée à renforcer l'unité nationale yougoslave alors que la guerre semble imminente en Europe. Il est de toute manières à la fois insuffisant et trop tardif pour avoir l'effet escompté. Quelques jours seulement après son entrée en vigueur, la Seconde Guerre mondiale éclate, alors que la Yougoslavie demeure, du fait de ses faiblesses internes, très mal préparée à affronter une telle situation.

### La situation des communistes avant 1941
Le Parti communiste est très affaibli au début des années 1930. Son interdiction le rend dépendant de l'Internationale communiste (Komintern), alors que celle-ci s'est initialement prononcée contre l'existence même de la Yougoslavie et s'intéresse plutôt aux alliances avec des séparatistes. Entre 1932 et 1935, le parti clandestin prône non seulement le renversement de la monarchie, mais également la séparation de la Yougoslavie en plusieurs républiques communistes. Ses effectifs se limitent alors à quelques centaines de membres. Mais à la fin de la décennie, le KPJ entreprend de reconstituer ses forces ; Josip Broz, alias « Tito », qui a mené pendant l'entre-deux-guerres de nombreuses missions à travers toute l'Europe pour le compte de l'Internationale communiste, affirme son autorité sur le parti, dont il devient officiellement Secrétaire général en 1939. Il s'efforce d'aplanir les relations complexes entre les différentes factions communistes yougoslaves, qui se sont constituées sur des bases nationales, et parvient à convaincre le Komintern de conserver le KPJ qu'il avait été un temps question de dissoudre,,,.
Le KPJ milite désormais pour le maintien des frontières du pays, ce qui lui permet de gagner de nouvelles recrues, notamment dans la population étudiante ; toujours clandestin, il compte environ 6 000 membres fin 1939, puis 8 000 début 1941. L'accord avec les Croates contribue néanmoins à son isolement en le privant de toute possibilité d'alliance avec le Parti paysan croate ou l'opposition serbe. En 1940, l'ouverture de relations diplomatiques avec l'URSS profite aux communistes ; alors que le pacte germano-soviétique est toujours en vigueur, l'URSS ordonne aux communistes yougoslaves d'organiser un « front uni » clandestin en prévision d'un éventuel conflit. En octobre de la même année, Tito réunit près de Zagreb une conférence du parti. Le KPJ compte désormais des cadres issus des diverses nationalités du pays, pour lesquelles il s'emploie à proposer des solutions. Il prône notamment l'unification de la Bosnie-Herzégovine, ainsi que le droit à l'autodétermination de la Macédoine et du Monténégro,.

### L'engrenage de la guerre

#### Une neutralité impossible
Entre 1935 et 1939, la Yougoslavie tente de préserver sa neutralité en cultivant à la fois ses liens avec le Royaume-Uni — qui s'intéresse de plus en plus à l'Europe méditerranéenne — et avec l'Allemagne, au détriment de la France dont l'influence décline. Milan Stojadinović, nommé Premier ministre en 1935, s'emploie à améliorer les relations avec l'Italie, ce qui, combiné aux bons rapports avec l'Allemagne, contribue à faire pencher la Yougoslavie en direction de l'Axe Rome-Berlin. En 1937, un traité d'amitié est signé avec l'Italie : celle-ci s'engage à respecter l'intégrité territoriale yougoslave, et voit en retour sa position dominante en Albanie reconnue. Les Italiens mettent en détention Ante Pavelić et les autres chefs oustachis, qu'ils accueillaient jusque-là sur leur sol.
En 1939, le régent Paul écarte Stojadinović, dont la politique trop pro-allemande inquiète à la fois l'armée et les milieux serbes francophiles. Alors que les tensions s'aggravent en Europe, la Yougoslavie fait tout pour rester à l'écart des conflits. Les accords de Munich, l'invasion italienne de l'Albanie voisine, l'anschluss et l'invasion germano-soviétique de la Pologne contribuent néanmoins à l'inquiétude et au sentiment d'isolement du pays, qui constate en outre la défaillance de ses alliés français et britannique. Avec la transformation de l'Albanie en protectorat italien et l'annexion de l'Autriche par l'Allemagne (qui a donc désormais une frontière commune avec la région slovène), la Yougoslavie se trouve prise en tenaille par les deux pays de l'Axe,.
L'Italie et l'Allemagne n'ont pas, avant 1941, de ligne commune vis-à-vis de la Yougoslavie. Mussolini, désireux de poursuivre l'irrédentisme, souhaite un démantèlement pur et simple du pays afin de concrétiser les ambitions territoriales de l'Italie dans la zone Adriatique. Les milieux dirigeants nazis sont, quant à eux, partagés : Alfred Rosenberg et son entourage sont de chauds partisans de l'indépendance de la Croatie, tandis que Hermann Göring penche pour la préservation de la Yougoslavie qui présente à ses yeux un intérêt stratégique. En juin 1939, Adolf Hitler renforce les liens germano-yougoslaves en recevant le prince Paul à Berlin.

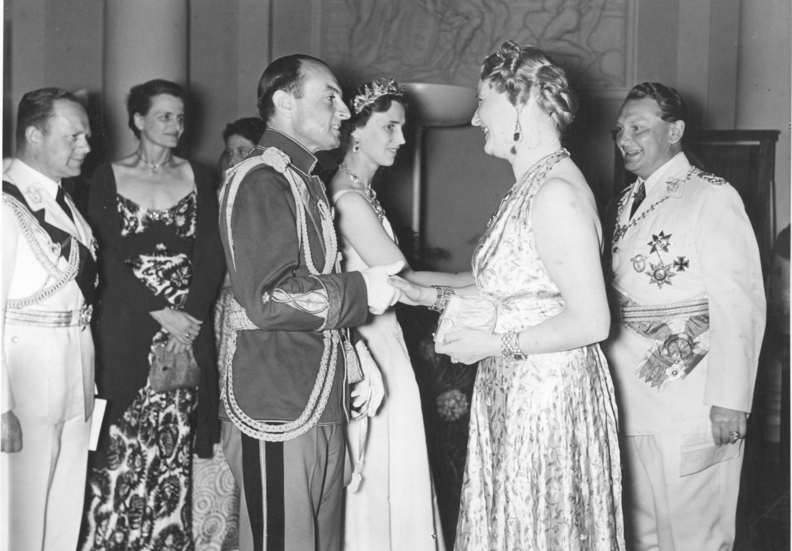
Le prince Paul, régent de Yougoslavie, rencontrant Hermann Göring et son épouse Emmy lors de sa visite en Allemagne en 1939.

Au début du conflit mondial, les Yougoslaves cherchent avant tout à se prémunir contre la probable entrée en guerre de l'Italie, qui représente à leurs yeux la principale menace. Ils cultivent dès lors une neutralité double, entretenant d'un côté leurs bonnes relations avec l'Allemagne pour que celle-ci retienne son allié italien, et de l'autre leur alliance avec les démocraties occidentales pour se protéger en cas de besoin. En 1939, les Français envisagent une stratégie de revers : débarquer à Salonique pour ouvrir dans les Balkans un second front auquel ils associeraient la Yougoslavie, la Grèce et la Turquie. Le gouvernement yougoslave, pour lequel Salonique présente un grand intérêt stratégique, est séduit par cette idée, mais le projet de corps expéditionnaire allié dans les Balkans bute sur la mauvaise volonté des Britanniques : ceux-ci ne veulent en effet pas provoquer l'Italie, qui n'a pas encore rejoint le conflit. L'abandon du projet de Salonique contraint le régent à un délicat exercice d'équilibre pour maintenir sa neutralité. Face à l'apparente dérobade de ses alliés français et britanniques, la Yougoslavie cherche un soutien du côté de l'URSS — toujours liée à l'Allemagne par le pacte germano-soviétique — avec laquelle elle ouvre des relations diplomatiques en juin 1940.
Dès 1940, Mussolini envisage d'attaquer la Yougoslavie. En début d'année, il renoue son alliance avec les Oustachis qu'il avait fait arrêter trois ans plus tôt. Le ministre italien des Affaires étrangères Galeazzo Ciano reçoit Ante Pavelić ; il envisage avec lui un plan de démembrement de la Yougoslavie et la mise en place d'un régime croate ami de l'Italie fasciste, qui prendrait la forme d'une monarchie dont la couronne reviendrait à un prince de la maison de Savoie. Ciano demeure cependant prudent, se contentant d'évoquer des possibilités. Au printemps 1940, Hitler dissuade son allié italien d'attaquer dans les Balkans. Le Führer se satisfait en effet pour le moment des accords économiques qui rendent la Yougoslavie de plus en plus dépendante du Reich. En outre, il ne souhaite pas encore provoquer les Soviétiques en déclenchant une nouvelle offensive à l'Est.
Les évènements de l'été 1940 bouleversent la donne. La défaite inattendue de la France — alliée traditionnelle de la monarchie serbe — fait apparaître la suprématie allemande et pousse les Yougoslaves à douter de leur politique. Lors de l'offensive italienne contre les Français, Mussolini assure encore de son intention de n'attaquer ni la Yougoslavie ni la Grèce. Cependant, les difficultés de son armée dans les Alpes le poussent à envisager d'ouvrir un second front pour affirmer la puissance de l'Italie, indépendamment des intérêts allemands. Il hésite néanmoins entre une offensive contre la Yougoslavie ou contre la Grèce ; c'est finalement sur ce dernier pays que se porte son choix. En octobre 1940, l'Italie attaque la Grèce, renforçant encore l'inquiétude de la Yougoslavie voisine. Bien que le pays soit officiellement neutre, son ministre de la Guerre, le général Milan Nedić, envisage un débarquement à Salonique pour s'en emparer avec l'aide de l'Allemagne, afin de priver l'Italie de ce point stratégique. La position germanophile de Nedić, ainsi que ses liens avec le ZBOR, conduisent finalement le régent à le remplacer en novembre 1940, après un bombardement italien sur Bitola (dont l'Italie affirme qu'il a été effectué par erreur).
Alors que Churchill espère une alliance du Royaume-Uni avec les pays balkaniques, le régent Paul prend acte du fait que les Britanniques sont trop éloignés pour apporter une aide directe à la Yougoslavie. Il choisit alors de composer avec l'Axe et envoie des émissaires à Rome et à Berlin, en vue d'obtenir des assurances sur la non-belligérance yougoslave, voire sur une éventuelle annexion de Salonique. Les milieux anti-nazis en Yougoslavie réagissent entretemps contre cette évolution. Milan Gavrilović, leader gauchisant du Parti agrarien serbe, nommé représentant de son pays auprès de l'URSS lors de l'ouverture des relations diplomatiques, tente dès son arrivée à Moscou d'obtenir un appui des Soviétiques, dans l'espoir de détacher le prince Paul de l'Allemagne. Les Soviétiques, soucieux d'éviter toute provocation, font traîner leurs discussions avec Gavrilović, mais ce dernier finit par les convaincre de l'intérêt de prendre contact avec les milieux militaires yougoslaves hostiles à l'Allemagne.

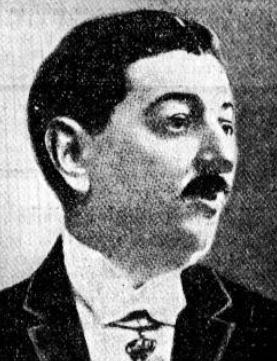
Le Premier ministre Dragiša Cvetković signe le pacte tripartite à la demande du régent.

De son côté, Hitler est conduit par la situation régionale à tenter de faire sortir le gouvernement yougoslave de sa neutralité. Dès cette époque, en effet, il commence à préparer l'invasion de l'URSS, ce qui lui impose de contrôler auparavant la situation dans les Balkans. Cela implique d'abord d'aider Mussolini qui est en difficulté face aux Grecs, puis de nouer des alliances avec l'ensemble des pays de la région. S'allier avec la Yougoslavie présente de surcroît une importance particulière pour les Allemands dans le cadre de l'offensive qu'ils prévoient de mener en Grèce pour porter secours aux Italiens. Hitler veut en effet éviter que ses troupes puissent être exposées sur leur flanc droit. La Yougoslavie occupe en outre un emplacement stratégique en vue de la future attaque contre l'URSS. Le régent yougoslave s'efforce de gagner du temps et d'améliorer ses relations avec ses voisins : un traité d'amitié est signé en décembre avec la Hongrie. Mais, dans le même temps, l'Allemagne nazie étend rapidement son influence dans les Balkans. En novembre, la Roumanie et la Hongrie s'allient avec l'Allemagne en signant le pacte tripartite ; le régime nazi cherche ensuite à obtenir la signature de la Bulgarie, puis celle des Yougoslaves. En février 1941, Hitler reçoit le Premier ministre yougoslave Dragiša Cvetković et son ministre des Affaires étrangères, auxquels il demande d'adhérer au pacte,,. Il les décourage en outre de chercher l'appui de l'URSS en leur révélant que Molotov, lors de son passage à Berlin, a envisagé des modifications territoriales au bénéfice de la Bulgarie et aux dépens de la Yougoslavie.
De leur côté, les Britanniques, qui sont en train de repousser les Italiens en Afrique du Nord et de l'Est, préparent une intervention contre eux dans les Balkans. Pour cela, ils cherchent à s'allier non seulement à la Grèce, mais aussi à la Turquie et à la Yougoslavie. Les contacts avec les Turcs n'ayant rien donné, les Britanniques décident de faire pression sur les Yougoslaves. Le 5 mars, alors que le Royaume-Uni se prépare à faire débarquer en Grèce des troupes envoyées du Moyen-Orient et d'Afrique du Nord, le régent de Yougoslavie reçoit une lettre du chef de la diplomatie britannique Anthony Eden, qui lui demande de soutenir militairement les Grecs. Le lendemain, l'envoi de troupes britanniques en Grèce commence. Les Yougoslaves se trouvent alors pris entre deux feux, entre les Britanniques qui ne peuvent guère les aider concrètement après la chute de la France, et les Allemands dont les exigences se font pressantes puis menaçantes ; ils s'informent également sur la position des Soviétiques, mais ceux-ci cherchent avant tout à se tenir à l'écart du conflit,. Joseph Staline, peu convaincu par les propositions d'alliance de Gavrilović, tente néanmoins de profiter de la situation et demande à ses réseaux en Yougoslavie d'exploiter le sentiment anti-allemand : Tito reçoit l'ordre de mobiliser le Parti communiste de Yougoslavie « contre la capitulation face aux Allemands ». Le but de Staline semble cependant avoir été avant tout de profiter du contexte yougoslave pour faire pression sur Hitler, en vue d'obtenir de ce dernier une véritable alliance militaire, plus avantageuse pour l'URSS que le simple traité de non-agression que constitue le pacte germano-soviétique.
Au début de mars, la Bulgarie ayant signé le pacte tripartite et autorisé les troupes allemandes à transiter sur son sol, la Yougoslavie se trouve littéralement encerclée par l'Allemagne et ses alliés. Les Allemands présentent en outre un ultimatum aux Yougoslaves, dont ils exigent qu'ils apportent d'ici au 23 mars une réponse quant à leur adhésion au pacte. La Yougoslavie, après avoir longuement tergiversé face aux demandes du régime nazi, a désormais de sérieuses raisons de craindre des représailles militaires en cas de refus. Le régent Paul et ses conseillers décident finalement d'accéder à la demande d'Hitler, malgré l'hostilité d'une partie du gouvernement. Le 25 mars, Cvetković signe à Vienne le pacte tripartite. Le gouvernement yougoslave, pour ménager son opinion publique, obtient que le pacte comporte des clauses qui lui épargnent un engagement militaire et un transit des troupes allemandes sur son sol ; il n'en reconnaît pas moins le rôle dirigeant de l'Allemagne et de l'Italie dans le « nouvel ordre européen » en construction. Le lendemain, Churchill demande aux représentants britanniques à Belgrade de continuer malgré tout à faire pression sur les milieux dirigeants yougoslaves, dans l'espoir d'obtenir un revirement de leur part,.

#### Le coup d'État de 1941

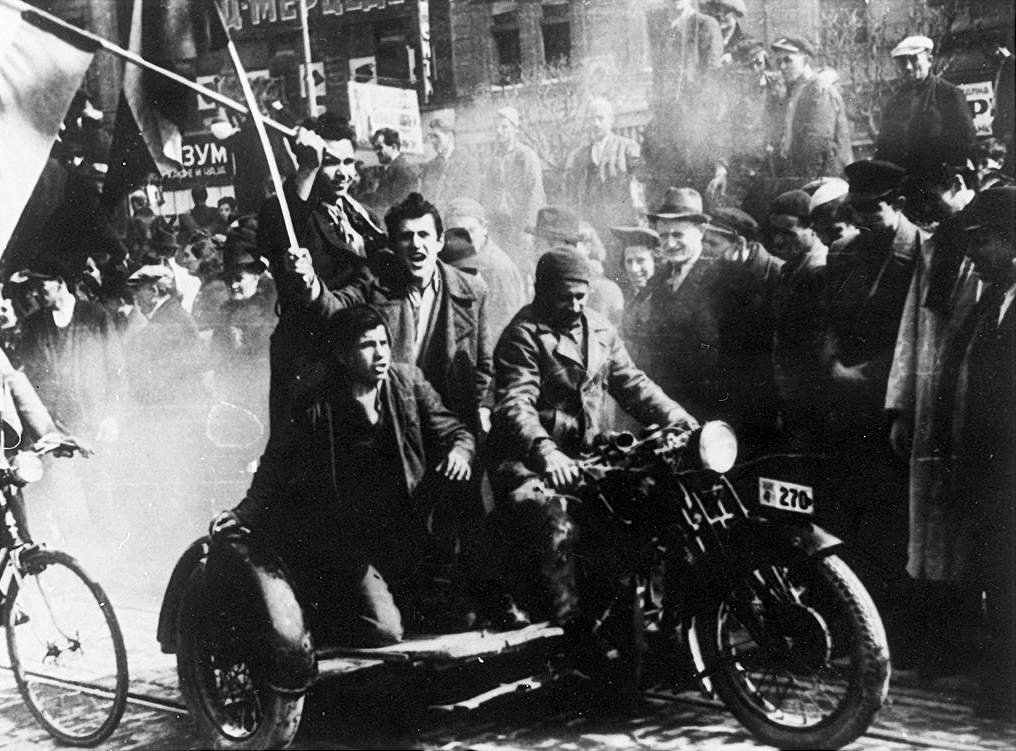
Manifestants à Belgrade au moment du coup d'État du 27 mars.

Cet abandon de la neutralité et cette soumission aux desiderata des Allemands provoquent une réaction immédiate dans les milieux nationalistes serbes. Des manifestations hostiles à l'alliance avec Hitler, qui regroupent principalement des jeunes Serbes, éclatent dans plusieurs villes. Le 27 mars, alors que le prince Paul est parti se reposer en Slovénie, un groupe d'officiers de l'État-Major général renverse le gouvernement Cvetković ; ils proclament avec six mois d'avance la majorité du roi Pierre II et l'accession de ce dernier au pouvoir, ainsi que la déposition du régent.
Le rôle exact joué par les Britanniques dans ce coup d'État a fait l'objet d'une controverse : des historiens prêtent au Royaume-Uni un rôle moteur, et certains lui reprochent d'avoir précipité la Yougoslavie dans la guerre. Les agents du SOE (le service secret britannique) à Belgrade semblent en effet avoir influé sur les événements, en encourageant les conspirateurs à agir rapidement et en leur fournissant des armes. Pour l'historien britannique d'origine serbe Stevan K. Pavlowitch, le Royaume-Uni, en jouant de son influence auprès de mouvements nationalistes ou pro-occidentaux comme la frange serbe de l'Union agrarienne, n'a cependant fait qu'« enfoncer une porte ouverte » en exploitant le mécontentement, déjà considérable, envers la politique du prince Paul. Les Britanniques ont bel et bien accéléré les choses en encourageant les conspirateurs qui ont alors cru qu'ils recevraient une aide militaire extérieure ; mais le coup d'État, action spontanée plus que véritable conjuration, est avant tout une réaction de milieux « patriotes » serbes contre un gouvernement jugé faible et incapable, afin de « sauver l'honneur » de la Serbie et, plus largement, celui de la Yougoslavie.
L'un des responsables du coup d'État, le général Dušan Simović, prend la tête d'un gouvernement de coalition. Le régent se résigne à la situation et part pour la Grèce, tandis que Vladko Maček conserve son poste de vice-premier ministre. Les nouveaux dirigeants yougoslaves espèrent recevoir une aide des Britanniques, voire un soutien diplomatique de la part de l'URSS ; ils tentent, en attendant, de se prémunir d'une réaction allemande en assurant que le coup d'État est une affaire purement interne qui ne remet pas en cause l'adhésion au pacte tripartite. De peur de provoquer les Allemands, le nouveau gouvernement yougoslave s'abstient de toute forme d'accord officiel avec les Britanniques, et refuse même de recevoir Eden alors en Grèce. Eden contourne la difficulté en envoyant le chef de l'État-Major général, John Dill, rencontrer Simović : les Britanniques promettent une assistance militaire au gouvernement de Belgrade, mais ils sont trop éloignés d'un potentiel front yougoslave pour que leur aide soit d'un secours immédiat. La Yougoslavie tente par ailleurs de renouer de bonnes relations avec l'Italie, mais Simović, médiocre diplomate, en arrive à menacer l'émissaire italien de représailles militaires,.
Les Soviétiques, également approchés par les Yougoslaves, ne proposent qu'un traité d'amitié et de non-agression. Staline, surpris par le coup d'État, cherche avant tout à exploiter la situation pour dissuader Hitler d'étendre la guerre, et pense que cette manifestation de solidarité incitera le Führer à renoncer à attaquer la Yougoslavie. Mais les discussions de l'URSS avec les Yougoslaves suscitent des tensions avec l'Allemagne, ce qui conduit les Soviétiques à modifier unilatéralement les termes de l'accord, mettant l'ambassadeur Milan Gavrilović devant le fait accompli ; le traité d'amitié est quasiment réduit à un énoncé de neutralité, ce qui réduit de beaucoup sa portée. Gavrilović, accablé, souhaite refuser cette version du traité, mais le Premier ministre Simović lui ordonne de signer tel quel le texte proposé par les Soviétiques. Prévue pour le 5 avril, la signature du texte prend du retard. Elle a finalement lieu le 6 avril à trois heures du matin, alors que les Soviétiques ont déjà été informés des manœuvres allemandes en vue de l'invasion de la Yougoslavie : Staline demande que le traité soit daté du 5 afin de ne pas provoquer les Allemands.
La décision d'Hitler est de toutes manières irrévocable dès les premiers jours. Furieux de ce retournement de situation — dans lequel il voit la main des Britanniques, et plus largement celle des Juifs anglo-saxons en cheville avec le judéo-bolchevisme — le dirigeant nazi considère que la Yougoslavie doit désormais être traitée en ennemie : il ordonne la « destruction » de ce pays coupable d'avoir perturbé ses plans dans les Balkans. Les précautions des Yougoslaves n'affectent en rien sa décision ; une violente campagne de propagande est aussitôt déclenchée en Allemagne, accusant la Grèce et la Yougoslavie de s'être vendues au Royaume-Uni. Le 6 avril, sans ultimatum ni déclaration de guerre, l'Allemagne attaque le territoire yougoslave ; le même jour, elle envahit la Grèce pour mettre un terme simultané à tous ses problèmes dans les Balkans.

## Invasion de la Yougoslavie

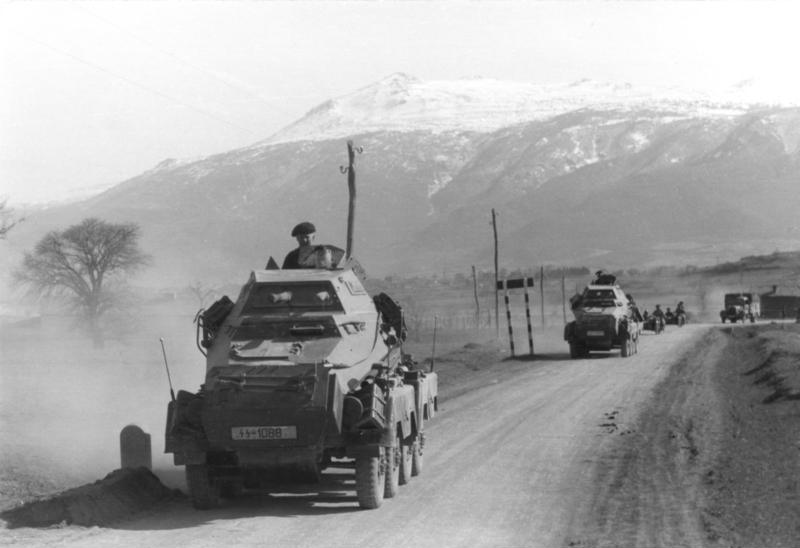
Schwerer Panzerspähwagens de la Leibstandarte SS Adolf Hitler en Yougoslavie, en 1941.

L'armée yougoslave, sous-équipée et peu entraînée, n'a le temps ni de se préparer ni de mobiliser tous les hommes disponibles. À l'aube du 6 avril 1941, les Allemands déclenchent l'opération Châtiment, un bombardement intensif de Belgrade qui dure trois jours et ravage la moitié des immeubles d'habitation de la capitale. De multiples raids aériens détruisent le gros de l'aviation yougoslave et les infrastructures du pays, facilitant l'invasion au sol.
Le gros des forces allemandes, placées sous le commandement du général Maximilian von Weichs, arrive depuis la Bulgarie, tandis que les Italiens, aidés de troupes auxiliaires locales, attaquent depuis leur protectorat albanais. Les Yougoslaves parviennent dans un premier temps à contre-attaquer efficacement sur le front albanais, mais se trouvent à nouveau contraints à la défensive le 14 avril. En outre, les troupes serbes se montrent nettement plus combatives que les unités croates et macédoniennes, dont beaucoup capitulent à la première occasion. En Croatie, les Allemands avancent rapidement, aidés par des sabotages commis par les nationalistes locaux, notamment les Oustachis ; ils entrent dans Zagreb le 10 avril. La banovine de la Drave est envahie conjointement par les Allemands, qui arrivent depuis l'Autriche, et par les Italiens ; Ljubljana est prise le 10. Au Kosovo, les Allemands sont accueillis en libérateurs par la population albanaise : une délégation de chefs locaux conclut immédiatement un accord de collaboration avec les envahisseurs. Le 11 avril, alors que la résistance des Yougoslaves s'est effondrée au Nord, la Hongrie — au mépris du traité d'amitié signé quelques mois plus tôt — envahit elle aussi le territoire serbe, officiellement pour protéger les populations hongroises locales. Le Royaume-Uni proclame, dès le début de l'invasion, son soutien à la Yougoslavie ; les dirigeants de l'URSS, tout en exprimant en privé leur sympathie pour les Yougoslaves, s'abstiennent de toute déclaration publique si l'on excepte leur désapprobation de l'attaque hongroise.

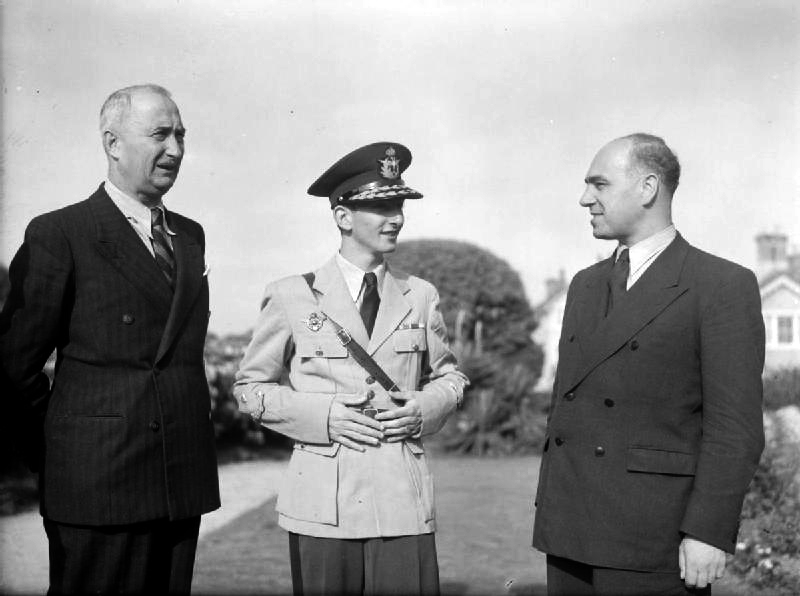
Le Premier ministre Dušan Simović, le roi Pierre II et le ministre Radoje Knežević, après l'arrivée à Londres du gouvernement yougoslave en exil.

Le 13 avril, les Allemands entrent dans Belgrade. Le même jour, avant d'être évacué avec le roi vers la Grèce où ils doivent rejoindre l'armée britannique, Simović réunit une dernière fois ses ministres et transfère ses fonctions de chef d'État-Major au général Danilo Kalafatović, qu'il charge de conclure un cessez-le-feu. Mais les Allemands et les Italiens répondent aux émissaires venus négocier avec eux qu'ils exigent la capitulation pure et simple de la Yougoslavie. Le 17 avril, alors que Kalafatović a été fait prisonnier, des représentants du commandement suprême signent l'acte de capitulation de l'armée yougoslave. La Bulgarie, qui n'a pas participé à l'attaque initiale, pénètre deux jours plus tard dans la banovine du Vardar, quasiment sans coup férir. Ses troupes y sont accueillies en libératrices par une partie de la population. Avec l'occupation de la Macédoine grecque, les Bulgares complètent leur annexion de fait de la région macédonienne.
L'armée yougoslave s'étant effondrée bien plus rapidement que ne le prévoyaient les Britanniques et les Grecs, l'invasion est, en termes humains, une opération très peu coûteuse pour les troupes de l'Axe : les Allemands ne perdent que 151 hommes dans les combats. Quelques troupes yougoslaves fuient à travers la Grèce, qu'elles évacuent en même temps que les armées grecque et britannique, dans une atmosphère de chaos. Entre 200 000 et 300 000 prisonniers de guerre, dont 12 000 officiers et 200 généraux (Serbes pour la plupart) sont envoyés dans des camps en Allemagne et en Italie.
Simović, le roi et leurs ministres ne restent que quelques jours en Grèce, que les Britanniques évacuent également. Transportés à Alexandrie en Égypte, puis à Jérusalem en Palestine sous mandat britannique, ils annoncent depuis le Proche-Orient que la Yougoslavie continue le combat contre l'Allemagne et l'Italie, et déclarent la guerre à la Hongrie et à la Bulgarie. Deux mois plus tard, le nouveau gouvernement yougoslave en exil, toujours dirigé par Dušan Simović, s'installe à Londres, où il est officiellement reconnu par le Royaume-Uni le 21 juin. Le ministre de la guerre yougoslave et son cabinet militaire restent quant à eux en Égypte, au quartier général britannique du Caire. La capitale égyptienne, où se trouvent non seulement le ministre yougoslave mais également le dernier responsable du SOE à Belgrade, devient ensuite la plaque tournante des opérations de renseignement britannique en direction de la Yougoslavie. Le gouvernement de Simović n'a plus sous ses ordres que des forces armées très modestes : les troupes yougoslaves en exil, sur le théâtre d'opérations moyen-oriental et nord-africain, se limitent à quelques centaines d'officiers et de soldats, un petit nombre de bateaux et une dizaine d'avions. L'URSS prend acte de la situation et, pour ne pas provoquer les Allemands, retire son statut diplomatique à la légation yougoslave à Moscou. Ce n'est qu'une fois attaqués par les Allemands deux mois plus tard que les Soviétiques renouent des relations avec le gouvernement yougoslave en exil.
Par la suite, vers la fin de la guerre, Hitler voit dans la campagne des Balkans la cause du retard pris par l'invasion de l'URSS. Les historiens ont débattu de cette question, mais tendent aujourd'hui à estimer que l'attaque contre la Grèce et la Yougoslavie n'a joué qu'un rôle mineur dans l'échec de l'opération Barbarossa, qui a été retardée par d'autres facteurs logistiques. Par contre, l'invasion des Balkans conduit Staline à relâcher sa vigilance, en lui faisant croire qu'Hitler concentre désormais ses efforts sur la Méditerranée et non plus sur l'Europe de l'Est. Le dirigeant soviétique a en outre échoué sur toute la ligne dans sa tentative de peser sur la situation dans les Balkans pour être en position de force vis-à-vis des Allemands qui sont alors toujours ses partenaires.

## Démembrement du pays

### Territoires occupés et annexés

#### Partage territorial

Partition de la Yougoslavie en 1941.

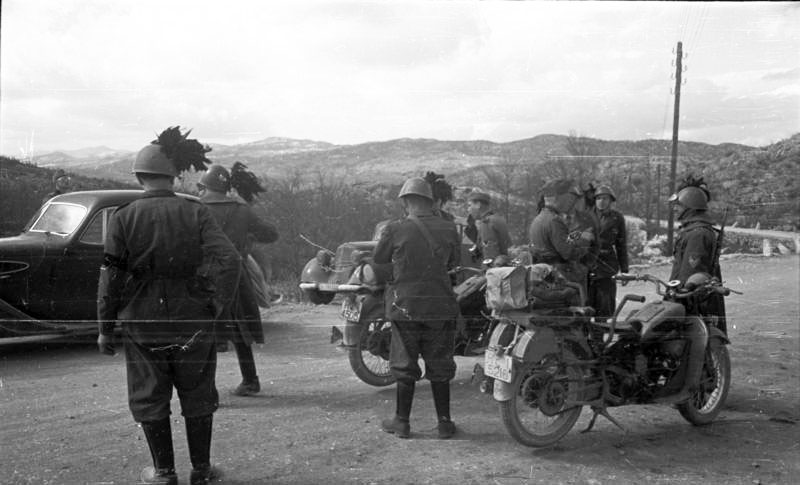
Soldats de la Wehrmacht et Bersaglieri italiens en Yougoslavie.

Après l'invasion, Hitler préconise la disparition pure et simple de l'État yougoslave, qui n'est à ses yeux qu'une création artificielle issue du traité de Versailles. Dans son optique, les Serbes — qu'il hait tout particulièrement car il les juge responsables de la Première Guerre mondiale — doivent être châtiés, les Croates ralliés à l'Axe et les Slovènes germanisés ou dispersés. L'Allemagne, qui a déjà acquis avant-guerre une position économique dominante en Yougoslavie, se taille la part du lion en s'emparant des lignes de communication et des principaux gisements de minerais, tandis qu'elle se charge de satisfaire les revendications territoriales de ses alliés. Les Italiens, désireux d'accroître leur « espace vital », doivent cependant en rabattre et accepter le partage tel qu'il a été décidé par les Allemands. Outre les annexions et occupations des diverses parties du pays, deux États sont autorisés à exister sur le territoire de la Yougoslavie démembrée : la Croatie, dont le gouvernement est confié aux Oustachis et qui annexe l'intégralité de la Bosnie-Herzégovine, et la Serbie — ramenée, peu ou prou, à ses frontières d'avant les guerres balkaniques de 1912-1913 — où est formé un gouvernement collaborateur.
Du fait des préparatifs de l'attaque contre l'URSS, la plupart des meilleures unités de la Wehrmacht sont retirées du théâtre d'opérations balkanique au bout de quelques semaines et sont remplacées par des divisions d'occupation.
La Serbie « indépendante » est occupée pour l'essentiel par l'Allemagne et, au Sud-Est, par la Bulgarie. Une partie de son territoire est partagée entre les envahisseurs, en fonction des populations qui s'y trouvent. En Voïvodine, l'Allemagne confère au Banat un statut de zone occupée à statut particulier, dont l'administration est confiée aux Volksdeutsche (Allemands) locaux ; dans la même région, la Hongrie annexe la Bačka. En Croatie, l'Italie annexe la Dalmatie centrale, mais doit négocier avec le nouveau gouvernement croate les frontières de son gouvernorat de Dalmatie. Elle occupe le Monténégro, dont elle annexe la région des bouches de Kotor et dont elle projette de faire un troisième État « indépendant »,,,. Par ailleurs, la Hongrie annexe également une partie de la Slavonie.
Les territoires peuplés majoritairement d'Albanais — l'essentiel du Kosovo, l'Ouest de la Macédoine et certaines régions du Monténégro — sont intégrés par les Italiens à leur protectorat d'Albanie. À la demande d'Hitler, une partie du Kosovo est laissée à l'État serbe « résiduel », ce qui permet aux occupants allemands de garder la main sur les régions minières. Dans la partie du Kosovo occupée par l'Italie, les Serbes et les Monténégrins installés pendant l'entre-deux-guerres sont attaqués par des bandes albanaises qui les chassent de leurs terres : environ 20 000 d'entre eux sont forcés de se réfugier en Serbie. Une dizaine de milliers de Serbes périssent au Kosovo pendant le conflit, dont la majorité lors des expulsions de 1941.

Les zones d'occupations de la Slovénie carte basée sur son territoire actuel durant la Seconde Guerre mondiale. En vert clair : la province de Ljubljana (zone italienne) ; en brun : la zone allemande ; en jaune : la zone hongroise. En vert foncé : zone déjà annexée par l'Italie avant la guerre, par le traité de Rapallo de 1920.

La Slovénie est partagée entre l'Allemagne, l'Italie et la Hongrie. Les Allemands occupent le Nord, en s'emparant de l'essentiel de la Basse-Styrie et de la Haute-Carniole, soit d'un territoire bien plus important que ne l'escomptaient les Italiens. Ces derniers reçoivent quant à eux la Basse-Carniole et la ville de Ljubljana : leur territoire devient la province de Ljubljana. Les Hongrois annexent la région de Prekmurje. L'occupation italienne de la Slovénie est, au moins dans les premiers temps, relativement souple ; les Italiens ne s'en prennent pas aux institutions culturelles slovènes et, du fait de l'importance primordiale des milieux catholiques, entretiennent de bonnes relations avec le clergé local. L'évêque de Ljubljana, Gregorij Rožman, fait partie de leurs principaux interlocuteurs. Une « Consulta » (conseil consultatif), dirigée par l'ancien ban de la Drave Marko Natlačen et réunissant quatorze notables pro-italiens, est formée,. Mais le gouverneur italien Emilio Grazioli, déjà responsable de l'« italianisation » brutale de la minorité slovène en Vénétie julienne, importe bientôt les méthodes fascistes dans la province de Ljubljana : la Consulta est rapidement négligée. Les Hongrois, quant à eux, pratiquent d'emblée dans leur zone une politique de « magyarisation » à marche forcée et imposent l'apprentissage de la langue hongroise. Les Allemands s'emploient eux aussi à « germaniser » leur zone annexée, interdisant l'usage de la langue slovène en public et déplaçant des populations slovènes pour permettre l'installation de colons d'ethnie germanique, venus notamment de la Carniole ou du Sud-Tyrol,,,. Heinrich Himmler prévoit d'expulser de leur propre pays environ 245 000 Slovènes, et de germaniser les autres. Mais les réactions de la population devant cette politique, qui alimente la résistance locale, conduisent les Allemands à revoir leurs plans à la baisse. À peine plus d'un millier de colons Volksdeutsche est installé en Slovénie pendant la guerre ; plus de 80 000 Slovènes sont cependant déplacés, et expulsés vers la Serbie ou la Croatie.

Le gouvernorat italien de Dalmatie.

Dès le lendemain de l'invasion, Allemands et Italiens appliquent, pour maintenir l'ordre et réprimer les soulèvements, une série de mesures très brutales qui conduisent à l'exécution ou à l'internement de nombreux civils. La Wehrmacht laisse ainsi carte blanche aux commandants d'armées : le 28 avril, le général von Weichs ordonne que 100 civils soient exécutés en Serbie pour chaque soldat allemand tué ; tout « soldat serbe » surpris avec des armes devra également être mis à mort,. L'Armée royale italienne, pour sa part, s'appuie sur un décret royal de 1938 qui fait de toute personne prenant les armes un belligérant. Devant la multiplication des insurrections durant l'année 1941, le général Vittorio Ambrosio, commandant de la IIe armée italienne, ordonne en octobre de fusiller sur-le-champ les rebelles capturés, de ne pas prendre de prisonniers et de brûler les maisons si nécessaire. Le général Mario Roatta, qui succède à Ambrosio début 1942 et a autorité sur l'ensemble des zones d'occupation italiennes, publie en mars la circulaire 3C sur les opérations de maintien de l'ordre. Ce texte prévoit d'interner à titre préventif et répressif des familles et des « catégories d'individus » dans les villages — voire la population entière des villages concernés —, de multiplier les arrestations d'otages civils et de considérer les populations locales comme responsables des sabotages commis dans leur région. Des camps de concentration sont créés dans les zones italiennes : ils accueillent progressivement, dans des conditions effroyables, des dizaines de milliers de personnes — suspects, otages, ou bien populations de Slovénie et de Dalmatie chassées de chez elles et déportées pour laisser la place à des colons italiens.
La Macédoine orientale est occupée par la Bulgarie qui ne l'annexe cependant pas officiellement, la question du statut exact de ce territoire étant renvoyée à l'après-guerre. La Bulgarie n'en considère pas moins sa zone d'occupation comme un territoire bulgare « libéré », et la plupart de ses habitants — à l'exception des Serbes — comme des Bulgares. Les agriculteurs serbes qui s'étaient installés dans la banovine du Vardar à la faveur de la réforme agraire de l'entre-deux-guerres sont expulsés vers la Serbie. À la fin de 1941, environ 62 000 personnes doivent quitter la Macédoine, malgré les protestations des autorités allemandes en Serbie qui ont du mal à gérer l'afflux de réfugiés. Dans l'ensemble, l'occupation bulgare est d'abord plutôt bien accueillie par la population, qui la ressent comme une revanche après des années de « serbisation » imposée. Mais la situation se dégrade au bout de quelques mois : la « serbisation » d'avant-guerre est remplacée par une politique de « bulgarisation », tandis que les réquisitions des occupants et la conscription obligatoire alimentent le mécontentement. La Hongrie applique une politique similaire dans les territoires qu'elle a annexés, et dont elle expulse les colons yougoslaves — principalement serbes — installés dans l'entre-deux-guerres. Durant les deux premières semaines de l'occupation hongroise, 10 000 personnes sont expulsées vers la Serbie, la Croatie ou le Monténégro. Les Hongrois envisagent de chasser 150 000 Serbes supplémentaires, mais doivent y renoncer du fait de l'opposition des Allemands. Ils parviennent cependant à en expulser 35 000 de manière officieuse ; 12 000 autres sont enfermés dans des camps, puis progressivement transférés en Serbie.

#### Situation des Juifs selon les zones

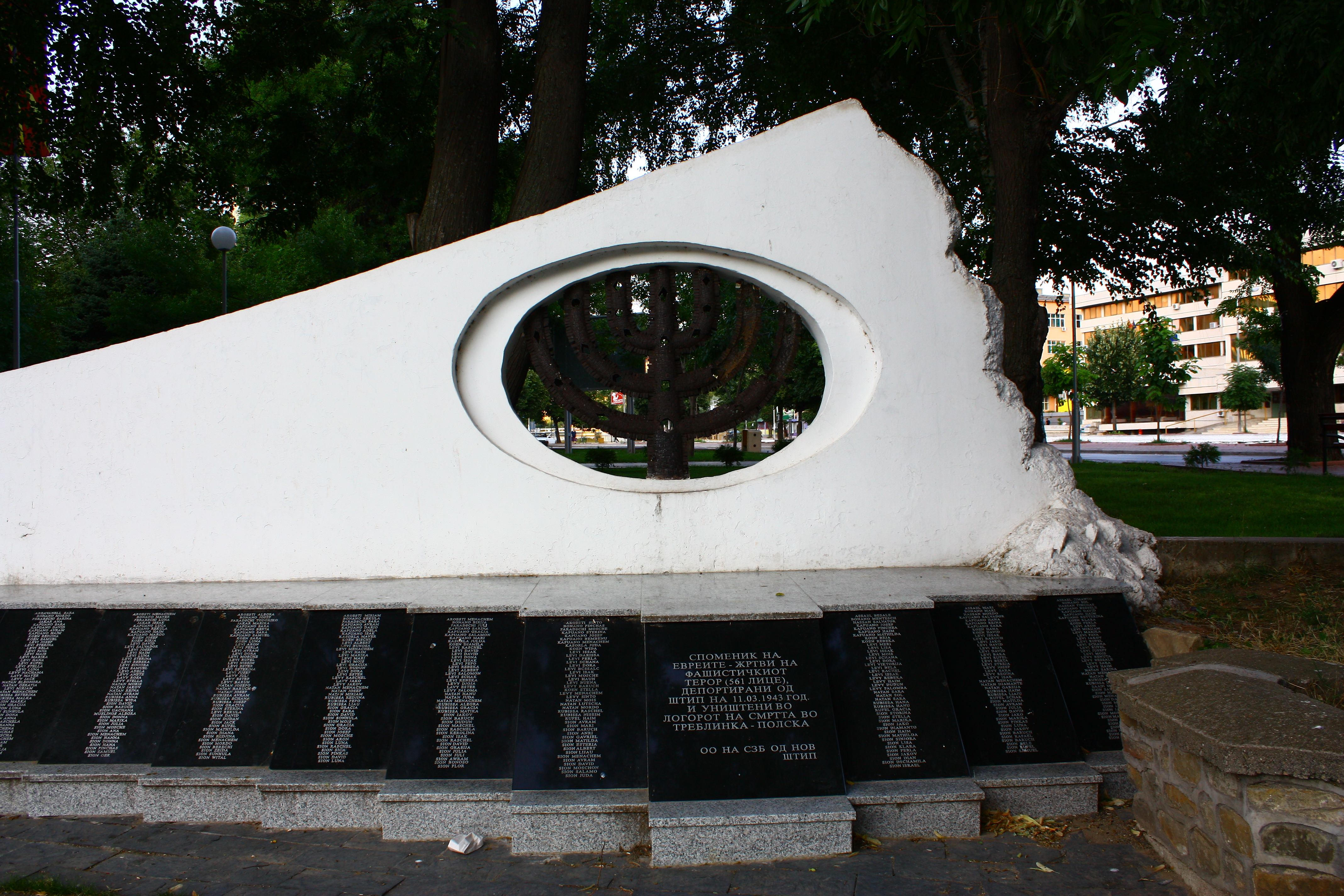
Monument à la Shoah, à Chtip (Macédoine).

Les Juifs de Yougoslavie — pour la plupart Séfarades et dont la population, estimée à environ 78 000 personnes, se trouve principalement en Serbie autour de Belgrade, en Bosnie-Herzégovine autour de Sarajevo, et en Macédoine — sont immédiatement victimes de mesures discriminatoires, qui laissent bientôt place, dans les zones allemandes, à une politique d'extermination,.
En Serbie, dès l'automne 1941, les hommes juifs sont, avec les Tziganes, raflés et exécutés en priorité lors des représailles contre les insurgés. À la même époque, après avoir abandonné l'idée de créer un ghetto à Belgrade, les Allemands commencent à envisager la déportation non plus uniquement des hommes, mais également des femmes et des enfants,. Dans la zone d'occupation allemande en Croatie, les Oustachis se montrent des complices zélés des nazis. Les Juifs croates, déchus de leur citoyenneté dès le mois d'avril, sont rapidement la cible de massacres. Ante Pavelić — dont l'épouse a des origines juives — se montre cependant peu cohérent en matière d'antisémitisme : il s'octroie le droit de décréter qui est juif ou pas et crée un statut d'« Aryen d'honneur » qui permet à diverses personnes ayant des relations au sein du nouveau régime d'échapper aux persécutions.
Les Hongrois appliquent, dans les territoires qu'ils occupent, leur propre législation antisémite. Plus de 1 000 Juifs de la région serbe de la Bačka sont arrêtés durant le conflit par les Hongrois, qui les livrent ensuite aux Allemands en échange de minerais. Dans la région de Macédoine occupée par les Bulgares, les Juifs originaires de Serbie sont tenus de se déclarer. Ceux qui obtempèrent sont livrés aux Allemands. Ce n'est cependant qu'à partir de 1943 que les Bulgares, à la suite d'un accord en ce sens avec les Allemands, entreprennent de déporter vers les camps nazis toutes les populations juives de leurs zones d'occupation. Environ 7 000 Juifs sont déportés par les Bulgares depuis la Macédoine yougoslave,,.
Les zones d'occupation italiennes constituent une exception : Mussolini et ses généraux refusent en effet, malgré les pressions allemandes, de livrer les Juifs qui s'y trouvent.

#### Conséquences économiques
Dans l'ensemble des territoires yougoslaves — bien que de manière inégale, en fonction du degré de violence qui y règne entre 1941 et 1945 — l'occupation a des conséquences économiques désastreuses, qui s'aggravent à mesure que le conflit avance. Aux coûts de l'entretien des troupes d'occupation s'ajoute l'accaparement des ressources et des matières premières par les pays de l'Axe. Le partage économique entre les occupants est inégal en fonction des zones : si les Allemands se réservent le plus gros des ressources de la Croatie — aux dépens des Italiens — et de la Serbie, ils coopèrent en Macédoine avec les Bulgares pour organiser l'exploitation des gisements de minerais. Un accord germano-italien est conclu pour exploiter les ressources minières du Monténégro, en fonction des besoins allemands.
La Serbie comme la Croatie, ainsi que les autres zones occupées, connaissent une très importante inflation. Celle-ci atteint des niveaux vertigineux en Croatie, pays particulièrement concerné par les insurrections. Elle est plus contrôlée en Serbie, où règne une relative accalmie entre l'hiver 1941 et le printemps 1944 et où les autorités allemandes prennent une série de mesures qui stabilisent les prix et les niveaux de salaires. La situation économique serbe n'en demeure pas moins préoccupante, en raison des dépenses liées à l'occupation qui entraînent une forte augmentation des taxes, mais aussi des « contributions » imposées par le Reich : en plus des sommes considérables qui lui incombent pour l'entretien des troupes occupantes, la Serbie est en effet contrainte de verser à l'Allemagne l'équivalent d'environ 200 millions de reichsmarks par an. Dans toute la Yougoslavie occupée, le marché noir se développe et, au fil des ans, les habitants sont de plus en plus nombreux à avoir recours à une économie de troc.
Au sein des différentes zones, les monnaies des occupants — le reichsmark, la lire italienne, le pengő hongrois, le lev bulgare, le franc albanais — sont introduites, remplaçant ou côtoyant les dinars d'avant-guerre ; le régime croate des Oustachis possède sa propre monnaie, la kuna. Cette mise en circulation massive de devises pose de nouveaux problèmes après 1945, lorsqu'elles doivent être reconverties en dinars yougoslaves.

### La Croatie des Oustachis

#### Un régime à vocation totalitaire

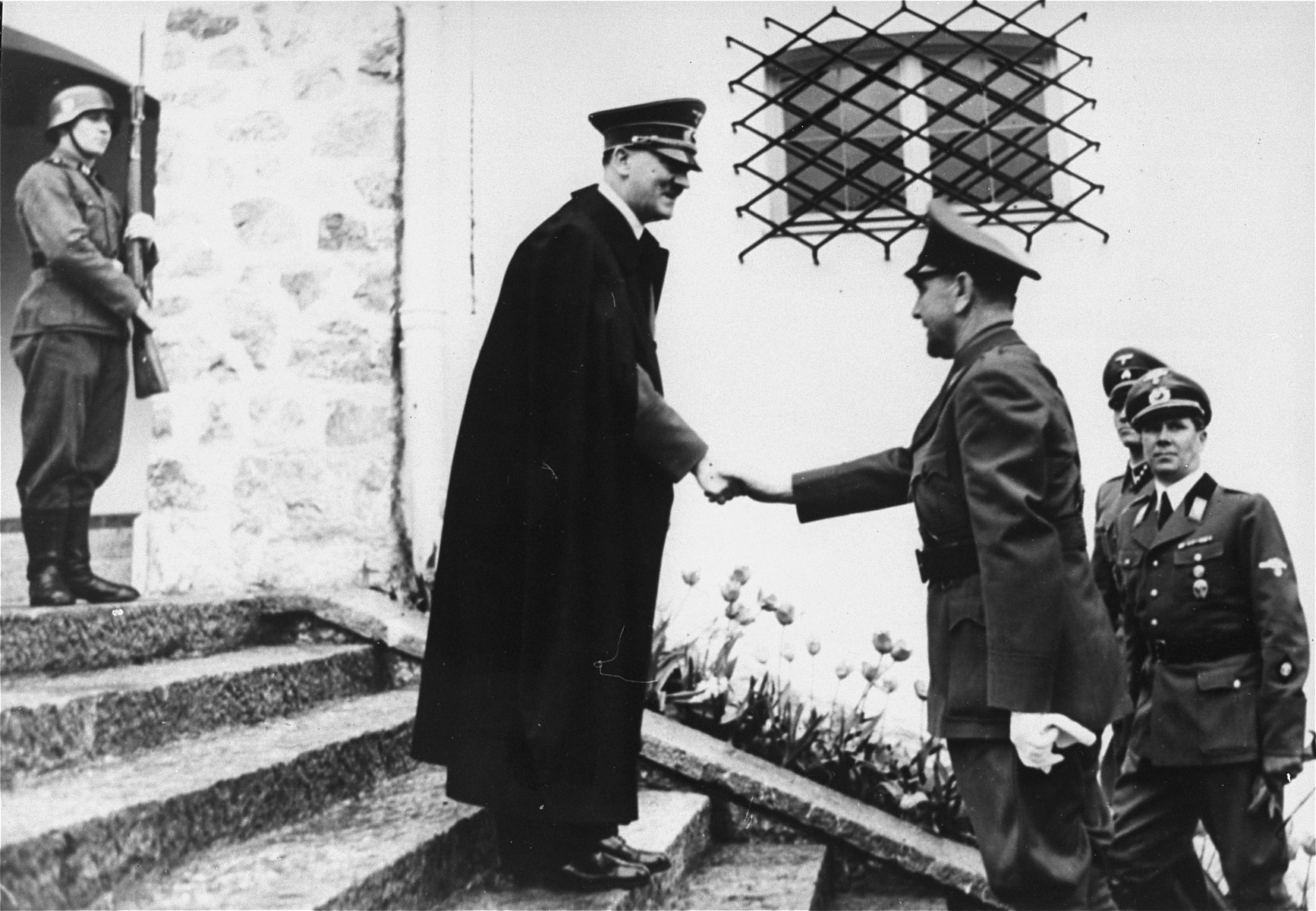
Ante Pavelić reçu au Berghof par Adolf Hitler, en juin 1941.

Emblème des Oustachis.

Lors de l'offensive contre la Yougoslavie, les envahisseurs prévoient de laisser principalement aux Italiens la responsabilité de la Croatie, les Allemands étant surtout intéressés par les aspects économiques et par le statut des Volksdeutsche locaux. Le 29 mars 1941, Mussolini reçoit Ante Pavelić, le chef des Oustachis qui se trouve alors encore en exil en Italie : reprenant les idées déjà avancées l'année précédente par Ciano, il lui propose, en échange d'un accord sur la Dalmatie, de le mettre à la tête d'une Croatie indépendante. Les Allemands, quant à eux, envisagent dans un premier temps de confier le pouvoir en Croatie à Vladko Maček, ou de faire gérer le pays par la Hongrie. Maček refusant cette offre et les Hongrois n'étant pas intéressés, l'Allemagne accepte le projet italien d'un régime dirigé par les Oustachis.
Le 10 avril, alors que Zagreb vient d'être prise, Slavko Kvaternik, l'un des chefs du mouvement, proclame l'État indépendant de Croatie. Pavelić arrive à Zagreb le 15 avril et s'autoproclame « Poglavnik » (chef) du nouvel État. Maček signe une déclaration appelant ses partisans à reconnaître les autorités oustachies. Le clergé catholique croate, notamment l'archevêque de Zagreb Mgr Alojzije Stepinac,, salue initialement le nouveau régime. Dans les tout premiers temps, une partie de l'opinion croate se réjouit de la fin d'un État « oppresseur » et de ce qui semble être une libération du peuple croate.
Les Oustachis, qui ne comptaient avant la guerre que quelques milliers de membres actifs, n'ont pas dans l'immédiat les moyens d'administrer le territoire : eux-mêmes estiment en 1941 n'avoir pas plus de 40 000 sympathisants. En attendant que la Croatie indépendante puisse consolider ses forces armées, l'Allemagne et l'Italie partagent le pays en deux zones d'occupation,. Malgré une « indépendance » revendiquée jusque dans son nom officiel, la Croatie des Oustachis fait donc figure de « protectorat », à la fois de l'Allemagne et de l'Italie. La frontière germano-croate est fixée par un décret publié le 7 juin ; les Allemands s'assurent le contrôle des lignes de communication entre l'Autriche et la Grèce, et occupent environ la moitié du territoire, dont sa partie la plus riche et la plus industrialisée. Ils administrent par ailleurs, à l'intérieur de leur zone, un territoire à statut spécial peuplé en majorité par des Volksdeutsche de Croatie.
Les relations avec l'Italie sont plus complexes et plus difficiles. Le 18 mai, un traité italo-croate définit les frontières du nouveau pays, ainsi que les zones d'influence italiennes. Pavelić cède à l'Italie la Dalmatie centrale, mais reçoit en compensation toute la Bosnie-Herzégovine — dont il est lui-même originaire — une partie de la Slavonie, ainsi que la Syrmie et le Sud-Ouest de la Voïvodine. Outre l'annexion de la Dalmatie qui constitue leur première zone, les Italiens divisent le reste de leur sphère d'influence en Croatie en définissant une deuxième zone « démilitarisée » — où ne peuvent stationner que des garnisons italiennes — et une troisième zone allant jusqu'à la ligne de démarcation des zones italienne et allemande. Après la signature du traité, les Italiens retirent la majorité de leurs troupes des deuxième et troisième zones, confiant une grande partie des tâches de maintien de l'ordre à leurs alliés croates,. En échange du soutien italien, Pavelić accepte que la couronne croate revienne à un cousin du roi d'Italie Victor-Emmanuel III, le prince Aymon de Savoie-Aoste. Ce dernier est proclamé roi sous le nom de « Tomislav II », en référence au souverain médiéval Tomislav Ier. Bien que le texte du traité avec l'Italie utilise l'appellation « Royaume de Croatie », l'État indépendant de Croatie demeure une « monarchie » purement virtuelle : le « roi » italien — nommé contre son gré monarque d'un pays dont il ignore tout — s'abstient même de le visiter pendant toute la durée de son « règne », sa sécurité ne pouvant être garantie. L'influence des Italiens sur le régime oustachi est en outre assez inégale, du fait de la domination des Allemands qui soutiennent à bout de bras le gouvernement de Zagreb sur le plan militaire tout en se taillant la part du lion sur le plan économique, mais également en raison de la mauvaise volonté de Pavelić. Le chef des Oustachis est en effet mécontent d'avoir dû faire à l'Italie des concessions territoriales qui ont miné d'emblée la crédibilité de son régime auprès des Croates,.
Pavelić met immédiatement en place un régime dictatorial, inspiré à la fois par le nationalisme croate le plus radical, le fascisme italien, le national-socialisme allemand, le cléricalisme catholique et les idées agrariennes du Parti paysan croate. Le mouvement Oustacha devient parti unique et l'État est organisé selon une logique totalitaire. D'emblée, le gouvernement publie une série de lois et de décrets qui n'ont d'autre cohérence que la volonté d'assurer la mainmise des Oustachis sur le pays : dès le 17 avril est adoptée une loi sur la « protection du peuple et de l'État », rédigée de telle manière qu'elle permet dans les faits de tuer sur-le-champ toute personne s'opposant, ou soupçonnée de vouloir s'opposer, aux Oustachis. Le régime oustachi combine en effet une idéologie extrémiste avec une faiblesse politique et militaire qui le rend totalement dépendant des occupants : la conjonction de ces deux facteurs le pousse à user de la plus grande violence pour asseoir son autorité. L'État indépendant de Croatie met rapidement en place un appareil répressif, en s'appuyant notamment sur une milice oustachie — à laquelle s'ajoutent des formations irrégulières — et en créant une armée régulière, la Garde nationale croate (Hrvatsko domobranstvo, ou Domobran). Un ensemble de camps de concentration est mis sur pied en Croatie pour y enfermer les opposants ou les populations visées par le régime,.

#### Génocides des Serbes, des Juifs et des Tziganes
Des mesures sont prises d'emblée contre les Juifs, les Serbes et les Tziganes. La population juive — entre 36 000 et 40 000 personnes — est immédiatement visée par des lois raciales imitées de la législation nazie ; les massacres de Juifs commencent dès le mois de mai lors du « nettoyage » de villes et de villages. En juin, les Oustachis commencent à déporter les Juifs vers des camps, situés en Allemagne ou sur le territoire croate. Environ 4 500 Juifs de Croatie et de Bosnie parviennent à se réfugier dans les zones d'occupation italiennes,, mais 26 000 périssent entre 1941 et 1945. Les Oustachis imitent également les nazis en massacrant les Tziganes, dont 16 000 environ sont tués pendant la guerre.

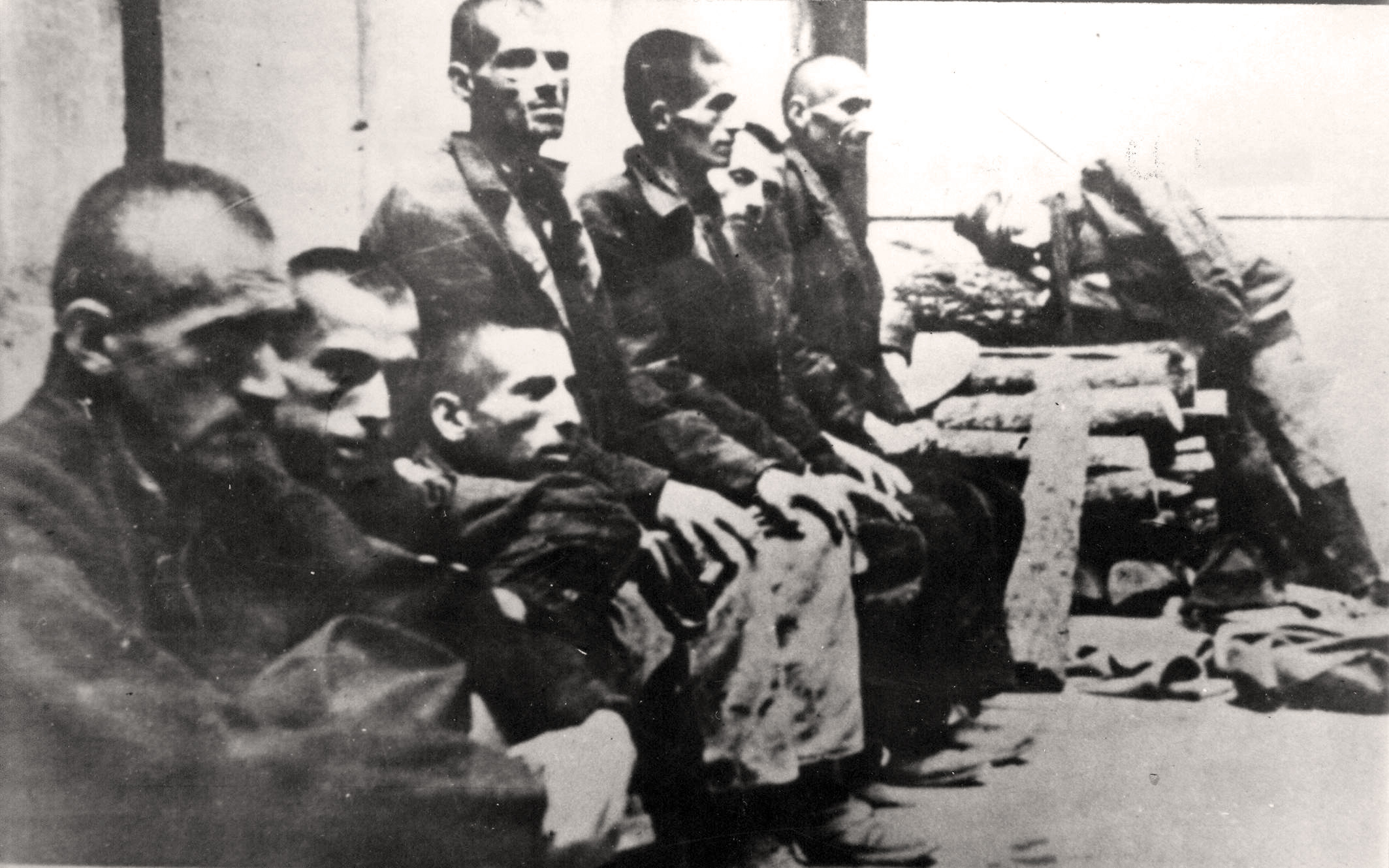
Détenus serbes au camp d'extermination de Jasenovac.

Les cibles privilégiées des Oustachis sont cependant les Serbes, qui vivent sur 60 à 70 % du territoire de l'État indépendant de Croatie dont ils forment environ 30 % de la population totale (1,9 million de personnes), et que le nouveau régime entreprend de persécuter de sa propre initiative. Des mesures sont prises pour éradiquer toute trace de la culture serbe : l'alphabet cyrillique est interdit, de même que le culte orthodoxe. Les Serbes se voient interdire l'accès à l'armée, à la vie politique et à de nombreuses professions. Dans certaines localités, ils doivent, comme les Juifs, porter un brassard distinctif.

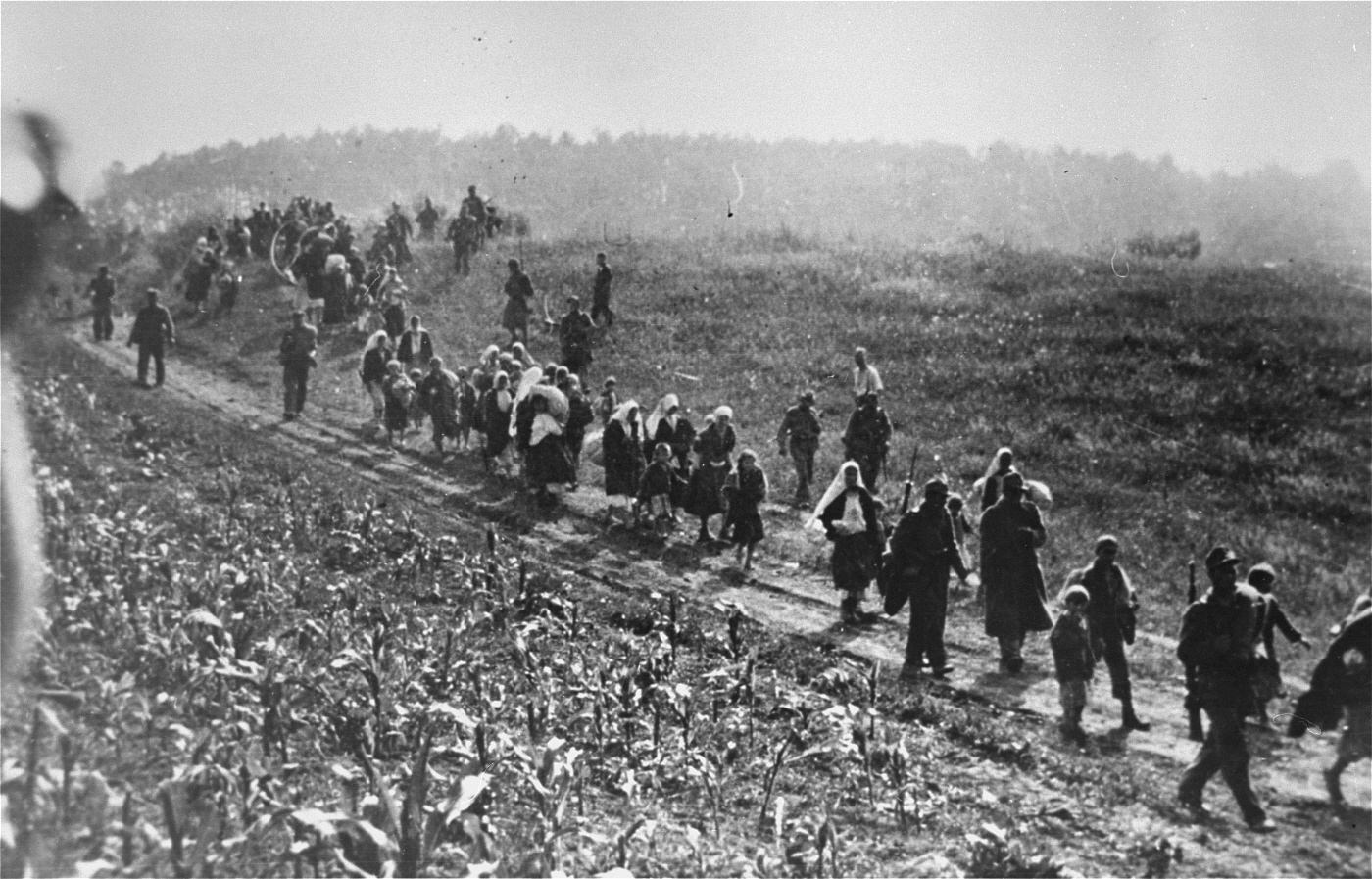
Une colonne de prisonniers serbes, conduits par les Allemands et les Oustachis vers le camp d'internement de Šabac durant une opération contre la résistance.

Les miliciens oustachis, qui opèrent dans l'arbitraire le plus total, s'emploient immédiatement à ratisser les populations serbes afin de les enfermer dans des camps pour les expulser ensuite vers la Serbie voisine ; les récalcitrants sont tués sur-le-champ. La population serbe vivant dans le territoire sous autorité oustachie est d'emblée victime de massacres, dont l'ampleur ne fait que croître au fil des mois : c'est notamment le cas en Bosnie-Herzégovine, où la situation tourne au bain de sang. Dès juillet, les autorités allemandes répertorient plus de 140 000 Serbes réfugiés en Serbie occupée. Devant cet afflux de population, les Allemands interdisent à l'automne leur entrée sur le territoire serbe : cela ne fait que renforcer le caractère meurtrier de la politique des Oustachis qui, ne pouvant plus expulser les Serbes, sont d'autant plus portés à les tuer,.
Pratiquant volontiers les tueries à l'arme blanche et les égorgements, les Oustachis se distinguent par leur cruauté, mutilant leurs victimes dont ils arrachent le foie ou le cœur, ou tuant des enfants en bas âge dont ils obligent les parents à les enterrer avant de les exécuter eux aussi ; ils brûlent les cadavres de Serbes dans des fours crématoires — où des enfants sont parfois jetés vivants — ou les lancent dans un affluent du Danube pour qu'ils dérivent jusqu'à Belgrade, porteurs de « mots de compliment » pour les Serbes de la capitale. Le clergé orthodoxe est également victime de massacres par les Oustachis.
Aucun consensus n'existe quant au nombre exact de victimes serbes, qui est par ailleurs minoré par certains auteurs nationalistes croates : diverses estimations tournent cependant autour de 300 000 Serbes victimes des Oustachis pendant le conflit mondial, qu'ils aient été tués dans la destruction de leurs villages, lors de rafles ou dans des camps,,.
A contrario, les Oustachis s'efforcent de gagner l'allégeance des Musulmans, qui forment une importante minorité sur leur territoire. Ils obtiennent la collaboration de divers notables — le gouvernement de l'État indépendant de Croatie compte notamment deux ministres musulmans — ainsi que de milices musulmanes qui participent aux massacres et aux opérations de répression,. Par exemple, en Herzégovine, où les Croates sont très minoritaires, les exactions contre les Serbes sont principalement le fait de recrues musulmanes des Oustachis. Cependant, la majorité de la population musulmane de Bosnie demeure méfiante, voire hostile, face à la politique du régime. Des dignitaires musulmans vont jusqu'à signer un appel protestant contre les massacres et à qualifier les miliciens issus de leur communauté de « lie de la société ». Les Oustachis bénéficient par ailleurs de la collaboration active de membres du clergé catholique, dont certains vont jusqu'à devenir des exécutants des crimes du régime. En Bosnie, la plupart des religieux catholiques ralliés aux Oustachis sont des franciscains qui estiment avoir des comptes à régler avec les « schismatiques » orthodoxes. Cependant, la majorité des évêques croates, après avoir dans un premier temps salué l'indépendance de la Croatie et la fin de la domination orthodoxe, proteste contre la politique de Pavelić dont la brutalité nuit à l'image du catholicisme. Mgr Stepinac, s'il ne condamne pas publiquement le régime, s'efforce de garantir la sécurité des populations menacées, contribuant à sauver plusieurs milliers de vies. Certains Serbes de Croatie et de Bosnie-Herzégovine parviennent à échapper à la mort en se convertissant au catholicisme : cela leur permet d'obtenir la protection d'une partie des autorités catholiques qui ferment les yeux sur le caractère forcé de ces « conversions ». Par ailleurs, l'État indépendant de Croatie, bien qu'exaltant son identité catholique, ne parvient pas à se faire reconnaître par le Vatican. Les Oustachis tentent également d'obtenir la collaboration des cadres du Parti paysan croate, mais un tiers de ces derniers refusent de siéger dans les institutions où ils ont été nommés ; Vladko Maček est maintenu en résidence surveillée pour avoir rejeté les propositions d'alliance des Oustachis,.
Ante Pavelić suit les conseils d'Hitler qui lui avait recommandé de consolider la Croatie par une politique d'« intolérance raciale », mais la brutalité des Oustachis, qui engendre un véritable chaos dans le pays, en arrive à gêner leurs alliés allemands et italiens. Le général Edmund Glaise-Horstenau, représentant du Reich à Zagreb, juge que la politique oustachie relève de la démence ; les Italiens vont jusqu'à s'opposer activement par endroits à leurs « alliés » croates, dont ils désarment certaines milices et contre lesquels ils protègent des populations civiles. Si la proclamation de l'État indépendant de Croatie avait, en avril, suscité l'adhésion de nombreux Croates, le régime de Pavelić a perdu une grande partie de son crédit auprès de la population dès la fin de 1941.

### La Serbie occupée

#### Premiers mois d'occupation
Alors qu'une partie des Croates a réagi favorablement à la proclamation d'indépendance, le démantèlement de la Yougoslavie et l'occupation sont, à l'inverse, ressentis comme une profonde humiliation en Serbie, où l'opinion publique se sent trahie aussi bien par l'État yougoslave et par les Britanniques que par les Croates. Les Allemands s'emparent des ressources du pays et appliquent d'emblée des mesures de terreur. Le droit pénal du Reich est imposé dans les zones d'occupation allemandes ; tout acte de sabotage est puni de mort. La vie économique est placée sous le contrôle étroit des autorités allemandes.
Des maires serbes acceptent de collaborer, mais les Allemands s'appuient principalement sur une force de police volksdeutsche recrutée à la hâte en Voïvodine. Alors que l'ouverture du front de l'Est est en préparation, l'Allemagne tente en effet d'occuper la Serbie avec un minimum de troupes, en s'appuyant autant que possible sur des volontaires SS serbes d'ethnie allemande, sur des auxiliaires locaux, sur les troupes bulgares, et enfin sur un gouvernement collaborateur. Le 1er mai 1941, l'administration militaire allemande de la Serbie nomme un cabinet de « commissaires » serbes, formé de dix hommes politiques de second plan, dont le rôle se limite à servir de relais aux demandes des occupants. Milan Aćimović, ancien chef de la police de Belgrade et éphémère ministre avant-guerre, prend la tête de ce gouvernement, avec le titre de commissaire chargé du ministère de l'Intérieur.
À peine Belgrade est-elle occupée qu'un ensemble de mesures est pris à l'encontre des 15 000 Juifs de Serbie, tenus de déclarer leur présence aux autorités, et dont certains sont tués immédiatement. À partir du 30 mai, l'ensemble des dispositions des lois raciales nazies relatives aux Juifs et aux Tziganes est appliqué en Serbie.

#### Le régime de Nedić
À partir de l'été 1941, les Allemands sont confrontés en Serbie à un double mouvement de résistance, avec les Tchetniks de Mihailović et les Partisans de Tito. Ne pouvant obtenir de renforts militaires alors que l'invasion de l'URSS a commencé, ils s'efforcent de mieux organiser leurs alliés locaux, en commençant par mettre sur pied un régime serbe plus crédible. Afin de préparer le terrain, le gouvernement des commissaires publie un « appel au peuple serbe » signé par 307 personnalités — des hommes politiques pro-allemands, mais aussi des intellectuels et des ecclésiastiques, qui ont pour la plupart signé sous la contrainte — et réclamant la restauration de l'ordre. Enfin, les Allemands obtiennent en Serbie le ralliement d'une personnalité politique importante — qui leur a fait défaut en Croatie lors du refus de Maček — lorsque le général Milan Nedić, ancien ministre et chef du groupe d'armées sud au moment de l'invasion, prend le 29 août la tête d'un gouvernement « de salut national ». Le régime de Nedić n'hésite pas à se réclamer du roi : plusieurs généraux de l'ancienne armée royale y participent, de même qu'Aćimović qui reste ministre de l'Intérieur, ainsi que des membres du parti d'extrême droite ZBOR. Nedić, qui n'adhère pas particulièrement aux idées fascistes et semble avoir voulu en premier lieu protéger les Serbes de l'anéantissement physique, adopte une posture que le spécialiste des Balkans Paul Garde compare à celle de Pétain en France. La première tâche de son gouvernement est de s'occuper des centaines de milliers de réfugiés serbes, arrivés de Croatie et des différentes régions annexées par les occupants.
Pour pouvoir participer activement à la lutte contre les insurgés, Nedić est autorisé à créer une force armée, la Garde nationale serbe. Si les troupes de Nedić, en manque d'officiers, s'avèrent peu fiables, les Allemands trouvent des supplétifs nettement plus actifs dans les rangs du ZBOR. Le chef de ce parti, Dimitrije Ljotić, s'abstient de participer au gouvernement de Nedić, préférant exercer une influence parallèle : il met sur pied des détachements de volontaires, qui apportent un appui direct aux Allemands dans la lutte contre les résistants et se trouvent en situation de rivalité avec la Garde nationale. Les occupants obtiennent également la collaboration, dès le mois d'août, de Kosta Pećanac, l'un des principaux chefs tchetniks de l'entre-deux-guerres. Plusieurs milliers de Russes blancs émigrés en Yougoslavie sont par ailleurs recrutés pour former un « Corps de sécurité russe » chargé d'épauler les Allemands contre les communistes,,.

#### Déportations et exterminations en Serbie

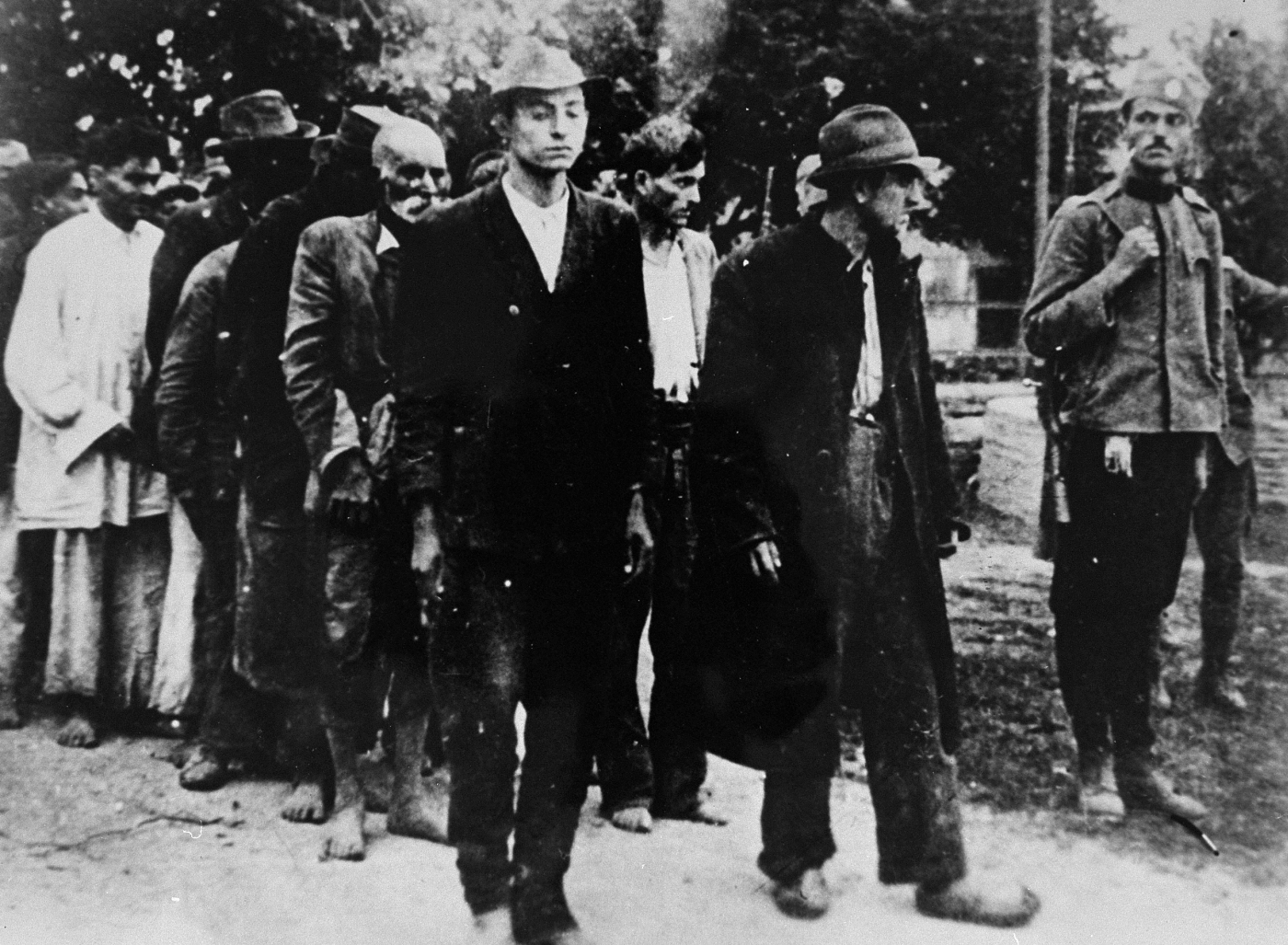
Arrestation de Tziganes en Serbie.

Les arrestations massives de Juifs commencent au moment des premiers soulèvements en Serbie ; leurs biens sont confisqués et vendus à vil prix, généralement à des Volksdeutsche. Plusieurs camps de concentration, sous l'autorité de la Gestapo, sont installés dans d'anciens terrains militaires et industriels en banlieue de Belgrade, pour y détenir des Juifs et d'autres otages. En octobre 1941, le plénipotentiaire allemand ordonne l'arrestation immédiate de tous les Juifs et Tziganes de sexe masculin ; les femmes et les enfants sont arrêtés par la suite. Le gouvernement Nedić, et plus encore le ZBOR, prêtent assistance aux Allemands ; ces derniers se chargent cependant de l'essentiel du travail en matière d'arrestations et de déportations, tandis que certains éléments de la police serbe opposent une résistance passive.
Le camp de Sajmište, ouvert en décembre 1941 non loin de Belgrade, se trouve techniquement sur le territoire de l'État indépendant de Croatie mais relève des autorités d'occupation allemandes en Serbie : il accueille rapidement près de 7 000 Juifs et Tziganes, principalement des femmes et des enfants. La plupart périssent entre l'hiver 1941 et le printemps 1942 : plusieurs milliers sont tués à l'aide d'un camion à gaz qui les transporte depuis le camp jusqu'à une fosse commune creusée tout près de Belgrade. Le chef local de la Police de sûreté allemande se félicite à l'époque de ce que la Serbie soit désormais judenfrei (« libérée des Juifs »). Parmi les Juifs de Serbie, certains prisonniers de guerre parviennent à se faire transférer dans des zones d'occupation italiennes, puis survivent dans la clandestinité, souvent à l'aide de faux certificats de baptême.
Des Juifs de la zone d'occupation hongroise en Serbie sont par ailleurs expulsés vers les régions sous occupation allemande, où ils sont internés puis tués dans le camp de Banjica.

## Apparition des mouvements de résistance

### Les Tchetniks

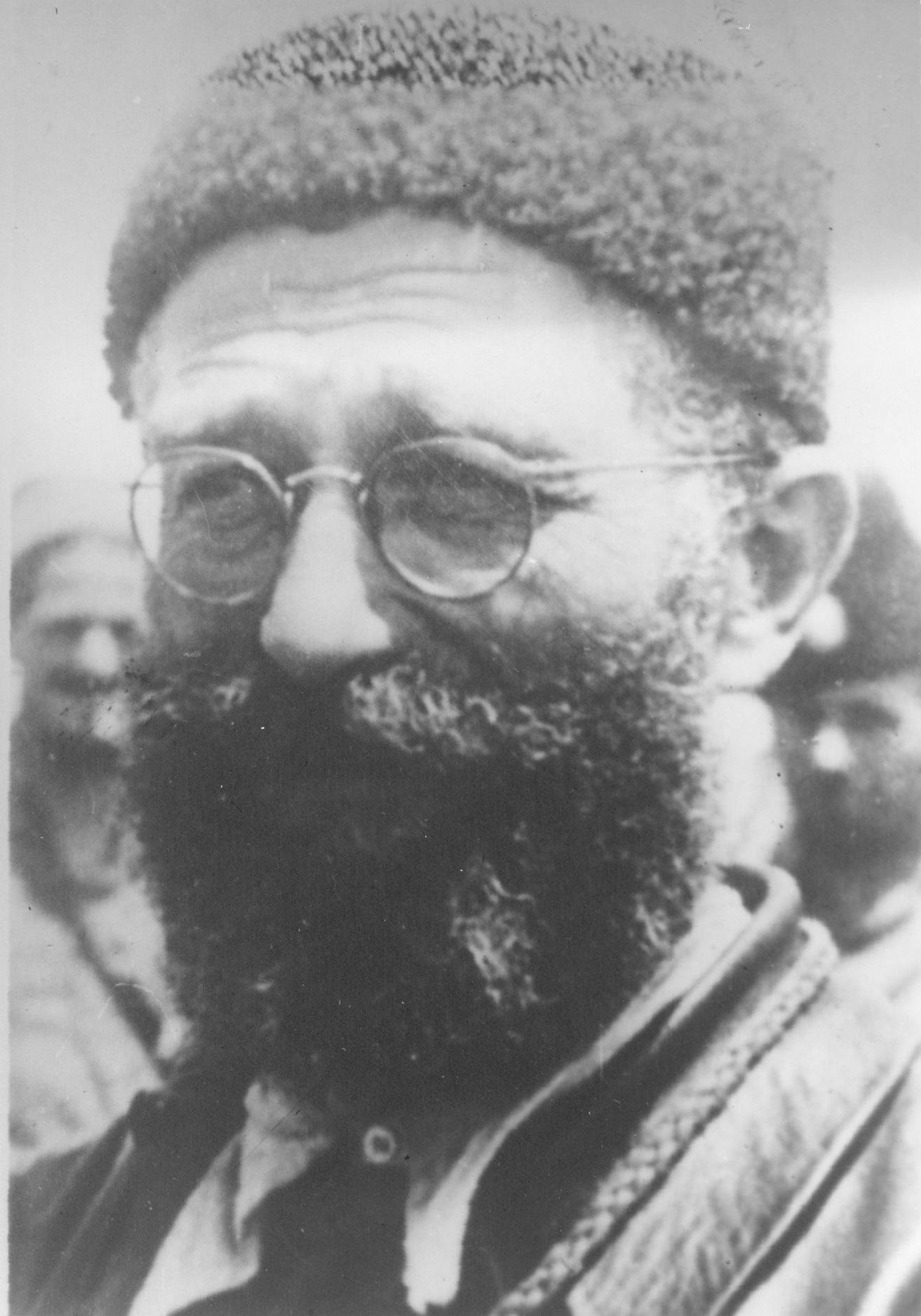
Draža Mihailović.

L'étendard des Tchetniks, portant les inscriptions Pour le roi et la patrie ; La liberté ou la mort.

Le colonel Dragoljub, dit « Draža », Mihailović, un officier serbe, chef d'état-major de la seconde armée en Bosnie au moment de l'invasion, a échappé à la capture : après la capitulation, il rejoint le territoire serbe avec un petit nombre d'hommes. Ayant constaté que les troupes d'occupation allemandes ne disposent que d'effectifs insuffisants, il prend contact avec d'autres officiers qui, comme lui, sont demeurés en liberté et refusent la capitulation. Le 12 mai, Mihailović et ses hommes s'installent dans la zone, montagneuse et difficile d'accès, de la Ravna gora. Mihailović ne semble pas avoir envisagé de se lancer d'emblée dans une résistance active contre les occupants : dans les semaines qui suivent, il s'emploie à constituer un réseau avec des officiers d'active et de réserve, et à prendre contact avec les Britanniques et le gouvernement de Londres dans le but de mener des opérations en liaison avec l'extérieur. Partisan des méthodes des combattants irréguliers « tchetniks » historiques, il baptise son mouvement « Commandement des détachements tchetniks de l'Armée yougoslave » (Komanda četničkih odreda jugoslavenske vojske). L'organisation de Mihailović — qui ne se confond pas avec le mouvement tchetnik de l'entre-deux-guerres, bien qu'elle utilise le même nom et ait des membres en commun avec lui — prend progressivement forme, et attire environ 10 000 hommes à l'Ouest de la Serbie.
Le 19 juin, un messager tchetnik rejoint Istanbul et prend contact avec des royalistes yougoslaves qui, à leur tour, transmettent aux Britanniques la demande d'aide et de reconnaissance officielle de Mihailović.
En août, les Tchetniks créent un Comité central national, avec les quelques civils qui ont rejoint le mouvement de Mihailović. Ceux-ci sont principalement des intellectuels nationalistes serbes issus du Club culturel serbe, dont les plus influents sont Dragiša Vasić et Stevan Moljević,. Dès le mois de juin, Moljević, qui s'affirme comme l'un des principaux idéologues du mouvement, rédige un mémorandum prévoyant, dans la perspective de la reconstruction de la Yougoslavie, la constitution d'une « Serbie homogène » qui dominerait le pays et dont la fondation s'accompagnerait de l'expulsion d'environ 1 000 000 de non-Serbes. Ce programme de Grande Serbie ne semble pas correspondre à un plan préconçu par Mihailović, dont les idées politiques sont peu précises en dehors de la nécessité de restaurer la monarchie ; le Comité central national des Tchetniks ne joue initialement qu'un rôle secondaire,.
Mihailović, qui dispose d'un équipement radio rudimentaire, établit des échanges directs avec les Britanniques début septembre ; le 13, il peut envoyer son premier message au gouvernement royal en exil, auquel il annonce qu'il a rassemblé les restes de l'armée yougoslave dans les montagnes de Serbie pour continuer le combat. Le gouvernement britannique, une fois informé des activités de Mihailović, fonde rapidement de grands espoirs sur ses Tchetniks, ignorant que Mihailović vise davantage à consolider ses forces qu'à lancer d'emblée une insurrection. En effet, si les Tchetniks sont le premier mouvement de résistance à s'être officiellement constitué, ils n'ont initialement que des accrochages défensifs avec les Allemands. Mihailović souhaite éviter autant que possible les affrontements directs avec les forces d'occupation, afin de ne pas entraîner de représailles, à la fois pour ses hommes, pour la population civile serbe, et pour les centaines de milliers de prisonniers de guerre yougoslaves ; il a pour objectif immédiat de créer une force militaire clandestine, dans l'attente d'un débarquement britannique dans les Balkans, afin de pouvoir le moment venu contribuer à la défaite des occupants. À moyen terme, cependant, cette stratégie entraîne des défections dans les rangs du mouvement de Mihailović, que certains de ses subordonnés, désireux de combattre immédiatement les Allemands, quittent pour rejoindre les Partisans.
En outre, les Tchetniks sont un mouvement composé pour l'essentiel de Serbes — ainsi que de Monténégrins se considérant comme Serbes — et qui se réclame de l'ancien régime dominé par les Serbes, ce qui limite d'emblée leur capacité à attirer des membres issus d'autres nationalités. L'unité du mouvement est par ailleurs très relative : en effet, si de multiples groupes tchetniks apparaissent dans la Yougoslavie occupée, Mihailović n'exerce sur eux qu'une autorité théorique, à l'exception des hommes qui se trouvent sous ses ordres directs.

### Les Partisans

L'étendard des Partisans, devenu après 1945 le drapeau national yougoslave.

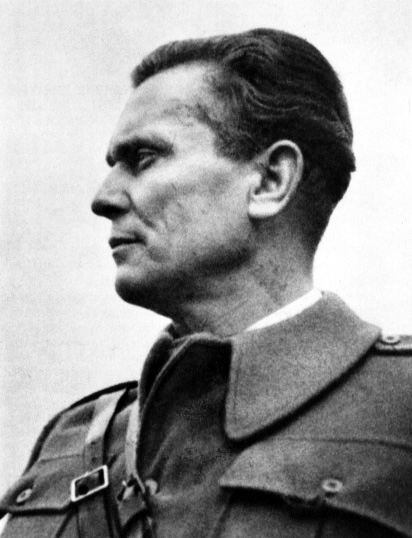
Josip Broz Tito.

Au moment de l'attaque allemande, Tito, chef du Parti communiste de Yougoslavie, se trouve à Zagreb ; il rejoint Belgrade par le train et s'emploie à y réorganiser le comité central du KPJ. Différentes sources ayant informé les communistes d'une prochaine attaque allemande contre l'URSS, Tito et ses hommes se préparent à entrer en résistance.
Entre avril et juin, c'est-à-dire entre le démantèlement de l'État yougoslave et le début des hostilités germano-soviétiques, les communistes s'abstiennent d'utiliser le mot « Yougoslavie » : Tito ne s'en efforce pas moins de maintenir la cohésion du Parti sur le plan national, alors que diverses factions ont réapparu à la faveur de la destruction du pays. Le KPJ reconstitue ses réseaux, se procure des armes et recrute des hommes parmi les adversaires du régime d'avant-guerre. Selon le témoignage de Milovan Djilas, les communistes identifient immédiatement Mihailović et les officiers qui l'entourent comme des adversaires potentiels.
Le 22 juin, l'opération Barbarossa est déclenchée : le Komintern envoie alors à tous les partis communistes l'ordre de venir en aide à l'URSS, avec comme priorité de mener non pas une « révolution socialiste », mais une lutte pour libérer leurs pays respectifs de l'« oppression fasciste ». Le 27 juin, le Comité central nomme Tito au poste de commandant en chef des forces de libération nationale. Tito peut dès lors à nouveau utiliser des slogans patriotiques pour en appeler au combat contre les occupants.
Le 4 juillet — date présentée par la suite par le régime communiste yougoslave comme celle du début de la guerre de résistance — le Comité central se réunit à nouveau à Belgrade et décide d'appeler ses militants à prendre les armes. Le Parti compte alors dans ses rangs environ 10 000 combattants potentiels, dont certains sont des vétérans de la guerre d'Espagne. Les résistants communistes, bientôt surnommés Partisans (Partizan, au pluriel  Partizani, un mot importé du russe), commencent à s'organiser, principalement en Serbie, en Croatie et au Monténégro. Ils reçoivent le renfort de nouvelles recrues, qui prennent le maquis après les récoltes et se joignent à la première organisation de résistance qu'ils trouvent. Tito compte, dans un premier temps, sur une victoire rapide des Soviétiques à l'Est, pour pouvoir ensuite mener la révolution en Yougoslavie avec l'aide de l'Armée rouge,. Le chef communiste lance un mot d'ordre de « résistance antifasciste », censé s'adresser à l'ensemble des peuples de la Yougoslavie.
Les communistes ont, par rapport au mouvement de Mihailović, l'avantage initial d'une organisation déjà rompue à la clandestinité. Si Tito appartient à la même génération que Mihailović, les cadres de son mouvement sont en moyenne plus jeunes que les officiers tchetniks : leurs années d'action clandestine — voire de guerre, pour ceux qui se sont battus en Espagne — sont un atout de plus par rapport aux Tchetniks dont les chefs, militaires de carrière ou de réserve, n'ont pour la plupart (à quelques exceptions près comme Mihailović lui-même) pas d'expérience du combat. Bien que la résistance communiste compte dans ses rangs, dans les premiers temps, 90 % de Serbes et de Monténégrins, les hommes de Tito — qui est lui-même de père croate et de mère slovène — ont comme autre avantage de s'adresser, contrairement aux Tchetniks, non pas aux seuls Serbes mais à l'ensemble des nationalités yougoslaves : cela leur permet, sur le long terme, d'attirer des recrues de diverses origines. Les communistes ont comme atout supplémentaire de ne pas partager les scrupules de Mihailović quant à la répression que les actions de résistance risquent de provoquer à l'encontre des populations civiles : Tito et son entourage comptent au contraire sur la brutalité des occupants pour pousser les Yougoslaves à se soulever et à soutenir les Partisans,.

## Premières insurrections (1941-1942)

### Croatie et Bosnie-Herzégovine

Carte de l'État indépendant de Croatie (en bleu clair), comprenant les territoires actuels de la Croatie proprement dite (sauf les zones côtières en vert, annexées par l'Italie) et de la Bosnie-Herzégovine. La frontière entre les zones d'occupation italienne et allemande est marquée par une ligne mauve.

Le premier soulèvement contre le régime oustachi en Croatie est l'œuvre des populations serbes en danger d'extermination, qui se révoltent dès le mois de juin, en Dalmatie, en Bosnie-Herzégovine et dans la Krajina : il s'agit là d'une insurrection spontanée, sans commandement centralisé. Les combats débutent le 3 juin à l'Est de l'Herzégovine, lorsque la population serbe, persécutée et massacrée par les Oustachis locaux (musulmans pour la plupart), entre en résistance. Les représailles des Oustachis, qui brûlent plusieurs villages et commettent des exécutions en masse, ne font qu'alimenter la révolte.
Les insurgés reçoivent l'aide d'officiers de l'armée yougoslave arrivés de Serbie pour aider les Serbes de Croatie, et de bandes armées formées notamment par des réfugiés de Bosnie. En juillet, l'insurrection s'étend de l'Ouest de la Bosnie jusqu'à l'Est de la Croatie proprement dite. Les communistes locaux, après l'invasion de l'URSS, commencent eux aussi à former des cellules de résistance à Sarajevo et Tuzla. Tito envoie Svetozar Vukmanović, dit « Tempo », organiser les Partisans de Bosnie-Herzégovine.
Les résistants non communistes se présentent comme des Tchetniks, mais ils ne sont pas alors subordonnés à Mihailović. Les chefs de l'insurrection sont pour la plupart d'anciens membres du Parti agrarien, ou des organisations tchetniks de l'entre-deux-guerres, ou les deux. Rapidement, ils prennent le contrôle de la rive bosnienne de la rivière Drina et de voies de communication vers la Serbie ; ils bénéficient parfois de la complicité d'officiers Domobrans hostiles à la politique meurtrière des Oustachis. Certains insurgés serbes d'Herzégovine, s'ils attaquent les autorités oustachies, s'en prennent cependant aussi à des populations civiles, et notamment à des villages musulmans (qualifiés de « turcs »),. Les recrues serbes des Partisans tendent également à commettre des pillages et des attaques contre les civils musulmans et croates ; les communistes ont néanmoins davantage de capacité que les Tchetniks à recruter des Musulmans, ce qui leur permet d'augmenter rapidement leurs effectifs. À l'Ouest de la Croatie, l'insurrection commence à la frontière dalmate et libère la zone entre Drvar et Knin : le soulèvement, essentiellement rural, est d'emblée marqué par des rivalités entre factions de résistance. Les communistes prennent le contrôle de plaines en Syrmie et en Slavonie : leurs chefs, pour la plupart des cadres croates venus des villes, doivent commander des paysans serbes souvent illettrés, et contenir l'hostilité de ces derniers à l'égard des Croates et des Musulmans,. Pris pour cibles par les Tchetniks en Bosnie orientale et en Herzégovine, certains Bosniaques musulmans sont amenés, pour se défendre, à rejoindre des unités militaires oustachies ; d'autres, au contraire, forment leurs unités tchetniks. Mihailović envoie en Bosnie divers officiers, dont en août le major Jezdimir Dangić, avec pour mission d'organiser les Tchetniks locaux.

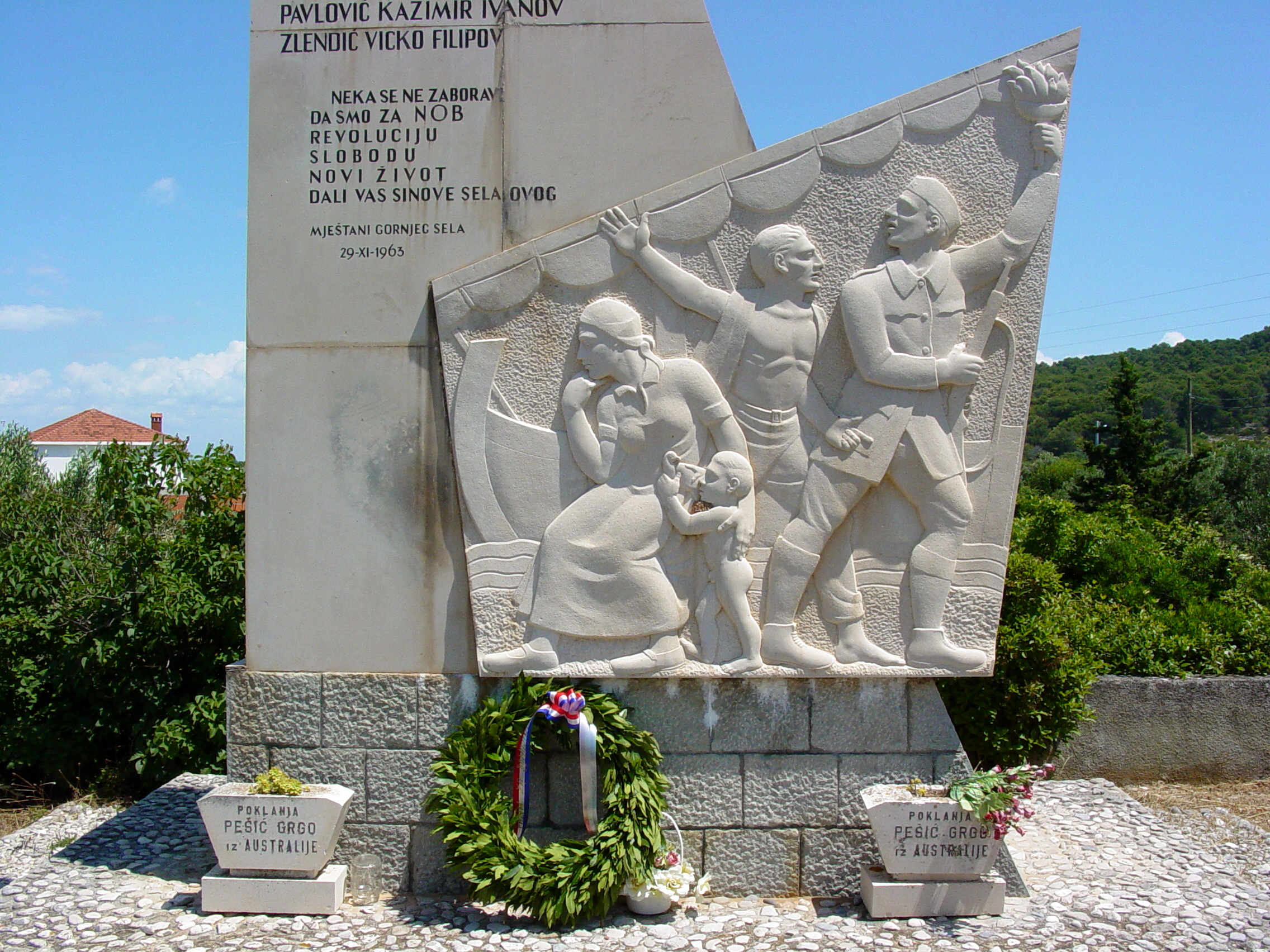
Monument aux morts à Šolta, en Croatie.

Rapidement, le régime de Pavelić est contraint de demander l'aide de ses protecteurs italiens auxquels les Allemands, trop occupés par l'invasion de l'URSS, ont délégué les opérations en Croatie. Les Italiens interviennent et s'emploient à pacifier la zone d'insurrection en risquant le moins de vies possibles. Entretemps, les Oustachis ont dès le mois d'août perdu le contrôle de l'essentiel des régions de Lika et Kordun, et de pans entiers de la Bosnie-Herzégovine.
Dépassés par la situation et par une insurrection qu'ils n'avaient pas prévue, souvent révoltés par les atrocités des Oustachis, les Italiens ont recours à des arrestations arbitraires et créent des tribunaux d'exception, qui prononcent 23 condamnations à mort en 1941 ; certains militaires italiens prennent cependant l'initiative de protéger des populations civiles. En juillet, les groupes rebelles serbes à la frontière entre la Dalmatie, la Bosnie et la Croatie prennent contact avec les Italiens, à qui ils font savoir qu'ils n'éprouvent aucune hostilité envers eux, et qu'ils arrêteront le combat en échange de leur protection.
Les Italiens décident alors en août de réoccuper les zones qu'ils avaient évacuées après le traité du 18 mai. Ils étendent leur zone d'occupation à toute la région côtière, ainsi qu'à l'intégralité de la zone démilitarisée : la plupart des unités oustachies sont évacuées, seules quelques troupes de la Garde nationale croate étant autorisées à rester sur place sous commandement italien. Les occupants lancent une campagne de propagande assurant qu'ils sont venus pour protéger les populations, et appellent à la fin de l'insurrection, sans toujours demander aux rebelles de rendre leurs armes. Certains groupes insurgés, qui souhaitaient avant tout se défendre contre les Oustachis, abandonnent alors le combat ; les communistes sont pour leur part confrontés à un manque de motivation de leurs recrues.
Le 7 septembre, le général Ambrosio diffuse une proclamation annonçant qu'il exercera le pouvoir civil et militaire en accord avec le gouvernement de l'État indépendant de Croatie. Il promet la protection de l'armée italienne à la population, qui est invitée à retourner dans ses villages. Outre la Zone 1 de Croatie (la Dalmatie annexée), les Italiens sont désormais chargés de l'administration civile et militaire de la Zone 2 (la « zone démilitarisée » prévue dans le traité) et l'administration militaire de la Zone 3 (qui va jusqu'à la zone d'occupation allemande) dont les Croates ne conservent que l'administration civile,. Si le régime de Zagreb salue officiellement ce « renforcement » de l'alliance avec l'Italie, il vit en réalité le retour des troupes italiennes comme un affront, sa crédibilité étant très durement atteinte.
Des représentants partisans et tchetniks se rencontrent début octobre pour définir les modalités d'une alliance : ils mènent conjointement plusieurs opérations pendant une brève période, avant la rupture définitive entre les deux mouvements. Cependant, leurs relations sont d'emblée compliquées par la tendance des Tchetniks à privilégier les raids contre les populations musulmanes. Fin octobre, les Partisans et les Tchetniks prennent ensemble la ville de Rogatica. Les hommes de Dangić se livrent alors à des pillages et des tueries ; les Partisans locaux — serbes pour la plupart — reçoivent l'ordre de s'interposer entre les Tchetniks et les civils musulmans, mais refusent d'obtempérer car ils ne veulent pas défendre les « Turcs ». La volonté des Partisans de lancer une insurrection yougoslave unitaire est l'une des raisons premières de la fin de leur alliance en Bosnie avec les Tchetniks. Ces derniers souhaitent au contraire mener un soulèvement purement serbe et se montrent hostiles au recrutement de Croates, de Musulmans ou de Juifs. De leur côté, les Partisans, afin de conserver la loyauté de leur recrues serbes, laissent leur liberté d'action à des éléments incontrôlables qui se livrent à des exactions envers des civils croates et musulmans. Les populations locales en arrivent à redouter les communistes et à se retourner contre eux.
Lors du retour des occupants italiens, divers chefs rebelles nationalistes serbes s'accordent pour coopérer avec ces derniers contre les communistes, qui perdent en soutien populaire à mesure que le danger oustachi se fait moins présent. En octobre, avec l'aide des armées allemande et croate et le soutien des Tchetniks, les Italiens pénètrent dans Drvar. Des communautés croates et musulmanes tentent par ailleurs d'obtenir la protection des Italiens pour se prémunir contre les représailles serbes. Plusieurs chefs tchetniks s'imposent en Croatie pendant l'automne 1941 : le journaliste Radmilo Grdjić, l'ancien député nationaliste Dobroslav Jevđević, et le pope Momčilo Đujić. Jevđević et Đujić s'autoproclament « voïvodes » de leurs troupes respectives. Afin de s'organiser, Jevđević et Grdjić prennent contact avec le leader tchetnik d'avant-guerre Ilija Trifunović-Birčanin, qui s'est réfugié à Split après l'invasion de la Yougoslavie.
À la fin de 1941, l'État indépendant de Croatie est dans une situation difficile : son économie, en mauvais état, est incapable de répondre aux demandes des Allemands et des Italiens. Le régime maintient cependant son autorité à Zagreb, principalement parce que le commandement allemand s'y trouve ; la capitale croate accueille par ailleurs de nombreux Musulmans ayant fui les raids des Tchetniks.
L'« aryanisation » et la « croatisation » des biens serbes et juifs se poursuivent, mais ne sont souvent que des prétextes pour se livrer à des actes de pillage. La Croatie continue entretemps d'être le théâtre d'affrontements ethniques sanglants, alors que des groupes tchetniks serbes répondent à la terreur oustachie en s'en prenant aux Croates et aux musulmans. L'utilisation par les Italiens des auxiliaires tchetniks entraîne des tensions supplémentaires avec les Oustachis, qui sont d'autant plus portés à privilégier leur alliance avec les Allemands.

### Monténégro
Les Italiens prévoient de faire du Monténégro un État-satellite, mais n'ont pas de plan précis quant à son gouvernement ou même ses frontières exactes. Leur projet de restaurer le Royaume du Monténégro — auquel la famille royale italienne est attachée, la reine Hélène en étant originaire — se heurte à un premier obstacle lorsque le prince Michel, héritier de la couronne monténégrine, refuse catégoriquement de reprendre le trône dans ces conditions. Entretemps, durant les premières semaines d'occupation du Monténégro, les Italiens font preuve de bonne volonté, libèrent des prisonniers de guerre, et conservent l'administration d'avant 1941. Ils ne réalisent cependant pas que les séparatistes « Verts » monténégrins, sur lesquels ils pensent s'appuyer pour diriger le pays, ne bénéficient d'aucun soutien populaire, et que des insurrections sont en pleine préparation. De nombreux militaires monténégrins, après avoir combattu sur le front albanais durant l'invasion, sont en effet revenus avec leurs armes. Les communistes préparent eux aussi leur propre soulèvement : Milovan Djilas et Arso Jovanović, des natifs du Monténégro, sont envoyés sur place par Tito pour organiser les Partisans locaux,.

Le Monténégro occupé : le gouvernorat italien en orange ; les régions annexées par le royaume d'Italie en vert-de-gris. Le protectorat albanais, auquel sont rattachées des régions monténégrines, figure en vert clair.

Le 12 juillet, une assemblée, composée de 75 délégués réunis à grand-peine et présidée par le leader séparatiste Sekula Drljević, proclame la restauration de la monarchie monténégrine et demande au roi d'Italie Victor-Emmanuel III de nommer un régent. Mais cette proclamation est immédiatement suivie d'une insurrection générale, menée à la fois par les communistes et par des militaires nationalistes dont les principaux chefs sont le colonel Bajo Stanišić, le major Đorđe Lašić et le capitaine Pavle Đurišić. Dès le 15 juillet, le général italien Alessandro Pirzio Biroli reçoit les pleins pouvoirs pour mater la rébellion. Avec l'aide de troupes irrégulières formées d'Albanais et de Musulmans du Sandžak, les Italiens mènent une contre-insurrection vigoureuse, brûlant des villages, exécutant plusieurs centaines d'habitants et arrêtant entre 10 000 et 20 000 personnes : les irréguliers musulmans sont autorisés à se livrer à des pillages. Face à la répression, l'insurrection se délite, faute d'unité et de moyens militaires suffisants : les groupes nationalistes ne sont en effet pas coordonnés entre eux, seul Đurišić semblant avoir eu des contacts avec le mouvement de Mihailović. Les communistes, quant à eux, tentent de former une alliance avec les nationalistes ; Djilas propose sans succès à Stanišić la direction de l'ensemble des opérations militaires.
Le 12 août, Pirzio Biroli envoie un rapport sur la situation, dans lequel il recommande d'abandonner l'idée d'un État monténégrin indépendant. En octobre, Mussolini se range à ses arguments et décide d'en rester à une administration purement militaire du gouvernorat du Monténégro. Une fois le projet d'indépendance enterré, une partie des groupes insurgés ne souhaite pas poursuivre le combat contre les Italiens, et veut uniquement en découdre avec les bandes musulmanes qui menacent les populations locales. Les communistes monténégrins se montrent, de manière générale, très radicaux. Ils sont cependant divisés entre ceux qui, comme Djilas, prônent des alliances tactiques avec les nationalistes, et les plus extrémistes qui préconisent de tuer aussi bien les Italiens que les opposants de toutes sortes, les communistes « fractionnistes », les Partisans déserteurs, les « koulaks » et les « espions », notamment musulmans,.
La ligne radicale l'emporte, et les communistes monténégrins se livrent à des campagnes de terreur pour éliminer toute concurrence potentielle. Leur insurrection décline en fin d'année quand Tito rappelle une partie de ses hommes en Serbie pour y soutenir les Partisans locaux qui sont en difficulté face aux Allemands. Djilas, dont Tito juge qu'il a mal géré la situation, est rappelé en Serbie en novembre : il est remplacé par Ivan Milutinović, un tenant de la ligne la plus dure. Les Partisans qui se retirent du Monténégro se livrent au passage à de nombreuses exécutions sommaires,,.
Pavle Đurišić, désireux de poursuivre le combat contre les Albanais et les Musulmans, tente en décembre d'entrer en contact direct avec Mihailović. Il ne parvient à rencontrer que l'un des émissaires de ce dernier, le capitaine Rudolf Perhinek, que Mihailović a chargé oralement de nommer Lašić commandant du Monténégro et Đurišić commandant du Sandžak. Đurišić reçoit, accompagné de directives peu précises, un document signé par Perhinek qui le nomme à son poste de commandement. Afin de renforcer son autorité, le chef monténégrin falsifie le document pour le transformer en un ordre signé par Mihailović. Đurišić ramène également avec lui une instruction portant la signature de Mihailović et qui prévoit la création, au sein de la Yougoslavie reconstituée, d'une Grande Serbie ethniquement pure. Ce document interdit toute coopération avec les communistes, et préconise de « nettoyer » les populations musulmanes du Sandžak, de même que les populations croates de Bosnie-Herzégovine, ainsi que les autres minorités « non nationales ». Il est possible que cette instruction ait été un autre faux commis par Đurišić.
Les Partisans conservent un contrôle précaire de la région nord-ouest qui relie le Monténégro à l'Est de la Bosnie, ainsi que de la frontière est du Monténégro : ils opèrent une contre-attaque et regagnent du terrain après la répression italienne. Mais leur retour est marqué par des représailles sanglantes contre leurs adversaires réels ou supposés — censés être des agents de la « cinquième colonne » — et plus généralement contre les « ennemis de classe ». Brûlant des fermes et multipliant à nouveau les exécutions, les communistes tiennent durant un mois et demi, en janvier-février 1942, la ville de Kolašin, dont ils tuent 300 habitants,. Cette politique — qualifiée plus tard de « déviation gauchiste » sous le régime de Tito — retourne la population locale contre eux et vaut aux Tchetniks un grand nombre de nouvelles recrues. Stanišić proclame la « révolte » contre les communistes. Du fait des agissements problématiques de Milutinović, Tito renvoie au Monténégro Djilas, qui retrouve en mars un pays ravagé par la violence, où les campagnes de terreur des communistes ont favorisé non seulement les Tchetniks, mais également les occupants.
Le gouverneur Pirzio Biroli décide de jouer des dissensions entre groupes rebelles. En mars, les Italiens parviennent à un accord avec Stanišić qui accepte, en échange de nourriture et de matériel pour ses hommes, de ne plus attaquer les occupants et de se concentrer sur la lutte contre les communistes. Đurišić semble avoir conclu un accord similaire. Le général Blažo Đukanović, ancien ban de la Zeta, est reconnu en mars par Stanišić et Đurišić comme porte-parole des « nationalistes » locaux. Outre leur alliance avec les Tchetniks, les Italiens s'appuient au Monténégro sur des rivaux de ces derniers, la milice des « Verts » séparatistes dirigée par Krsto Popović.

### Serbie

#### Un double soulèvement
L'insurrection en Serbie n'est pas, chronologiquement, la première, mais elle est plus structurée que celles de Croatie et du Monténégro : surtout, elle marque le véritable début de la guerre intra-yougoslave qui oppose les deux mouvements de résistance. Contrairement aux Tchetniks de Mihailović, les Partisans de Tito passent immédiatement à l'action, se livrant notamment à de nombreux sabotages des voies de communication dans l'espoir de soulager le front russe. Dès le mois de juillet, les actions des communistes se multiplient en Serbie. L'ampleur même du soulèvement pose des difficultés aux Partisans, qui n'avaient pas prévu un tel afflux de recrues : Tito doit commander une masse de paysans serbes, rétifs à l'endoctrinement idéologique, et qui ne souhaitent pas s'éloigner de leurs villages.

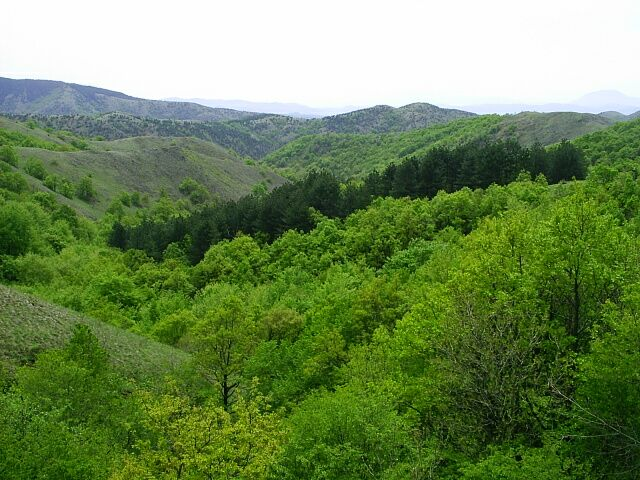
La région de la montagne Ravna Gora, territoire originel des Tchetniks de Mihailović.

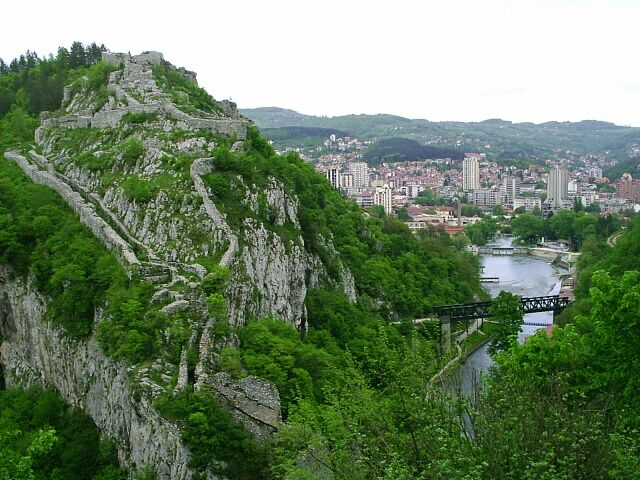
Vue contemporaine de la ville d'Užice, première place forte des Partisans de Tito.

Alors que les Partisans ont déjà engagé le combat contre les forces d'occupation, Mihailović demeure réticent à faire de même : il se conforme à la directive du gouvernement royal en exil qui, le 22 juillet, appelle les Yougoslaves, via un message diffusé par la BBC, à éviter les actions de résistance ouverte et à attendre un débarquement des Alliés. Il ordonne cependant à contre-cœur de mener des actions de sabotage, afin de ne pas laisser aux communistes l'exclusivité de la lutte armée. Les Tchetniks de Mihailović demeurent cependant nettement moins actifs que les Partisans : leur premier véritable fait d'armes a lieu le 31 août, quand un groupe de Tchetniks, théoriquement subordonné à Mihailović, prend aux Allemands la ville de Loznica. Dès cette époque, les officiers qui reconnaissent Mihailović comme leur chef sont divisés : certains considèrent d'emblée que s'opposer aux communistes est une priorité plus urgente que de combattre les occupants ; d'autres sont impatients d'affronter les Allemands, d'autres enfin craignent d'exposer la population serbe aux représailles. Les communistes envoient des émissaires à Mihailović, qui accepte de coopérer avec eux : à partir de fin août, Partisans et Tchetniks mènent des actions conjointes contre les forces d'occupation en Serbie. Entretemps, dans le Kosovo que les Italiens ont rattaché à l'Albanie, les Tchetniks n'opposent qu'une résistance limitée aux Albanais qui s'en prennent aux populations serbes, tandis que celle des communistes locaux est quasiment nulle.

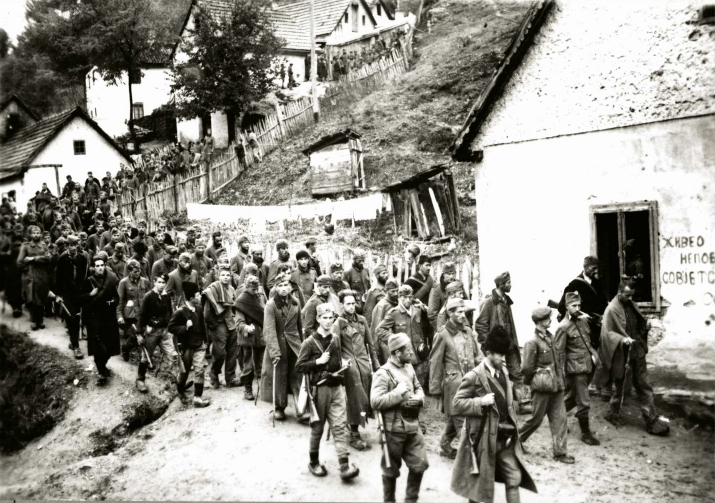
En 1941, des Partisans et des Tchetniks escortent des prisonniers allemands.

Le déclenchement de l'insurrection pousse les Allemands à prendre des mesures radicales en Serbie, tout en essayant dans le même temps de faire participer les populations locales à la lutte contre les insurgés : la nomination du général Nedić à la tête du gouvernement serbe fait partie de leurs efforts en ce sens. Devant la multiplication des actes de résistance, les Allemands déclarent la Serbie « zone de guerre », et des troupes sont envoyées en renfort depuis la Grèce, la Roumanie et la Croatie. Ne pouvant se permettre de dégarnir trop longtemps leurs effectifs dans les pays voisins, les occupants usent de méthodes de terreur pour mater rapidement les rebelles. Les premières exécutions d'otages serbes ont lieu fin juillet ; des villages entiers sont brûlés. Après avoir dégarni leurs troupes en Yougoslavie pour les besoins de l'opération Barbarossa, les Allemands sont contraints d'y envoyer des renforts, amenés de Grèce, de France et du front russe.
Le 16 septembre, Hitler ordonne au Haut commandement de la Wehrmacht de faire de l'instruction émise en avril par von Weichs — selon laquelle cent civils doivent être exécutés en Serbie pour chaque soldat allemand tué — la norme pour tous les territoires occupés ; cinquante personnes devront en outre être abattues pour chaque soldat blessé, et toute attaque contre les forces d'occupation devra être considérée comme d'origine « communiste ». Le général Franz Böhme, envoyé de Grèce avec les pleins pouvoirs pour écraser la rébellion, ordonne que l'instruction soit appliquée sans faire aucune exception : elle est en outre étendue aux attaques visant toute personne d'ethnie allemande, puis à celles qui viseraient les Bulgares ou les collaborateurs serbes. Fin octobre, les voies de communication en Serbie sont paralysées : plusieurs petites villes sont entre les mains des insurgés, qui commencent à faire le siège de localités plus importantes. Les hommes de Mihailović tiennent Požega, tandis que Tito a établi son quartier-général à Užice : dans cette dernière ville, surnommée la « république d’Užice », les Partisans mettent en place un embryon de régime communiste et exécutent des militants coupables de « déviations politiques »,.
Le 19 septembre, Mihailović rencontre Tito, à l'initiative de ce dernier. Les deux chefs de la résistance ne parviennent pas à définir de ligne commune, en raison de leur méfiance mutuelle, mais surtout de divergences stratégiques fondamentales : alors que Tito souhaite unir leurs forces en vue d'un soulèvement général, Mihailović veut mettre fin à une insurrection qu'il juge prématurée et dont il pense qu'elle ne pourra que mettre les populations civiles en danger,. Pour Tito, au contraire, la répression allemande aura l'avantage de gagner les populations à la cause de la résistance. Mihailović, comme d'ailleurs les Allemands, ignore alors la véritable identité de Tito : lui et ses subordonnés prennent initialement le chef communiste — qui, ayant grandi en parlant le slovène et le dialecte kaïkavien, s'exprime en serbo-croate avec un accent — pour un agent russe qui aurait été parachuté par les Soviétiques,.
Après être parvenu à un modus vivendi incertain avec Mihailović, Tito assiste à la fin du mois à une réunion des chefs du Parti communiste, au cours de laquelle il est décidé de provoquer des soulèvements dans toute la Yougoslavie pour s'emparer de territoires, tout en évitant le combat direct avec les troupes d'occupation. Un Commandement suprême des Détachements de Partisans est créé, sous la direction de Tito.
Sur les conseils de Hugh Dalton, responsable du SOE, Winston Churchill ordonne en septembre l'envoi d'une mission d'information auprès de la résistance yougoslave : l'équipe est composée de deux officiers yougoslaves, les majors Zaharije Ostojić et Mirko Lalatović, et d'un Britannique, le capitaine Duane T. Hudson, ancien agent du SOE en Serbie. Les envoyés débarquent le 20 septembre sur les côtes monténégrines et se dirigent ensuite vers la Serbie. Ostojić et Lalatović prévoient de rejoindre directement Mihailović — dont ils deviennent par la suite des subordonnés — mais Hudson, qui a pour mission de s'informer sur la situation globale, prend d'abord contact avec les Partisans. Favorablement impressionné par l'activité de ces derniers, il en informe sa hiérarchie. Des communistes escortent ensuite Hudson et Ostojić jusqu'à Užice, où Hudson rencontre Tito fin octobre. Le chef des Partisans lui assure alors que, contrairement à ce que croient les Britanniques, ses hommes sont les seuls à combattre les occupants.

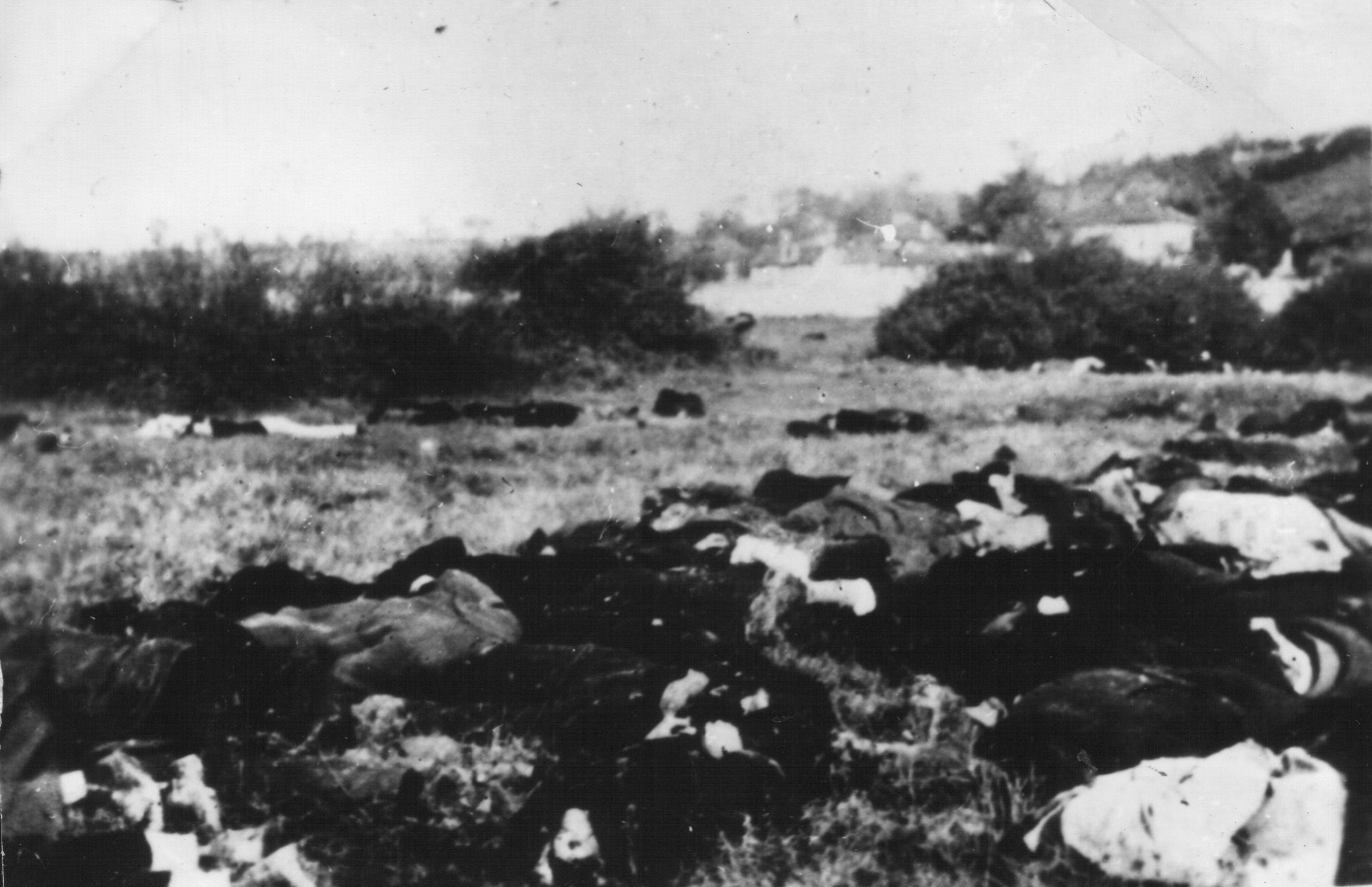
Cadavres d'otages abattus à Kragujevac.

Entre le 18 et le 21 octobre, pour faire un exemple après une attaque conjointe des Partisans et des Tchetniks, les troupes allemandes, aidées d'unités Volksdeutsche, de Volontaires serbes et de soldats de la Garde nationale serbe, effectuent des arrestations massives à Kragujevac et Kraljevo, en vue d'exécuter tous les hommes prisonniers (massacre de Kragujevac et massacre de Kraljevo). Les 20 et 21, plus de 2 000 personnes, dont des enfants, sont massacrés à Kragujevac,,. Cette tuerie confirme les craintes de Mihailović quant au caractère prématuré du soulèvement et aux risques de représailles allemandes, et conforte le chef des Tchetniks dans sa stratégie.

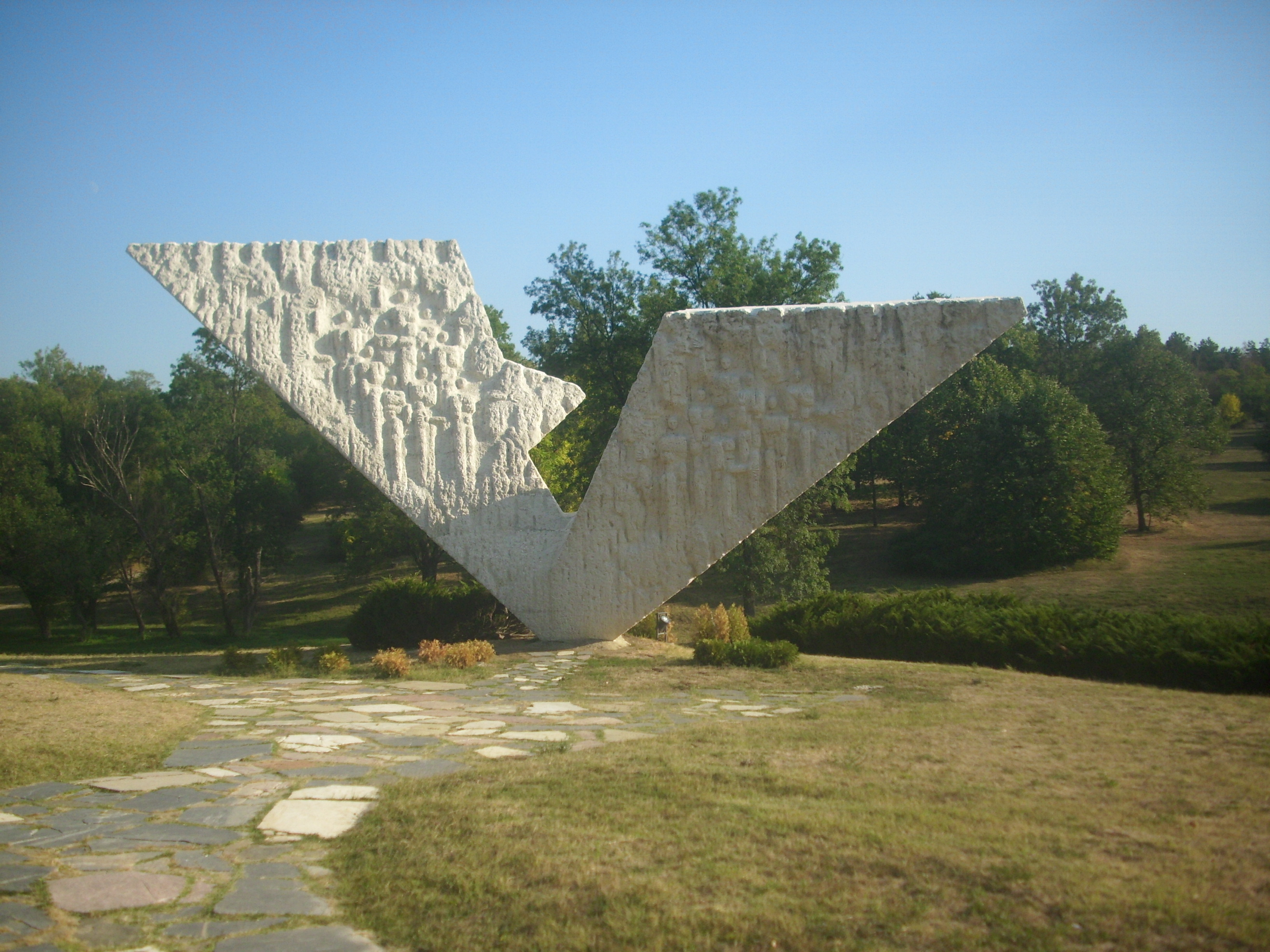
Monument au parc mémoriel de Šumarice, établi sur le site du massacre de Kragujevac.

Quelques jours plus tard, le capitaine Hudson rejoint le quartier-général tchetnik de la Ravna Gora : Mihailović, qui a été informé par Ostojić de ses contacts avec les Partisans, le reçoit froidement, mais cette arrivée lui fait espérer une aide concrète de la part des Britanniques. En attendant, Tito ayant proposé de partager des armes, Mihailović évite le conflit ouvert avec les communistes. Des accrochages entre Partisans et Tchetniks ont cependant lieu dès le mois d'octobre.
Fin octobre, les Britanniques, qui jugent le soulèvement serbe héroïque bien que prématuré, décident, en accord avec le gouvernement yougoslave en exil, de venir directement en aide à Mihailović. Le Middle East Command du Caire reçoit l'ordre de ravitailler les Tchetniks par air et par mer. Le 15 novembre, la BBC annonce qu'un décret royal a nommé Mihailović à la tête du Commandement suprême de l'« Armée yougoslave dans la patrie » (Jugoslovenska vojska u otadžbini ou JVO, nouveau nom officiel des Tchetniks).

#### Début du conflit entre Partisans et Tchetniks
Entretemps, le 27 octobre, Tito et Mihailović se rencontrent pour la seconde et dernière fois. Tito propose que Hudson, qui vient d'arriver chez les Tchetniks, participe aux discussions, mais Mihailović, qui préfère éviter de montrer ses différends avec les Partisans devant un agent britannique, refuse. Un accord de portée limitée est trouvé, qui prévoit notamment que les deux mouvements partagent les armes qu'ils auront récupérées. Mihailović conclut cependant, dès cette époque, que ses adversaires prioritaires ne sont pas les forces de l'Axe mais les Partisans et décide de passer à l'attaque contre ces derniers, repoussant l'opération uniquement parce qu'il ne dispose pas d'un armement suffisant,. Il informe le capitaine Hudson de sa position, en insistant sur le fait qu'il s'agit d'une affaire interne yougoslave.

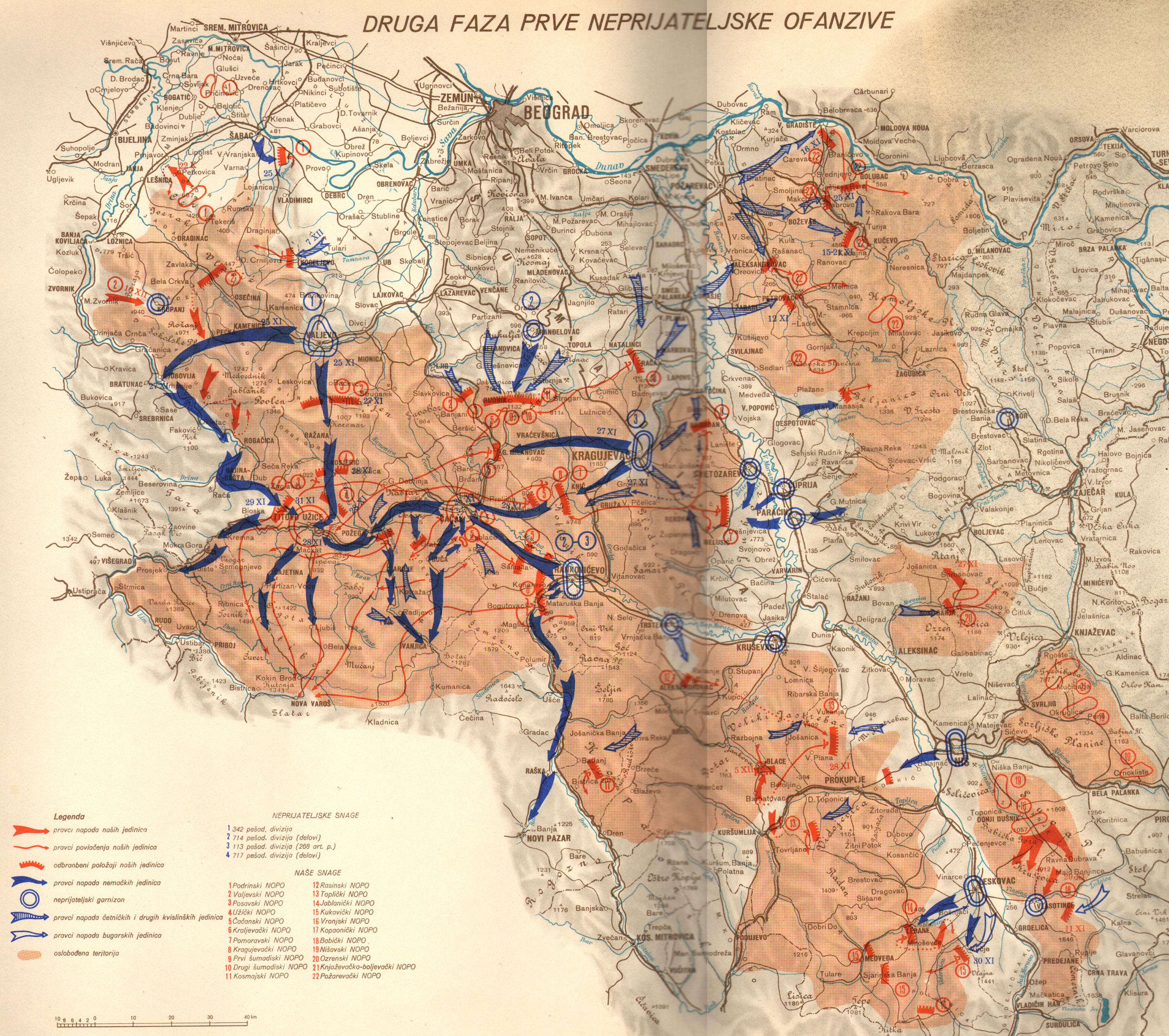
Carte de l'opération Užice, première offensive allemande contre les Partisans.

Quelques jours après cette deuxième rencontre, les hostilités commencent entre Partisans et Tchetniks : dans la nuit du 1er au 2 novembre, les Tchetniks attaquent le bastion des Partisans à Užice, mais sont repoussés. Les affrontements entre les deux factions se multiplient, les populations civiles se trouvant prises entre deux feux. Mihailović demande au gouvernement yougoslave de Londres d'accélérer l'envoi de l'aide britannique, sur laquelle il compte désormais pour combattre les communistes. Hudson, de son côté, informe Le Caire que l'aide des Alliés risque d'alimenter une guerre civile, et conseille de faire pression sur Mihailović pour obtenir l'unification de toutes les forces « antifascistes » yougoslaves. Après avoir reçu une première livraison d'armes par avion le 9 novembre, les Tchetniks attendent en vain la seconde. Les Allemands, entretemps, poursuivent leur offensive, commencée fin septembre, contre les « bandes communistes » (appellation désignant conjointement les hommes de Tito et de Mihailović) et se rapprochent des quartiers-généraux des Partisans et des Tchetniks.

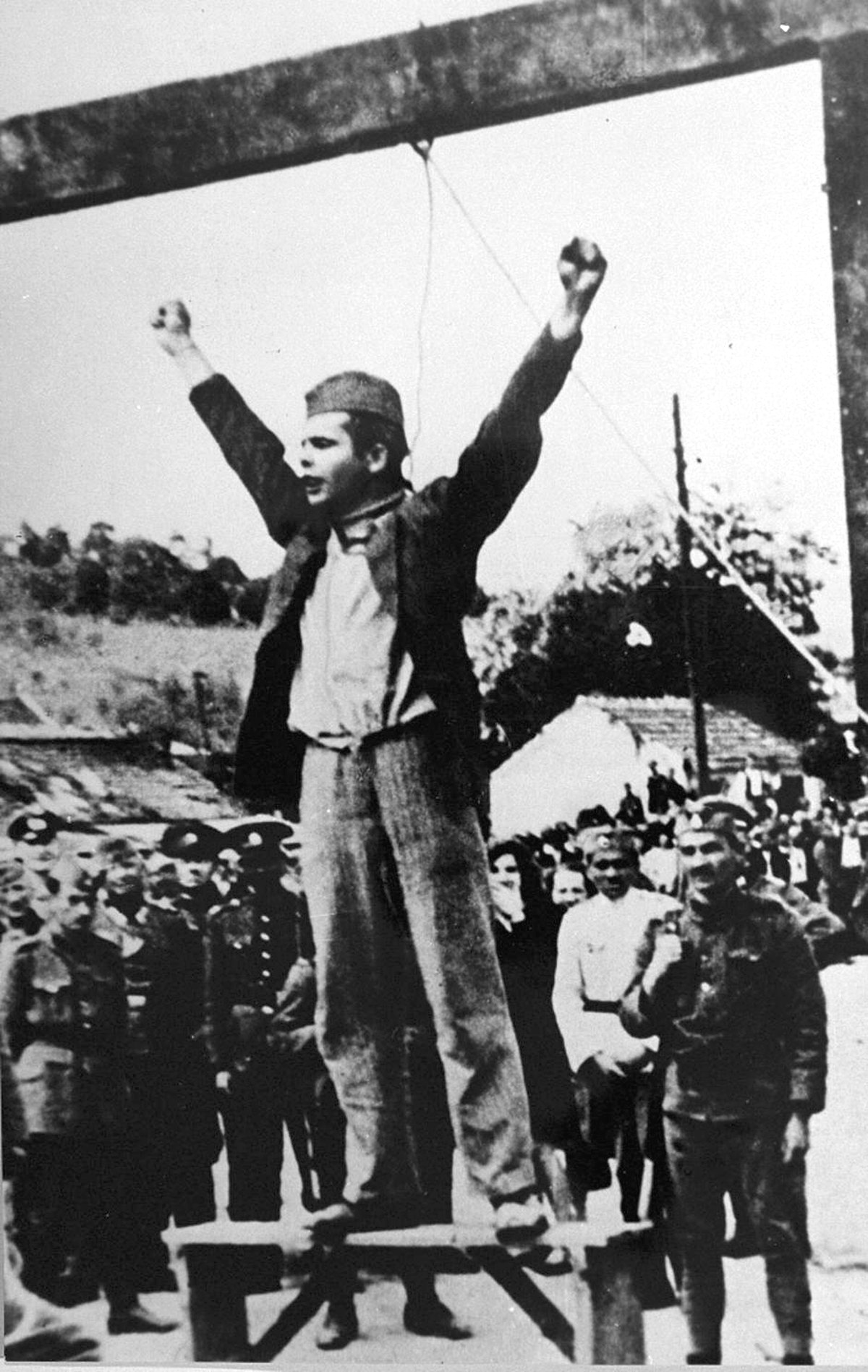
Pendaison en mai 1942 à Valjevo de l'officier partisan Stjepan Filipović.

Le gouvernement de Milan Nedić tente de son côté de régler la situation : bien qu'opposé aux deux mouvements de résistance, Nedić juge possible de discuter avec Mihailović, qui a été son subordonné dans l'armée royale yougoslave. Milan Aćimović, ministre de l'intérieur de Nedić, garde lui aussi le contact avec Mihailović. Malgré l'opposition de Böhme, Nedić fait passer fin octobre à Mihailović des messages lui proposant de « légaliser » ses Tchetniks, c'est-à-dire de leur fournir des armes contre les communistes en échange d'une fin de l'insurrection. Le 28 octobre, deux officiers tchetniks présents à Belgrade prennent contact avec le capitaine Josef Matl, responsable local de l'Abwehr — le service de renseignements de l'armée allemande — et lui proposent une alliance contre les communistes. L'Abwehr, informée du conflit entre les deux factions de résistance, décide d'exploiter cette faille pour neutraliser au moins l'un des deux groupes ; Matl propose une rencontre avec Mihailović en personne. Bien que bénéficiant, auprès de la population serbe, d'une popularité supérieure à celle des Partisans, Mihailović se trouve à ce moment dans une situation quasi désespérée : ses hommes sont mis en échec par les Partisans et menacés par l'avancée des troupes allemandes, tandis que l'aide britannique ne semble plus devoir arriver. Le 11 novembre, il rencontre à Divci le capitaine Matl et un supérieur hiérarchique de ce dernier, le lieutenant-colonel Rudolf Kogard. Espérant obtenir de la part des Allemands des armes et des munitions pour combattre les communistes, il accepte le principe d'une trêve avec les occupants, mais souhaite conserver le contrôle des territoires pris par ses troupes. Kogard, qui n'est pas venu dans un esprit de négociation, exige au contraire que les Tchetniks déposent immédiatement les armes, ce que Mihailović refuse. N'ayant pu trouver un terrain d'entente avec Mihailović, les Allemands lancent ensuite une opération pour appréhender ce dernier, qui leur échappe de justesse,,,. C'est peut-être un avertissement envoyé par Aćimović qui a permis à Mihailović d'éviter la capture. Le chef tchetnik dissimule à Hudson sa rencontre avec les représentants allemands, et n'en informe pas non plus le gouvernement en exil.
Tito ayant proposé une troisième rencontre pour tenter de mettre un terme au conflit entre les factions yougoslaves, des représentants partisans (Aleksandar Ranković, Ivo Lola Ribar et Petar Stambolić) et tchetniks (Mirko Lalatović et Radoslav Đurić) parlementent fin novembre. Ils parviennent à un accord précaire sur les actions à mener en commun contre les occupants, mais d'importantes dissensions demeurent et l'accord n'est finalement pas appliqué. Dans le même temps, en effet, les Allemands passent à la dernière phase de leur offensive contre la résistance serbe. Tito et Mihailović se parlent une dernière fois au téléphone le 28 novembre : Tito annonce qu'il va défendre ses positions, et Mihailović qu'il va disperser ses hommes. Finalement, les Partisans quittent Užice le lendemain : avec une troupe de 10 000 hommes et femmes, Tito évacue la Serbie centrale en direction du Sandžak monténégrin,.
Les Tchetniks se retirent vers leur bastion de la Ravna Gora, mais sont ensuite attaqués par les Allemands courant décembre. Mihailović, après avoir une nouvelle fois évité de peu la capture, gagne les monts Rudnik avec une petite escorte. Les Allemands mettent sa tête à prix le 10 décembre. Le chef des Tchetniks ordonne à la majorité de ses détachements de se disperser, mais autorise entre 2 000 et 3 000 de ses hommes à être « légalisés », devenant ainsi des auxiliaires du régime de Nedić. Cette idée n'est apparemment pas venue de Mihailović, qui semble cependant l'avoir approuvée. En effet, si Mihailović ne passe pas à la collaboration ouverte comme Kosta Pećanac, cet arrangement permet à une partie de ses hommes de bénéficier d'un salaire et de recevoir le matériel nécessaire pour continuer le combat contre les communistes, tout en évitant d'être attaqués par les Allemands. Outre ces troupes légalisées, certains Tchetniks passent en Bosnie pour combattre les Oustachis ; la majorité abandonne cependant la lutte,.
Mihailović est en fuite, sans troupes sous son commandement direct et sans contact radio avec l'extérieur. La propagande britannique, dans le même temps, le présente comme le chef d'un vaste mouvement de résistance nationale. Fin 1941-début 1942, alors que Tito et les Partisans sont encore inconnus du grand public hors de la Yougoslavie, la presse alliée — britannique, mais aussi américaine — exagère démesurément les exploits des Tchetniks en décrivant ces derniers comme les héros d'un « second front » parallèle au théâtre d'opérations africain. Le 7 décembre, Mihailović est promu général,.
En janvier 1942, Slobodan Jovanović succède à Simović en tant que Premier ministre du gouvernement en exil : Mihailović est alors nommé ministre de la guerre. Après s'être caché plusieurs mois dans la région des monts Rudnik, Mihailović ne reprend des contacts radio réguliers avec l'extérieur qu'au mois de mars. Le gouvernement Nedić retrouve sa trace à la même époque : une rencontre clandestine a alors lieu entre Mihailović et Milan Aćimović, avec l'accord des Allemands. Ces derniers sont ensuite informés que Mihailović est prêt à s'allier avec le régime de Nedić contre les communistes, mais le plénipotentiaire allemand Paul Bader oppose son veto à cette idée. Mihailović quitte mi-mai la Serbie pour le Monténégro, afin de se rapprocher des chefs tchetniks monténégrins comme Đurišić, qui ont des territoires sous leur contrôle.

### Slovénie

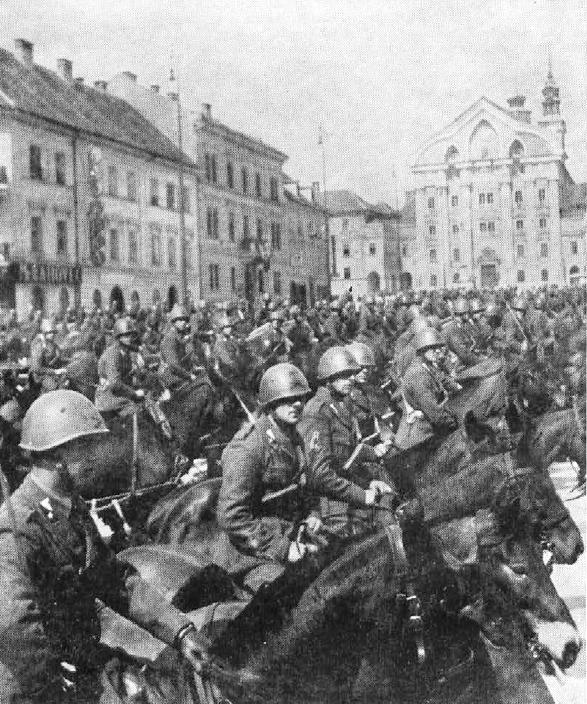
Troupes italiennes dans la province de Ljubljana, en Slovénie occupée.

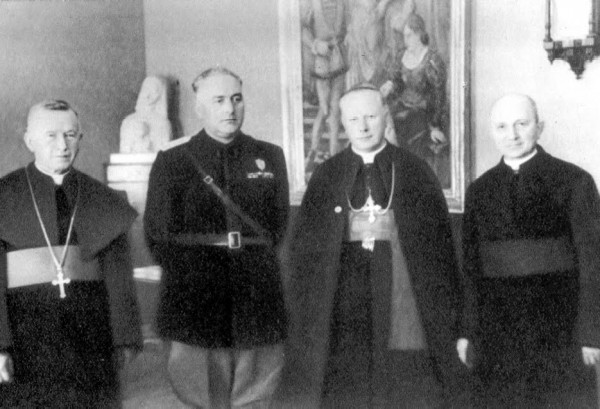
Le gouverneur italien Emilio Grazioli (deuxième en partant de la gauche) en compagnie de l'évêque de Ljubljana Gregorij Rožman (troisième).

En Slovénie, les politiques d'italianisation, de germanisation et de magyarisation, et plus encore les déplacements de populations imposés par les Allemands, alimentent le ressentiment contre les occupants. La zone allemande au Nord présentant trop de difficultés, c'est dans la zone italienne au Sud que les communistes locaux, dirigés notamment par Edvard Kardelj et Boris Kidrič, commencent à mettre sur pied leur organisation, avec le renfort de nombreux réfugiés venus des zones allemande et hongroise. Ils forment avec des chrétiens-sociaux et des libéraux de gauche une coalition, le Front de libération (Osvobodilna fronta ou OF), qui affiche des idées politiques modérées sur une base « patriotique » et présente la Slovénie comme une entité politique distincte.
Durant l'été 1941, le Front de libération multiplie les sabotages et les coups de main contre les occupants ; les Italiens réagissent alors avec une grande brutalité. En septembre, le gouverneur Grazioli crée un tribunal extraordinaire qui condamne à des peines de prison toute personne trouvée en possession de « littérature subversive », et à mort toute personne ayant attaqué les troupes italiennes.
Le général Mario Robotti, commandant du XIe corps d'armée et responsable militaire de la zone, se montre partisan de la manière forte, entrant d'ailleurs en conflit avec Grazioli qu'il ne trouve pas assez ferme. En janvier 1942, il obtient de Mussolini de pouvoir décréter zone d'opérations militaires toute la province de Ljubljana. Il fait couper du reste du territoire la ville de Ljubljana, qui est entourée d'un réseau de fil de fer barbelé ; les postes militaires se multiplient, et des camps de concentration sont ouverts, notamment sur l'île de Rab. Robotti applique également, avec beaucoup de zèle, la circulaire 3C émise par Roatta sur les opérations de contre-insurrection.
Entre 1941 et 1943, la répression fait 9 000 morts en Slovénie : environ 35 000 personnes sont envoyées dans des camps. Les Italiens ne parviennent cependant ni à pacifier le territoire, ni à établir avec les Slovènes une politique de collaboration sincère et efficace : dès décembre 1941, Marko Natlačen, déçu de voir les Slovènes passés d'une domination serbe à une domination italienne, démissionne de la Consulta.
Les actions du Front de libération suscitent rapidement l'hostilité des élites traditionnelles slovènes, qui les jugent trop risquées : à la demande de Natlačen, Mgr Rožman dénonce publiquement les menées des communistes. Des émissaires de Mihailović — ce dernier cherche alors à créer ses réseaux en Slovénie, ce qui constitue l'une de ses rares tentatives pour rallier des non-Serbes à sa cause — prennent contact avec les organisations de droite, mais aussi avec certains membres non communistes de l'OF. À la fin de 1941, les communistes, qui tendent à prendre le contrôle total du Front de libération, commencent à assassiner les « traîtres » qui dénoncent les Partisans locaux, ou bien qui recrutent pour les groupes concurrents du Front. Leurs actions contribuent à pousser certains non-communistes vers la collaboration avec les occupants.

### Macédoine

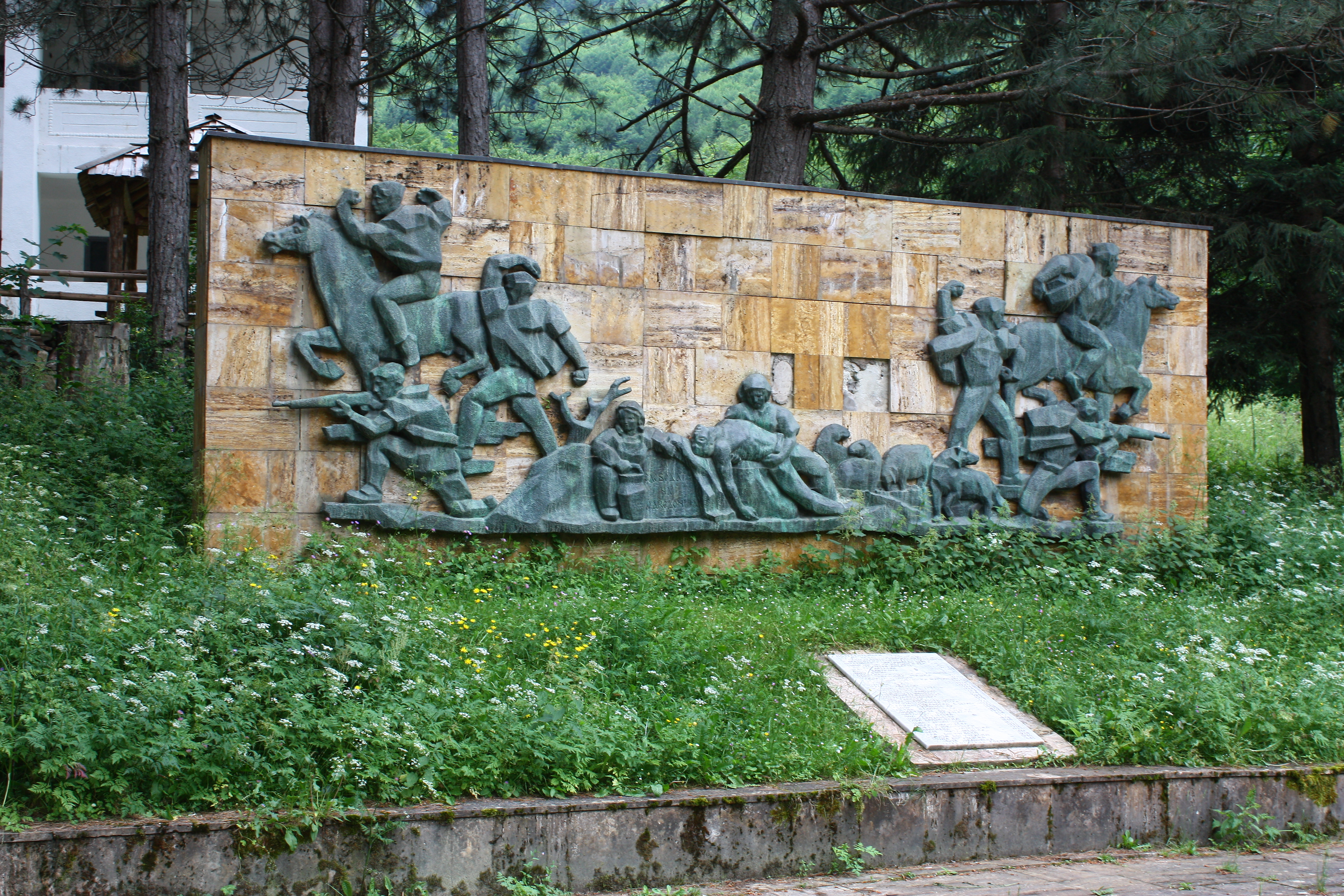
Monument à la résistance à Gostivar (Macédoine).

La Macédoine, dont l'Est est occupé par la Bulgarie et l'Ouest par l'Italie, représente un cas particulier, du fait notamment de son identité nationale incertaine. Certains Macédoniens se considèrent en effet comme des Bulgares et le responsable local du Parti communiste de Yougoslavie, Metodi Shatorov, a transféré après l'invasion son allégeance au Parti communiste bulgare, avec l'essentiel de la direction macédonienne,.
Après l'attaque contre l'URSS, les Soviétiques donnent satisfaction à Tito en reconnaissant les frontières macédoniennes d'avant-guerre, et donc la légitimité du PC yougoslave — au détriment de son homologue bulgare — pour gérer les opérations en Macédoine. Tito envoie alors Lazar Koliševski pour remplacer Shatorov et reprendre en main l'appareil local du KPJ. À partir d'octobre 1941, des groupes de Partisans mènent des attaques contre les occupants en Macédoine. La résistance macédonienne a cependant de grandes difficultés à se développer avant la mi-1942 : les militants communistes sont rares en Macédoine et la plupart sont davantage favorables à une fédération balkanique entre États qu'à une restauration pure et simple de la Yougoslavie. Koliševski est arrêté par les Bulgares dès novembre 1941.
En avril 1942, les Partisans macédoniens fomentent une insurrection dans la région du Vardar, mais leur tentative de soulèvement est brutalement réprimée par les Bulgares. En raison de la distance géographique, d'un terrain difficilement praticable, de l'absence de Macédoniens au sein de la direction des Partisans, mais aussi de conditions d'occupation que la population juge initialement moins dures que la domination des Serbes, la Macédoine demeure jusqu'au début de 1943 un terrain d'opérations marginal du conflit yougoslave.
Ce n'est qu'à partir de l'été 1942 que la détérioration des conditions de vie, la conscription dans l'armée bulgare et la politique de « bulgarisation » imposée par les occupants commencent à indisposer suffisamment la population macédonienne pour permettre aux groupes insurgés d'augmenter leurs effectifs. Les communistes choisissent de jouer sur le nationalisme anti-serbe des Macédoniens, mais c'est justement un Serbe, Svetozar Vukmanović, que Tito charge de réorganiser les Partisans locaux ; le nouveau chef n'arrive d'ailleurs sur place que début 1943. Radoslav Đurić devient en avril 1942 chef des Tchetniks dans la région. Il s'emploie à contrer les Bulgares et les communistes mais n'obtient guère de résultats, tandis que la police bulgare effectue de nombreuses arrestations parmi ses hommes.

### Conséquences sur l'Albanie voisine
L'insurrection communiste en Yougoslavie déborde sur le protectorat italien d'Albanie, auquel ont été annexés plusieurs territoires yougoslaves et où Tito envoie des agents organiser la résistance locale. C'est avec le soutien des Yougoslaves qu'Enver Hoxha devient le chef du nouveau Parti communiste d'Albanie, fondé en novembre 1941. Avec l'aide des hommes de Tito, les Albanais créent leur organisation de résistance, le Mouvement de libération nationale (Lëvizje nacionalçlirimtare ou LNÇ). Mehmet Shehu, ancien des Brigades internationales, en devient le chef militaire. À partir du printemps 1942, des petits groupes de Partisans albanais lancent des attaques sporadiques contre les Italiens et les collaborateurs locaux,.

## Une guerre civile dans la guerre mondiale
De l'invasion de 1941 aux derniers jours du conflit mondial en Europe — et même au-delà — la Yougoslavie est le théâtre d'affrontements très meurtriers et d'exactions commises tant par les occupants que par les diverses factions yougoslaves. Au combat qui oppose les résistants et les forces de l'Axe s'ajoutent la guerre entre groupes insurgés, les épurations politiques et les nettoyages ethniques commis par l'ensemble des belligérants, aussi bien les collaborateurs — notamment les atrocités des Oustachis envers les Serbes — que les factions de résistance. Les Tchetniks se livrent à des raids sanglants dans les villages, où ils traquent et tuent les sympathisants des Partisans et leurs familles, et s'en prennent également aux hommes de Nedić et de Ljotić comme aux séparatistes monténégrins. Mais, outre ces tueries motivées par des raisons idéologiques, ils commettent également de nombreux massacres de populations civiles pour des raisons purement ethniques, leur but étant non seulement de libérer le pays des forces de l'Axe, mais également de créer une « Grande Serbie » homogène en se débarrassant des populations non serbes. Usant fréquemment de l'arme blanche comme les Oustachis, ils se livrent contre les Croates, et plus encore contre les Musulmans, à des actes de barbarie qui sont en partie, mais pas uniquement, des réactions aux exactions du régime de Pavelić. Les Tchetniks brûlent des villages entiers : ils y exterminent parfois tous les hommes de plus de 15 ans, mais, dans d'autres cas, s'en prennent aussi aux femmes et aux enfants. Ces campagnes de terreur ont également une dimension religieuse : les Tchetniks tuent des imams, des hafiz et des prêtres catholiques qu'ils vont parfois jusqu'à écorcher vifs. Une controverse demeure quant au rôle de Draža Mihailović : s'il semble avoir condamné ces actions à titre personnel et s'en être plaint à son entourage, le chef des Tchetniks ne prend aucune mesure concrète pour arrêter les massacres. Dépendant des différents chefs locaux dont il ne peut ni approuver publiquement ni condamner les actions, il cherche avant tout à maintenir la cohésion du mouvement tchetnik dans l'attente de l'arrivée des Alliés. Pour l'historien Stevan K. Pavlowitch, soit Mihailović était dans l'incapacité de mettre un terme aux exactions des Tchetniks, soit il ne souhaitait pas le faire. Si les violences contre les civils musulmans de Bosnie sont principalement le fait des Tchetniks, qui en tuent plusieurs dizaines de milliers, les Oustachis s'en prennent également à eux de manière croissante.
Les Partisans se livrent eux aussi à des exactions — notamment contre leurs opposants politiques, y compris d'anciens militants communistes qualifiés de « trotskistes » —, détruisent des villages ou des habitations — entre autres pour terroriser la population locale et la dissuader de se joindre aux Tchetniks — et procèdent à des exécutions en masse. Cependant, s'ils s'en prennent à des populations civiles,, ils le font à un degré moindre, en Croatie et en Bosnie-Herzégovine, que les Oustachis, les Tchetniks et les occupants. Des massacres ethniques sont commis par des Partisans, mais ces actions sont l'œuvre d'éléments incontrôlés et ne viennent pas d'instructions données par les chefs communistes, qui n'y ont aucun intérêt car ils cherchent au contraire à rallier à leur cause toutes les nationalités. Des atrocités sont par ailleurs commises contre les troupes d'occupation : lors de l'insurrection de l'été 1941 au Monténégro, des soldats italiens capturés sont suppliciés par les communistes, qui arrachent leurs viscères pour les donner à manger à des porcs ou fracassent leurs crânes à coups de marteau ; en Serbie, les Partisans attaquent un train allemand qu'ils laissent ensuite arriver à destination avec à l'intérieur les cadavres des soldats dont l'un, cuit vivant à la broche, est mis en évidence.

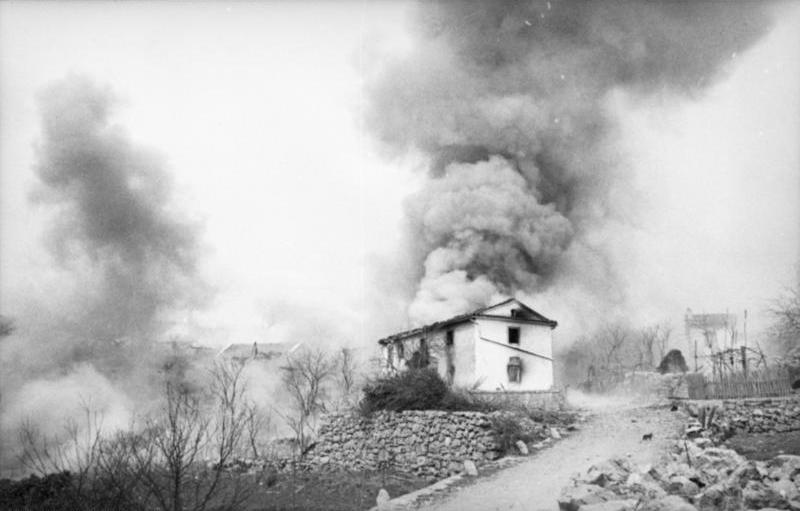
Destruction d'un village lors d'une opération de police allemande en 1943.

Les Partisans comme les Tchetniks souhaitent la victoire des Alliés et la défaite de l'Axe ; le combat qui oppose les deux mouvements insurgés tend cependant à prendre le pas sur leur lutte pour la libération du pays, leurs conceptions de l'avenir de la Yougoslavie étant radicalement antagonistes. La priorité de Tito est avant tout d'imposer après-guerre un nouvel ordre politique, tandis que celle de Mihailović est de contrecarrer les plans de Tito. Si l'idéologie « grand-serbe » des Tchetniks leur vaut un soutien populaire non négligeable en Serbie et au Monténégro, ils sont cependant loin de gagner l'adhésion de tous les Serbes : les Partisans s'avèrent en effet plus efficaces pour protéger les villages serbes contre les Oustachis, ce qui leur vaut d'être soutenus par de nombreux Serbes vivant dans l'État croate. Par ailleurs, les Serbes qui n'adhèrent pas aux actions des Tchetniks sont eux aussi visés par les campagnes de terreur de ces derniers.
Les Musulmans sont très divisés. En Bosnie, certains tentent de collaborer avec les Italiens et les Allemands en court-circuitant le gouvernement de Pavelić, tandis que d'autres forment de multiples groupes d'auto-défense, sur lesquels les Oustachis n'ont aucune prise : le plus important est la Légion des volontaires musulmans, une milice constituée d'anciens Partisans et d'anciens membres des forces de défense locales, créée en octobre 1942 et commandée par Husein (dit « Huska ») Miljković. Ce dernier, d'abord allié aux Oustachis, demande initialement à Pavelić l'autorisation de former une unité musulmane pour combattre les rebelles. Devant le refus du Poglavnik, Miljković passe outre et crée tout de même sa légion, envisageant désormais une révolte autonomiste musulmane contre le régime oustachi.
La Slovénie est moins concernée que les autres parties du pays par les problèmes de mélanges de populations. Dans cette région, le conflit entre Yougoslaves n'a pas la même dimension ethnique et se résume pour l'essentiel à un affrontement de nature politique, entre communistes et anticommunistes.
Les clergés yougoslaves sont tout aussi divisés que les nationalités. De nombreux prêtres catholiques collaborent à des degrés divers avec les Oustachis en Croatie, ainsi qu'avec les Italiens et les Allemands en Slovénie, mais un petit nombre d'entre eux rejoint les Partisans. Les religieux catholiques sont cependant beaucoup moins présents au sein des forces de Tito que les membres du clergé orthodoxe, que l'on retrouve chez les Partisans comme chez les Tchetniks. Certains prêtres orthodoxes, sympathisants de Ljotić, collaborent au contraire avec les Allemands. On trouve également des résistants comme des collaborateurs parmi les religieux musulmans : le mufti de Zagreb est ainsi un proche allié des Oustachis. Après la première phase de massacres de prêtres orthodoxes par les Oustachis en 1941, des membres de tous les clergés yougoslaves — catholique, orthodoxe et dans une moindre mesure musulman — sont par ailleurs victimes d'assassinats, d'exécutions et de tueries de la part de l'un ou de l'autre camp au cours du conflit.
La cruauté de la guerre en Yougoslavie est encore accentuée par le caractère à la fois éclaté, imprévisible et très mouvant du front, où se multiplient les opérations de guérilla et les embuscades contre les troupes d'occupation. Confrontés à des insurrections dont ils n'avaient prévu ni l'ampleur ni la violence, les occupants tentent de rétablir l'ordre en prenant les mesures les plus brutales — qu'il s'agisse des rafles et exécutions d'otages, ou de la création des camps allemands et italiens — et se livrent à de nombreuses atrocités contre les populations civiles et les résistants. La violence de l'occupation va croissant à mesure que les troupes de l'Axe lancent une offensive après l'autre contre la résistance : des Partisans capturés par les Allemands sont ainsi écrasés vivants à l'aide de tanks. En juin 1942, Mussolini ordonne à ses commandants militaires d'intensifier les opérations de répression : en quelques jours, 67 000 personnes sont raflées dans les zones d'occupation italiennes et internées dans des camps de prisonniers, situés notamment sur des îles de la côte dalmate.
Dans l'État indépendant de Croatie, les campagnes de répression contre les communistes réels ou supposés s'intensifient en 1942 et 1943, entraînant de nombreuses exécutions et contribuant à pousser les populations croate et musulmane à la révolte ; en juin 1943, un massacre de Musulmans commis à Srebrenica par les Oustachis entraîne la défection de divers membres musulmans du mouvement. Au cours des opérations contre les Partisans, destructions, exécutions et pendaisons sont monnaie courante. Outre les exactions des Allemands et des Italiens, des tueries sont également commises par les Hongrois — notamment en 1942 dans la région de Novi Sad — et les Bulgares.

## Opérations de 1941 à 1943

### Alliance entre Tchetniks et Italiens au Monténégro

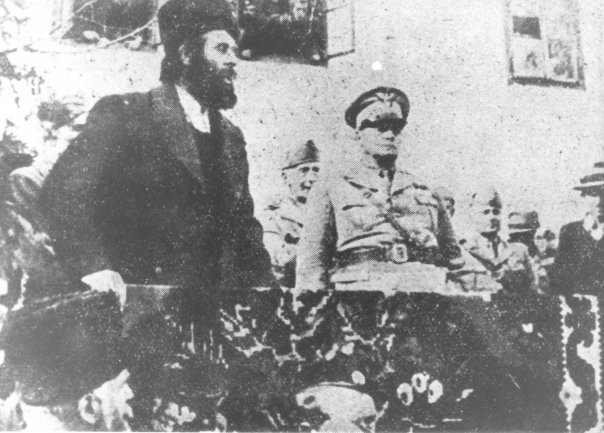
Le chef tchetnik Pavle Đurišić en compagnie du gouverneur italien Alessandro Pirzio Biroli.

Dans le gouvernorat italien du Monténégro, les exactions des communistes ont eu pour effet de gonfler les rangs des Tchetniks locaux. Alors que Stanišić vient, le 6 mars 1942, de s'allier avec les Italiens contre les communistes, Tito envoie, le 10, une directive aux Partisans monténégrins auxquels il ordonne de concentrer leurs attaques sur les Tchetniks, quitte à éviter le combat contre les Italiens. Les Partisans regagnent du terrain au Monténégro mais dès la fin du mois de mars, les occupants mènent — parallèlement à l'opération Trio qui se déroule en Bosnie — une offensive contre les communistes avec le soutien des Tchetniks : pratiquement tous les Partisans restants sont chassés du Monténégro.
Le territoire étant désormais pacifié, les Italiens partagent dans les faits le pouvoir avec les Tchetniks et les séparatistes « Verts ». Stanišić a la haute main sur les régions centrales, tandis que Đurišić, qui a établi son quartier-général à Kolašin, domine le Nord du pays. Les Tchetniks doivent cependant se résigner à ce que Krsto Popović, chef de la milice des Verts, ait la responsabilité officielle des régions de Cetinje et de Bar. Le 24 juillet, un accord avec les Italiens reconnaît Đukanović comme chef officiel des « forces armées nationalistes du Monténégro » : cette appellation recouvre théoriquement les Tchetniks et les Verts, les deux mouvements demeurant pourtant opposés. Đukanović est placé à la tête d'un « comité national » dont les fonctions semblent avoir été essentiellement symboliques. Stanišić et Đurišić restent en effet les véritables chefs militaires des Tchetniks monténégrins, tandis que Đukanović, qui réside à Cetinje, n'a pas de troupes sous ses ordres. Les Tchetniks et les Verts participent, chacun de leur côté, à des opérations de maintien de l'ordre aux côtés des Italiens.
Mihailović et son escorte arrivent en juin au Monténégro. Lors de son procès en 1946, Mihailović affirme avoir dû à l'époque accepter les arrangements avec les Italiens, ayant trouvé la situation en l'état. Il n'a en outre pas de troupes sous ses ordres directs, au contraire de Đurišić et Stanišić qui le reconnaissent comme chef théorique en vertu de son autorité « morale » mais agissent en toute indépendance. Mihailović, dont l'entourage ne s'entend guère avec les chefs monténégrins, s'installe dans le village de Gornje Lipovo ; les Italiens prennent le parti d'ignorer sa présence. Acceptant la nomination de Đukanović, il tente de profiter de la situation en exploitant les armes et le matériel fournis par les Italiens, et en préparant les Tchetniks locaux au futur débarquement des Alliés dans les Balkans.
La branche monténégrine des Tchetniks, très attachée à son identité serbe, se signale en outre par son idéologie radicale. L'anticommunisme y est aussi extrême que les actions des communistes monténégrins ont été violentes, et l'hostilité envers les Musulmans y est profonde. Leurs contacts avec la Dalmatie et l'Herzégovine ont par ailleurs convaincu une partie des Tchetniks de la nécessité de se séparer des Croates, même au prix de l'unité yougoslave. Le 1er décembre, afin de préparer un programme politique en vue de l'après-guerre, Đurišić organise un congrès tchetnik à Šahovići, dans les bouches de Kotor : celui-ci se déroule en présence de représentants de la société civile serbe, mais en l'absence de Mihailović et Đukanović qui y ont cependant envoyé des représentants. Le congrès, dominé par Đurišić et son entourage, est surtout l'occasion d'exprimer des positions extrémistes et intolérantes : les participants concluent à la nécessité de restaurer la monarchie yougoslave en établissant après la guerre une « dictature tchetnik » temporaire, tout en séparant les populations serbes, croates et slovènes.
Sur le plan militaire, Đurišić s'emploie essentiellement à venger les persécutions subies par les Serbes. Il mène au Monténégro et à la frontière bosnienne des raids de représailles qui visent théoriquement les milices musulmanes mais, dans les faits, frappent souvent des populations civiles : il détruit ainsi de nombreux villages musulmans, ce dont il se vante volontiers auprès de Mihailović.

### Opérations en Bosnie-Herzégovine et en Croatie

#### Conflit entre Partisans et Tchetniks en Bosnie-Herzégovine

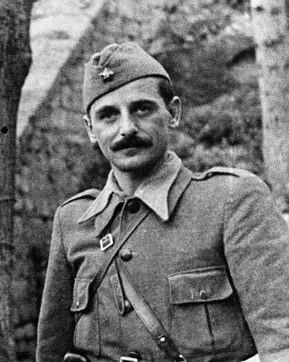
Koča Popović, commandant de la 1re brigade prolétarienne des Partisans.

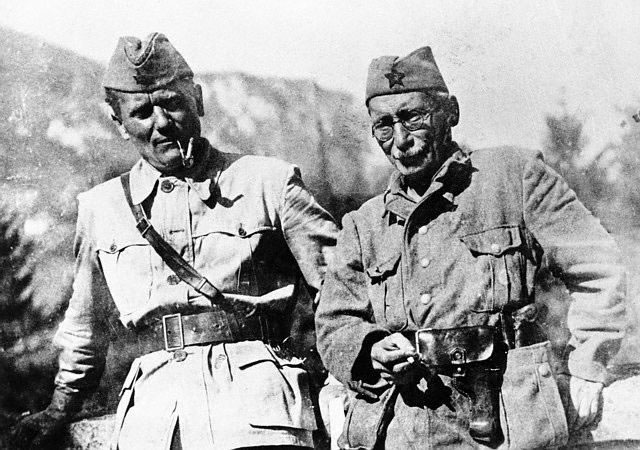
Tito et le cadre communiste serbe Moša Pijade, à Foča.

Fin 1941, les Partisans, chassés de Serbie, perdent également l'essentiel de leurs positions au Monténégro. Tito décide alors d'éviter le territoire monténégrin et de s'établir en Bosnie, pour y créer un lien entre les zones d'opérations bosnienne et monténégrine. Après avoir, le 14 décembre, échappé de peu à la capture par les Italiens, il rejoint Svetozar Vukmanović qui est parvenu à prendre le contrôle d'importants territoires à l'Est de la Bosnie. Tito et ses hommes s'installent à Foča, une ville qui a changé plusieurs fois de main et dont la population a fait l'objet de massacres de la part des différentes factions : les Oustachis y ont d'abord visé les Serbes, puis les Tchetniks s'en sont pris aux Croates et aux Musulmans. Les communistes ne rencontrent que peu de résistance de la part des Tchetniks locaux, qui ne souhaitent pas affronter d'autres Serbes. Les Partisans mènent eux aussi des campagnes de terreur, en visant les Tchetniks, les communistes jugés trop modérés, les paysans riches ou les gendarmes, mais aussi en pillant des villages croates et musulmans. Depuis la Bosnie, ils commencent à réorganiser leurs formations militaires. Le 21 décembre, la « 1re brigade prolétarienne » est créée, sous le commandement de Koča Popović : elle constitue le modèle des autres brigades partisanes, formations de base qui servent par la suite aux Partisans à se transformer en « Armée de libération nationale »,.
Dans un premier temps, les Partisans se concentrent sur le combat contre les Tchetniks de Bosnie, au détriment de la lutte contre les occupants. Le major Boško Todorović, l'un des représentants de Mihailović, était parvenu à unifier les groupes locaux, à leur conseiller la prudence dans leur alliance avec les Italiens et à leur faire combattre principalement les Oustachis tout en laissant les occupants se charger des communistes : il est tué par les Partisans en février 1942. Les attaques des communistes conduisent les nationalistes locaux à s'allier d'autant plus avec les Italiens. En outre, en s'efforçant de transformer ce qui était jusque-là une insurrection essentiellement serbe en une révolution des Croates, Musulmans et Serbes contre la « bourgeoisie réactionnaire », les communistes adoptent des positions extrémistes qui contribuent à les affaiblir.
Chacun des camps contribue, par ses excès, à alimenter ses adversaires. Les campagnes de terreur des Partisans — que les communistes eux-mêmes attribuent par la suite aux erreurs de la « déviation gauchiste », comme au Monténégro — les amènent à s'en prendre à des villages entiers soupçonnés de soutenir les Tchetniks ; elles ont pour conséquence de renforcer ces derniers en Herzégovine. Dans le même temps, les massacres commis par les Tchetniks permettent aux Oustachis d'attirer de nouvelles recrues : la « Légion noire », une milice oustachie formée en Bosnie-Herzégovine pour combattre les insurgés, compte ainsi dans ses rangs une forte proportion de Musulmans ayant fui les Tchetniks.
Une fois à Foča, Tito reprend le contact radio avec le Komintern. Les Soviétiques sont alors forcés de lui avouer que l'Armée rouge est dans l'impossibilité de porter secours aux communistes yougoslaves. Faute de pouvoir apporter une aide matérielle à Tito, ils encouragent ce dernier à continuer de s'en prendre aux pro-britanniques et aux collaborateurs ; ils lui conseillent en outre de ne plus afficher l'idéologie communiste de son mouvement, allant jusqu'à lui reprocher d'utiliser des appellations comme « brigade prolétarienne ». Dès lors, en conformité avec les instructions de Moscou, le mot d'ordre des Partisans devient le ralliement de tous les « antifascistes » sous la bannière d'une coalition baptisée « Mouvement de libération nationale » (Narodnooslobodilački pokret ou NOP).
Inquiets de la forte concentration des organisations de résistance à l'Est de la Bosnie, les Allemands pensent d'abord demander aux Italiens d'occuper tout le territoire de l'État indépendant de Croatie, mais Hitler oppose son veto à cette idée. Paul Bader, plénipotentiaire allemand en Serbie, est alors chargé au début de 1942 de mener une série d'opérations (appelée sous le régime de Tito la « seconde offensive » anti-Partisans) pour tenter de pacifier la zone, avec des troupes venues de Serbie et de Sarajevo et l'aide de l'armée croate. Jezdimir Dangić, représentant local de Mihailović, est contacté par les Allemands qui cherchent à obtenir une trêve avec les nationalistes. Dangić se rend à Belgrade en janvier pour négocier avec Bader et Milan Nedić, avec qui il parvient à un accord détaillé prévoyant une coopération entre ses hommes et les occupants. Cette initiative se heurte cependant au veto du général Walter Kuntze, commandant de la Wehrmacht pour l'Europe du Sud-Est : les Allemands ne sont en effet pas aussi libres que les Italiens d'exploiter les divisions entre les insurgés. Les Partisans, de leur côté, concluent des trêves locales avec les Oustachis afin d'avoir les mains libres pour affronter les Tchetniks,.
En janvier 1942, les Allemands commencent à préparer avec les Italiens et les Croates l'opération Trio, une nouvelle offensive contre les mouvements de résistance. L'organisation de cette « troisième offensive », menée à l'Est de la Bosnie, prend d'abord du retard à cause des Oustachis, qui craignent de perdre le contrôle d'une partie de leurs territoires et gênent délibérément les opérations de leurs alliés. L'attaque est finalement lancée en avril contre tous les groupes insurgés entre Sarajevo et la Drina. Les Tchetniks et les Partisans, pris entre deux feux, n'en continuent pas moins, dans le même temps, de s'attaquer mutuellement. Les Tchetniks laissent passer les troupes allemandes pour leur permettre d'attaquer les Partisans, tandis que les Partisans s'en prennent à l'arrière-garde des Tchetniks alors que ceux-ci sont attaqués par les Oustachis. A contrario, certains groupes tchetniks et partisans fusionnent les uns avec les autres. Dangić est arrêté en avril sur ordre de Kuntze, alors qu'il transite à nouveau par la Serbie. Il est déporté en Pologne, tandis qu'une partie de ses hommes est arrêtée et envoyée dans des camps,.

#### Alliance entre Italiens et Tchetniks

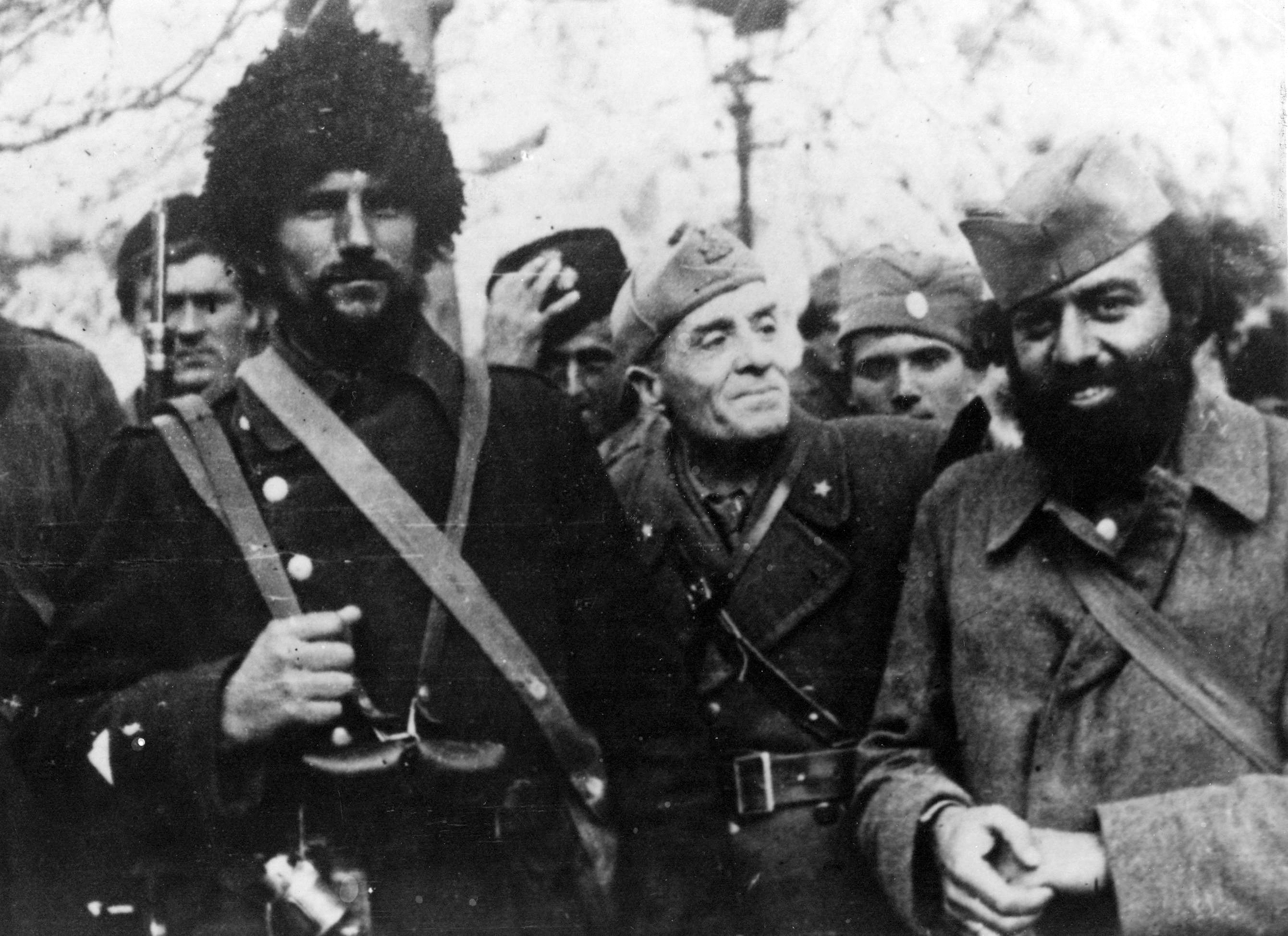
Un officier de l'armée italienne en compagnie de deux Tchetniks.

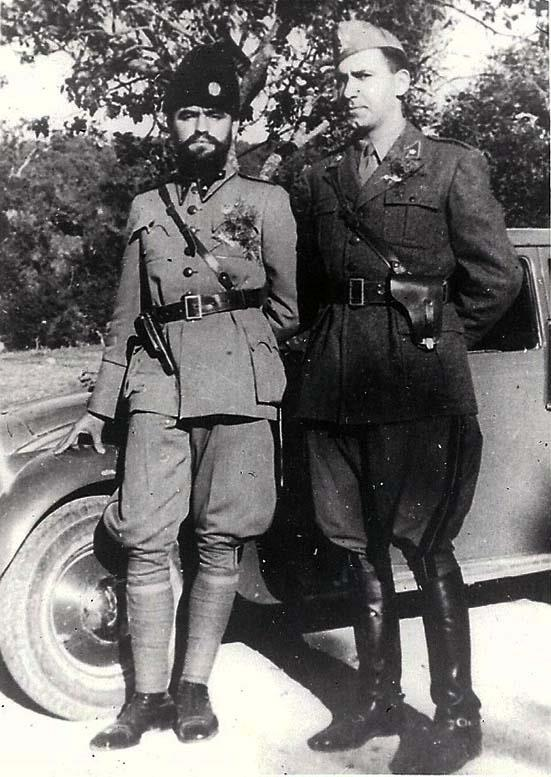
Le pope Momčilo Đujić (à gauche), commandant tchetnik de Dalmatie, en compagnie d'un officier italien.

En Herzégovine, au contraire, le général Mario Roatta, commandant de la IIe armée italienne, exploite le conflit entre Partisans et Tchetniks en s'appuyant sur ces derniers ; il profite également du manque d'autorité réelle de Mihailović sur une partie des chefs tchetniks locaux, notamment Dobroslav Jevđević. Le 19 juin, Roatta conclut avec Pavelić un accord qui donne aux Oustachis la responsabilité de la zone centrale du pays : dans le même temps, il est décidé de créer une Milice volontaire anticommuniste (MVAC), destinée à appuyer les troupes italiennes. Théoriquement distincts des Tchetniks, ces combattants sont souvent dans les faits des Tchetniks légalisés. Ces derniers se confondent en outre avec les membres d'autres bandes tchetniks que les Italiens continuent de considérer comme des combattants irréguliers : les mêmes personnes passent volontiers d'un groupe à l'autre.
Les troupes tchetniks locales — qui comptent, en février 1943, 20 514 hommes regroupés en 56 détachements — sont réparties dans les zones 2 et 3 de la sphère d'influence italienne. Selon les termes de l'accord italo-croate qui met en place la MVAC, les Tchetniks reconnaissent le gouvernement de l'État indépendant de Croatie et sont censés utiliser leurs armes exclusivement pour combattre les Partisans, sans s'en prendre aux intérêts du régime de Zagreb ni aux populations croates. Des groupes de Tchetniks de Bosnie vont jusqu'à conclure directement des accords avec le régime oustachi, avec l'accord des Allemands. Mais, sur le terrain, de nombreux chefs tchetniks ne respectent pas les termes de l'accord pris avec les Italiens et continuent de s'attaquer aux autorités comme aux civils croates, en présentant leurs actions comme une revanche sur la terreur oustachie. C'est également le cas des détachements censés collaborer avec le gouvernement de Zagreb ; les divers groupes tchetniks, légalisés ou pas, continuent de se livrer occasionnellement à des sabotages et à des actions visant les Oustachis, ou les Allemands dans la zone d'occupation de ces derniers. Les exactions des Tchetniks sont une source permanente de tensions entre les autorités d'occupation italiennes et le régime de Pavelić, qui leur adresse régulièrement des protestations. Roatta ne dévie cependant pas de sa ligne, considérant que cette alliance a neutralisé les rebelles nationalistes serbes et s'avère très utile pour combattre les communistes : ce n'est qu'une fois ces derniers vaincus qu'il entend régler le problème tchetnik. En octobre, après de nouveaux massacres, des groupes de la MVAC présents dans la Zone 2 sont déplacés vers l'Herzégovine ou la Dalmatie, voire parfois désarmés. Roatta promet de mettre un terme aux excès de ses alliés tchetniks, mais il continue de s'appuyer sur eux, contredisant ses assurances au gouvernement de Zagreb. Le commandant italien rejette en outre une partie des reproches des Oustachis, en attribuant certains crimes commis par les Tchetniks à des éléments incontrôlés ou à des communistes.
Parallèlement, les Tchetniks présents sur le territoire de l'État indépendant de Croatie reconnaissent Mihailović comme leur chef officiel, profitant ainsi du prestige que ce dernier a acquis en Serbie. En mars 1942, Ilija Trifunović-Birčanin contacte Mihailović : ce dernier lui envoie alors un courrier qui le nomme commandant des Tchetniks en Bosnie, en Herzégovine, dans la Lika et en Dalmatie, tout en le laissant libre d'agir localement à sa guise. Mihailović n'a que des contacts espacés avec les divers dirigeants tchetniks, qui ne sont ses subordonnés qu'en théorie : il doit souvent, pour leur transmettre ses instructions, compter sur des messagers qui traversent le pays à pieds. L'autorité de Trifunović-Birčanin — sexagénaire à la santé déclinante, qui passe la majeure partie de son temps à Split, loin des zones de combat — est en outre loin d'être absolue. Jevđević vise en effet à le supplanter comme chef des Tchetniks sur le territoire de l'État indépendant de Croatie : collaborant de plus en plus ouvertement avec les Italiens, il présente sa politique comme un acte de « patriotisme » qui permet aux autres chefs tchetniks de sauver la face. Momčilo Đujić, qui collabore lui aussi avec les Italiens, tient l'arrière-pays dalmate.
Le 22 juillet, une rencontre est organisée près d'Avtovac entre Mihailović, Trifunović-Birčanin, Jevđević et le major Petar Baćović, que Mihailović vient de nommer commandant pour l'Herzégovine et la Bosnie centrale et orientale. Mihailović explique à nouveau à ses subordonnés qu'il leur laisse toute latitude dans les territoires sous leur contrôle ; il leur annonce en outre qu'au vu des pertes subies par les Serbes, il attendra l'approche des troupes britanniques et russes pour lancer une lutte armée de grande ampleur contre les occupants. Ayant été informé de cette rencontre, Roatta convoque Trifunović-Birčanin et Jevđević, exigeant de ces derniers qu'ils s'expliquent sur leurs rapports avec Mihailović et sur leurs positions : les deux chefs tchetniks répondent que Mihailović n'exerce qu'une direction « morale » sur leur mouvement et qu'ils n'ont pas l'intention d'attaquer les Italiens. Roatta demeure cependant très méfiant vis-à-vis de ses alliés. Les Italiens n'en continuent pas moins de s'appuyer sur la MVAC formée de Tchetniks locaux ; en outre, s'ils contribuent à protéger des populations serbes contre les Oustachis, ils se trouvent dans le même temps alliés avec des chefs locaux comme Đujić, dont les troupes se livrent à des massacres de Croates.
Les Tchetniks profitent de leur alliance avec les Italiens pour contrôler une partie de l'État indépendant de Croatie, au détriment du gouvernement oustachi dont l'autorité sur ces territoires cesse pratiquement d'exister. Ils tentent par la suite de recruter des Musulmans hostiles au régime oustachi ; mais le major Fehim Musakadić, que Mihailović avait chargé de former des unités musulmanes, est capturé et exécuté par les Partisans, ce qui met pratiquement un terme à ce projet. En octobre, les Tchetniks participent pour le compte des Italiens à plusieurs opérations de répression. Au sud de la Dalmatie, ils tuent une centaine de personnes dans un village de la région de Split où des routes avaient été détruites. Dans le même temps, les troupes de Baćović et de Jevđević participent à l'opération Alfa, menée par les Italiens contre les Partisans. Au cours de cette offensive, qui se déroule dans la région de Prozor-Rama en Herzégovine, les Tchetniks brûlent plusieurs villages où ils massacrent environ 500 Croates et Musulmans, avant d'être contraints par les Italiens de retirer leurs forces à la suite d'une demande du gouvernement de Pavelić.

#### Marche des Partisans à travers la Bosnie
Au printemps 1942, les insurgés communistes sont la cible de l'opération Trio que mènent les occupants à l'Est de la Bosnie. Les Partisans connaissent alors l'une de leurs crises les plus graves : leurs campagnes de terreur contre les déserteurs et les familles de ces derniers — et plus généralement contre toute personne jugée « politiquement dangereuse » — qui sont tous accusés de collaborer avec l'ennemi, contribuent à leur aliéner les populations. Si les communistes rééditent en Bosnie-Herzégovine la politique de « déviation gauchiste » qui s'était déjà retournée contre eux au Monténégro, leurs recrues serbes commettent en outre des massacres de Croates et de Musulmans que leur direction s'avère incapable d'empêcher ou de punir. Dans diverses unités partisanes, les commissaires politiques sont assassinés et les sympathisants des Tchetniks prennent alors le contrôle.
Subissant de lourdes pertes, confrontés à la démoralisation de leurs troupes, les Partisans sont contraints d'évacuer une partie des territoires qu'ils avaient conquis. Fin juin, Tito décide d'abandonner Foča et de se diriger vers l'Ouest, où les Partisans contrôlent un territoire plus étendu. Ses subordonnés sont réticents à abandonner un territoire jugé stratégique, mais Tito réussit à imposer sa décision, en revendiquant le soutien du Komintern et en soulignant que l'Ouest de la Bosnie constituera la route la plus rapide pour reprendre plus tard la Serbie. À la tête d'une colonne d'environ 4 000 Partisans, Tito entame une traversée sur 300 km du « no man's land » bosnien, comparée plus tard, sous le régime communiste yougoslave, à la Longue Marche chinoise. Foča est entretemps livrée aux représailles des Oustachis qui l'ont reprise : les Tchetniks de Jevđević, appelés à l'aide par la population serbe locale et soutenus par les Italiens, reprennent à leur tour la ville avec l'aide de renforts arrivés du Monténégro, puis commettent ensuite eux aussi des pillages et des massacres,.
La traversée de la Bosnie par les Partisans, durant l'été et l'automne 1942, leur permet de retourner la situation à leur avantage : en se concentrant sur le combat contre les occupants — fût-ce simplement en leur échappant — et non plus sur celui contre les Tchetniks, ils gagnent la faveur des populations. Évitant autant que possible le contact avec les Allemands et les garnisons italiennes dans les territoires qu'ils traversent, ils sont accueillis en libérateurs par les Serbes de Bosnie, dont beaucoup les rejoignent. Bien que toujours majoritairement serbes, les chefs des Partisans sont désormais attentifs à ce que leurs troupes — dont une partie, en Bosnie, sont d'anciens Tchetniks ayant fait défection — ne s'en prennent pas aux Croates et aux Musulmans, ce qui favorise le recrutement au sein de ces communautés,,.

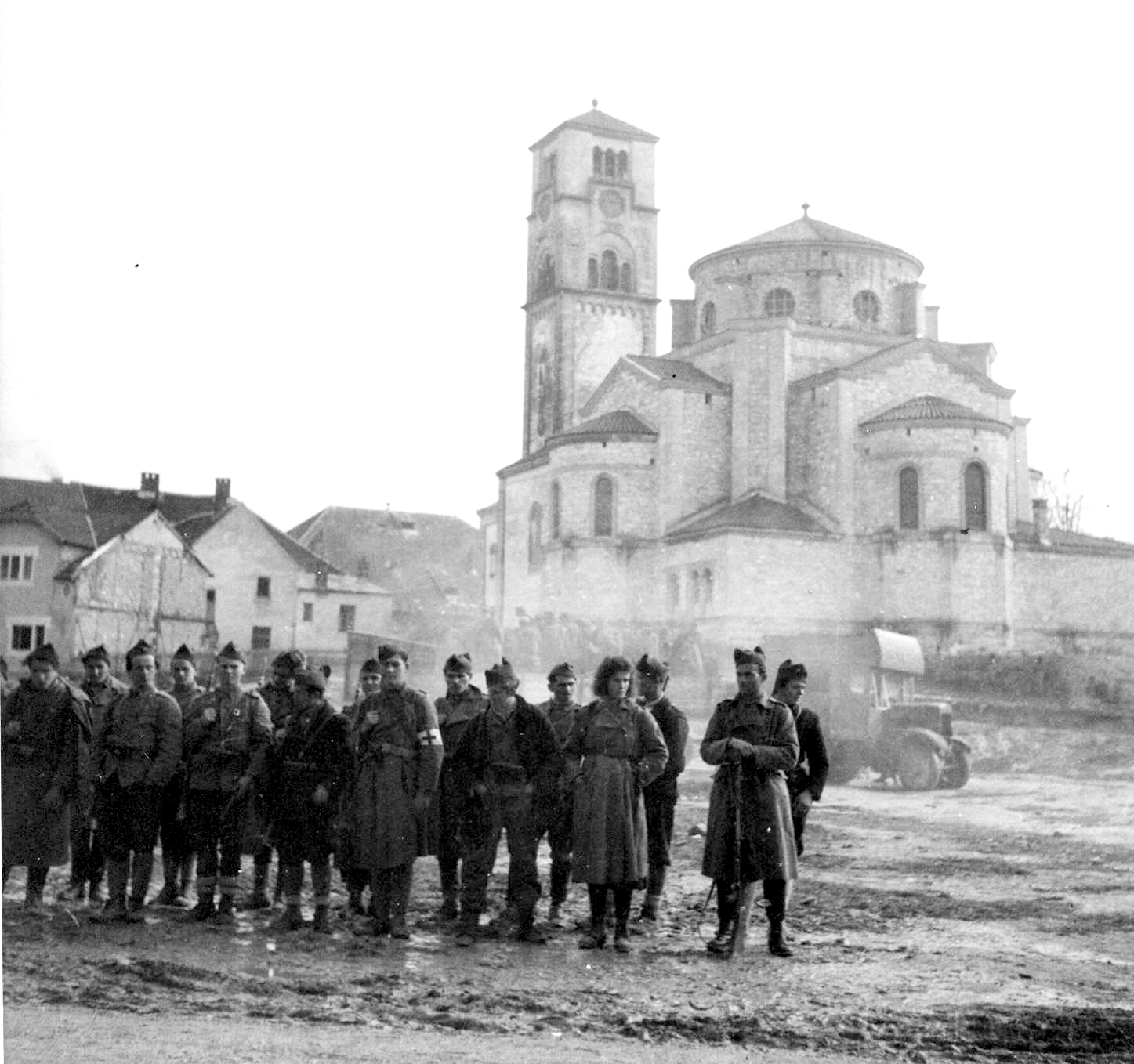
Des Partisans dans la république de Bihać en 1942.

Dans les territoires non serbes, les Partisans, précédés par leur réputation grandissante, chassent les troupes ennemies et attirent de nombreux Croates et Musulmans, notamment chez les jeunes qui souhaitent échapper à la conscription dans l'armée oustachie. Après avoir initialement attiré en Bosnie des Serbes qui luttaient pour leur survie physique, les troupes de Tito voient affluer des recrues de toutes origines, désireuses de se battre. La situation économique désastreuse de l'État indépendant de Croatie, aggravée par l'incompétence et la corruption de l'administration oustachie, contribue à pousser une partie de sa population à la révolte. Sortis de leurs milieux d'origine, les jeunes Yougoslaves qui rejoignent les Partisans se retrouvent impliqués, non plus uniquement dans la défense de leur communauté ou de leur village, mais dans une lutte de « libération nationale ». Les Partisans bénéficient, pour s'imposer, du vide politique laissé en Bosnie et en Croatie par la disparition ou la démission des anciennes élites, exterminées dans le cas des Serbes ou réfugiées dans la neutralité dans le cas du Parti paysan croate. Fin 1942, leurs effectifs ont été, d'après les estimations allemandes, multipliés par dix depuis leur départ de Bosnie orientale. Les Partisans, de mieux en mieux organisés sur le plan militaire, sont désormais à mi-chemin entre la force de guérilla et l'armée de métier : leurs cinq « brigades prolétariennes », qui comptaient à l'origine environ 1 000 hommes chacune, revendiquent désormais un effectif global, probablement exagéré, de 150 000 combattants,,.

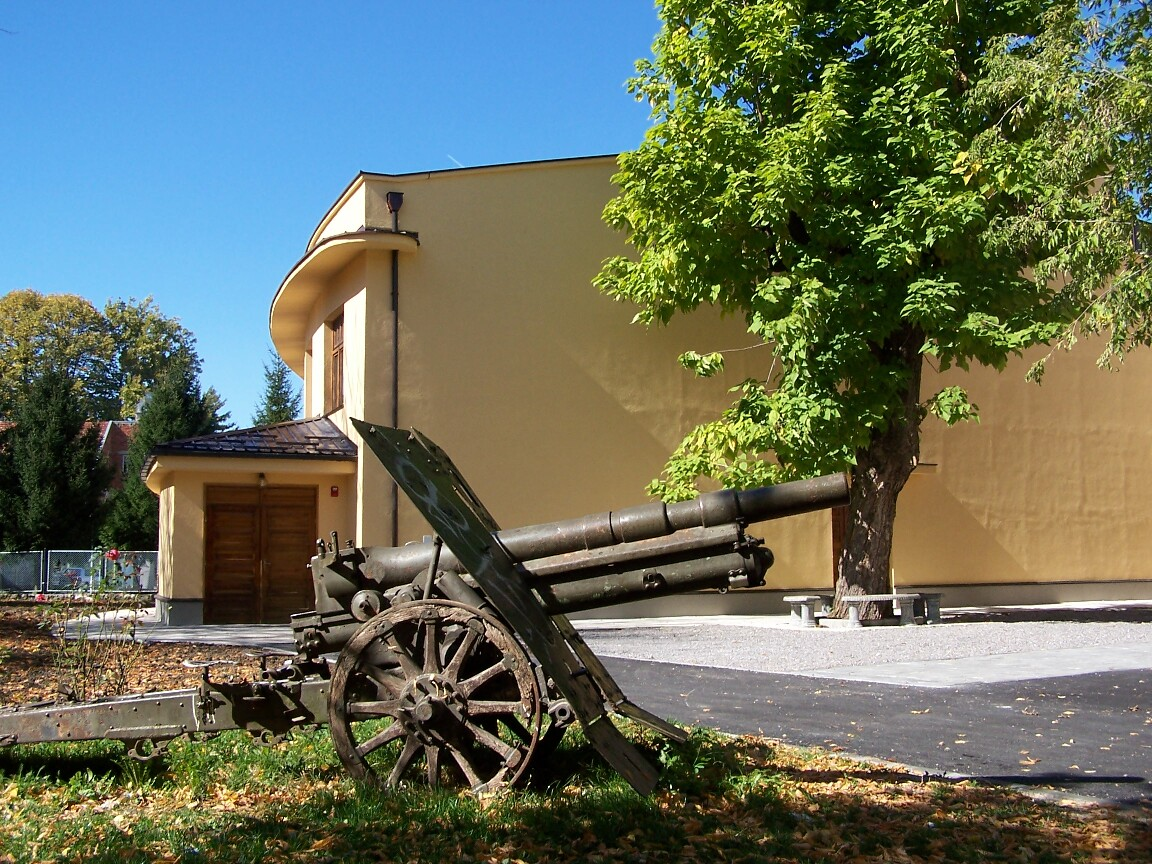
Musée de l'AVNOJ, à Bihać.

En octobre, les Partisans sont parvenus à s'assurer le contrôle d'un vaste corridor à travers la Bosnie-Herzégovine. Tito décide alors de prendre la ville de Bihać, qui sépare les territoires partisans à l'est et à l'ouest de la rivière Una : il ordonne de s'en emparer avant le 5 novembre, afin de pouvoir y fêter l'anniversaire de la révolution d'Octobre. Les Partisans réussissent à défaire les troupes oustachies présentes dans Bihać et prennent la ville à la date prévue par Tito. Les résistants communistes disposent désormais d'une nouvelle « capitale », surnommée la « république de Bihać » : presque entièrement chassés de Serbie, du Monténégro et de l'Est de la Bosnie, ils dominent, au cœur de l'État indépendant de Croatie, un territoire presque aussi grand que la Suisse.
Une fois installé à Bihać, Tito fait part au Komintern de son intention de créer « une sorte de gouvernement ». Staline approuve l'idée d'un organe de direction pan-yougoslave destiné à attirer tous les « antifascistes » ; il déconseille cependant la création d'un gouvernement, qui se trouverait forcément en concurrence avec celui de Londres et mettrait ainsi l'URSS en porte-à-faux vis-à-vis du Royaume-Uni et des États-Unis. Les 26 et 27 novembre, Tito organise à Bihać la première réunion du Conseil antifasciste de libération nationale de Yougoslavie (Antifašističko Vijeće Narodnog Oslobođenja Jugoslavije, ou AVNOJ), une assemblée de 54 délégués communistes ou sympathisants. Ivan Ribar, ancien vice-président du Parti démocrate, rallié aux Partisans — que ses deux fils ont rejoints — mais non encore membre du Parti communiste, est élu à la présidence de l'AVNOJ. Outre la participation de ce notable d'avant-guerre, l'assemblée met également en avant la présence de plusieurs délégués de l'Organisation musulmane et du Parti paysan croate, ainsi que de prêtres orthodoxes. L'accent est mis sur l'idée de libération nationale et non sur celle de révolution communiste : Tito prononce un discours dans lequel il exalte la lutte commune de toutes les nationalités yougoslaves contre les envahisseurs, et une résolution fait de l'AVNOJ la représentation du mouvement de libération nationale qui rassemble les « vrais patriotes ». L'assemblée convient ensuite de la nécessité de reconstruire la Yougoslavie sur la base de l'égalité entre les diverses nationalités. Les Partisans sont rebaptisés « Armée de libération nationale » (Narodnooslobodilačka vojska ou NOV), Tito étant toujours leur commandant suprême. L'AVNOJ crée également un « comité exécutif », qui n'est pas censé être un gouvernement mais fonctionne néanmoins comme tel,.
À la fin de 1942, le contexte yougoslave et les positions des mouvements insurgés ont nettement évolué. Tito, d'abord simple chef rebelle communiste, se trouve désormais — alors qu'un « culte » commence à se développer autour de lui — à la tête d'un mouvement de libération nationale qui propose à la Yougoslavie un projet politique ayant l'avantage de la nouveauté. À l'opposé, Mihailović, initialement reconnu comme le représentant des Alliés en Yougoslavie et dont les troupes profitent de leur collaboration tactique avec les Italiens, a désormais pour priorité de s'opposer à la concrétisation du projet des Partisans.

### Nouvelles offensives des occupants en Bosnie et au Monténégro

#### OpérationWeiss
Fin 1942, confrontés à la dégradation de leur situation militaire en Afrique du Nord, les Allemands se préoccupent d'un éventuel débarquement des Alliés dans les Balkans : ils décident en conséquence de préparer avec les Italiens une offensive contre les mouvements de résistance yougoslaves. Contrairement à leurs alliés italiens, les Allemands visent à détruire aussi bien les Partisans que les Tchetniks. Le général Alexander Löhr, nommé chef du Groupe d'armées E, est chargé de mener l'opération Weiss (dite « quatrième offensive ») en trois phases : Weiss 1 visera à encercler et détruire les Partisans à l'Ouest de la Bosnie et dans la Lika, Weiss 2 devra repousser les Partisans survivants vers le Sud pour les attirer dans un piège et les anéantir, enfin Weiss 3 consistera à faire désarmer par les Italiens les 20 000 Tchetniks présents au Monténégro et en Herzégovine,,.
Fin décembre 1942, une conférence entre responsables allemands et italiens se tient à la Wolfsschanze, le quartier-général de Hitler : le Führer insiste pour que tous les mouvements de résistance soient détruits tandis que Ribbentrop rejette l'idée, proposée par les Italiens, d'une coopération avec les Tchetniks. Cependant, le 3 janvier 1943, Dobroslav Jevđević participe — sans avertir Mihailović — à la conférence qui se tient à Rome pour préparer l'offensive contre les Partisans, en présence de Löhr, de Roatta et du chef d'état-major italien Ugo Cavallero. Devant la persistance des Italiens à s'appuyer sur les Tchetniks, un échange de lettres a lieu en février et mars entre Hitler et Mussolini, pour faire le point sur la situation en cours dans les Balkans. Hitler demande de manière pressante à Mussolini de mettre un terme à la coopération de l'armée italienne avec les Tchetniks ; il souligne la nécessité, non seulement de cesser de fournir des armes à ces derniers, mais également de les désarmer dès la destruction des Partisans achevée.
La première phase de l'opération Weiss, à laquelle participent des troupes allemandes, italiennes et croates, est lancée courant janvier : alors que les Partisans envisageaient de revenir au Monténégro et en Serbie, pour en finir avec les Tchetniks avant toute intervention extérieure des Alliés et pour se rapprocher de l'Armée rouge, l'offensive des occupants les force à se déplacer plus vite que prévu. Les Allemands reprennent l'essentiel du territoire conquis par les Partisans, faisant au passage de nombreuses victimes civiles. En toute hâte et en plein hiver, Tito et les Partisans quittent Bihać, qui est reprise par les Allemands le 29 janvier 1943 : profitant de la mauvaise coordination entre les troupes ennemies et de leurs informateurs au sein de l'administration croate, les troupes de Tito réussissent leur évacuation, emmenant avec eux leurs blessés ainsi qu'une partie de la population locale pour lui éviter des représailles. La direction militaire des Partisans de Croatie reste sur place pour continuer de combattre les Tchetniks et les Oustachis. Weiss 1 s'achève le 15 février, en ayant réussi à mettre en fuite et à disperser les Partisans, mais pas à les détruire,.

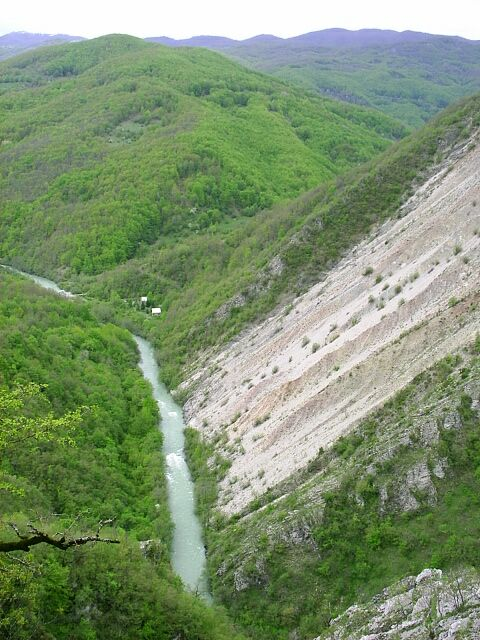
Vue de la Neretva, en Bosnie-Herzégovine.

Au moment même où se déroule Weiss 1, d'importants changements ont lieu dans la chaîne de commandement italien : Cavallero est remplacé par Ambrosio et Roatta par le général Mario Robotti, tandis que Ciano cède le ministère des affaires étrangères à Mussolini (Giuseppe Bastianini, gouverneur de Dalmatie, devient sous-secrétaire d'État aux Affaires étrangères). Par ces changements, Mussolini entend à la fois reprendre la main et écarter les responsables jugés insuffisamment pro-allemands.

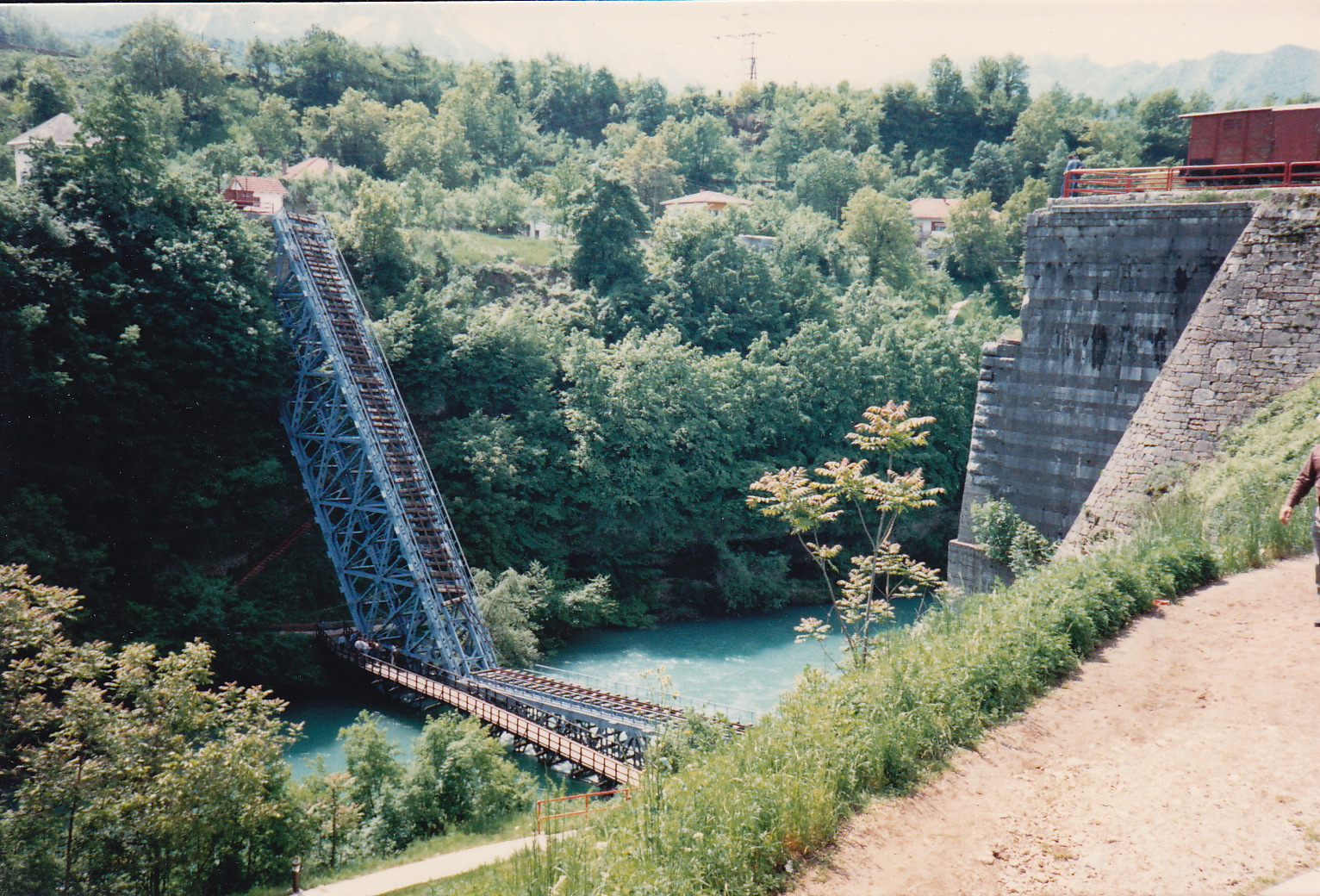
Le pont construit par les Partisans pour traverser la Neretva à Jablanica, détruit durant la bataille et conservé en l'état sous forme de mémorial, dans l'Ensemble commémoratif de la bataille de la Neretva.

Mihailović, de son côté, prévoyait de lancer en janvier 1943 une vaste offensive contre les Partisans, dont la direction, pour l'Est de la Bosnie, devait être confiée à Zaharije Ostojić. L'opération Weiss le force cependant à revoir ses plans et l'amène à coordonner son action non seulement avec celle des Italiens, mais aussi avec celle des Allemands, sans avoir pour autant de contacts directs avec ces derniers.
Les Partisans, qui connaissent de lourdes pertes, se dirigent vers la rivière Neretva, qu'ils doivent traverser pour échapper aux occupants. Alors que Tito approche à la tête d'environ 20 000 hommes, risquant de pénétrer en territoire tchetnik, Mihailović lance un ordre de mobilisation en sa qualité de ministre de la guerre : entre 12 000 et 15 000 Tchetniks se massent en Herzégovine entre Mostar et Kalinovik, sur les hauteurs au-dessus de la Neretva, pour barrer la route aux troupes de Tito,. Le 20 février, les Allemands déclenchent Weiss 2, la deuxième phase de l'offensive, pour détruire les unités partisanes rassemblées autour de la Neretva.
Entre le 27 février et le 7 mars, des combats sanglants opposent les Tchetniks aux Partisans qui tentent de forcer le passage. Mal organisés, handicapés par le refus des Italiens de leur fournir des armes supplémentaires, les Tchetniks sont finalement mis en déroute : les Partisans parviennent à enfoncer les rangs de leurs adversaires et à traverser la rivière à deux reprises,. Les Italiens, de leur côté, cherchent avant tout à empêcher les Partisans de s'emparer des régions côtières, quitte à les laisser envahir le territoire tchetnik. En mars, Mihailović se déplace pour prendre personnellement le commandement. Il ne parvient cependant pas à sauver la situation au cours des combats qui se déroulent dans la vallée durant tout le mois,. Les hommes de Tito bénéficient du manque de coordination de leurs adversaires : les Italiens refusent en effet de laisser les troupes de Löhr dépasser la ville de Mostar, ce qui laisse une porte de sortie aux communistes ; en outre, les Allemands lancent une attaque contre les Tchetniks au moment même où ceux-ci combattent les Partisans.
Courant mars, alors que se déroulent les combats, les Partisans prennent contact avec les Allemands pour tenter de négocier une trêve et obtenir d'éventuels échanges de prisonniers, ainsi que la reconnaissance d'un statut de combattants réguliers pour leurs troupes ; plusieurs rencontres ont lieu entre des représentants allemands et des émissaires des Partisans, parmi lesquels Koča Popović et Milovan Djilas. Tito vise également à obtenir le temps d'en finir avec les Tchetniks : les hostilités entre Allemands et Partisans sont suspendues, ce qui lui permet de concentrer tous ses efforts sur les Tchetniks d'Herzégovine et du Monténégro qui barrent la route à ses troupes. Les négociations entre Partisans et Allemands tournent court fin avril, à la suite des vétos de Hitler et Ribbentrop,,,. En mai, les services de renseignement allemands essaient à nouveau d'exploiter les divisions entre factions yougoslaves et tentent cette fois d'entrer en contact avec Mihailović. Ils rencontrent un émissaire tchetnik, mais cette initiative se heurte elle aussi au véto d'Hitler.
Tito perd plusieurs dizaines de milliers d'hommes pendant l'ensemble de l'opération Weiss, mais il peut ensuite réorganiser ses troupes en Herzégovine, puis marcher en direction de la Drina et du Monténégro. Les Partisans enfoncent les lignes italiennes et tchetniks, traversent la Drina et reprennent pied au Monténégro, en plein territoire tchetnik : devant leur avance, Mihailović doit quitter son quartier-général pour un campement dans les collines, à une vingtaine de kilomètres de Berane. La défaite qu'infligent les Partisans aux Tchetniks lors de la « bataille de la Neretva » porte à ces derniers un coup dont ils ne se relèvent pas, militairement parlant. Les deux premières phases de Weiss n'ayant pas donné les résultats escomptés, la troisième phase de l'opération, au cours de laquelle les Allemands prévoyaient le désarmement des Tchetniks, est annulée,,.

#### OpérationSchwarz

Carte de l'opération Schwarz.

Après l'échec de l'opération Weiss, les Allemands enchaînent immédiatement avec une nouvelle offensive, baptisée Schwarz (et par la suite, en Yougoslavie, « cinquième offensive » anti-Partisans). Craignant toujours un débarquement allié dans les Balkans, et doutant désormais de la fiabilité de l'Italie, l'Allemagne vise à stabiliser la situation dans la région en anéantissant le gros des forces de résistance.

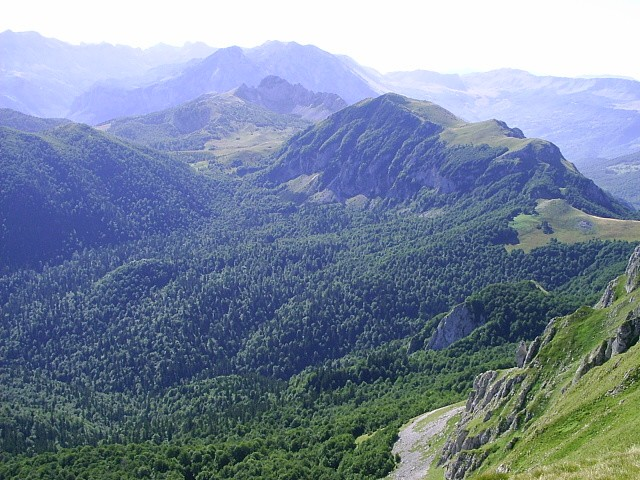
Le massif de la Zelengora, théâtre de l'une des phases de l'offensive.

Dès le début de 1943, la pression allemande s'accentue sur Mussolini pour obtenir la fin de l'alliance entre Italiens et Tchetniks. Le 3 mars, malgré les objections d'Ambrosio qui souhaite d'abord en finir avec les Partisans, Mussolini cède et ordonne à l'armée italienne de désarmer les Tchetniks ; confronté à l'immobilisme des commandants militaires italiens, il revient sur sa décision cinq jours plus tard. Hitler, de son côté, juge que, du fait du risque d'un débarquement allié, il est plus urgent d'anéantir les Tchetniks — alors toujours proches des Britanniques — que les Partisans. Le 15 mai, les troupes allemandes passent à l'offensive au Monténégro, avec l'appui des armées croate et bulgare : leur but est d'éliminer à la fois Mihailović et les Partisans. Les Italiens, qui n'ont pas été tenus au courant des préparatifs, doivent s'incliner et accepter la présence allemande au Sandžak et à l'Est du Monténégro. L'armée italienne participe avec une grande réticence à l'offensive Schwarz, qui représente une atteinte importante à son prestige,.
Pavle Đurišić semble — sans qu'aucune certitude existe sur ce point — avoir été dès cette époque approché par les Allemands, qui lui auraient proposé d'être « légalisé » pour combattre à leurs côtés contre les communistes et les Tchetniks « illégaux ». Lors d'une rencontre entre les commandants tchetniks monténégrins et Mihailović, Đurišić propose apparemment à ce dernier de s'allier temporairement avec les Allemands, mais essuie un refus. Le 14 mai, les Allemands pénètrent dans Kolašin et arrêtent Đurišić avec 2 000 de ses hommes ; malgré les protestations des Italiens dont il était jusque-là l'allié, le chef tchetnik monténégrin est emmené en Allemagne. Mihailović parvient à fuir : accompagné de son état-major et de ses officiers de liaison britanniques, il rejoint l'Ouest de la Serbie le 24 mai,.
Mussolini, après avoir une nouvelle fois tergiversé et tenté de faire une distinction entre les Tchetniks monténégrins et les hommes de Mihailović, finit par céder à nouveau face aux exigences allemandes et demande à Ambrosio de désarmer l'ensemble des Tchetniks. Entretemps, de nombreux Tchetniks monténégrins, privés de la plupart de leurs chefs, font défection et rejoignent les Partisans. Dans les Alpes dinariques, les Italiens obtiennent des Allemands que le désarmement des hommes de Momčilo Đujić, qui leur sont très utiles contre les Partisans, soit retardé. Ils diminuent cependant leurs livraisons de rations de nourriture aux Tchetniks, ce qui conduit une partie des troupes de Đujić à changer de camp.
Tito a été amené par ses tractations avec les Allemands à relâcher sa garde et à se concentrer sur le combat contre les Tchetniks : pris au dépourvu par la virulence de l'offensive allemande contre ses troupes, il comprend trop tard le piège que lui ont tendu les occupants,. Lui et ses Partisans sont obligés de battre en retraite et de retourner en Bosnie, traversant des gorges où ils subissent des assauts d'une extrême violence. Les 20 000 hommes de Tito sont notamment attaqués, sur la montagne de Zelengora, par environ 100 000 soldats allemands, italiens, croates et bulgares. Décimés par les attaques ennemies, la faim, le froid et les maladies — Tito perd environ la moitié des hommes qui l'accompagnaient — les Partisans parviennent, dans des conditions apocalyptiques, à traverser les gorges de la Sutjeska, à s'extraire de la tenaille allemande, et à gagner la Bosnie orientale. Les communistes sont cette fois obligés d'abandonner leurs blessés en route ; ils exécutent également au passage leurs prisonniers italiens. Tito est sérieusement blessé le 9 juin mais parvient à s'échapper. Bien qu'ayant subi de lourdes pertes lors des opérations Weiss et Schwarz, les Partisans en retirent un prestige important auprès de la population yougoslave. Les Alliés, qui suivent de plus en plus attentivement la situation en Yougoslavie, tiennent désormais Tito et ses hommes en haute estime,.

### Premiers recrutements de la SS en Yougoslavie

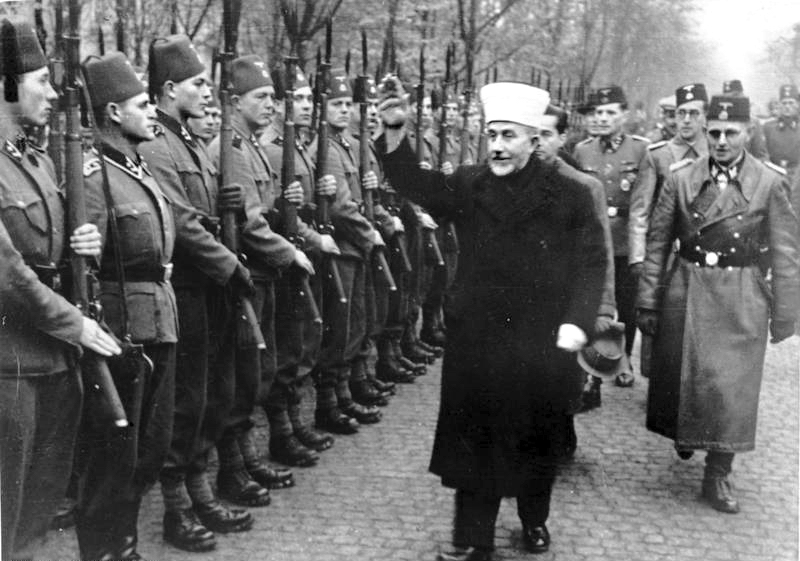
Le Grand Mufti al-Husseini passant en revue la division Waffen-SS musulmane Handschar.

Italiens et Allemands sont, fin 1942-début 1943, confrontés à l'instabilité persistante de la Croatie des Oustachis. Les Italiens donnent des signes de découragement en constatant que les zones « pacifiées » dont ils ont rendu le contrôle au régime de Pavelić ont à nouveau sombré dans le chaos. La Garde nationale croate se montre inefficace et ses armes finissent régulièrement dans les mains des communistes. Du côté allemand, Löhr suggère à Hitler de faire remplacer Pavelić et de dissoudre le parti oustachi, en donnant les pleins pouvoirs à Glaise-Horstenau. Le 10 mars 1943, Hitler, écartant l'idée de démettre Pavelić, choisit de conférer des pouvoirs étendus à Heinrich Himmler, chef de la SS, pour pacifier durablement le théâtre d'opérations yougoslave.
Les Allemands, qui ont déjà créé en 1942 la 7e division SS Prinz Eugen — formée de Volksdeutsche de Yougoslavie et commandée par l'Obergruppenführer Phleps — s'appuient de manière croissante sur les divisions entre communautés locales en créant, sur des bases ethniques, de nouveaux corps de police et d'autres unités de Waffen-SS. Konstantin Kammerhofer, représentant de Himmler en Croatie, crée la Deutsch-Kroatische Polizei, composé d'Allemands de Croatie qui doivent prêter serment à Hitler.
Dès 1942, des notables musulmans, déçus par le régime de Pavelić et qui souhaitent obtenir la transformation de la Bosnie en territoire autonome, ont adressé un memorandum à Hitler. Dans ce document, ils dénoncent la politique des Oustachis qu'ils jugent responsables des tueries commises par les Tchetniks, et qualifient au passage le soulèvement serbe de complot fomenté par les Juifs. Présentant les Bosniaques comme des descendants des Goths, ils proposent aux Allemands leur collaboration active et la création d'une « légion musulmane »,. Leur offre est d'abord ignorée, jusqu'à ce que la SS décide de concrétiser le projet d'Himmler d'une alliance entre le monde islamique et le Troisième Reich, en formant une division Waffen-SS à composante musulmane. Pavelić, très méfiant devant le projet, est forcé de consentir à la formation de cette unité : la 13e division SS Handschar est créée début 1943. Les Allemands bénéficient du concours de Mohammed Amin al-Husseini, Grand Mufti de Jérusalem exilé, qui effectue au printemps 1943 un séjour de trois semaines dans l'État croate pour participer à l'effort de propagande auprès des Musulmans et aider au recrutement. L'unité est composée à 60 % de Musulmans de Bosnie, et en partie d'Allemands de Croatie qui permettent d'atteindre l'effectif minimal nécessaire pour former une division. La Handschar sert cependant moins sur le champ de bataille que comme outil de propagande allemande à destination du Moyen-Orient : avant d'être déployées sur le terrain yougoslave, ses recrues sont envoyées en France pour y suivre une longue période d'entraînement. Elles se distinguent principalement, durant leur formation, par une mutinerie que la propagande nazie occulte soigneusement,,.

### Slovénie

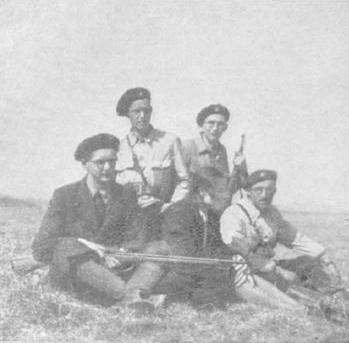
Des gardes de village slovènes (photo prise circa 1943).

Dans la province de Ljubljana, les groupes non communistes tentent courant 1942, à l'initiative du Parti populaire slovène, d'unir leurs forces pour faire pendant à la puissance croissante du Front de libération des Partisans locaux. En mars, Marko Natlačen, Mgr Rožman et le général Leon Rupnik créent une organisation clandestine, l'Alliance slovène (Slovenska zaveza, ou SZ), qui réunit catholiques, libéraux et socialistes : ce nouveau groupe, qui ambitionne de créer une « armée de libération », entre en contact avec le gouvernement de Londres. Les Italiens, au courant de la création de l'Alliance slovène, en tolèrent l'existence dans l'espoir que Mgr Rožman l'orientera vers une politique italophile et rompra avec le gouvernement en exil. Rupnik tente d'obtenir davantage d'autonomie administrative pour les Slovènes et l'autorisation de former des unités armées, ce à quoi les Italiens s'opposent. Le Parti populaire slovène reste partisan du roi exilé et de Mihailović, mais ne veut pas d'intermédiaires entre lui et Londres : il gêne les efforts du représentant de Mihailović, le major Karel Novak, pour former des réseaux de résistance,. Tout d'abord dépourvue de force armée, l'Alliance slovène crée à partir de mai 1942 des groupes destinés à combattre les Partisans. Surnommées la « Légion de la mort » (Legija Smrti), ces unités rassemblent des hommes issus de diverses organisations de droite, dont les Tchetniks de Novak : leurs premiers affrontements avec les communistes les poussent à rechercher l'appui des Italiens en obtenant de leur part une reconnaissance légale. Dans le même temps, l'Alliance slovène est reconnue par le gouvernement en exil qui, à partir du mois d'août, lui envoie des subsides mensuels.
En juin 1942, Rupnik accepte de la part des Italiens le poste de podestà (gouverneur) de la province de Ljubljana. Mi-juillet, des hommes de la Légion de la mort aident les Italiens à mener une offensive contre les Partisans. Ayant constaté l'utilité des auxiliaires slovènes, les Italiens acceptent de les reconnaître officiellement : une section locale de la Milice volontaire anticommuniste est formée. Le 6 août, les occupants décrètent la fusion en son sein de toutes les unités anticommunistes slovènes. Dans le même temps, l'Alliance slovène organise des groupes armés d'autodéfense, les gardes de village (vaške straže), souvent encadrés par les prêtres des paroisses locales. Mi-août, le général Roatta rend visite à Mgr Rožman pour le convaincre de faire sortir les milieux catholiques de leur neutralité, afin de défendre « les forces de la civilisation et de la religion » contre les « bolcheviks ». Rožman accepte et écrit peu après au général Robotti pour lui annoncer son souhait d'aider les forces d'occupation à rétablir l'ordre. Le Parti populaire slovène, rallié à cette idée, suggère aux Italiens une liste d'officiers à libérer pour les utiliser contre les communistes. Les gardes de village, qui n'ont qu'un statut officieux, se confondent souvent dans les faits avec la MVAC, dont ils deviennent progressivement la principale composante. La MVAC slovène, fondée avec 800 recrues, compte 2 000 hommes en novembre 1942, et plus de 6 000 l'année suivante, devenant pour les Partisans locaux l'ennemi à combattre en priorité,,. Malgré leur double jeu et leurs contacts avec le gouvernement en exil, les forces anticommunistes slovènes ne passent jamais à une opposition ouverte contre les Italiens, et profitent au contraire amplement de leur collaboration avec ces derniers.
En octobre, Natlačen est assassiné par les communistes : le gouverneur Grazioli déclenche alors une répression implacable, compromettant les efforts des Italiens pour tirer les fruits de la collaboration en Slovénie. Le général Robotti mène mi-octobre une offensive avec quatre divisions italiennes que renforcent des troupes allemandes et des Oustachis venus de Croatie. Les Partisans perdent plusieurs milliers d'hommes et doivent abandonner une partie de leur « territoire libéré » de Slovénie. Réalisant que leurs campagnes de terreur contre tous leurs opposants réels ou supposés les ont rendus impopulaires, les communistes slovènes décident de nouer de meilleurs rapports avec les milieux catholiques. Tot à la fin de 1942, le père Metod Mikuž, seul prêtre à faire alors partie des Partisans de Slovénie, est nommé conseiller religieux du Front de libération,.
Les actions de la résistance slovène sont également conditionnées par le contentieux territorial avec les pays voisins. En octobre 1942, le comité exécutif du Front de libération réclame « la réunification de tout le peuple slovène, de Spielfeld à Trieste », exprimant ouvertement une volonté d'annexion de territoires autrichiens et italiens. Les communistes italiens — qui n'ont pas encore la possibilité de préparer une insurrection armée dans leur pays — sont très embarrassés par les revendications de leurs homologues slovènes, avec qui ils entament alors de laborieuses négociations. Tito obtient que le Komintern envoie aux Italiens une lettre leur recommandant d'accepter l'annexion de villes italiennes par les Slovènes. Les partis communistes italien et slovène finissent par trouver en décembre un accord a minima, qui concerne uniquement leur coopération dans le cadre de la lutte antifasciste. Les réseaux de résistance italo-slovènes se développent progressivement et une trentaine de comités clandestins sont créés dans la seule ville de Trieste, sans que les autorités fascistes ne s'en rendent compte.
Dans le courant de 1943, Novak continue d'essayer de consolider ses réseaux : l'organisation de Mihailović s'attend en effet à un débarquement allié dans la région. À compter de février, Novak crée des unités militaires clandestines, les « Gardes bleus ». Il tente d'obtenir des renforts de la MVAC afin de mener des opérations contre les occupants, mais l'Alliance slovène, dont il escomptait l'appui, sabote ses efforts. Les Partisans, de leur côté, lancent des attaques contre les forces d'occupation tout en empêchant les Tchetniks de s'implanter en Slovénie. Le 1er mars, le Front de libération publie une proclamation, surnommée la « déclaration des Dolomites », par laquelle ses membres libéraux et chrétiens-sociaux renoncent à toute activité autonome et reconnaissent le rôle dirigeant des communistes au sein de la résistance slovène.
À l'été 1943, l'affaiblissement de Mussolini au moment du débarquement en Sicile bouleverse l'équilibre des forces : les Allemands usent du prétexte d'un attentat commis contre un train par les Partisans pour installer une division dans la province de Ljubljana.

### Serbie
Dans la Serbie occupée, dont les Partisans ont été presque totalement éliminés, l'organisation de Draža Mihailović s'emploie en 1942 à infiltrer la Garde nationale serbe et l'administration du régime de Nedić. Mihailović, depuis le Monténégro, lance des campagnes de propagande clandestine contre Nedić, Ljotić et Pećanac ; il obtient du gouvernement en exil des décrets royaux dégradant les généraux de Nedić. Les conditions d'occupation sont très dures en Serbie, où le gouvernement de Nedić doit faire face aux réquisitions opérées par les occupants et voit son autorité fortement remise en cause quand les Allemands confient davantage de territoire aux Bulgares. Une grande partie de l'administration et de l'armée du gouvernement collaborateur serbe joue double jeu et, en prévision de l'après-guerre, entretient des contacts avec les réseaux de Mihailović, qui s'emparent de devises et d'armes. Les hommes de Mihailović s'emploient par ailleurs à assassiner les communistes et leurs sympathisants — ils dressent pour cela des listes de personnes à éliminer dans les villages serbes — ainsi que des collaborateurs.
Dès l'été 1942, les Allemands, jugeant peu fiables les Tchetniks de Pećanac et les « légalisés » issus des forces de Mihailović, décident de dissoudre ces détachements : à la fin de l'année, de nombreux Tchetniks ont déjà été désarmés ou incorporés à d'autres unités auxiliaires. Dans le courant de l'été, une partie des Tchetniks légalisés repasse dans la clandestinité. Entre septembre et décembre, à la demande du Middle East Command britannique, Mihailović ordonne une série de sabotages des voies ferrées en direction des ports grecs, perturbant les communications des Allemands avec le théâtre d'opérations nord-africain. Il lance également en novembre un appel à la désobéissance civile. Les Britanniques félicitent Mihailović pour ses actions, qu'ils présentent alors comme essentielles dans le contexte de la seconde bataille d'El Alamein : l'importance stratégique de ces opérations en Serbie semble cependant avoir été délibérément exagérée par les Britanniques, qui les considèrent avant tout comme une manœuvre de diversion. Les attentats commis par les réseaux de Mihailović sont néanmoins assez graves pour entraîner une réaction brutale de la part des Allemands : les occupants purgent l'armée serbe et procèdent à la dissolution et à l'arrestation des Tchetniks légalisés. Les Détachements de volontaires de Ljotić sont quant à eux réorganisés, et rebaptisés Corps de volontaires serbes. En hiver, les forces d'occupation procèdent à des arrestations massives : des milliers de personnes classées comme « saboteurs », « communistes » ou sympathisants de Mihailović, sont arrêtées et internées dans des camps. La division SS Prinz Eugen se livre à des expéditions punitives et la Gestapo démantèle une partie de l'organisation de Mihailović, dont environ 1 600 hommes sont tués, ou bien arrêtés et exécutés. Cette campagne de répression met un terme abrupt aux actions de résistance que Mihailović avait ordonnées contre les occupants. Dès la fin de 1942, les Tchetniks de Serbie arrivent à la conclusion qu'il est préférable de s'abstenir d'attaquer les Allemands.

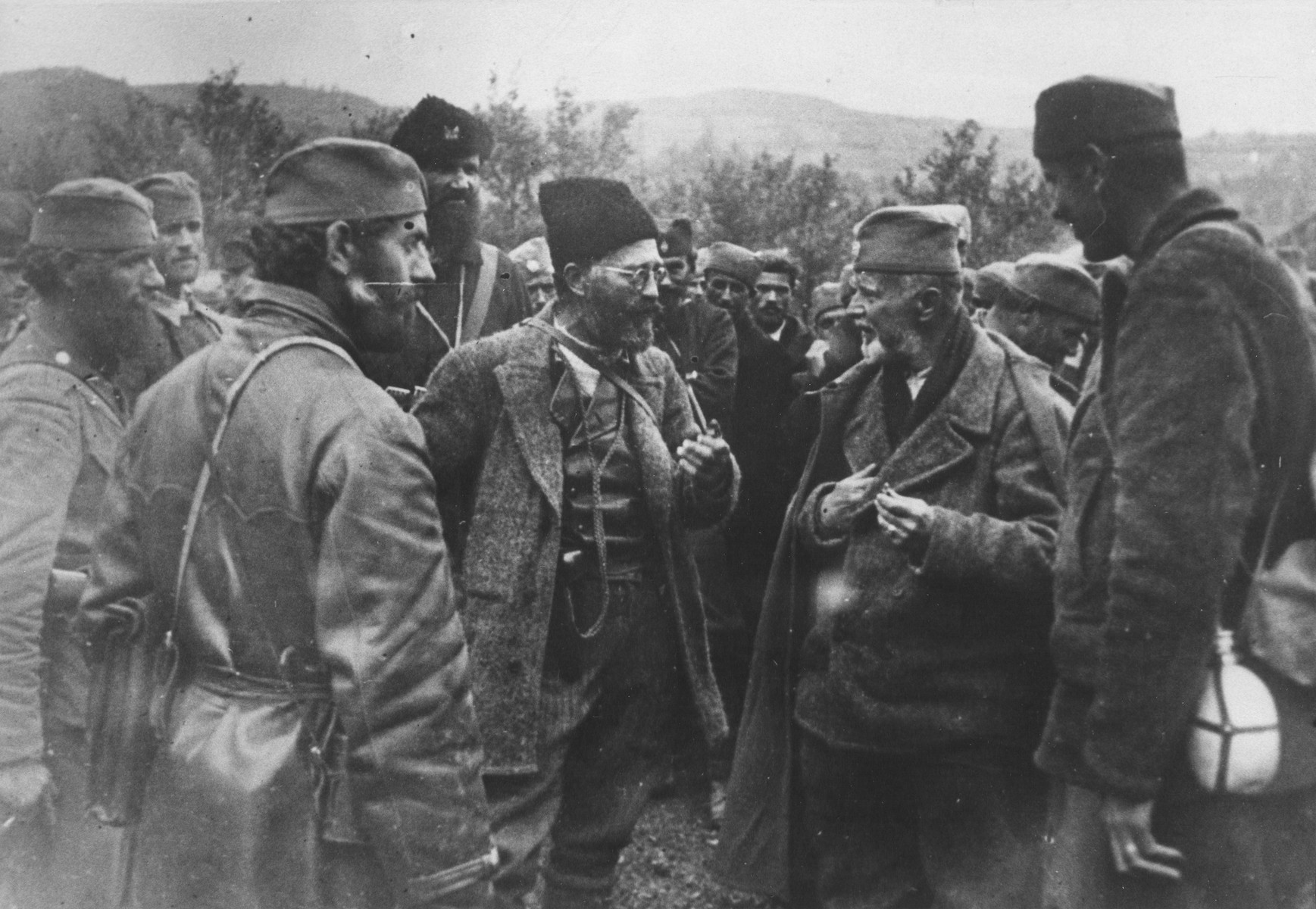
Draža Mihailović entouré de ses hommes.

Mihailović revient en Serbie à la mi-1943, après avoir échappé au Monténégro à l'offensive Schwarz : si la Serbie a connu, depuis 1941, moins de combats que les autres parties du pays, elle est particulièrement éprouvée par la dureté de l'occupation, les restrictions alimentaires, le travail forcé — environ 100 000 Serbes sont envoyés en Allemagne pour y travailler, en guise de « contribution à l'effort de guerre » de la Serbie — et les exactions commises par la Wehrmacht, la Gestapo et les collaborateurs, qui exécutent plusieurs centaines de personnes par mois en guise de mesures de maintien de l'ordre. Recevant des armes britanniques, les Tchetniks effectuent des sabotages, désarment des détachements de la Garde nationale serbe et connaissent des escarmouches avec les Bulgares et les Volontaires serbes de Ljotić. Mihailović évite cependant en règle générale l'affrontement avec les Allemands et s'en tient à des actions de petite envergure afin de ne pas subir de représailles. Conscient de ce que l'identité essentiellement serbe de son mouvement fait des Partisans la seule organisation de résistance attractive pour les autres nationalités, il tente de recruter des Croates et d'élargir sa base politique. Il obtient le ralliement de quelques politiciens d'avant-guerre, dont le principal est Živko Topalović, chef du petit Parti socialiste de Yougoslavie. Topalović entreprend de structurer l'organisation politique du mouvement de Mihailović, mais il se trouve en concurrence avec les nationalistes issus du Club culturel serbe : dans l'ensemble, les nouvelles recrues de Mihailović, venues entre autres du Parti démocrate, connaissent des tensions avec les nationalistes de droite réunis autour de Stevan Moljević. Les Tchetniks étendent leur contrôle sur la Serbie au point de constituer une autorité parallèle à celle du gouvernement de Nedić : le mouvement de Mihailović continue cependant de connaître des problèmes d'organisation, et la tendance droitière de Moljević demeure la plus puissante en son sein. Vladimir Predavec, fils d'un ancien vice-président du Parti paysan croate, est l'un des rares notables croates à rejoindre l'entourage de Mihailović.
En octobre 1943, après la capitulation italienne et à la demande des Britanniques, Mihailović ordonne deux sabotages contre les voies de communication allemandes : il s'agit de ses actions les plus importantes depuis l'insurrection de 1941. La première consiste à détruire un pont ferroviaire et plusieurs autres ponts reliant Užice et Visegrád : juste après cette opération, qui les conduit à affronter des troupes allemandes et oustachies, les Tchetniks traversent en Bosnie-Herzégovine le territoire des Partisans, qui contre-attaquent et reprennent Visegrád. Les Tchetniks attaquent ensuite un convoi sur le Danube, à l'Est de la Serbie. À la suite de cette seconde opération, les Allemands mènent des représailles en exécutant cinquante civils serbes ; Mihailović, plus recherché que jamais, doit régulièrement changer de cachette pour éviter d'être capturé.

## La politique des Alliés (1941-1943)

### Soutien allié aux Tchetniks

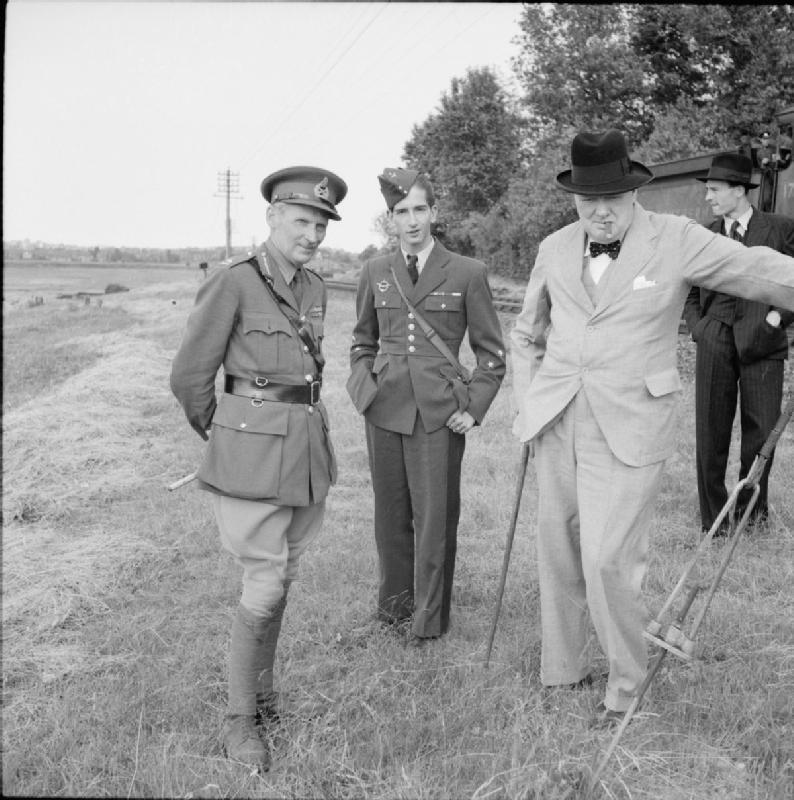
Le roi Pierre II, au centre, en compagnie du général Montgomery et de Winston Churchill.

Mihailović est, depuis 1941, le seul chef résistant yougoslave reconnu par le Royaume-Uni. Lorsqu'il est nommé en 1942 ministre de la guerre du gouvernement yougoslave de Londres dirigé par Slobodan Jovanović, le chef des Tchetniks est au sommet de son prestige en Occident. Apprenant son conflit avec les Partisans, le gouvernement en exil contacte les Soviétiques — par l'intermédiaire des Britanniques, puis directement lors de la reprise de ses relations diplomatiques avec l'URSS — pour tenter d'obtenir de Moscou que les hommes de Tito reconnaissent l'autorité de Mihailović. Si la Yougoslavie est un théâtre d'opérations secondaire, elle présente aux yeux des Alliés un intérêt stratégique non négligeable, car une guerre de résistance suffisamment intense permettra d'y immobiliser un grand nombre de troupes de l'Axe. Ce sont donc des considérations purement militaires qui poussent le gouvernement britannique à souhaiter la fin du conflit interne à la résistance yougoslave, dont la dimension politique ne l'intéresse guère.
Les Britanniques sont initialement les seuls à aider concrètement les résistants yougoslaves — en l'occurrence les Tchetniks, le seul mouvement avec lequel ils sont en contact direct — en leur faisant parvenir des armes, du matériel et des devises. L'URSS, en grande difficulté face à l'offensive allemande et dépourvue d'agents de liaison en Yougoslavie, n'a aucune possibilité d'intervenir de manière concrète. Elle accepte cependant de coordonner sa propagande avec celles des Britanniques : à la demande de ces derniers, les Soviétiques attribuent initialement à Mihailović tout le mérite de la résistance, au grand désarroi des Partisans yougoslaves. Durant l'hiver 1941, Tito cesse provisoirement les opérations contre les Tchetniks pour ne pas gêner les Soviétiques, mais il envoie dans le même temps des messages au Komintern pour demander que soit mis un terme à la propagande pro-Mihailović. De leur côté, après avoir fait pression sur les Soviétiques, les Britanniques demandent au gouvernement yougoslave en exil d'obtenir que Mihailović unisse ses forces à celles des Partisans. Les États-Unis, quant à eux, ne disposent en 1941 que de peu de données sur la situation en Yougoslavie, même si Roosevelt, informé de la politique génocidaire des Oustachis, exprime son soutien à la résistance serbe.
Début 1942, deux nouvelles équipes d'agents britanniques sont parachutées en Yougoslavie avec pour mission de reprendre contact avec la résistance yougoslave, ainsi qu'avec le capitaine Hudson qui ne donne alors plus signe de vie. L'une des équipes est capturée par l'armée croate ; l'autre, dirigée par le major Atherton, atterrit dans le territoire des Partisans. Atherton arrive en mars au quartier-général de Tito à Foča : il est accueilli avec méfiance par les Partisans, que les allées et venues de Hudson entre eux et Mihailović ont laissés dubitatifs quant aux intentions des Britanniques. Atherton et son opérateur radio quittent Foča mi-avril, apparemment pour essayer de rejoindre Mihailović et Hudson, mais ils disparaissent ensuite mystérieusement : Partisans et Tchetniks s'accusent plus tard mutuellement d'avoir assassiné les agents britanniques,. Hudson est quant à lui tenu à l'écart par Mihailović, qui lui reproche ses contacts avec les Partisans. Virtuellement prisonnier des Tchetniks durant un temps, il n'est autorisé que début mai à reprendre contact avec le QG du Caire, en utilisant l'équipement radio de Mihailović.
Si Mihailović est, dès 1941, célèbre dans l'opinion publique occidentale auprès de laquelle il fait figure de héros de la résistance européenne, Tito demeure longtemps une personnalité méconnue, que la presse internationale ne mentionne que tardivement. La plupart des acteurs du conflit, que ce soient les occupants, les collaborateurs ou les Alliés occidentaux, ignorent tout de son identité : ce n'est qu'au début de 1943 que la publication d'une photo de Tito dans un journal des Partisans permet aux services de l'État indépendant de Croatie de reconnaître en lui le militant communiste Josip Broz. L'identité du chef des Partisans est alors révélée, en mars 1943, par la presse nazie et oustachie.
En mars et avril 1942, les Britanniques reprennent les parachutages d'armes, de matériel et de devises aux Tchetniks, anticipant les demandes en ce sens du gouvernement de Jovanović. Les Américains, qui reçoivent la visite du roi Pierre II en juillet, décident de leur côté d'envoyer des vivres aux Tchetniks en guise de reconnaissance de leurs services à la cause alliée. En début d'année, le gouvernement soviétique continue de recevoir des demandes insistantes de la part des Partisans, qui réclament que la propagande de Moscou cesse de glorifier Mihailović et le dénonce au contraire comme un collaborateur. Les Soviétiques n'en voient d'abord pas l'intérêt, et répondent que les Partisans doivent se concentrer sur le combat contre les occupants, celui contre les Tchetniks étant secondaire. Ils finissent cependant durant l'été par accéder à la demande de Tito : le 6 juillet, Radio Yougoslavie libre, un émetteur en langue serbo-croate animé par des membres du Parti communiste de Yougoslavie depuis les locaux du Komintern à Moscou, diffuse une résolution des Partisans yougoslaves qui dénonce Mihailović comme un traître. Les Soviétiques tempèrent ainsi le soutien qu'ils manifestaient jusque-là au gouvernement yougoslave de Londres, afin de jouer leur propre jeu. L'URSS conserve cependant une attitude ambigüe et continue, jusqu'en 1944, d'entretenir des relations avec le gouvernement en exil, suscitant l'irritation des hommes de Tito.

### Premiers doutes britanniques
À l'automne 1942, le gouvernement yougoslave de Londres est de plus en plus préoccupé par le nombre croissant de rumeurs affirmant que les hommes de Mihailović ne combattent pas les occupants et pactisent au contraire avec les Italiens. Il envoie un message à ce sujet à Mihailović, qui répond qu'il ne tolère aucune collaboration avec les Italiens. De son côté, le gouvernement britannique est troublé par les messages du capitaine Hudson, qui a repris les communications avec le QG allié : si l'officier du SOE fait part de la collaboration des Tchetniks au Monténégro et rapporte que Mihailović ne combat pas les occupants, il préconise dans le même temps de nouveaux envois d'armes à ce dernier. Souhaitant y voir plus clair, les Britanniques décident d'envoyer un haut gradé auprès du chef tchetnik : le jour de noël 1942, le colonel William S. Bailey est parachuté au quartier-général de Mihailović, dans les environs de Kolašin. Dans le même temps, un officier du SOE à Londres, le major Peter Boughey, affirme lors d'une conversation avec Živan Knežević, secrétaire du gouvernement yougoslave en exil, que Mihailović est un collaborateur à l'égal de Nedić. Le Foreign Office, interpellé par le gouvernement yougoslave, désavoue la « gaffe » de son officier ; cet épisode ne fait cependant que renforcer l'embarras croissant des Britanniques au sujet de Mihailović.
Fin 1942-début 1943, les médias britanniques et américains commencent à se faire l'écho des rumeurs qui font de Mihailović un collaborateur : bien que le nom de Tito soit encore inconnu du public, ils relatent également la montée en puissance des Partisans sur le terrain d'opérations yougoslave. Dans le même temps, les Partisans bénéficient au Royaume-Uni des courants d'opinions pro-soviétiques et pro-communistes. La BBC, dont le chef de la section yougoslave est hostile à la monarchie d'avant-guerre, assure une large publicité aux actions des Partisans. Le colonel Bailey alerte sa hiérarchie à ce propos, déplorant que la BBC le mette en difficulté auprès des Tchetniks. En février 1943, la BBC va jusqu'à présenter les hommes de Tito comme la seule véritable force de résistance dans l'Europe occupée : à la suite d'une protestation du Foreign Office, la BBC présente ses excuses mais sa ligne éditoriale ne change pas pour autant. Lorsqu'en octobre 1943, les Tchetniks font sauter plusieurs ponts à la demande des Britanniques, la station communiste Radio Yougoslavie libre en attribue le mérite aux Partisans, et la BBC reprend cette version, au grand désespoir de Mihailović.

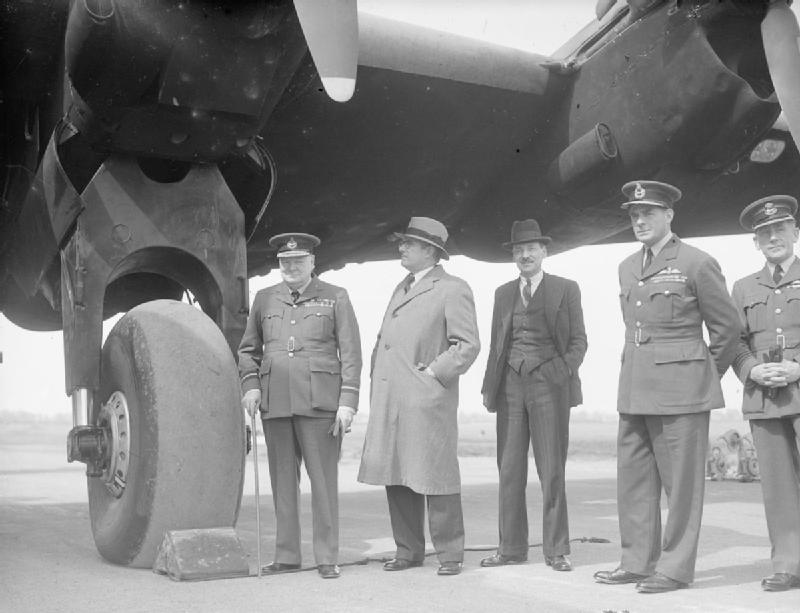
Winston Churchill pendant une inspection du Royal Air Force Bomber Command.

Les Partisans bénéficient par ailleurs de la présence de sympathisants communistes, parmi lesquels James Klugmann — lié au réseau des « cinq de Cambridge » — au sein du SOE du Caire : ces agents contribuent à rendre les rapports de Hudson, déjà critiques envers les Tchetniks, encore plus négatifs pour ces derniers, et à diffuser de fausses informations destinées à noircir la réputation de Mihailović tout en exaltant les actions des Partisans. Les messages de Mihailović à son gouvernement transitent en outre par le SOE du Caire, et ne sont souvent transmis qu'avec retard, voire parfois pas du tout. Après-guerre, les défenseurs de Mihailović affirment que le chef tchetnik a été victime d'une campagne de désinformation de la part des communistes britanniques : si des tendances pro-communistes sont effectivement présentes au sein de divers services et médias britanniques, les Tchetniks conservent cependant à l'époque de nombreux soutiens, y compris au sein du SOE du Caire. L'influence de Klugmann est en outre grandement exagérée par les pro-Mihailović, qui le présentent comme l'un des principaux dirigeants du SOE en Égypte : si Klugmann se livre effectivement à des manipulations d'informations en faveur des forces de Tito, il ne dispose ni du grade ni de l'influence qui lui auraient permis, à lui seul, de faire pencher la politique du Royaume-Uni. En outre, si une propagande communiste s'exerce bel et bien en sa faveur, Tito n'est pas le seul à profiter d'appuis politiques dans l'opinion britannique : Mihailović bénéficie, au moins dans un premier temps, du soutien des courants conservateurs pour lesquels les monarchistes yougoslaves font figure d'alliés naturels.
En janvier 1943, le colonel Bailey envoie ses premiers rapports au Foreign Office. Tout en se montrant critique envers le manque de vision politique de Mihailović et les défauts de son organisation, il indique d'une part que le chef des Tchetniks représente bel et bien une force de résistance en Serbie où il contribue à immobiliser plusieurs divisions allemandes et bulgares, et d'autre part que si ses hommes ont effectivement pactisé avec les Italiens au Monténégro, Mihailović ne semble jamais avoir eu partie liée avec les Allemands. Bailey préconise de continuer à soutenir Mihailović, mais souligne la nécessité d'aider également les autres groupes de résistance, et de tenter de réunifier Tchetniks et Partisans afin de ne pas soutenir deux mouvements mutuellement antagonistes. Les Britanniques prennent note de l'utilité de se rapprocher des Partisans : ils contactent les Soviétiques dans l'idée d'envoyer avec eux une mission conjointe auprès de Tito. Staline ne manifestant guère d'intérêt à cette idée, le gouvernement de Churchill adopte la proposition du SOE d'envoyer auprès des Partisans une équipe exclusivement britannique.

### Le discours de Mihailović
Le 28 février 1943, alors que se déroule l'opération Weiss, Mihailović prononce devant ses troupes réunies à Donje Lipovo, et en présence de Bailey, un discours dans lequel il dénonce durement l'insuffisance de l'aide apportée par les Britanniques, et la « perfidie » de ces derniers. Selon le rapport envoyé ensuite par Bailey à sa hiérarchie, le chef tchetnik déclare dans son allocution que les Serbes sont pratiquement abandonnés, et que les Britanniques ne cherchent qu'à les exploiter en échange d'un maigre soutien tout en gardant Pierre II et son gouvernement virtuellement prisonniers. Il ajoute qu'il ne renoncera ni à anéantir les Partisans, ni à profiter du soutien des Italiens tant que ceux-ci seront les seuls à fournir aux Tchetniks une aide suffisante ; enfin, il conclut que ses ennemis sont « les Oustachis, les Partisans, les Croates et les Musulmans » et que ce n'est qu'une fois ces derniers vaincus qu'il se retournera contre les Italiens et les Allemands. Après ce discours, Mihailović quitte les lieux — sans révéler sa destination à Bailey — pour prendre le commandement des opérations contre les Partisans autour de la Neretva. Le rapport dans lequel Bailey relate les propos de Mihailović fait l'effet d'une bombe auprès du gouvernement britannique : il vient s'ajouter à une série d'informations sur les accointances des Tchetniks avec les Italiens, et au fait que Mihailović, interrogé par son gouvernement au sujet de la collaboration de Jevđević, répond par des dénégations peu convaincantes. Ce discours marque le début de la fin de la coopération des Britanniques avec Mihailović, bien que celle-ci se poursuive encore durant toute l'année 1943,.
Le Foreign Office proteste officiellement auprès du Premier ministre Jovanović à propos du discours de Mihailović : il souligne que si l'attitude de ce dernier ne change pas, le gouvernement britannique révisera sa politique de soutien exclusif aux Tchetniks. En avril, le gouvernement en exil envoie à Mihailović une directive qui lui enjoint de ne rien faire vis-à-vis des Italiens ou des autres mouvements de résistance qui puisse encourir le reproche des Alliés. En mai, à la demande des Britanniques, le gouvernement yougoslave envoie une nouvelle note à Mihailović, en lui demandant de se concentrer sur la résistance contre l'Axe, de trouver un accord avec les Partisans, d'éviter toute collaboration avec les Italiens comme tout rapport avec le gouvernement de Nedić, et de mieux se coordonner avec le Middle East Command par l'entremise du colonel Bailey. Mihailović répond qu'il donne la priorité à la résistance et qu'il fera cesser les contacts avec les Italiens. Mais de nouvelles tensions surgissent immédiatement lorsque Bailey lui transmet une instruction du Middle East Command, qui lui demande de retirer ses forces vers l'Est de l'Ibar en laissant le reste du Monténégro aux Partisans, du fait des compromissions auxquelles se sont livrées les chefs tchetniks locaux. Mihailović refuse, avec le soutien du gouvernement en exil.
De leur côté, les Américains commencent, début 1943, à s'intéresser de plus près à la situation yougoslave : au printemps, l'OSS crée une section au Caire auprès de son équivalent du SOE. En avril, Churchill écrit à Roosevelt en lui suggérant de prendre pied sur la côte dalmate pour mener plus efficacement des actions en direction des insurgés : des armes, des vivres, voire des commandos pourront ainsi être envoyés plus facilement à ces derniers. Le Premier ministre britannique continue à ne tenir compte dans son raisonnement que du seul Mihailović, en dépit du discours prononcé par ce dernier deux mois plus tôt.

### Relations avec le gouvernement en exil

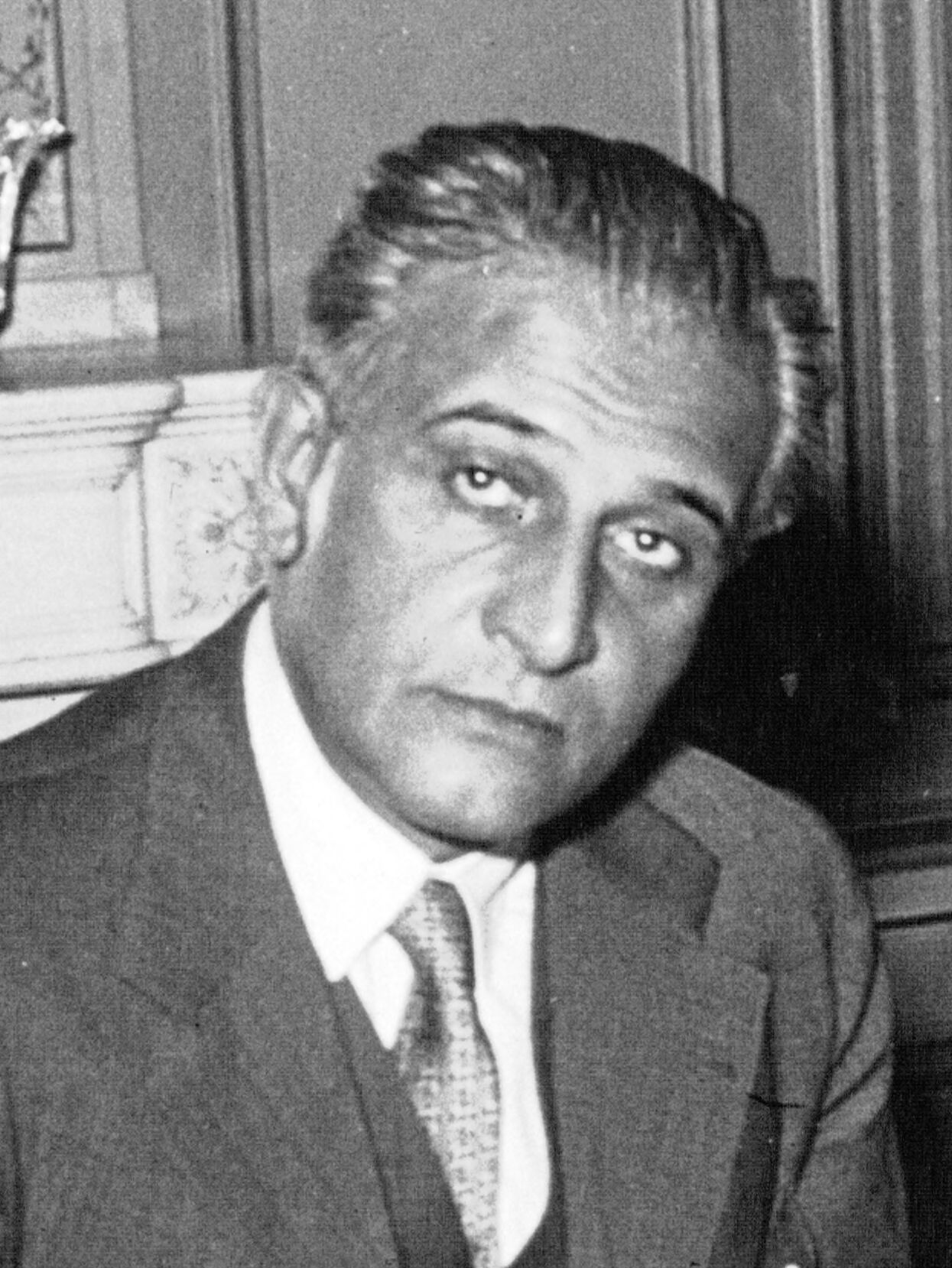
Božidar Purić, quatrième Premier ministre en deux ans du gouvernement yougoslave en exil.

En parallèle à leurs doutes croissants à propos de Mihailović, les Britanniques sont confrontés à un gouvernement royal en exil instable et divisé. Le gouvernement de Slobodan Jovanović est en effet miné par les tensions entre ministres serbes et croates, et a le plus grand mal à s'accorder sur une déclaration des buts de guerre yougoslaves. Jovanović, intellectuel septuagénaire et dénué d'expérience politique, ne parvient guère à aplanir les différends et s'en tient à une ligne « grand-serbe » qui accroît les tensions avec les représentants des autres nationalités : il se montre un chaud partisan des Tchetniks, de même que l'ambassadeur à Washington, Konstantin Fotić,. Ce dernier aggrave la situation en se livrant aux États-Unis à une propagande anti-croate virulente, provoquant une crise au sein des représentants du gouvernement en exil. Le milieu des exilés politiques, et plus largement celui des expatriés yougoslaves, se scindent en plusieurs camps : les tenants de la Grande Serbie continuent de considérer Mihailović comme leur champion, tandis que ceux d'une Yougoslavie plus unitaire voient désormais les Partisans d'un œil de plus en plus favorable.
Lorsque Pierre II annonce son futur mariage avec la princesse Alexandra de Grèce, nièce du roi Georges II, une nouvelle crise éclate au sein du gouvernement : la reine-mère et la majorité des ministres serbes jugent en effet indécent d'annoncer un mariage royal alors que la Yougoslavie est occupée et démembrée. Les ministres croates en profitent pour obtenir le remplacement de Jovanović ; ce dernier remet sa démission le 17 juin 1943 et cède la place à un autre homme politique serbe, Miša Trifunović. Les pressions des Britanniques, qui cherchent à obtenir un changement dans l'attitude du gouvernement yougoslave et surtout dans le comportement de Mihailović sur le terrain, contribuent également au renvoi de Jovanović : le départ de ce dernier est un signe de la disgrâce des Tchetniks auprès des Alliés. Le gouvernement remet finalement une déclaration de buts de guerre dans laquelle, pour satisfaire les Britanniques et aplanir les tensions entre Serbes et Croates, il fait allusion aux résistants sans citer nommément Mihailović. Jovanović, écarté des responsabilités, envoie à Mihailović un message personnel dans lequel il émet le souhait que les Tchetniks profitent de la capitulation des Italiens — qui paraît alors de plus en plus probable — pour s'emparer des armes de ces derniers et les utiliser pour vaincre les Partisans. Le 26 juin, le roi prononce un discours radiophonique dans lequel il fait l'éloge de l'ensemble des résistants yougoslaves, sans nommer les Partisans mais en les incluant implicitement : l'ambassadeur d'URSS fait part de sa satisfaction.
Le gouvernement en exil, toujours désorganisé et instable — Trifunović est à son tour remplacé en août par le diplomate Božidar Purić — perd rapidement de son crédit auprès des Britanniques. Le jeune souverain, dénué d'expérience comme de sens politique, se soucie principalement de bénéficier d'un entourage qui soutienne son projet de mariage : il se contente d'une équipe de fonctionnaires qui ne représente plus l'ensemble des partis et des communautés yougoslaves,. Dès le mois de mars, le roi suggère que lui et ses ministres partent s'installer au Caire, qui se situe plus près de la Yougoslavie et où se trouvent également le gouvernement grec en exil et le Middle East Command. Le gouvernement britannique, plutôt heureux de voir s'éloigner les Yougoslaves qui sont désormais perçus comme une source de problèmes, ne fait rien pour les retenir : Pierre II, Purić et leurs ministres s'installent au Caire le 28 septembre.

### Envoi de missions alliées auprès des Partisans

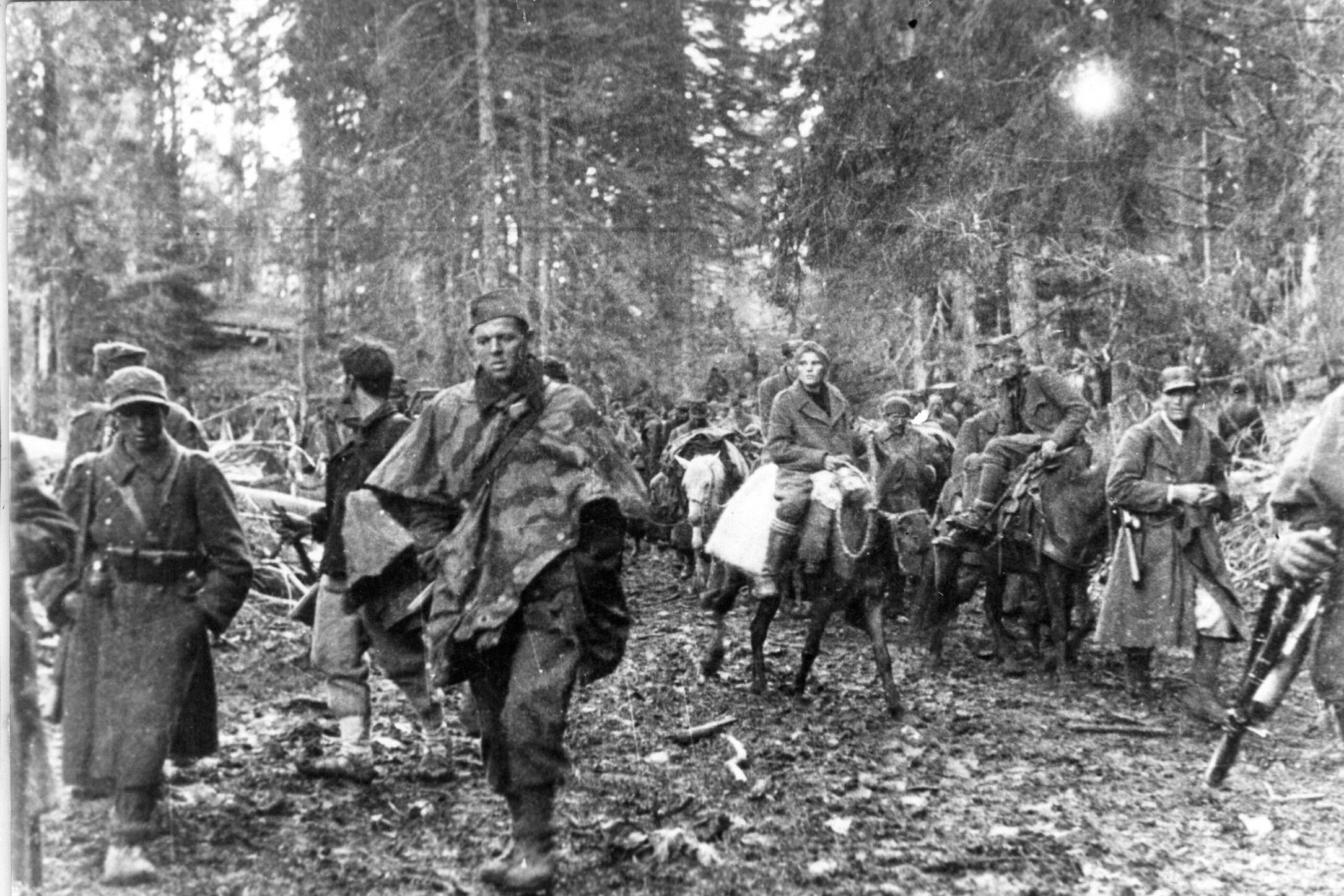
Des Partisans dans les environs de la Sutjeska, durant l'offensive Schwarz.

Le 21 avril 1943, conformément à la suggestion du SOE du Caire, les Britanniques envoient leurs deux premières équipes d'agents de liaison — formées de volontaires canadiens d'origine yougoslave — auprès des Partisans, en Bosnie et en Croatie. En se rapprochant de Tito, les Britanniques visent non seulement à s'informer sur la situation, mais également à nouer de bonnes relations avec le chef communiste dans l'espoir de l'influencer, et aussi à donner des gages de bonne volonté aux Soviétiques. Après que les hommes de Tito se sont assurés de leur identité, les agents alliés sont autorisés à reprendre le contact avec Le Caire : en mai, une nouvelle équipe d'agents britanniques est envoyée au quartier-général croate des Partisans. L'envoi d'une mission supplémentaire, au Sud du Monténégro, est proposé : le capitaine Frederick William Deakin — un proche de Churchill, qui n'a cependant pas tenu de rôle dans sa nomination — se voit confier la direction de cette nouvelle équipe. Lui et un officier canadien sont parachutés fin mai au Monténégro : arrivés alors que l'opération Schwarz est en cours, ils assistent rapidement en première ligne aux combats intenses que livrent les Partisans contre les Allemands. Deakin, dont le coéquipier canadien a été tué, envoie bientôt à sa hiérarchie des messages dans lesquels il détaille les actions des Partisans et recommande d'envoyer de l'aide à ces derniers : le quartier-général britannique au Moyen-Orient est progressivement convaincu que les hommes de Tito sont la force de résistance la plus active en Yougoslavie,. Durant son séjour chez les Partisans, Deakin — qui ignore leurs pourparlers avec les occupants lors de l'opération Weiss — arrive à la conclusion que Tito et ses hommes ont raison d'accuser Mihailović de collaboration, non seulement avec les Italiens, mais aussi avec les Allemands ; il rapporte ainsi la participation d'auxiliaires tchetniks aux dernières phases de l'opération Schwarz. Les informations de Deakin font très forte impression sur les autorités britanniques, à Londres comme au Caire.
Dans le courant de 1943, l'état-major britannique voit s'accumuler les rapports indiquant que des groupes tchetniks collaborent avec les occupants, que les Partisans sont au contraire très actifs contre ces derniers, et que les Allemands traversent des territoires sous contrôle tchetnik sans subir d'attaques. Ces informations viennent des équipes du SOE, de plus en plus nombreuses sur le sol yougoslave, mais aussi et surtout des décryptages des messages allemands par l'équipe Ultra, qui permettent aux Britanniques de connaître entre autres le déroulement des opérations Weiss et Schwarz,,.
Fin juillet, Churchill propose à Eden d'envoyer auprès de Tito l'un de ses proches, Fitzroy Maclean, officier des SAS et par ailleurs député conservateur. De leur côté, les Américains commencent à jouer un rôle actif dans le dossier yougoslave. Ils envoient, durant l'été et l'automne 1943, des équipes d'agents de l'OSS, aussi bien auprès de Mihailović que de Tito : le capitaine Mansfield rejoint Bailey chez les Tchetniks, tandis que le capitaine Benson rejoint Deakin chez les Partisans. En août, Deakin envoie à sa hiérarchie, sur la base des informations que lui fournit son officier de liaison partisan Vladimir Velebit, un rapport sur la collaboration constante et croissante de Mihailović avec les Allemands.
Fin septembre, alors que les Italiens ont capitulé au début du mois, les Alliés envoient auprès de Tito et de Mihailović deux nouvelles équipes de renseignement, chacune dirigée par un officier supérieur britannique, avec pour mission de ramener des rapports complets sur la situation en Yougoslavie et les mouvements de résistance. Fitzroy Maclean, promu général de brigade pour l'occasion, est envoyé chez les Partisans, tandis que le général Charles Armstrong se voit confier la mission auprès des Tchetniks. Ils sont parachutés respectivement les 19 et 24 septembre, chacun étant accompagné d'un officier américain (le major Farish pour Maclean, le lieutenant-colonel Seitz pour Armstrong). Maclean résume ainsi sa mission dans ses mémoires : « Ma tâche consistait donc simplement à dire au gouvernement quels hommes, en Yougoslavie, tuaient le plus d'Allemands et à indiquer par quels moyens nous pourrions les aider à en tuer davantage ».
Début octobre, un navire de guerre piloté par des Partisans tente de trouver une base navale sur les côtes italiennes pour les bateaux yougoslaves ayant fui Split investie par les Allemands : il rencontre une équipe américaine de l'OSS qui tentait de son côté de créer une liaison entre l'Italie et les îles de l'Adriatique prises par la résistance yougoslave. Grâce à cette initiative de leurs agents dont la mission ne consistait initialement qu'à établir des bases en Italie dans la région de Bari, les Américains parviennent à organiser le ravitaillement des Partisans à travers l'Adriatique, de manière bien plus efficace que par voie aérienne. De nombreux Partisans blessés sont ainsi évacués vers l'Italie pour y être soignés. Les Partisans peuvent également rencontrer, pour la première fois, des journalistes occidentaux, qui assurent ensuite la publicité de leur combat contre les Allemands. Dans le même temps, les envois d'armes alliées aux Tchetniks, qui avaient augmenté après l'arrivée d'Armstrong, diminuent durant l'automne et l'hiver 1943, avant de cesser tout à fait.

### Abandon du débarquement dans les Balkans
Winston Churchill, dont le gouvernement a la responsabilité des opérations alliées en Europe du Sud-Est, envisage initialement un débarquement en Dalmatie. L'arrivée éventuelle des Alliés occidentaux encourage Mihailović et préoccupe Tito, tout en poussant les occupants à tout faire pour anéantir la résistance avant un éventuel débarquement anglo-américain. Ces opérations allemandes et italiennes jouent à moyen terme en faveur des Partisans : les multiples offensives des occupants amènent en effet les hommes de Tito à se concentrer sur la guerre de résistance plutôt que sur le conflit contre les Tchetniks, gagnant au passage le soutien des populations.

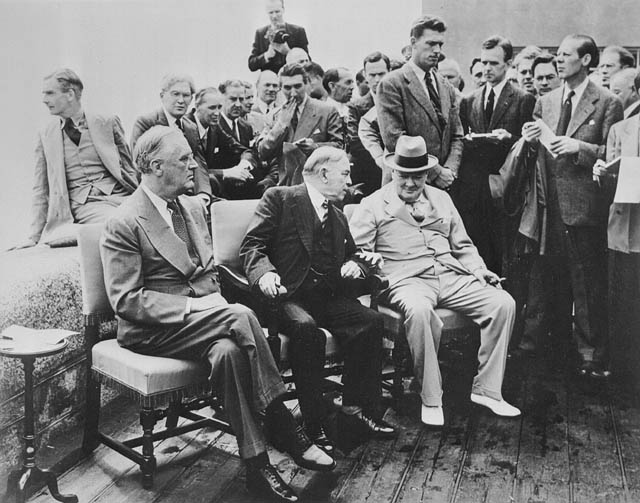
L'idée d'un débarquement allié dans les Balkans est repoussée une première fois en août 1943, lors de la première conférence de Québec.

Le 10 juillet, les Alliés débarquent en Sicile, première étape de l'ouverture d'un « second front » pour la reconquête de l'Europe. Mussolini est démis de ses fonctions le 25. Avant et après l'invasion de la Sicile, et alors qu'une capitulation de l'Italie semble imminente, Churchill relance son idée de débarquement en Dalmatie. Il souligne dans un message à Harold Alexander, commandant des armées anglo-américaines en Sicile, l'intérêt d'un débarquement dans les Balkans : pour le Premier ministre britannique, une telle opération soulagera la pression sur l'URSS, protègera la Grèce et mettra l'Autriche à portée des Alliés. Il n'exclut pas non plus un retrait des Allemands de la région, ce qui laisserait le champ libre aux Alliés pour débarquer. Sur le terrain, Mihailović fait une analyse identique à celle de Churchill et ordonne à ses troupes de se tenir prêtes à l'arrivée des Alliés ou au retrait des Allemands. Par ailleurs, quelques jours avant le débarquement en Sicile, Churchill envoie un message à Tito pour le féliciter d'avoir réchappé à l'opération Schwarz et le prévenir de l'ouverture du front italien.
Dans le cadre de la préparation de la conférence alliée prévue à Québec, les Américains se montrent réticents à l'idée d'un débarquement dans les Balkans : Churchill réduit alors sa proposition à un projet d'actions ponctuelles dans la région de l'Adriatique pour soutenir la résistance locale. Finalement, lors de la conférence de Québec d'août 1943, Américains et Canadiens optent pour une invasion de la Normandie (la future opération Overlord), qu'ils prévoient au printemps 1944, et écartent l'idée d'une opération périphérique dans les Balkans : Churchill est contraint de s'incliner. Durant la conférence, Roosevelt, s'il n'envisage pas d'intervention au sol des troupes anglo-américaines, évoque par contre la possibilité d'employer sur le théâtre d'opérations balkanique les forces armées grecques et yougoslaves en exil dont les Alliés assurent l'entraînement,,.
Après la conférence, le général Henry Maitland Wilson, commandant en chef du Middle East Command, propose de soutenir la résistance yougoslave afin qu'elle puisse maintenir la pression sur les Allemands en prévision des opérations qui auront lieu en Europe en 1944. Alors que l'ambassadeur britannique auprès du gouvernement yougoslave en exil souhaite que seul Mihailović soit soutenu, Wilson envisage d'apporter de l'aide à l'ensemble des organisations de résistance.
Par la suite, Churchill relance à plusieurs reprises son idée de débarquement dans les Balkans, mais il en est à chaque fois dissuadé par les Américains et par son état-major. Les Alliés usent cependant de manœuvres de diversion pour faire croire aux Allemands à l'imminence d'un débarquement en Grèce et en Yougoslavie, les conduisant ainsi à maintenir leurs troupes sur place et à ne pas envoyer de renforts en Italie.
Mihailović, pour sa part, se montre incapable de réaliser l'évolution de la politique des Alliés. Convaincu de sa propre importance dans la stratégie de ces derniers, il reste persuadé que la Yougoslavie y tient un rôle essentiel et qu'un débarquement dans les Balkans demeure à l'ordre du jour.

### Le choix en faveur des Partisans
Lors de la conférence de Moscou d'octobre 1943, Anthony Eden tente d'obtenir l'aide des Soviétiques pour trouver un compromis entre les deux branches de la résistance yougoslave, mais Molotov se dérobe. Après avoir passé dix-huit jours auprès de Tito, Fitzroy Maclean est évacué par avion vers Le Caire. Fin novembre 1943, alors que la capitulation de l'Italie a bouleversé la situation sur le théâtre d'opérations yougoslave, Churchill et Roosevelt se réunissent en effet dans la capitale égyptienne à l'occasion d'une conférence, qui précède de quelques jours celle de Téhéran durant laquelle ils doivent rencontrer Staline. Maclean est le premier officier britannique à revenir de Yougoslavie avec un rapport complet. Retirant de son séjour une impression très favorable de Tito et de la résistance communiste, il conclut de ses observations, qui se basent principalement sur les données fournies par les Partisans, que ces derniers représentent une force incontournable en Yougoslavie et domineront très certainement le pays après-guerre en cas de victoire des Alliés. Armstrong, l'officier de liaison auprès de Mihailović, n'a pu rejoindre Le Caire, son transfert ayant été jugé trop compliqué : son rapport, qui analyse de manière nuancée les forces et les faiblesses du mouvement tchetnik, arrive trop tard à Londres pour qu'Anthony Eden puisse l'emporter au Caire. Seuls Maclean et Deakin — ce dernier étant arrivé au Caire après la conférence de Téhéran — sont présents pour exposer à Churchill le point de vue des Partisans. L'historien Stevan K. Pavlowitch juge que la présence de Armstrong et Bailey n'aurait, de toutes manières, probablement pas suffi à influer sur la décision de Churchill. Si le rapport de Maclean contient de nombreuses inexactitudes et exagère beaucoup la puissance militaire des Partisans,, il s'avère décisif dans la mesure où il confirme les informations contenues dans les décryptages d'Ultra. Churchill est désormais convaincu que Tito représente la force la plus efficace dans le combat contre l'Allemagne et doit être préféré à Mihailović.

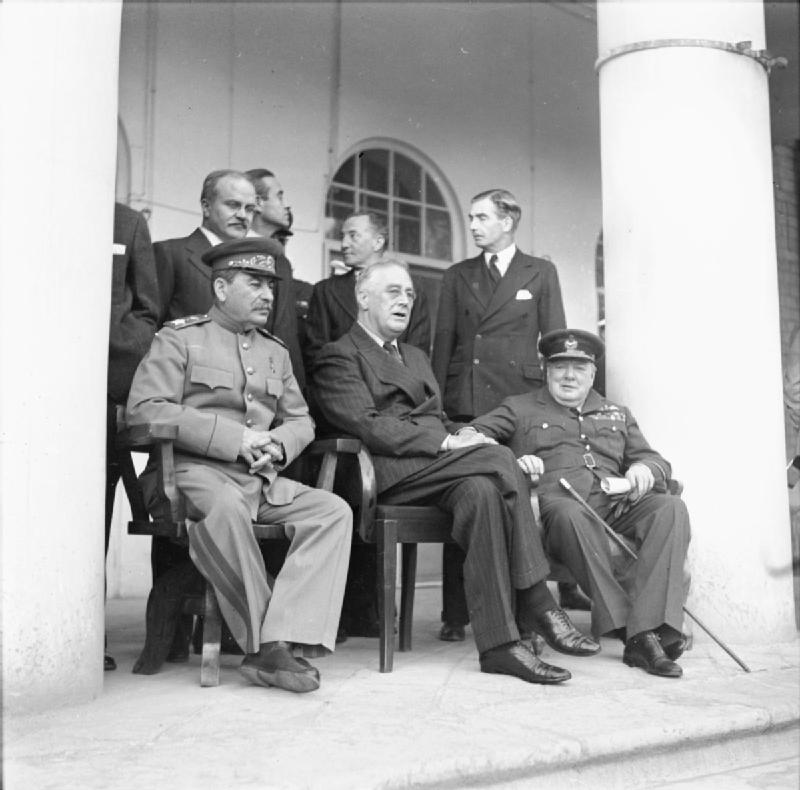
Staline, Roosevelt et Churchill lors de la conférence de Téhéran.

Rencontrant ensuite au Caire les chefs d'état-major en compagnie de Roosevelt, Churchill propose d'accompagner l'opération Overlord d'une intervention dans le Sud de la France ou bien dans le Nord de la Yougoslavie. Roosevelt penche plutôt pour une opération en France, et en fait part au roi Pierre II qu'il rencontre également au Caire.
Lors de la conférence de Téhéran, qui commence le 28 novembre, Churchill plaide pour que les Partisans yougoslaves, plus efficaces et plus actifs que les hommes de Mihailović, soient désormais aidés en priorité. Staline se montre indifférent à l'enthousiasme de Churchill pour les Partisans, mais approuve l'idée de fournir toute l'aide possible à Tito,. Churchill tente également de relancer l'idée d'un débarquement d'ampleur limitée dans l'Adriatique. Les Soviétiques s'y opposent, pour des raisons moins politiques que militaires : l'essentiel pour eux est en effet qu'un nouveau front en Europe de l'Ouest vienne soulager leur propre effort de guerre, ce qui rend les opérations au Sud de l'Europe secondaires à leurs yeux. Staline, soutenu sur ce point par Roosevelt, veut donner toute la priorité à l'opération Overlord et plaide pour un débarquement dans le Sud de la France plutôt que dans les Balkans, afin de ne pas disperser les forces au moment du débarquement en Normandie. Il confirme ainsi les craintes de Churchill de voir les Balkans et le reste de l'Europe centrale livrés à l'avance de l'Armée rouge. Le sort de Mihailović est également évoqué lorsque Molotov propose, à la surprise générale, d'envoyer auprès de lui une mission soviétique ; Eden répond que d'après les informations fournies par ses services, travailler avec lui ne présente pas d'utilité,. Après la conférence de Téhéran, les Tchetniks sont définitivement hors jeu du point de vue des dirigeants alliés.
De retour au Caire après Téhéran, Churchill retrouve Maclean, ainsi que Deakin qui est arrivé en compagnie d'une délégation des Partisans dirigée par Vladimir Velebit. Les 9 et 10 décembre, le Premier ministre s'entretient avec ses deux officiers au sujet des informations dont ils disposent sur la collaboration des Tchetniks. Dans le même temps, Velebit et les autres envoyés de Tito nouent des contacts avec les militaires alliés afin d'obtenir davantage d'aide. Maclean rapporte dans ses mémoires que le Premier ministre britannique, à qui il indiquait que la Yougoslavie risquait de s'aligner sur l'Union soviétique, aurait répondu en rappelant que ni lui ni Maclean ne comptaient s'établir en Yougoslavie. Churchill aurait ensuite ajouté : « moins nous nous préoccuperons, vous et moi, de la forme de gouvernement que les Yougoslaves établiront, mieux cela vaudra », la seule priorité étant « qui, chez eux, fait le plus de mal aux Allemands »,. Le 10, Churchill reçoit Pierre II, à qui il annonce qu'il dispose de preuves irréfutables des compromissions de Mihailović avec les occupants : il insiste sur la nécessité de ne pas conserver ce dernier dans le gouvernement yougoslave en exil. Churchill s'entretient ensuite avec Božidar Purić, qu'il informe de son intention de poursuivre et d'augmenter l'aide aux Partisans : devant les protestations du Premier ministre yougoslave, il réplique qu'au vu de l'inaction de Mihailović, il vaut mieux aider ceux qui se battent plutôt que ceux qui ne le font pas.
Parallèlement, les Partisans forment, lors de la seconde session de l'AVNOJ qui se déroule en même temps que la conférence de Téhéran, un Comité national de libération qui se proclame seul gouvernement de la Yougoslavie. Le soutien de plus en plus manifeste que le gouvernement britannique accorde aux Partisans, conjugué à la proclamation d'une structure politique concurrente du gouvernement royal en exil, suscite des interrogations dans la classe politique du Royaume-Uni. Richard Law, ministre auprès du Foreign office, est Interpellé à ce propos à la Chambre des communes : il répond que le gouvernement britannique soutient davantage Tito que Mihailović car le Partisans se montrent beaucoup plus actifs contre les Allemands. Le Département d'État américain se montre prudent et réaffirme la légitimité du gouvernement royal de Londres, tout en prônant le soutien aux forces de résistance yougoslaves sans prendre parti pour aucune d'entre elles. S'il est convaincu de la nécessité de rompre avec Mihailović, Churchill ne souhaite cependant pas abandonner Pierre II, et vise à favoriser un rapprochement entre ce dernier et Tito.
Le 8 décembre, les Britanniques donnent une « dernière chance » à Mihailović en lui demandant de faire sauter deux ponts. Mihailović promet de procéder à l'opération mais, devant les objections de ses hommes, ne donne pas l'ordre. Il suggère une autre opération mais le QG allié du Caire, qui a perdu confiance en lui, ne se montre pas intéressé,.

## La capitulation de l'Italie et ses conséquences

### Invasion des zones italiennes par les Allemands et les Partisans

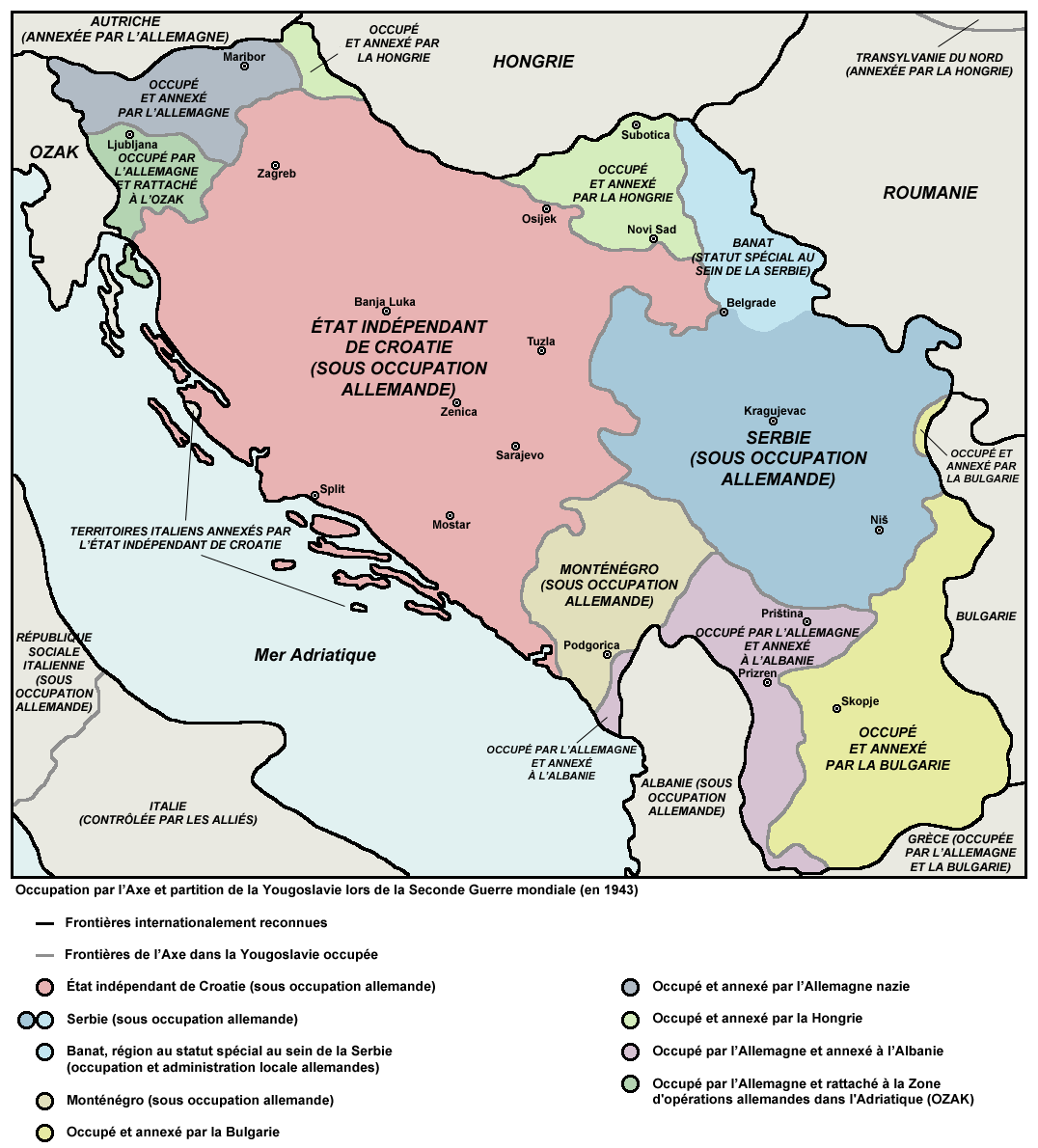
Partition de la Yougoslavie en 1943.

Fin mai 1943, Mussolini finit par céder aux pressions allemandes et interdit officiellement la coopération avec les Tchetniks : sur le terrain, cependant, ses ordres sont appliqués de manière très inégale par les commandants italiens auxquels différents groupes tchetniks, notamment celui de Đujić, continuent de servir d'auxiliaires. Le 1er juillet, Mussolini remplace Pirzio Biroli à la tête du gouvernorat du Monténégro par le général Barbasetti di Prun. Le limogeage de Pirzio Biroli, chaud partisan d'une reprise de l'alliance avec les Tchetniks, prive le mouvement de Mihailović d'un atout important.
Durant l'été 1943, l'ensemble des acteurs du conflit se prépare à l'éventualité d'une capitulation de l'Italie. Les Partisans, après avoir survécu à l'opération Schwarz, ont renforcé leur présence en Bosnie, chassant par endroits les troupes allemandes : les forces de Tito dominent environ un cinquième de la Yougoslavie. Les Tchetniks ont repris pied au Monténégro après le retrait des Partisans en juin et juillet. Les Italiens entreprennent cependant de les désarmer, ou de tenter de les désarmer, sur le territoire monténégrin ; dans le même temps, ils continuent de s'appuyer sur eux dans certaines zones de l'État indépendant de Croatie. Les Allemands augmentent leurs effectifs en Yougoslavie, dans l'éventualité où ils auraient à désarmer les troupes italiennes présentes dans le pays : celles-ci se montent à quatorze divisions comptant environ 308 000 hommes.
Des unités allemandes pénètrent dès l'été dans les zones d'occupation italiennes. En juillet, Hitler nomme le Generalfeldmarschall Maximilian von Weichs — qui avait commandé l'invasion de 1941 — à la tête de toutes les forces allemandes dans le Sud-Est de l'Europe. Von Weichs prend également le commandement du Groupe d'armées F. Toujours en juillet, les Partisans tentent d'obtenir l'arrêt des combats avec les Tchetniks et proposent à Mihailović de former un front commun contre les Allemands. Une rencontre a lieu entre Milovan Djilas et deux émissaires tchetniks, Zaharije Ostojić et Petar Baćović. Mais Mihailović refuse finalement cette offre, dans laquelle il ne voit qu'un aveu de faiblesse de la part de Tito. Le chef tchetnik menace Ostojić et Baćović de les exclure s'ils poursuivent leurs contacts avec les communistes.
À l'automne 1943, les effectifs allemands en Yougoslavie ont doublé par rapport à ceux de 1941, et atteignent désormais treize divisions. Le 3 septembre, le maréchal Badoglio, successeur de Mussolini à la tête du gouvernement italien, signe avec les Américains et les Britanniques un armistice rendu public cinq jours plus tard. En Yougoslavie, les troupes italiennes sont prises de court par la nouvelle, que la plupart apprend par la radio : leur désorganisation est totale. Les Partisans et les Tchetniks sont également surpris : Tito et Mihailović sont l'un et l'autre furieux de ne pas avoir été tenus au courant par leurs officiers de liaison alliés. Dès la nouvelle de la capitulation italienne, Allemands, Partisans et Tchetniks tentent d'étendre leur contrôle sur le territoire yougoslave et de s'emparer d'autant d'armes que possible. Le général Wilson diffuse un appel aux troupes italiennes, auxquelles il ordonne de se soumettre à son autorité, de ne pas remettre leurs armes aux Allemands, et de combattre ces derniers aux côtés des « peuples des Balkans ». Les officiers alliés présents auprès des factions de résistance reçoivent l'ordre de négocier la reddition des troupes italiennes les plus proches, passant par-dessus Tito et Mihailović à la grande irritation de ces derniers. Deakin et Benson assistent à Split au désarmement de la garnison italienne par Koča Popović et ses Partisans ; les Tchetniks reçoivent la capitulation des Italiens à Berane en présence de Bailey, et à Priboj en présence de Hudson et Mansfield.
En fonction de leurs réactions, les Italiens se divisent en trois groupes : la majorité, qui a accueilli la nouvelle de l'armistice comme une délivrance, s'empresse de cesser le combat et de remettre ses armes, principalement aux Allemands mais également aux Tchetniks ou aux Partisans ; une minorité soutient les Allemands ; une autre minorité, enfin, choisit de rejoindre les troupes alliées, c'est-à-dire les Partisans ou les Tchetniks.
Les Partisans prennent les Tchetniks de vitesse pour profiter de la capitulation des Italiens : en quelques jours, ils s'emparent de l'essentiel de la côte dalmate, y compris des principales îles. Le 15 septembre, ils pénètrent en territoire italien et prennent le contrôle de l'Istrie, ainsi que des provinces situées entre Trieste et l'Autriche ; début octobre, ils encerclent Zagreb, menaçant la voie ferrée qui la relie à Belgrade. Ils s'emparent surtout de très importantes quantités d'armes italiennes : les Tchetniks font eux aussi main basse sur une partie de cet arsenal, mais leur butin est beaucoup plus maigre,.
Les Allemands envahissent l'ensemble des zones italiennes : bases de garnisons et points stratégiques passent sous le contrôle de la Wehrmacht. Le Reich crée une Zone d'opérations sur le littoral adriatique (Operationszone Adriatisches Küstenland ou OZAK), rattachée au Reichsgau de Carinthie et placée sous l'autorité du Gauleiter autrichien Friedrich Rainer : elle englobe des zones italiennes, slovènes et croates, s'étendant d'Udine en Italie jusqu'à Ljubljana.
La majorité des soldats italiens — dont la quasi-totalité de la IIe armée — est capturée par leurs anciens alliés, puis envoyée dans des camps de prisonniers en Allemagne. Certains Allemands se déchaînent contre les Italiens : plusieurs massacres ont lieu tandis que des soldats italiens, livrés à eux-mêmes et contraints à la fuite, sont traqués et tués. En Slovénie et en Croatie, la majorité des troupes italiennes, complètement désorientée, est maîtrisée par les Allemands ; au Monténégro, en Dalmatie et en Bosnie, des unités italiennes continuent le combat et unissent leurs forces à celles de la résistance, à l'image de la brigade Mameli à Zara, ou de la division Garibaldi. Les Italiens qui veulent s'allier aux forces de Tito sont cependant loin d'être tous accueillis à bras ouverts : beaucoup sont tenus en défiance et parfois emprisonnés, soumis à des mauvais traitements, voire exécutés. Les troupes italiennes ralliées sont purgées des fascistes et des officiers jugés « inacceptables » par les Yougoslaves ; elles sont ensuite souvent utilisées par Tito comme unités de guérilla, mais aussi comme « chair à canon ».
Dans les zones où l'occupation italienne a été la plus dure, comme en Dalmatie et dans les îles de l'Adriatique, une répression sanglante s'abat sur les Italiens, assimilés aux fascistes. Sur l'île de Biševo où se trouve un camp de prisonniers, plusieurs milliers de soldats italiens sont jetés à la mer. Dans les régions que l'Italie a annexées avant-guerre et pendant la guerre et où elle a pratiqué une « italianisation » violente, la répression ne se limite pas aux militaires, notables et responsables du Parti fasciste : la population italienne dans son ensemble — présente depuis des générations, notamment en Istrie — fait l'objet de tueries. C'est fin 1943 qu'a lieu la première phase des massacres des foibe, au cours desquels des centaines de civils italiens sont jetés dans les gouffres (foibe) des régions calcaires.

### Nouveau contexte politique et militaire

#### Croatie et Bosnie-Herzégovine

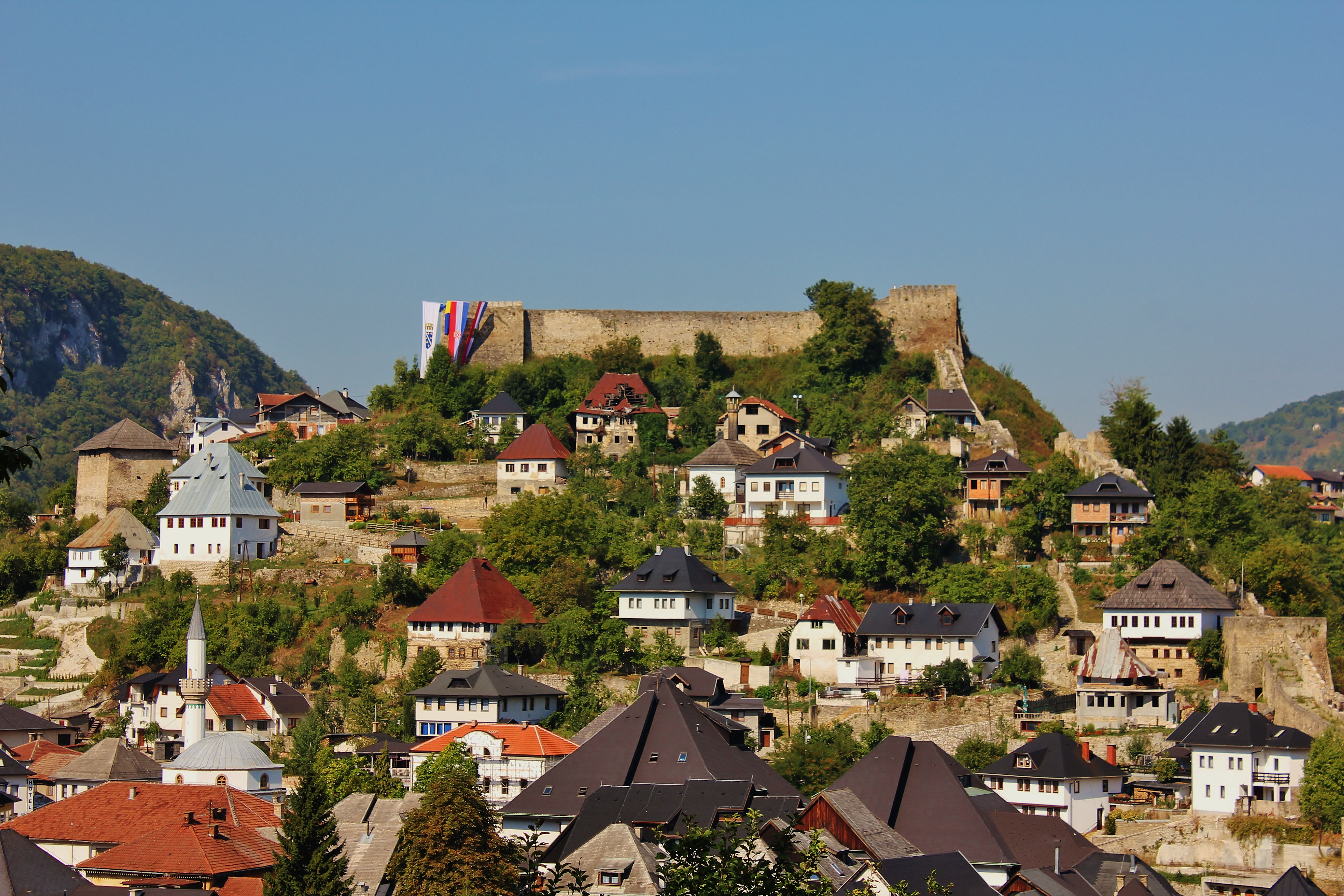
La ville de Jajce, qui sert un temps de quartier-général aux Partisans.

En Croatie, Ante Pavelić profite de la capitulation italienne pour mettre un terme à tous les accords croato-italiens, ainsi qu'à l'union dynastique avec la maison de Savoie : il proclame également l'annexion des territoires italiens de Dalmatie. Les Oustachis lancent de nouvelles attaques contre les Partisans pour légitimer leurs prétentions territoriales, mais la faiblesse de l'État indépendant de Croatie, dont des pans entiers du territoire sont sous contrôle des Partisans ou des Tchetniks, inquiète beaucoup les Allemands. Von Weichs propose de renforcer le contrôle allemand sur la Croatie, ce qu'Hitler refuse.
L'armée croate est réorganisée sous forme d'unités plus mobiles, sous contrôle allemand, tandis que les effectifs de la milice oustachie augmentent jusqu'à atteindre 45 000 personnes, principalement des jeunes recrues fanatisées. Le 15e corps SS de cavalerie cosaque, formé par les Allemands avec des prisonniers et des déserteurs de l'Armée rouge et qui était jusque-là affecté en Yougoslavie à des tâches de surveillance, reçoit des attributions étendues : ses hommes sèment la terreur dans la population croate, commettant des atrocités dont le récit indispose Goebbels lui-même. Des volontaires Waffen-SS néerlandais et scandinaves sont également déployés dans l'État indépendant de Croatie, que les Allemands traitent comme un pays occupé. Pavelić tente d'obtenir l'annexion d'autres territoires, notamment Fiume, Kotor et l'Istrie, mais les Allemands refusent brutalement, le régime croate n'ayant pas les moyens politiques et militaires de ses ambitions.
Les Partisans tentent de leur côté d'étendre leur contrôle sur la Bosnie, dont l'Est demeure tenu par les Tchetniks. Lors de la prise de Tuzla, dans le Nord-Est, toute la garnison locale de la Garde nationale croate se rallie à eux : les Partisans bénéficient de nombreuses défections de soldats du régime oustachi, ainsi que du ralliements d'autonomistes musulmans. Les efforts de propagande pour gagner des recrues croates et musulmanes déplaisent par ailleurs à une frange des Partisans serbes, dont certains font alors défection chez les Tchetniks.
En se déplaçant à travers la Bosnie, les Partisans profitent de l'état d'anarchie croissant dans lequel se trouve le territoire, leur « Mouvement de libération nationale » apparaissant capable de combler le vide du pouvoir. La plupart des Yougoslaves désireux de rejoindre la résistance ou de rompre avec le passé rejoignent désormais les rangs communistes : les Partisans parviennent à mobiliser en Bosnie-Herzégovine un nombre de plus en plus important de Serbes, de Croates et de Musulmans, qui les considèrent comme des sauveurs potentiels. Bien que toujours majoritairement serbes — mais basés hors de Serbie —, les Partisans ont en effet comme atout important de ne pas être rattachés à une nationalité particulière. Très minoritaires chez les Partisans au début de la guerre de résistance, les Croates finissent par représenter environ 30 % de leurs effectifs en 1944. Du côté des Musulmans, les Partisans attirent davantage de combattants au sein de la population urbaine, tandis que les habitants des régions rurales demeurent longtemps réservés. La désaffection des Musulmans envers le régime de Pavelić est cependant croissante durant l'année 1943. Dans la région de Prozor-Rama, où les habitants se sentent menacés par les Oustachis, les Partisans gagnent de nombreuses recrues. Dans celle de Banja Luka, la montée en puissance des communistes pousse la population musulmane à moins craindre les représailles des Tchetniks et à soutenir davantage les Partisans. En août 1943, les forces de Tito prennent Jajce, une ville de Bosnie centrale où se trouve une imposante forteresse et où ils installent leur nouvelle « capitale ».

#### Slovénie

Emblème de la Garde nationale slovène.

En Slovénie, le Front de libération — les Partisans locaux dirigés par Boris Kidrič — redouble ses attaques contre les anti-communistes, qui ne disposent ni d'un commandement unifié ni d'un soutien direct de la part des Alliés. Les « Gardes bleus » du major Novak sont anéantis : Novak fuit en Italie et est remplacé par Ivan Prezelj en tant que représentant local de Mihailović. De nombreux membres de la Milice volontaire anticommuniste slovène sont capturés et exécutés. Après consultation avec Mgr Rožman, les Allemands maintiennent Leon Rupnik à la tête de la province de Ljubljana, en lui confiant le poste de préfet : il est autorisé, pour combattre les Partisans, à former une Garde nationale slovène (Slovensko domobranstvo, ses recrues étant appelées Domobranci), dont les premières recrues sont principalement issues de l'ex-MVAC,. Pour des raisons peu claires, Rupnik est démis au bout d'un mois de ses fonctions de commandant de la Garde nationale, et ne redevient « Inspecteur général » des Domobranci qu'en septembre 1944. La Garde nationale slovène professe une ligne catholique, anticommuniste et antisémite : sous tutelle de l'armée allemande, elle n'a autorité que sur les populations d'ethnie slovène, ce qui limite son efficacité dans les opérations de maintien de l'ordre. Elle prête en outre assistance aux Allemands pour la déportation des Juifs de l'ancienne zone italienne. Les occupants créent également une force de police slovène, elle aussi subordonnée aux services de sécurité allemands.
Du 1er au 4 octobre, le Front de libération organise à Kočevje une « assemblée populaire », sorte de parlement provisoire, qui proclame la volonté du peuple slovène de former une « confédération » avec les autres peuples yougoslaves et décrète le rattachement à la Slovénie de la région du littoral, pourtant largement croate.

#### Monténégro

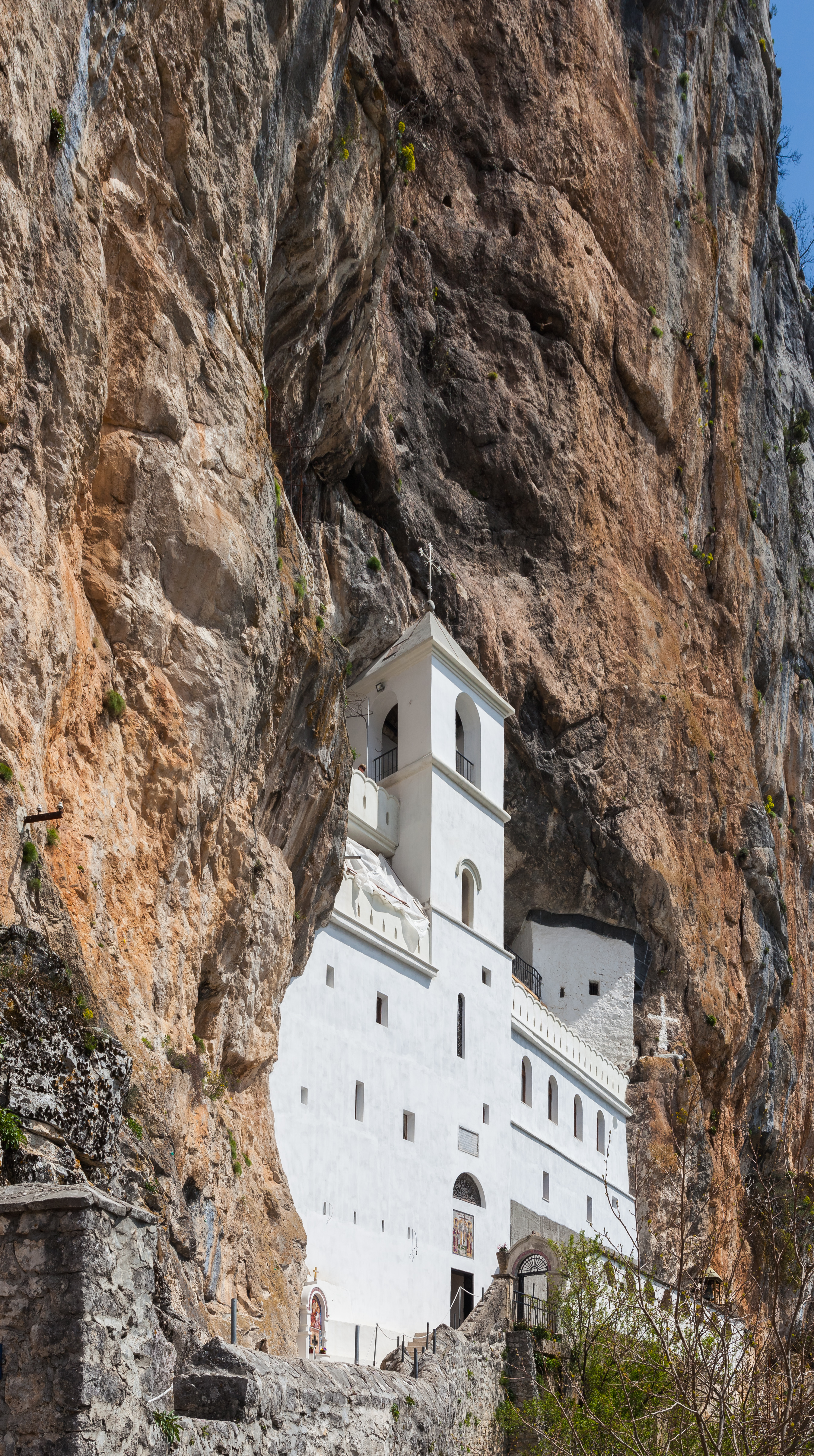
Le monastère d'Ostrog, où sont tués en octobre 1943 la plupart des chefs tchetniks monténégrins.

Au Monténégro, les Allemands coupent les voies de communication des troupes italiennes tout en envahissant le territoire et en diffusant des tracts qui appellent les Monténégrins à combattre les « lâches Italiens ». Le commandant tchetnik Blažo Đukanović tente sans succès d'obtenir que les Italiens lui présentent leur capitulation. Le 15 septembre, les Allemands envahissent Podgorica et arrêtent le chef de la garnison italienne locale.
Dans la région de Berane, Partisans et Tchetniks se livrent à une compétition acharnée pour obtenir les premiers la reddition et les armes des anciens occupants : le général Giovanni Battista Oxilia, commandant de la division Venezia, tente d'abord d'établir des contacts avec les Britanniques et les Tchetniks pour envisager une action commune contre les Allemands, mais il finit par s'entendre avec les Partisans après avoir réalisé que ces derniers ont désormais la faveur des Alliés. Les forces partisanes locales, commandées par Peko Dapčević, prennent finalement Berane tandis qu'Oxilia et ses hommes se joignent à eux ; les Tchetniks présents réussissent cependant, en évacuant la ville, à emporter une partie de l'arsenal italien. Oxilia prend ensuite le commandement de la division Garibaldi, formée avec les restes des unités italiennes du Monténégro,.
Fin septembre, les Allemands contrôlent Cetinje, la côte monténégrine et certaines voies de communication, le reste du territoire monténégrin étant livré au combat entre Tchetniks et Partisans. Blažo Đukanović, Bajo Stanišić et une grande partie des chefs tchetniks monténégrins se réfugient dans le monastère d'Ostrog, qui est finalement assiégé et pris par les Partisans mi-octobre : Đukanović, Stanišić et l'essentiel du comité des nationalistes périssent au cours des combats,.

#### Macédoine et Kosovo
Le retrait italien donne par ailleurs aux Partisans l'occasion de redéfinir leur stratégie dans des parties du pays dont le contrôle leur échappait jusque-là, et dont l'identité nationale est incertaine. En Macédoine, Svetozar Vukmanović a fait le choix tactique de former un front commun avec les communistes bulgares (Front patriotique), albanais (LNÇ) et grecs (EAM-ELAS), tout en prônant l'union de tous les Macédoniens : en juin, le comité central macédonien lance un appel à l'unité de la Macédoine sans faire référence à la Yougoslavie, ce qui vaut à Vukmanović d'être fermement critiqué.
Le retrait des Italiens, qui avaient annexé la partie occidentale de la Macédoine yougoslave à leur protectorat albanais, permet aux Partisans locaux — Vukmanović opérait jusque-là depuis la zone italienne — d'étendre leur contrôle sur l'Ouest. Les Partisans publient alors un nouveau manifeste appelant à la fois à la lutte contre les occupants et à l'union des Macédoniens : le document évoque une forme de fédération balkanique mais sous-entend également que la Macédoine continuera à faire partie de la Yougoslavie, ce qui indispose une partie des militants de Skopje. Des agents britanniques sont ailleurs arrivés auprès de Vukmanović, qui se sert de leur présence comme d'un outil de propagande pour discréditer les Tchetniks locaux.

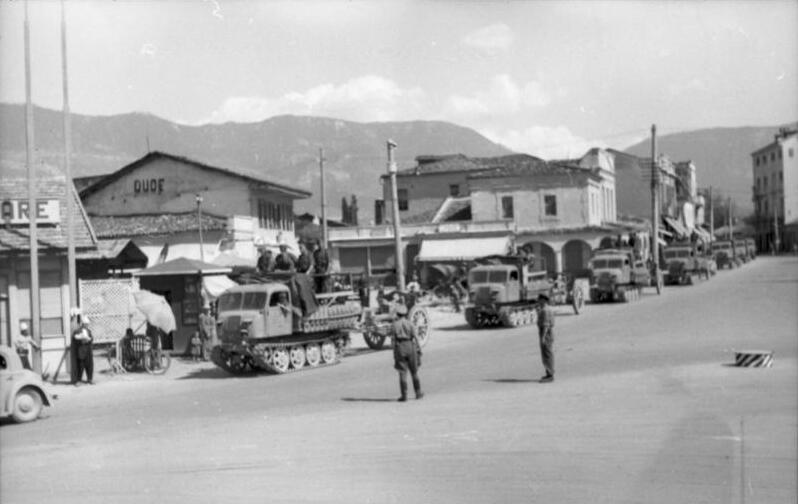
Troupes allemandes au Kosovo en septembre 1943.

L'objectif d'unification de la Macédoine est adopté en décembre 1943 par le Comité central du Parti : Vukmanović a alors les mains libres pour négocier avec les Bulgares et les Grecs, et pour prôner la réunification avec la Macédoine du Pirin (bulgare). Il parvient à recruter des hommes en territoire hellénique, ce qui provoque cependant de vives tensions avec la résistance communiste grecque. L'ELAS exige la dissolution des unités macédoniennes, qui passent alors en territoire yougoslave. Radoslav Đurić, représentant de Mihailović en Macédoine, dirige de son côté une petite force composée principalement de réfugiés serbes, qui connaît quelques affrontements avec les Partisans. Les détachements de Partisans macédoniens, commandés par Mihajlo Apostolski, reçoivent le nom d'« Armée populaire de libération de Macédoine » et forment en novembre 1943 leur première brigade, qui compte environ 700 hommes. Ils demeurent cependant peu nombreux et peu actifs jusqu'en 1944.
La position des résistants yougoslaves est tout aussi malaisée dans les territoires peuplés d'Albanais. L'ex-protectorat italien est désormais occupé par les Allemands, de même que tous les territoires yougoslaves (serbes, macédoniens et monténégrins) qui y ont été annexés. La plupart des Albanais souhaitant conserver les nouvelles frontières, Mihailović n'a guère la possibilité d'effectuer des recrutements parmi eux. Les Partisans sont contraints à un jeu d'équilibre et se déclarent, dans leur propagande, favorables à l'autodétermination du Kosovo. Ils créent un « Conseil de libération populaire pour le Kosovo et la Métochie », qui présente la lutte contre les occupants, aux côtés des autres peuples yougoslaves, comme le moyen de réaliser l'union du Kosovo et de l'Albanie. Les chefs du Parti communiste eux-mêmes n'ont pas encore de position très claire quant au statut de la région : certains sont prêts à laisser le Kosovo à l'Albanie, mais uniquement dans l'éventualité où l'Albanie serait annexée par la future fédération yougoslave. Du fait de leur marge de manœuvre limitée, l'organisation de Tito a comme principal relai au Kosovo les résistants communistes albanais d'Enver Hoxha.
Après la capitulation italienne, Svetozar Vukmanović est envoyé aider les communistes albanais à s'organiser : une Armée de libération nationale est créée, afin d'affronter les nationalistes albanais du Balli Kombëtar qui se sont alliés avec les Allemands pour former un nouveau gouvernement collaborateur. Entre le 31 décembre 1943 et le 2 janvier 1944, une délégation de 49 Partisans communistes du Kosovo se réunit à Bujance et émet une résolution qui affirme que le Kosovo fait partie intégrante de l'Albanie. Tito réagit en qualifiant leur position de « réactionnaire », et le bureau politique du Parti communiste déclare la conférence de Bujance nulle et non avenue.
De leur côté, les Allemands jouent, plus encore que les Italiens avant eux, sur le nationalisme albanais. Xhafer Deva, devenu ministre de l'intérieur dans l'Albanie sous occupation allemande, organise une nouvelle vague d'expulsions de Serbes du Kosovo.

#### Politiques allemandes

##### Nouvelles offensives

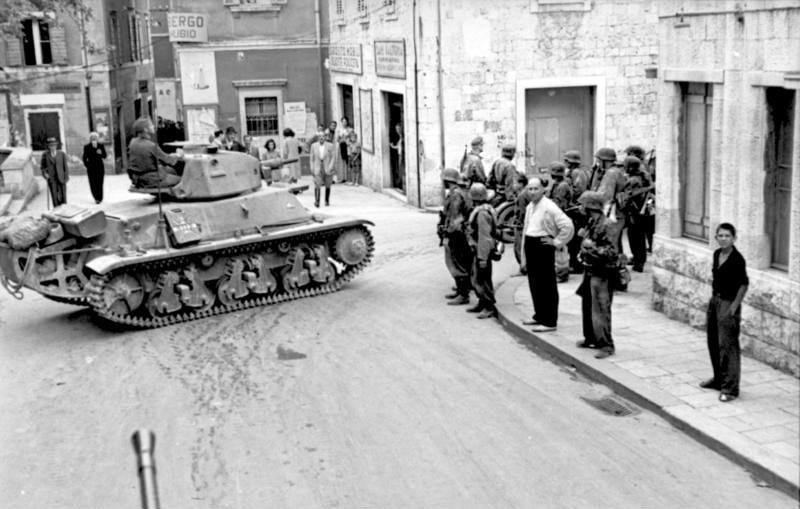
Troupes allemandes en manœuvre à Split, en Croatie.

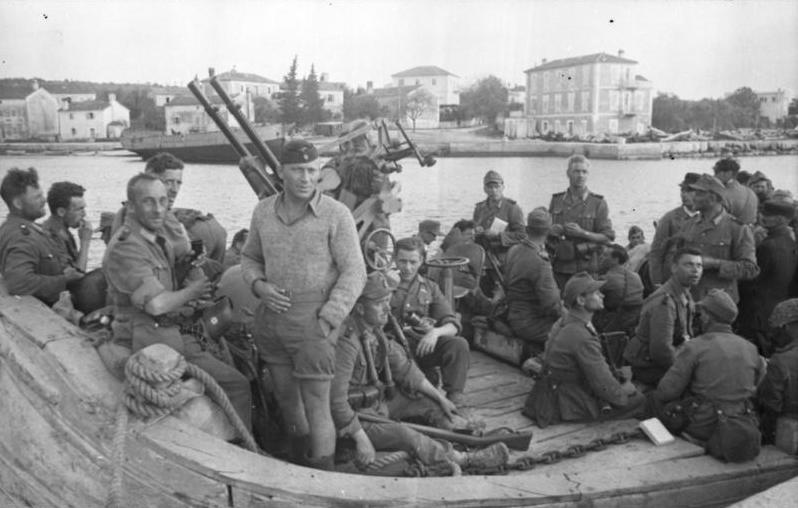
Transport fluvial de troupes allemandes en Yougoslavie.

Immédiatement après la capitulation des Italiens, et jusqu'en février 1944, les Allemands lancent contre les insurgés une série d'attaques — la « sixième offensive » anti-Partisans — parmi lesquelles l'opération Kugelblitz, pour reprendre le contrôle des zones abandonnées par les Italiens, notamment la côte adriatique et les îles. Les Partisans, qui n'avaient pas prévu l'ampleur de la contre-attaque allemande, sont forcés d'abandonner une partie des territoires conquis. À la fin de 1943, les Allemands sont parvenus à réduire considérablement l'activité des résistants sur l'ensemble de la Yougoslavie. La mainmise des occupants sur le terrain regagné reste cependant précaire, et ils ne parviennent pas à reprendre toutes les îles.

##### Répressions et déportations
Une fois maîtres des campagnes, les Allemands se livrent, dans les territoires de la Zone d'opérations du littoral adriatique que le Reich envisage d'annexer, à une persécution impitoyable des communautés slaves et italiennes. Les opérations de répression sont confiées au général Odilo Globocnik — précédemment chargé de l'extermination des Juifs en Pologne occupée — nommé chef des SS et de la police pour l'OZAK. Les populations juives, qui avaient été épargnées dans les territoires sous occupation italienne, sont raflées et déportées. Un camp de concentration, la risiera di San Sabba, est créé en Italie près de Trieste : outre les Juifs en transit vers Auschwitz, il accueille de nombreux otages raflés au sein des communautés slovène et croate, dont plusieurs milliers y périssent.

##### Tentatives de réformes
Le diplomate autrichien Hermann Neubacher, nommé en août responsable des Balkans au ministère du Reich aux Affaires étrangères, s'efforce de réorganiser les structures politiques en Yougoslavie occupée. Il propose ainsi de former une fédération qui réunirait, sous la présidence de Nedić, la Serbie, le Monténégro et le Sandžak, mais Hitler rejette cette idée. Le diplomate du Reich obtient par contre que les conditions d'occupation en Serbie soient adoucies : les exécutions d'otages se raréfient à la fin de 1943. Neubacher noue des contacts avec le personnel politique croate dans le but de former un gouvernement qui pourrait remplacer celui des Oustachis, mais ce projet n'aboutit pas.

##### Alliances entre Tchetniks et Allemands

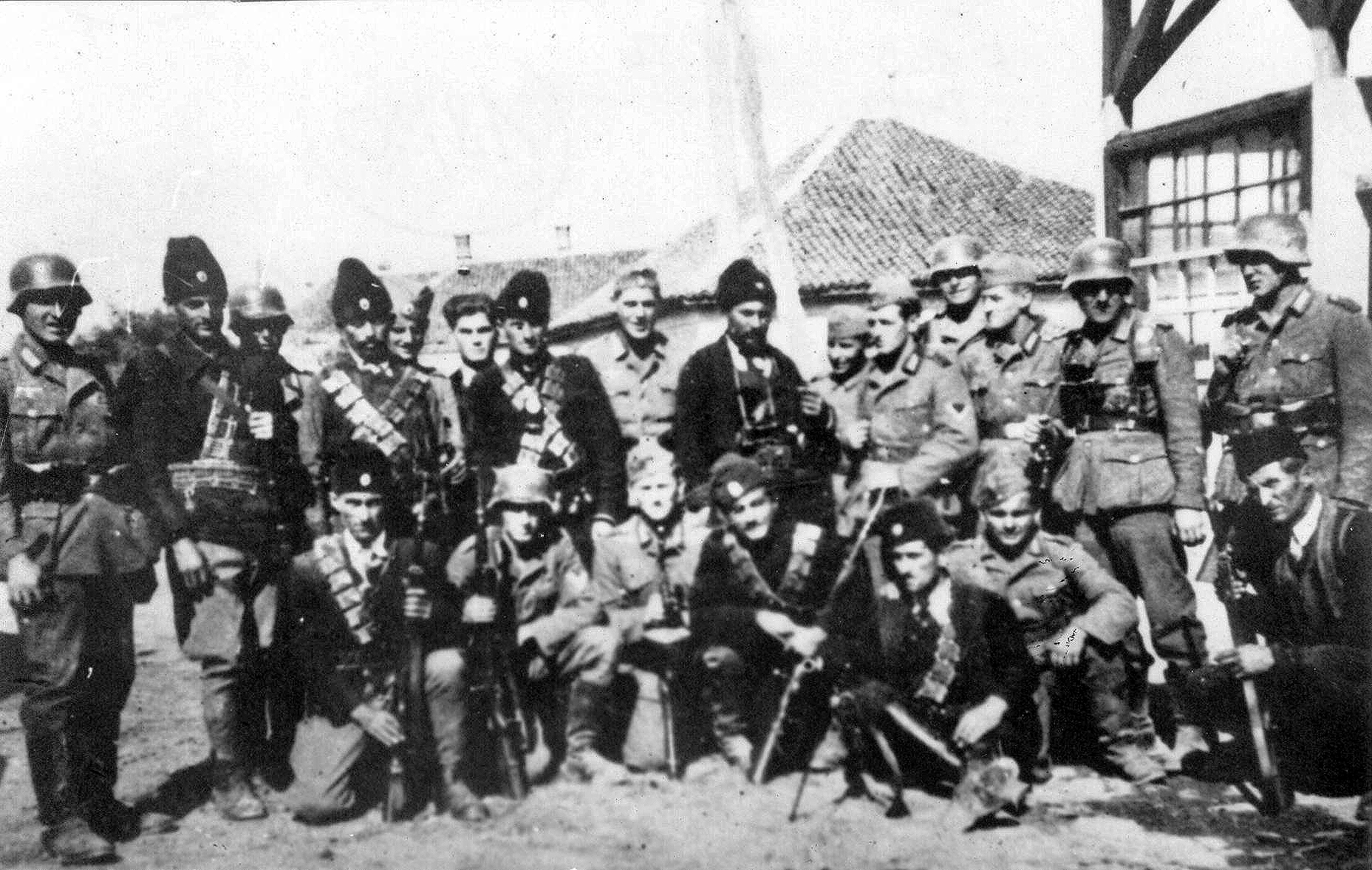
Soldats allemands photographiés en compagnie d'un groupe de Tchetniks.

Pour les Tchetniks, la capitulation des Italiens est une catastrophe, qui leur coûte leur principal allié sur le terrain. Mihailović prend dès juillet contact avec le gouvernement de Badoglio, à qui il propose une collaboration sous réserve que l'Italie rompe son alliance avec l'Allemagne : devant le refus de Badoglio, il préconise de poursuivre les contacts avec les Italiens tout en se tenant prêts à s'emparer de leurs armes. Au moment de la capitulation, les Tchetniks sont pris de vitesse par les Partisans, dont la puissance militaire se trouve considérablement augmentée et qui lancent des attaques de plus en plus audacieuses contre leurs adversaires.
Après la défection de leurs alliés italiens, les Allemands opèrent un revirement à l'égard des Tchetniks : rapidement, divers commandants allemands concluent des accords locaux avec des chefs tchetniks afin de garder leurs territoires sous contrôle. En Herzégovine, Dobroslav Jevđević, approché par un agent de l'Abwehr, met ses 5 000 hommes au service des Allemands. En Dalmatie, Momčilo Đujić, privé du soutien des Italiens, se tourne vers les Allemands afin de se prémunir contre les attaques des Partisans et des Oustachis,.
En Serbie, les Allemands prennent acte de l'influence du mouvement de Mihailović et de la faiblesse du régime de Milan Nedić. Neubacher et von Weichs négocient avec des groupes tchetniks locaux, dont ils obtiennent qu'ils se rapprochent du gouvernement collaborateur serbe. Des pactes sont conclus avec quatre commandants tchetniks, qui acceptent d'observer avec les Allemands des trêves de plusieurs semaines, voire de plusieurs mois, et s'engagent également à ne pas s'en prendre aux miliciens musulmans, ni à l'administration de Nedić. Jusqu'ici clandestine, l'influence des Tchetniks au sein de l'armée et de l'administration en Serbie occupée s'exerce désormais de manière quasiment ouverte, minant d'autant plus l'autorité de Nedić. Ce dernier proteste auprès des Allemands, sans rien obtenir en retour. Des actions communes germano-tchetniks contre les Partisans sont également envisagées en échange de livraisons d'armes par les occupants : des heurts continuent cependant d'avoir lieu entre les occupants et diverses bandes tchetniks, ce qui amène les Allemands à conclure que les accords n'ont fait que renforcer l'organisation de Mihailović. Les officiers de liaison britanniques et américains présents chez les Tchetniks ne sont pas tenus informés de la situation. Mihailović, au courant des accords passés avec les Allemands, semble les avoir considérés comme un moindre mal et utiles d'un point de vue tactique,.
Si cette situation coûte à Nedić le peu de crédibilité qui lui restait auprès de la population, elle nuit également en Serbie à l'image de Mihailović, tout en le compromettant d'autant plus aux yeux des Alliés. Les échanges entre Tchetniks et Allemands, dont les conséquences sur les opérations militaires ont été assez négligeables, sont en effet découverts par les Britanniques grâce aux décryptages des messages allemands, ce qui influe sur la décision de Churchill de retirer son soutien aux Tchetniks.
Par ailleurs, en novembre 1943, Pavle Đurišić, évadé de captivité, parvient à revenir en Serbie ; il est à nouveau capturé après son retour à Belgrade. Les Allemands et Nedić décident alors de profiter de la popularité dont jouit Đurišić auprès des Serbes du Monténégro : ils lui proposent une alliance pour lutter contre les Partisans, ce que le chef tchetnik accepte. Ces alliances avec les occupants affaiblissent d'autant plus l'autorité — déjà relative — de Mihailović sur le mouvement tchetnik,. La plupart des accords germano-tchetniks sont cependant annulés en Serbie dès le mois de février 1944 : la raison en tient autant à l'insatisfaction de divers commandants tchetniks quant à la mise en œuvre des accords — les Tchetniks veulent aussi ménager l'opinion publique serbe — qu'à l'opposition de Nedić, de Ljotić et de divers commandants allemands. Les Tchetniks subissent plusieurs attaques allemandes en mars et en avril. Đurišić est, au printemps 1944, le seul commandant tchetnik de Serbie à rester officiellement l'allié des occupants. La collaboration entre les Allemands et les Tchetniks continue cependant de manière officieuse en Serbie, chacun des deux camps ayant besoin de l'autre.
En Croatie, les Allemands utilisent les services des Tchetniks en raison de l'incapacité des Oustachis à éliminer les Partisans de leur territoire. Pavelić et son entourage, qui considèrent toujours les Tchetniks comme des ennemis mortels, doivent, à leur grand déplaisir, se résigner à la situation. Au Monténégro, Neubacher échoue dans ses tentatives pour unifier les forces anticommunistes, les « Verts » de Krsto Popović refusant tout contact avec les Serbes.

## Les Partisans proclament un gouvernement

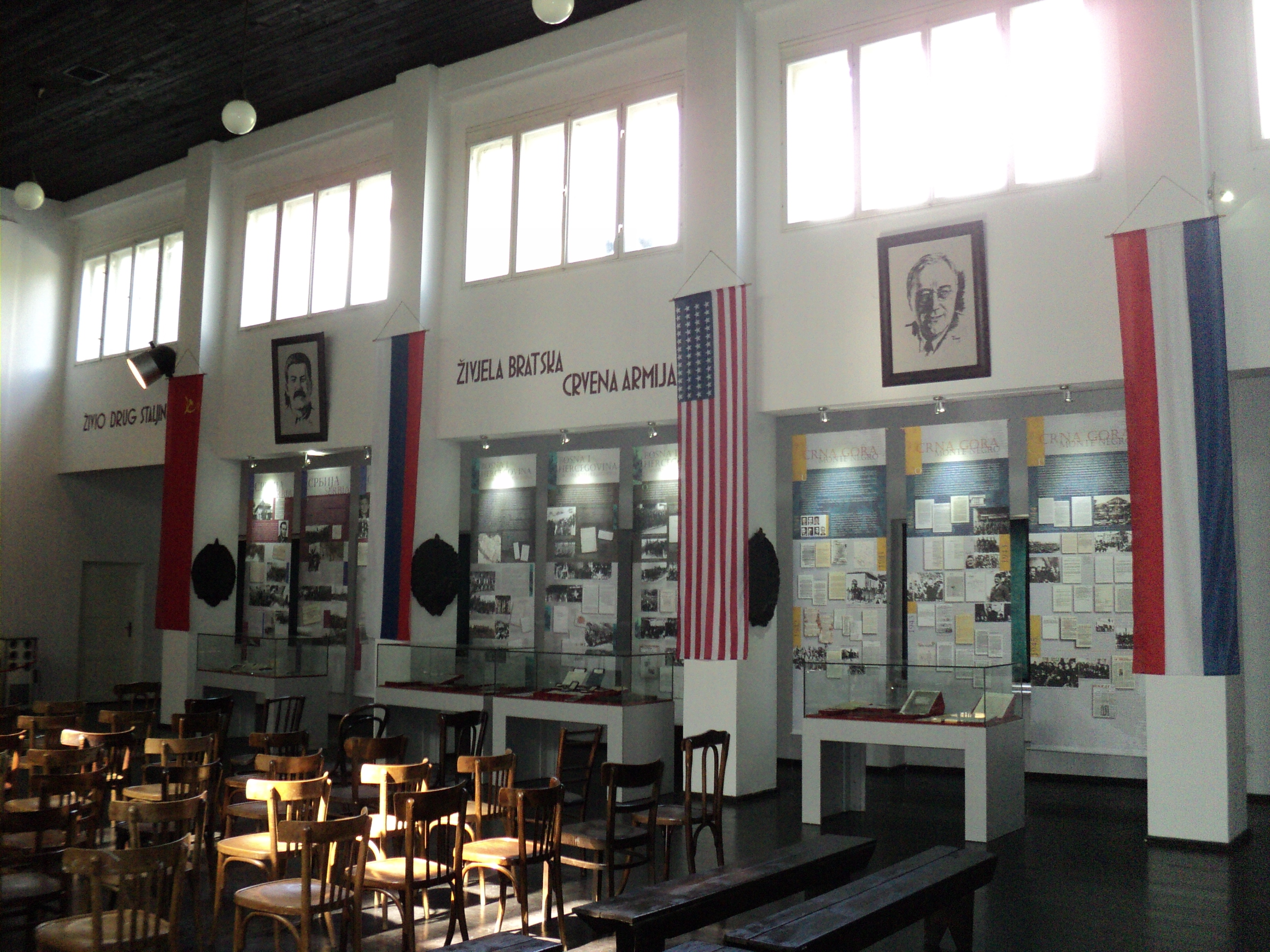
Musée du second congrès de l'AVNOJ, à Jajce.

En 1943, Tito décide d'organiser une seconde réunion du Conseil antifasciste de libération nationale de Yougoslavie (AVNOJ). Conscient de son avantage militaire — l'effectif des Partisans est désormais le double de celui dont dispose Mihailović en Serbie — Tito garde cependant à l'esprit que la population yougoslave, notamment les Serbes, n'est pas encore tout à fait prête à renoncer à la monarchie. Le chef des Partisans vise par conséquent à acquérir davantage de légitimité politique, en créant un « contre-gouvernement » qui pourra bénéficier d'une reconnaissance internationale.
En préparation du congrès, des équivalents de l'AVNOJ pour les différentes nationalités sont formés, sauf en Serbie d'où les Partisans ont été chassés. Les Croates sont les premiers à créer, en juin, le « Conseil antifasciste de libération nationale de Croatie » (Zemaljsko antifašističko vijeće narodnog oslobođenja Hrvatske ou ZAVNOH) que la branche croate du KPJ, dirigée par Andrija Hebrang, anime avec des membres du Parti paysan croate. Avec l'autorisation de Tito, le ZAVNOH cache son caractère communiste pour apparaître plus rassembleur. L'organe de direction des Partisans croates manifeste cependant une indépendance croissante : Hebrang va jusqu'à le présenter comme le successeur du Sabor (le parlement national croate) et à promettre après-guerre une autonomie accrue pour la Croatie. Un « Comité national de libération slovène » (Slovenski narodnoosvobodilni svet ou SNOS), un « Conseil anti-fasciste régional pour la libération du Monténégro et des Bouches de Kotor » (Zemaljsko antifašističko vijeće narodnog oslobođenja Crne Gore i Boke ou ZAVNOCGB) et un « Conseil antifasciste de libération nationale de la Bosnie-Herzégovine » (Zemaljsko antifašističko vijeće narodnog oslobođenja Bosne i Hercegovine ou ZAVNOBiH) sont créés en octobre et novembre. La formation d'un équivalent macédonien de l'AVNOJ est également envisagée, mais les préparatifs s'avèrent difficiles.
Le 29 novembre, alors même que les Partisans sont confrontés à la « sixième offensive » allemande et que se déroule la conférence de Téhéran, 142 délégués — communistes ou « compagnons de route » — se réunissent à Jajce, en présence des agents de liaison britanniques et américains (dont Deakin, qui n'est pas encore parti pour Le Caire),,. Tito prononce un discours qui dénonce l'oppression « grand-serbe » et les tenants de l'ancien régime, tout en déplorant le soutien dont ces derniers continuent de bénéficier de la part des Alliés. L'AVNOJ adopte une déclaration — co-rédigée par le Serbe Moša Pijade et le Slovène Edvard Kardelj — annonçant un projet de fédération « démocratique » où les droits des nationalités seraient reconnus, et où la Serbie, la Croatie, la Slovénie, le Monténégro, la Bosnie-Herzégovine et la Macédoine formeraient des entités fédérées à part entière. À l'ancien régime tourné autour des Serbes, des Croates et des Slovènes, se substituerait une organisation qui mettrait sur un pied d'égalité avec eux les Monténégrins et les Macédoniens. Certains, comme Djilas, souhaitent se limiter à cinq républiques et faire de la Bosnie-Herzégovine une simple région autonome, au motif que les Musulmans ne sont pas alors reconnus comme une nationalité ; les délégués bosniaques s'opposent cependant vivement à cette option. Tito réussit à surmonter les objections de certains cadres communistes serbes comme Pijade, et à faire accepter le principe d'une république de Bosnie-Herzégovine : mais, tout en mentionnant les Musulmans en tant que communauté ethnico-religieuse, il ne va pas jusqu'à résoudre le problème du statut exact des Bosniaques. Les définitions en tant que nations du Monténégro — dont beaucoup d'habitants se perçoivent comme des Serbes — et de la Macédoine — revendiquée par d'autres pays des Balkans — présentent des difficultés supplémentaires. Les Albanais sont reconnus en tant que minorité avec des droits spécifiques. La question du Kosovo est cependant laissée en suspens,,,.
Le congrès de l'AVNOJ est en outre marqué par la proclamation d'un Comité national de libération de la Yougoslavie (Nacionalni komitet oslobođenja Jugoslavije, ou NKOJ), formé initialement de dix-sept membres et qui se présente cette fois officiellement comme un gouvernement provisoire. Le Comité compte plusieurs ministres non communistes, comme l'écrivain chrétien de gauche Edvard Kocbek, membre du Front de libération slovène. Les délégués décrètent que les pouvoirs du gouvernement royal en exil sont transférés au Comité national de libération, dont Tito est à la fois le Premier ministre et le ministre de la défense. L'assemblée interdit le retour de Pierre II en Yougoslavie tant que la population n'aura pu se prononcer « librement » sur le régime politique du pays. Tito reçoit par ailleurs le titre, créé à son intention, de « maréchal de Yougoslavie » : c'est à cette occasion que les Partisans mentionnent pour la première fois officiellement le véritable nom de leur chef.
Les Soviétiques n'ont été prévenus du second congrès de l'AVNOJ que trois jours avant sa tenue, et n'ont pu y envoyer aucun délégué. Staline est d'abord furieux de l'initiative de Tito, dont il craint qu'elle perturbe ses relations avec les Britanniques et les Américains ; il a cependant la surprise de constater que la proclamation du gouvernement des Partisans ne suscite aucune protestation de la part des Anglo-américains, qui considèrent désormais le mouvement de Tito comme la principale — voire la seule — vraie force de résistance. Staline peut alors, le 14 décembre, adresser ses félicitations à Tito,,.
Né d'un mariage entre un Croate et une Slovène, ayant passé une partie de sa vie à l'étranger, Tito est un internationaliste convaincu, ce qui lui donne un avantage pour aborder les problèmes de nationalités de la Yougoslavie et y proposer des solutions. Le projet de fédération annoncé par les Partisans leur vaut un soutien populaire accru, particulièrement dans les régions centrales de la Yougoslavie qui ont beaucoup souffert du conflit et dont les populations sont très mélangées. Les slogans sur l'égalité des droits entre nationalités, la fraternité entre peuples yougoslaves et le droit à l'autodétermination — dont les communistes escomptent bien qu'il ne sera pas exercé — remportent un grand succès dans l'opinion publique locale, et contribuent à donner aux Alliés le sentiment que les Partisans sont le seul mouvement capable de réunir après-guerre les peuples du pays.

## Victoire des Partisans (1944-1945)

### Situation politique et militaire de janvier à août 1944

#### Partisans, Tchetniks et Alliés

##### État des forces des Partisans et des Tchetniks

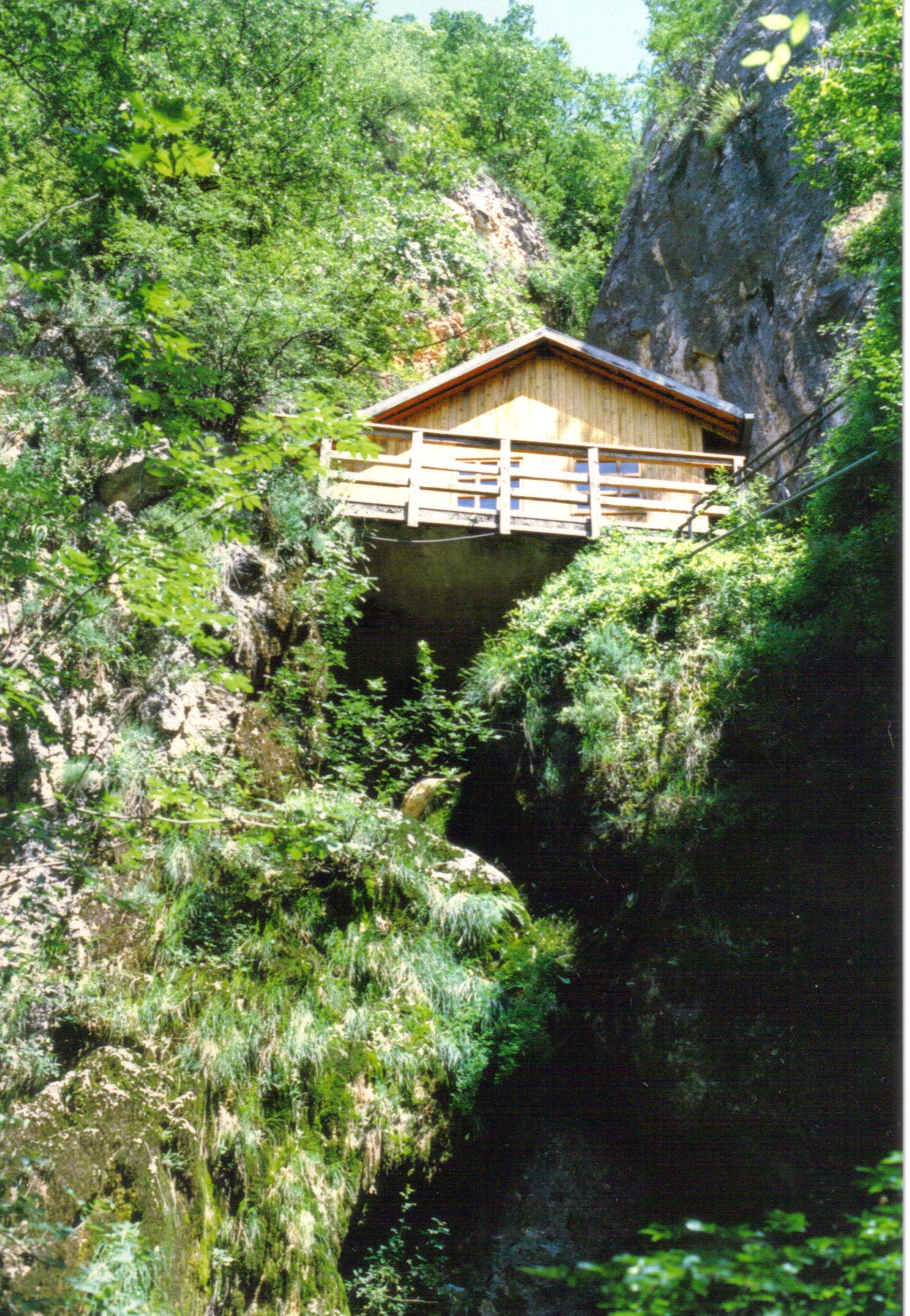
La cabane de Tito, conservée sur les lieux de son ancien quartier-général à Drvar.

Le 7 janvier 1944, l'approche des troupes allemandes contraint les Partisans à évacuer Jajce. Tito établit ensuite son nouveau quartier-général à Drvar, à l'Ouest de la Bosnie. Toujours en janvier, Winston Churchill, convaincu que Mihailović représente un « boulet » pour Pierre II et doit être évincé, décide de renforcer en parallèle son alliance avec Tito : pour ce faire, il renvoie Fitzroy Maclean auprès du chef des Partisans, accompagné de son propre fils, le major Randolph Churchill. Les deux hommes sont parachutés le 20 janvier auprès des Partisans, porteurs d'une lettre adressée par le Premier ministre britannique à Tito. Dans ce message, dont il adresse des copies à Staline et Roosevelt, Churchill salue chaleureusement le chef communiste et lui annonce la fin du soutien britannique aux Tchetniks ainsi que son espoir de voir Mihailović démis de ses fonctions. Il souligne que le Royaume-Uni reste allié avec Pierre II et qu'il ne serait « ni chevaleresque ni honorable » d'écarter ce dernier, mais ne va pas jusqu'à demander à Tito de reconnaître la monarchie. Tito et Churchill échangent plusieurs messages dans le courant de février : Tito dit comprendre les engagements britanniques à l'égard du roi, mais se garde d'en prendre lui-même, rappelant simplement que le futur régime politique de la Yougoslavie sera décidé lors d'une « consultation populaire ». Le Premier ministre britannique se montre satisfait des réponses de Tito. Ce dernier profite de la présence de Maclean et Randolph Churchill pour donner aux Britanniques la meilleure image possible de son mouvement, quitte à travestir la réalité,.
Du côté des Tchetniks, Bailey et Mansfield accompagnés d'envoyés de Mihailović quittent en février la Yougoslavie pour rejoindre le quartier-général allié au Caire. En mars, Seitz et Hudson sont évacués à leur tour. Le capitaine Borislav Todorović, qui accompagne Bailey et Mansfield, n'a pas reçu de Mihailović la lettre que ce dernier était censé lui remettre pour les Alliés. Entretemps, le gouvernement britannique décide courant janvier de rappeler le reste de ses officiers de liaison auprès de Mihailović. Cette décision intervient après le refus de Mihailović d'effectuer l'opération demandée en décembre, et la réception par le Foreign Office d'un rapport du SOE du Caire sur la collaboration des Tchetniks avec les Allemands et les Italiens : ce document s'appuie notamment sur le rôle tenu par Mihailović pendant l'opération Weiss (dans le cadre de laquelle il a effectivement profité de l'aide italienne, mais pas coopéré directement avec les Allemands).
Mihailović, ayant réalisé l'avantage pris par Tito lors du congrès de l'AVNOJ à Jajce, décide de réagir en donnant à son mouvement le projet politique cohérent qui lui a manqué jusque-là. Un congrès tchetnik est organisé du 25 au 28 janvier 1944 dans le village de Ba, près de la Ravna Gora, en présence de 274 personnes et sous la présidence de Živko Topalović, qui prend à cette occasion l'avantage sur la tendance nationaliste de Moljević. Les participants, qui représentent diverses sensibilités politiques, sont tous des Serbes à six exceptions près. Mihailović tente d'infléchir la tendance à la collaboration et appelle à l'unité de la résistance nationale, en invitant même les communistes à s'y joindre. Il préconise de réorganiser après-guerre la Yougoslavie sous la forme d'une monarchie constitutionnelle, démocratique et fédérale bâtie sur l'union de trois entités qui seraient la Serbie, la Croatie et la Slovénie. Les frontières exactes des États qui formeraient cette monarchie fédérale ne sont cependant pas définies avec précision. La question des nationalités autres que les Serbes, Croates et Slovènes n'est en outre pas abordée, Mihailović se contentant de déplorer que les communistes divisent le peuple serbe entre Serbes de Serbie, « Bosniaques », « Monténégrins » et « Macédoniens ». Le congrès de Ba arrive de toutes manières trop tard dans le conflit pour avoir un réel impact : sa principale conséquence sur le terrain est l'annulation de divers accords entre commandants allemands et tchetniks,.
Après ce congrès, Mihailović entreprend de réorganiser et de remotiver son mouvement. Les Tchetniks reçoivent l'instruction de ne plus conclure d'accords avec les occupants tout en évitant l'affrontement avec eux, et d'éliminer les forces de Ljotić. Đurišić et Đujić — qui collaborent pourtant avec les Allemands — reçoivent officiellement, et respectivement, le commandement sur le Monténégro et la Dalmatie. A contrario, Mihailović ne donne aucune responsabilité officielle à Jevđević, dont les actions ont été condamnées lors du congrès de Ba. Les Allemands réagissent au congrès de Mihailović en multipliant les opérations de police et les arrestations : de nombreux délégués au congrès tchetnik sont arrêtés. En février, une attaque est lancée dans le Nord de la Serbie par les troupes allemandes et bulgares avec le renfort des Volontaires serbes. Plus de 80 Tchetniks sont tués, et 913 capturés parmi lesquels le capitaine Perhinek, l'un des proches collaborateurs de Mihailović.

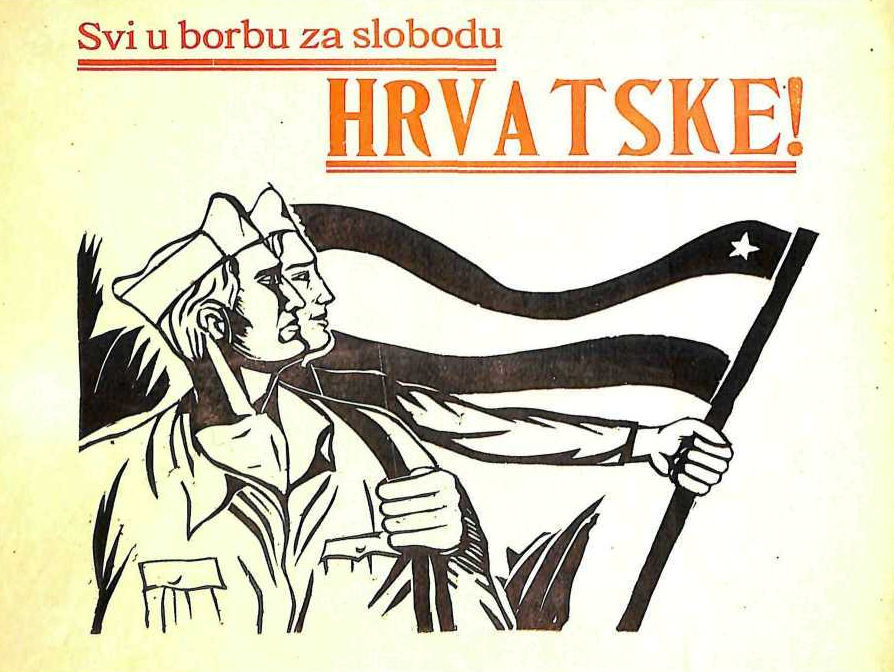
Affiche de propagande des Partisans croates.

Fin février, les Soviétiques et les Américains envoient chacun une mission auprès des Partisans : l'URSS dépêche le lieutenant-général Korneïev et les États-Unis, le major Weil. Bien que l'apport des Soviétiques — qui ne sont pas encore en position d'envoyer du matériel — soit surtout symbolique, les trois principaux pays alliés sont désormais représentés auprès de Tito,. Dans les mois qui suivent, Tito renforce les liens avec les Alliés en envoyant plusieurs missions à Londres et à Moscou : les premières sont celles de Velebit au Royaume-Uni et de Djilas en URSS. Velebit rencontre notamment Eisenhower ; Djilas rencontre à deux reprises Staline qui, mécontent du rapprochement entre Partisans et Occidentaux, le met en garde contre les Britanniques et les Américains.
Également à la fin de février, les Britanniques informent les Américains de leur décision de retirer tous leurs officiers de liaison présents chez les Tchetniks. Un accord est trouvé pour rapatrier en même temps le lieutenant Musulin, dernier officier américain présent auprès de Mihailović. En avril, un mois avant d'être évacué, le général Armstrong envoie un rapport sévère sur le mouvement tchetnik, dont il constate l'inactivité et l'impréparation militaire, concluant que l'organisation de Mihailović ne pourrait qu'accélérer de quelques jours la défaite de l'Axe et qu'il est impossible de la réconcilier avec les Partisans. À l'inverse, Seitz et Mansfield, revenus aux États-Unis, y plaident la cause de Mihailović : leurs informations font suffisamment impression sur des responsables américains pour que l'OSS envisage en mars d'envoyer une nouvelle mission auprès de Mihailović et de reprendre l'aide à ce dernier. Une fois informé de ces plans, Churchill écrit à Roosevelt pour l'en dissuader, au nom de la cohérence de la politique alliée dans les Balkans. Roosevelt, sans annuler le projet, ne prévoit plus que d'envoyer une mission de renseignement d'ampleur réduite, dont la direction est confiée au lieutenant-colonel Robert McDowell.

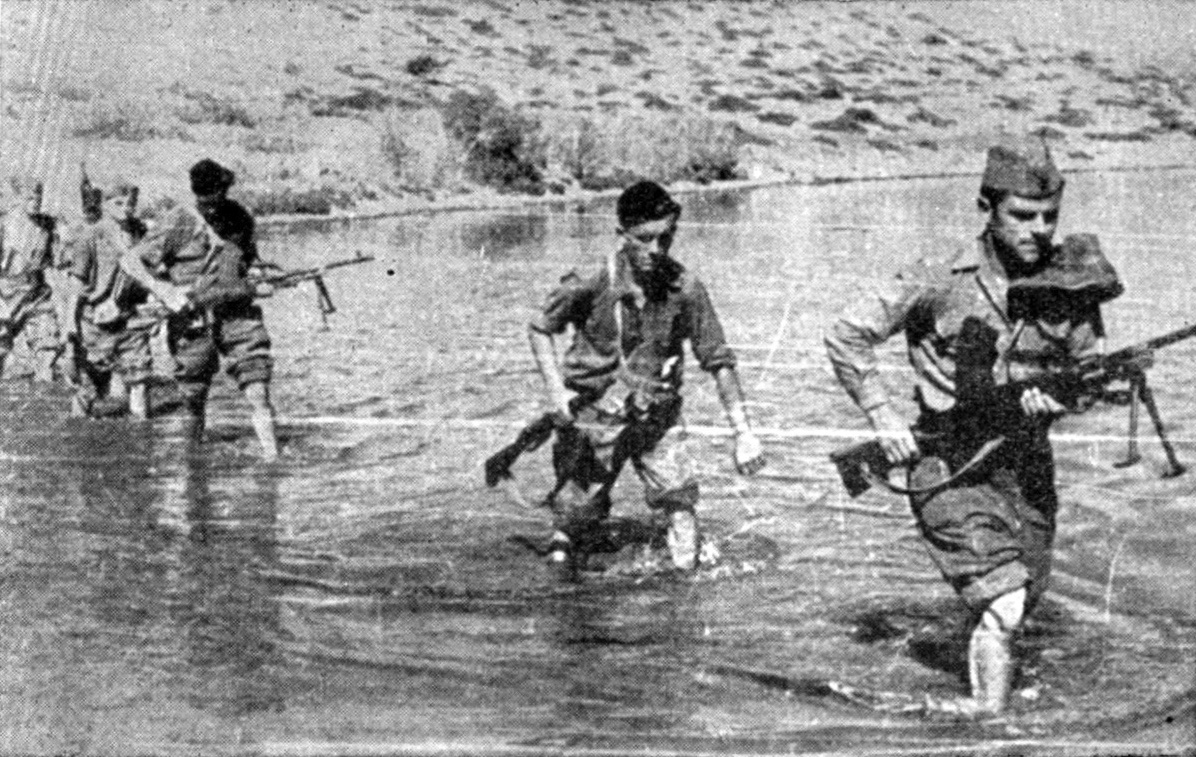
Troupes partisanes en Croatie.

L'un des objectifs des Partisans, en 1944, est de reprendre pied en Serbie d'où ils ont été chassés après l'échec du soulèvement de 1941. En mars-avril, ils effectuent des tentatives de percée depuis le Monténégro. Pour leur barrer la route, les forces de Mihailović sont amenées à conclure de nouvelles trêves avec les occupants. Tchetniks, Allemands, Bulgares et auxiliaires serbes combattent ensemble, de manière souvent non coordonnée, contre les Partisans ; les Volontaires de Ljotić sont cependant les plus actifs dans la lutte contre les troupes de Tito,. Les Partisans sont finalement repoussés après huit semaines de combats : ayant subi des pertes importantes, ils doivent battre en retraite vers le Sandžak monténégrin.
En Croatie, les Partisans sont confrontés aux velléités d'indépendance croissantes de la faction de Hebrang, qui impose l'usage du drapeau croate et veut contraindre les combattants serbes, y compris dans les régions où ils sont majoritaires, à accepter l'autorité de commissaires politiques croates. La défection de certaines recrues Serbes au profit des Tchetniks conduit la direction croate à exécuter plusieurs récalcitrants après un « procès stalinien ». Tito, déjà indisposé par la trop grande autonomie du ZAVNOH, envoie alors Kardelj et Djilas remettre de l'ordre dans les rangs des Partisans croates : Hebrang est démis durant l'été de ses fonctions au Comité central et au ZAVNOH,.
En Macédoine, le chef des Tchetniks locaux, Radoslav Đurić, est mis aux arrêts en mai sur ordre de Mihailović pour avoir entretenu des contacts à la fois avec les Allemands et avec les Partisans : il s'échappe et fait défection chez les Partisans avec une grande partie de ses hommes.
Entre le 29 et le 31 mai, la soixantaine de militaires alliés encore présents auprès de Mihailović est évacuée par avion, de même qu'une quarantaine d'aviateurs américains abattus au-dessus de la Roumanie et réfugiés ensuite en Serbie. Ils sont accompagnés par Živko Topalović, que Mihailović a désigné comme émissaire auprès du quartier-général allié ; la mission de Topalović n'aboutit cependant à rien, les Alliés s'en tenant à la décision de rompre avec Mihailović. À partir du mois de mai, les communications entre Mihailović et les Alliés deviennent à sens unique : le chef des Tchetniks continue d'envoyer des messages, mais ne reçoit plus de réponses.
Durant l'été, l'autorité de Mihailović sur les Tchetniks se délite, à la suite de son éviction du gouvernement royal. Mi-août, l'un de ses subordonnés, le capitaine Vojislav Lukačević, qui espère un débarquement prochain des Britanniques, diffuse une proclamation au nom des chefs tchetniks de la Bosnie, de l'Herzégovine orientale et du Sandžak, annonçant qu'ils prendront désormais leurs ordres directement du roi et non plus du commandement tchetnik,.

##### Bombardements alliés et opérationHalyard
Le 16 avril 1944, les Alliés bombardent Belgrade, causant de nombreuses victimes civiles : c'est le premier d'une série de raids aériens sur la Yougoslavie occupée. De Maribor à Skopje, l'aviation alliée bombarde usines, aérodromes, installations pétrolières, voies ferrées et ports.

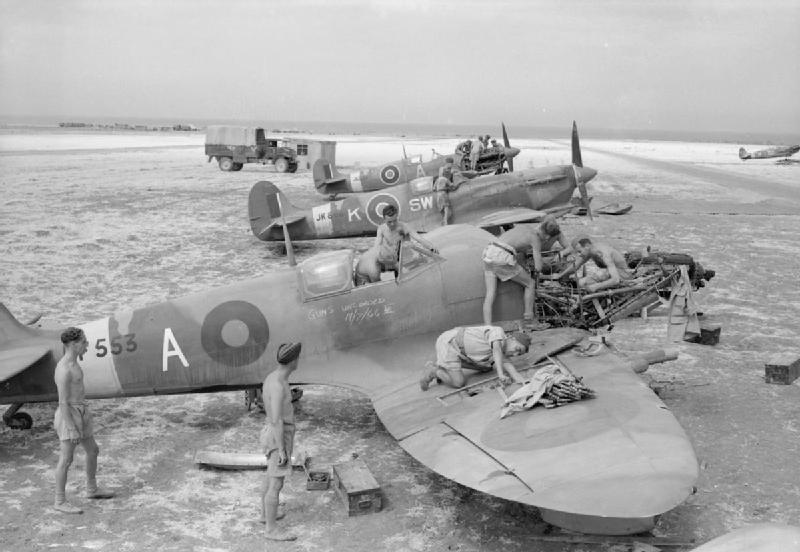
Des Supermarine Spitfires de la Balkan Air Force à l'entretien.

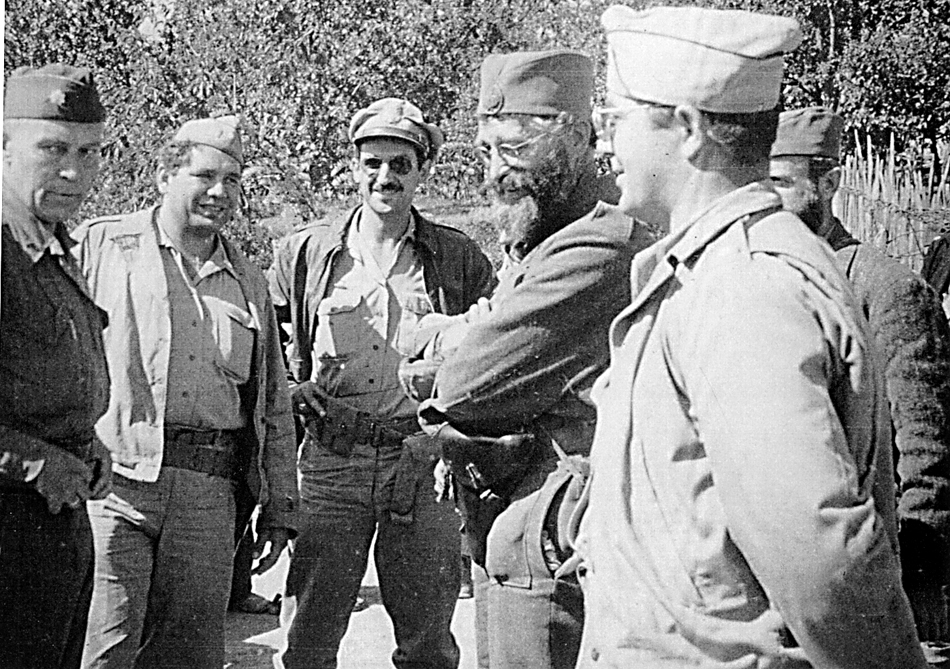
Mihailović en compagnie des officiers américains responsables de l'opération Halyard.

Le 1er juin, le général Wilson — qui a quitté en début d'année la tête du Middle East Command pour succéder à Eisenhower au poste de commandant suprême allié du théâtre d'opérations méditerranéen — crée la Balkan Air Force (BAF), placée sous le commandement du vice-maréchal William Elliot et dont le QG est installé à Bari. Comptant principalement des pilotes britanniques, mais également quelques Américains, des Italiens, des Yougoslaves, des Grecs et des Polonais, la BAF prend en charge le ravitaillement des Partisans et l'évacuation de leurs blessés, ainsi que les bombardements des voies de communication dans la région de l'Adriatique et du Danube. Plus de 2 400 sorties sont effectuées durant le seul mois de juillet 1944.
À partir du printemps 1944, dans le cadre des bombardements alliés de plus en plus fréquents sur l'Europe de l'Est — entre autres contre les champs pétroliers de Ploiești en Roumanie —, de nombreux pilotes, notamment américains, sont contraints de se poser en catastrophe sur le chemin du retour. Des centaines d'entre eux atterrissent en Yougoslavie : si la majorité, suivant les conseils de leur hiérarchie, rejoint le territoire des Partisans, d'autres se retrouvent dans celui des Tchetniks.
Mihailović reprend à cette occasion le contact avec les Alliés : informés en juillet de la présence de plusieurs centaines de leurs hommes auprès des Tchetniks, les Américains organisent une mission dont la tâche, à la demande des Britanniques, se limite cependant au sauvetage des pilotes. Le général Wilson crée l'Air Crew Rescue Unit (dite équipe « Halyard ») pour organiser le rapatriement des militaires : la direction de la mission est confiée au lieutenant Musulin, qui avait été évacué du territoire tchetnik quelques semaines plus tôt, et qui y est à nouveau parachuté le 2 août.
L'opération Halyard commence une semaine plus tard avec l'arrivée des appareils américains chargés d'évacuer les pilotes : 250 d'entre eux sont rapatriés lors des premiers vols, avec plusieurs militaires britanniques ainsi que quelques prisonniers français, britanniques, soviétiques et italiens. Ils sont également accompagnés d'un groupe d'émissaires tchetniks qui veulent profiter de l'opération pour renouer avec les Alliés : une fois arrivés en Italie — alors même que Tito s'y trouve également — les hommes de Mihailović n'obtiennent cependant aucun résultat. Le capitaine Lalich, arrivé avec les premiers avions, prend à la fin du mois la tête de l'Air Crew Rescue Unit, en remplacement de Musulin rapatrié. Le lieutenant-colonel McDowell, envoyé par l'OSS auprès de Mihailović, arrive en Serbie le 26 août à l'occasion de l'un des vols. Plus de 500 militaires sont évacués entre août et décembre depuis le territoire tchetnik, sans que Mihailović parvienne pour autant à rentrer en grâce auprès des Alliés.

#### Occupation, collaboration et résistance

##### Nouvelles unités auxiliaires des Allemands

Insigne de la division Waffen-SS albanaise Skanderbeg.

Les Allemands continuent de s'appuyer sur des unités d'auxiliaires locaux pour combattre les Partisans, et en créent de nouvelles. En février 1944, ils fondent une nouvelle unité Waffen-SS à dominante musulmane, la division Skanderbeg, formée principalement d'Albanais du Kosovo, qui apporte son concours aux déportations de Juifs et commet des massacres de Serbes. La division SS Handschar, après une longue période de formation en France, est déployée en Yougoslavie au début de 1944 : elle opère pour l'essentiel comme une milice ethnique et se livre à des atrocités contre des villages serbes,. Mais, inquiets des alliances entre Allemands et Tchetniks comme de la politique des Oustachis, les SS bosniaques commencent dès l'été à déserter en masse et à rejoindre les Partisans, profitant après septembre de l'amnistie offerte par Tito. Les Allemands finissent par dissoudre la Handschar en novembre. Ils décident, également en 1944, de créer une autre unité SS musulmane, la division Kama, mais celle-ci ne semble avoir participé à aucun vrai combat. La division Skanderbeg connaît elle aussi de nombreuses désertions.
Đurišić, après avoir contribué à repousser les incursions des Partisans en Serbie, retourne en juin au Monténégro, où il forme un « Corps de volontaires monténégrins » qui compte entre 5 000 et 7 000 hommes. Théoriquement subordonnée à Nedić, et rattachée sur le papier au Corps de volontaires serbes de Ljotić, cette nouvelle unité « tchetnik » sert d'auxiliaires aux Allemands. Cela n'empêche pas Đurišić de continuer à se dire loyal à Mihailović, en comptant sur les contacts de ce dernier avec les Alliés pour se tirer d'affaire à terme. Il justifie en outre sa collaboration avec les occupants par la nécessité de combattre les communistes et de ravitailler le Monténégro, qui connaît une situation de disette.

##### Slovénie
La Slovénie, placée sous le commandement du général SS Erwin Rösener, est une zone stratégiquement sensible du fait de la possibilité d'un débarquement des Alliés occidentaux sur les côtes de l'Istrie ; du point de vue du Front de libération, la région permet également d'entretenir des contacts avec la résistance communiste italienne. En avril 1944, un accord est conclu entre le Parti communiste slovène et le Parti communiste italien pour définir leurs zones d'action respectives en Istrie et en Vénétie julienne, en fonction de la répartition ethnique entre Slovènes et Italiens. Le Front de libération slovène coopère avec l'antenne locale du Comité de libération nationale italien, qui compte des communistes et des non-communistes. La question territoriale est cependant porteuse de tensions futures entre Slovènes et Italiens : si l'appui de ces derniers est précieux, Edvard Kardelj se montre hostile à leur recrutement massif, au cas où éclaterait un conflit autour du territoire. Mihailović s'efforce de son côté de maintenir ses réseaux en Slovénie. La Garde nationale slovène dirigée par Leon Rupnik joue un double jeu et, tout en collaborant avec les Allemands dans le combat contre les communistes, se veut du côté des Alliés et porte secours à des pilotes anglo-américains abattus : elle opère en liaison avec l'Alliance slovène, toujours clandestine, qui entretient des contacts avec le gouvernement en exil ainsi qu'avec Mihailović.
En avril, alors qu'un débarquement allié est jugé de plus en plus probable, les Allemands entreprennent de remettre de l'ordre parmi les collaborateurs slovènes : une cinquantaine d'officiers de la Garde nationale sont arrêtés pour avoir été en contact avec Mihailović. Après s'être opposé à la formation d'une division Waffen-SS slovène, Rupnik doit accepter que ses hommes prêtent serment à Hitler et opèrent sous la supervision de la SS. Les communistes voient leurs effectifs gonflés par l'afflux de nouvelles recrues qui fuient la conscription dans l'armée allemande,.

##### Croatie
L'État indépendant de Croatie est, au début de 1944, en pleine déliquescence politique et économique. Le général SS Ernst Fick commente à l'époque que Pavelić n'est, dans les faits, que « le maire de Zagreb », son pouvoir s'arrêtant à la banlieue de la capitale. Le général Walter Warlimont remet à Hitler un rapport accablant sur la situation politique et économique du régime oustachi : les SS sont alors chargés de nouvelles opérations de répression pour tenter de remettre de l'ordre. Les Allemands vont jusqu'à envisager la transformation de la Croatie en protectorat. Des cadres du régime oustachi tentent de nouer des contacts avec les Alliés en vue d'un changement de camp et d'un remplacement de Pavelić. Ils commettent l'erreur de croire possible une coopération avec ce dernier, qu'ils informent de leurs intentions ; en août, les conspirateurs sont arrêtés, puis condamnés à mort. Une vague d'arrestations frappe également ce qui reste du Parti paysan croate qui tentait de se réorganiser. Pavelić accuse en outre Edmund Glaise-Horstenau d'avoir été en contact avec le Parti paysan en vue de le remplacer : le plénipotentiaire du Reich à Zagreb rentre indigné en Allemagne et obtient d'être relevé de son poste,.
La multiplication des actes de violence des Oustachis à l'égard des Musulmans entraîne par ailleurs la création de nouveaux groupes armés, cette fois ouvertement hostiles au régime de Pavelić. Huska Miljković, chef de la Légion des volontaires musulmans, fait quant à lui allégeance aux Partisans, ce qui lui vaut d'être assassiné en avril 1944 par l'un de ses adjoints pro-oustachi.

##### Zones hongroises
De plus en plus menacée par la dégradation de la situation militaire sur le front de l'Est, la Hongrie de Horthy tente de se rapprocher des Alliés en vue de changer de camp. L'Allemagne lance alors en mars 1944 l'opération Margarethe pour placer la Hongrie sous contrôle. Le territoire hongrois est envahi par la Wehrmacht, de même que les zones d'occupation hongroises en Yougoslavie : dans celles-ci, l'autorité militaire allemande se superpose à celle des premiers occupants.
En Slovénie, la petite communauté juive du Prekmurje — qui compte environ un millier de personnes — déjà privée de ses droits civiques sous l'occupation hongroise, est d'emblée visée par les nazis. Avec l'aide des militants locaux des Croix fléchées hongroises, les Allemands ratissent les Juifs de la région, dont la moitié périt en déportation.

##### Macédoine

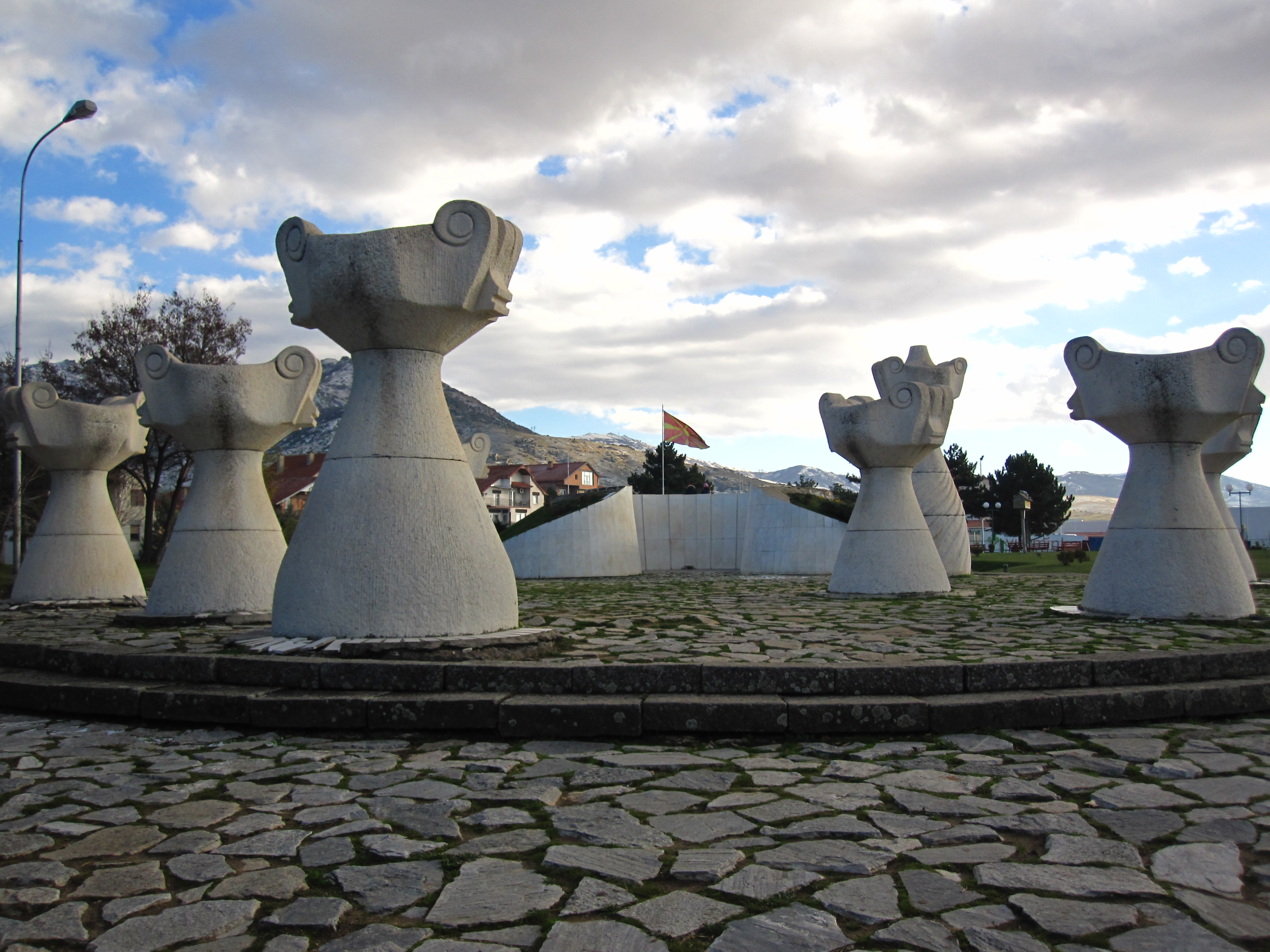
Le Monument aux Invaincus à Prilep (Macédoine du Nord).

En Macédoine, une nouvelle campagne de « bulgarisation » ayant eu pour conséquence de gonfler les rangs des Partisans et des Tchetniks, les Allemands et les Bulgares lancent au printemps 1944 leur première grande offensive contre la résistance locale. Les Partisans réussissent à s'extraire des combats sans trop de dommages, tout en parvenant à défaire les Tchetniks au passage. Le 2 août, les Partisans macédoniens réunissent au monastère de Prohor Pčinjski des délégués qui proclament l'Assemblée anti-fasciste pour la libération du peuple macédonien (Antifašističko Sobranie za Narodno Osloboduvanje na Makedonija ou ASNOM), la version macédonienne de l'AVNOJ dont la formation était en projet depuis l'année précédente. L'ASNOM annonce qu'en vertu de la décision prise au second congrès de l'AVNOJ, la Macédoine fera partie intégrante de la Yougoslavie démocratique et fédérale, et appelle la population à rejoindre les Partisans ; les communistes macédoniens annoncent également que les frontières de la Yougoslavie d'avant-guerre serviront de base pour les négociations territoriales.

#### L'approche de l'Armée rouge
Durant l'été, dans la foulée de l'opération Bagration, l'Armée rouge envahit la Roumanie lors de l'offensive Jassy-Kishivnev et s'approche de la frontière yougoslave. À partir du mois de juillet, les Partisans redoublent d'efforts pour reprendre pied en Serbie afin de pouvoir y accueillir leurs alliés soviétiques. Des commandants tchetniks, constatant leur infériorité en armes face aux Partisans, prennent contact avec le régime de Milan Nedić en vue de former une alliance. Une rencontre secrète est organisée le 20 août entre Nedić et Mihailović : le chef tchetnik, initialement réticent, s'est laissé convaincre par ses subordonnés. Conscients que l'Allemagne est en train de perdre la guerre, les deux hommes tentent de trouver une issue à leurs situations respectives, de plus en plus périlleuses. Nedić propose à Mihailović de lui fournir des armes allemandes, de placer la Garde nationale serbe sous son commandement et de lui offrir un poste ministériel. Cette idée d'alliance anticommuniste a la faveur de Neubacher et des généraux allemands, mais Hitler, une fois informé, y oppose son veto. Les Tchetniks ne retirent de ces contacts qu'une petite quantité d'armes et de munitions allemandes,,.
Alors que l'Armée rouge envahit successivement ses alliés roumain et bulgare, l'Allemagne nazie se trouve en grande difficulté dans l'Est de l'Europe : outre la perte des champs pétroliers roumains de Ploiești, ses troupes dans les Balkans risquent d'être coupées du reste du front. À partir du mois d'août, l'avancée des Soviétiques contraint les Allemands à préparer leur évacuation de l'ensemble des Balkans. Von Weichs et Löhr (qui commande les troupes présentes en Grèce) prévoient deux axes de repli : les forces stationnées en Albanie doivent filer vers le Nord de ce pays pour gagner Mostar, tandis que celles de Grèce doivent emprunter la ligne de chemin de fer reliant Salonique à Budapest, en passant par Skopje et Belgrade,,. La Stavka (l'état-major de l'Armée rouge) met de son côté au point, pour leur couper la route, une opération qui combinerait le troisième front ukrainien, commandé par Fiodor Tolboukhine, et les forces de Tito.

### Tito, homme des Alliés

#### L'accord avec le gouvernement royal

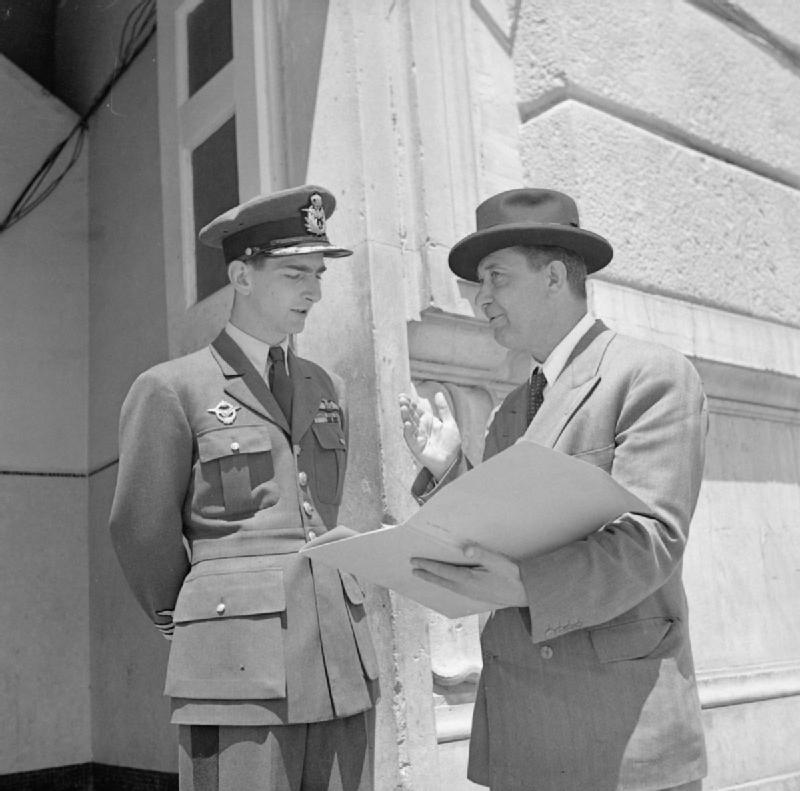
Ivan Šubašić (à droite) avec le roi Pierre II.

Churchill, poursuivant son projet de rapprocher Pierre II et Tito, invite en février 1944 le roi et le gouvernement en exil, toujours dirigé par Božidar Purić, à revenir à Londres. Constatant l'arrivée auprès des Partisans de la mission soviétique, et jugeant que Tito sera incontournable en Yougoslavie lors de l'après-guerre, Churchill fait pression sur le roi pour qu'il rompe officiellement avec Mihailović et qu'il nomme un nouveau gouvernement restreint, ce qui lui permettrait de nouer un contact avec le chef des Partisans. En avril, il suggère la nomination au poste de Premier ministre d'Ivan Šubašić, ancien gouverneur de la banovine de Croatie. Šubašić, qui a rompu en 1942 avec le gouvernement en exil dont il était l'un des représentants aux États-Unis, a tissé des liens avec les responsables politiques américains. Attaché à la monarchie et à l'unité nationale yougoslave, il a comme autre avantage d'être un Croate, ce qui permet à la fois de sortir du cadre exclusivement serbe du régime monarchique comme de l'orientation grand-serbe des précédents gouvernements, et de rompre symboliquement le lien unissant la Croatie à l'Axe. Churchill est d'autant plus convaincu de la nécessité de mettre en place un gouvernement yougoslave rassembleur qu'il se montre de plus en plus méfiant devant les visées de l'URSS : les Britanniques craignent désormais qu'elle veuille dominer après-guerre l'ensemble des Balkans, y compris la Grèce, voire étendre son contrôle à l'Italie. À la même époque, l'ambassadeur yougoslave à Moscou, Stanoje Simić, annonce son soutien aux Partisans et cesse tout contact avec le gouvernement en exil.

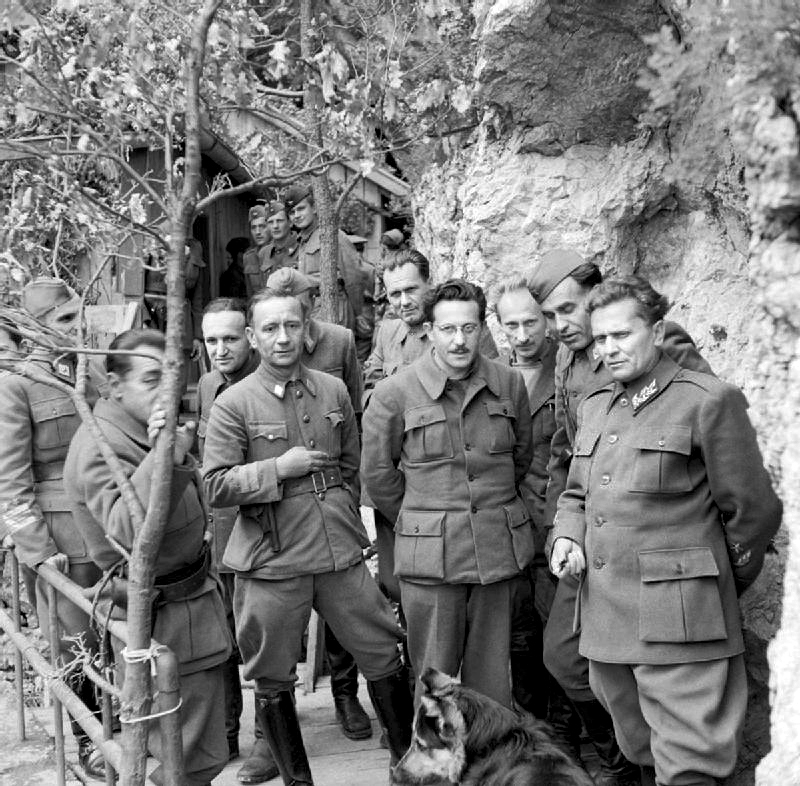
Josip Broz Tito (à droite) en compagnie d'autres membres de la direction des Partisans, parmi lesquels Edvard Kardelj, Arso Jovanović et Edvard Kocbek, en mai 1944.

Outre la réticence du roi, l'évolution de la politique des Alliés est également ralentie par l'absence d'unanimité au sein du gouvernement britannique. En effet, si Churchill est très favorable à Tito, le Foreign Office se montre encore prudent. Le Premier ministre britannique doit également tenir compte des rapports contrastés de ses agents : le 6 mai, il reçoit Maclean, Hudson et Bailey qui ont tous été rapatriés à Londres. Bailey, qui est pour la première fois présent pour détailler ses conclusions, tempère le jugement de sa hiérarchie en soulignant que Mihailović n'a pas personnellement collaboré avec l'ennemi et qu'il jouit encore d'un grand soutien populaire en Serbie. Le 17 mai, Pierre II finit par céder à la pression de Churchill et congédie le gouvernement de Purić ; il faut cependant attendre le 1er juin pour qu'il signe l'acte de nomination de Šubašić.
Le 24 mai, s'exprimant devant la Chambre des communes, Churchill insiste sur l'intérêt de la nomination de Šubašić pour unifier les forces yougoslaves ; il justifie en outre devant les députés l'arrêt de l'aide à Mihailović par le fait que ce dernier ne combattait pas l'ennemi, avec lequel certains de ses subordonnés ont au contraire pactisé.
Dans le courant du mois de mai, Tito reçoit à son QG de Drvar des journalistes américains, ce qui lui permet de mieux se faire connaître de l'opinion publique occidentale. L'Associated Press lui transmet des questions et parvient, après avoir surmonté la censure du commandement militaire allié, à publier l'interview dans différents journaux, dont le New York Times du 21 mai : Tito y demande à la fois une aide matérielle de la part des Alliés et la reconnaissance de son Comité national de libération en tant que gouvernement de la Yougoslavie.
Le 25 mai, les Partisans sont pris au dépourvu par une nouvelle attaque allemande, l'opération Rösselsprung : cette « septième offensive anti-Partisans », qui vise le quartier-général des résistants communistes à Drvar, a pour objectif de s'emparer de Tito en personne. Les positions des Partisans sont pilonnées par la Luftwaffe, puis soumises à un assaut de parachutistes allemands ; Tito, accompagné de ses officiers de liaison alliés, évite de justesse la capture. L'aviation anglo-américaine intervient pour soutenir les Partisans, qui perdent plusieurs milliers d'hommes mais parviennent à se dégager grâce à l'insuffisance des effectifs allemands. Séparé du gros de ses troupes pour la première fois depuis le début du conflit, Tito est récupéré le 3 juin par un avion allié et évacué vers le QG anglo-américain de Bari en Italie,,,.
Une fois arrivé à Bari, Tito, qui se méfie toujours des intentions britanniques, ne souhaite pas s'attarder hors de Yougoslavie. Après en avoir informé Fitzroy Maclean qui a été envoyé auprès de lui depuis Londres, il établit début juin son quartier-général sur l'île croate de Vis, tenue par les Alliés et les Partisans qui en ont fait une plaque tournante du ravitaillement de la résistance yougoslave,.
Šubašić — qui n'a encore nommé aucun ministre, les Serbes ayant refusé leur concours — doit établir un contact avec les forces de résistance censées travailler en lien avec son gouvernement. Le 10 juin, accompagné du roi et du colonel Bailey, il quitte Londres pour se rendre à Bari puis à Vis. En chemin, ils s'entretiennent à Alger avec Wilson, qui leur annonce que le Royaume-Uni prévoit un partage des tâches sur le front yougoslave, Tito devant être le chef militaire et Šubašić le chef politique. Le roi et Bailey étant restés sur la base alliée de Malte, Šubašić se rend seul à Bari où il s'entretient avec Živko Topalović, le représentant de Mihailović, qu'il semble avoir envisagé de nommer dans son gouvernement. Le 13, il arrive à Vis où il rencontre Tito. Après trois jours de négociations, Tito et Šubašić parviennent à un accord : le nouveau gouvernement en exil ne devra comprendre aucune force politique hostile aux Partisans, et la population devra décider après la guerre du régime politique du pays. La possibilité de fusionner le gouvernement en exil et le Comité national de libération des Partisans est évoquée. Concernant l'avenir politique du pays, Tito se borne à assurer à Šubašić qu'il n'a aucune intention d'« imposer » le communisme en Yougoslavie. À Londres, le Foreign Office se montre peu enthousiaste devant cet accord, dont il remarque qu'il ne fait pas mention d'un retour du roi en Yougoslavie. Maclean et Randolph Churchill militent ardemment pour que le Royaume-Uni apporte tout son soutien à Tito ; Bailey, lui, déplore que le mouvement de Mihailović, qui demeure important sur le plan militaire, soit sous-estimé ou ignoré.

#### La rencontre avec Churchill

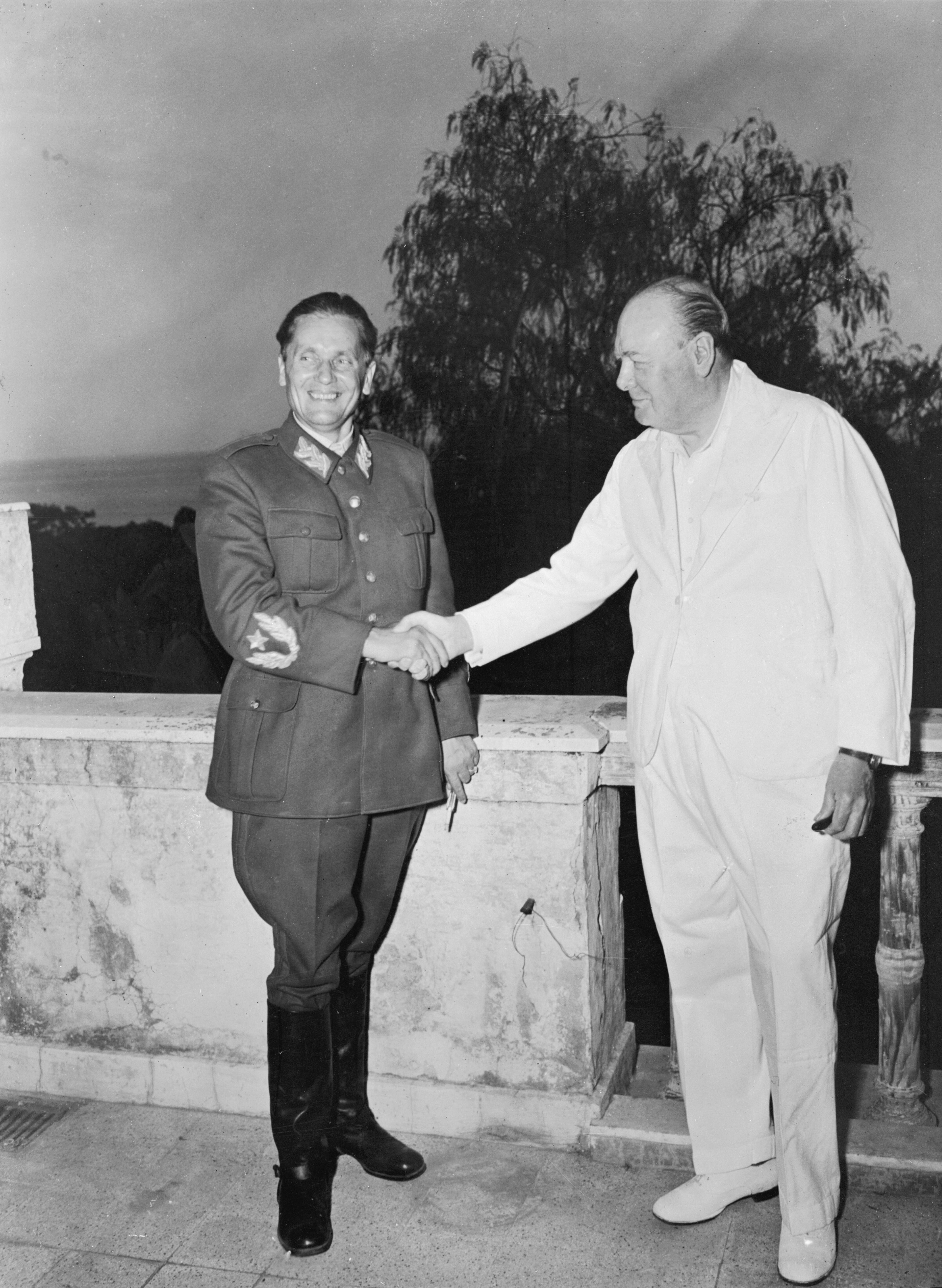
Rencontre du maréchal Tito et du Premier ministre britannique Winston Churchill en août 1944.

Après l'accord, Tito est invité à se rendre en Italie pour s'entretenir avec Wilson. Il commence par accepter puis change d'avis, de peur que le commandant allié cherche à lui imposer une rencontre avec Pierre II et sur le conseil de son entourage qui craint pour sa sécurité. Šubašić, accompagné du roi et de Vladimir Velebit qui représente Tito, regagne Londres ; il renoue ensuite des relations diplomatiques avec l'URSS,. Le 7 juillet, il forme son gouvernement, qui compte des ministres serbes, croates et slovènes : deux sympathisants du « Mouvement de libération nationale »— dont Tito précise qu'ils ne sont pas des représentants du Comité national de libération, mais d'« honnêtes patriotes » — en sont également membres. Mihailović ne fait plus partie du gouvernement en exil, Šubašić détenant personnellement le ministère de la guerre.
Le 12 juillet, Tito est invité une nouvelle fois en Italie par Wilson, à l'occasion d'un passage de Šubašić au QG allié de Caserte ; le chef partisan refuse à la dernière minute, ses conseillers lui ayant affirmé que le rapprochement avec Šubašić avait jeté le trouble. Se rendant compte que son second refus a irrité les Britanniques, et sur le conseil des Soviétiques, Tito se ravise et propose une rencontre quelques semaines plus tard. Le 5 août, il est amené en Italie par l'avion privé de Wilson ; Tito et son état-major s'entretiennent ensuite avec le commandant britannique et son équipe au sujet des opérations dans les Balkans et du ravitaillement des Partisans. Winston Churchill décide alors de saisir l'occasion pour discuter en personne avec Tito : ce dernier est retenu en Italie le temps que le Premier ministre britannique arrive. Le 12 août, les deux hommes se rencontrent enfin à Capri, où ils sont rejoints le lendemain par Šubašić. Au cours de ses entretiens avec Tito, Churchill réitère son souhait que la Yougoslavie bénéficie d'un gouvernement d'union nationale où les communistes ne détiendraient pas tout le pouvoir ; il insiste sur le fait que les armes que les Alliés envoient aux Partisans ne doivent pas servir à un « combat fratricide ». Churchill propose par ailleurs à Tito de rencontrer Pierre II, mais le chef partisan répond que cette idée lui semble prématurée. Tito évoque en outre la question de l'Istrie et de la Vénétie julienne, qu'il ne cache pas vouloir annexer. Ses prétentions territoriales, et le fait que les armes alliées soient employées par les Partisans contre « les Serbes » (les Tchetniks), préoccupent les Américains. Churchill est déçu par sa rencontre avec Tito, dont il craint désormais qu'il vise le monopole du pouvoir. Il fait part de ses préoccupations dans un memorandum adressé à Anthony Eden, dans lequel il note qu'une lourde responsabilité pèsera après-guerre sur le Royaume-Uni si Tito met à profit l'armement allié pour s'emparer de la Yougoslavie : Eden ne peut que souligner que le Foreign Office était au courant de ce risque, et que ses avertissements n'ont pas empêché le Premier ministre de soutenir Tito,.
Une action conjointe des Anglo-américains et des Partisans, l'opération Ratweek, est décidée avec comme objectif de harceler les troupes allemandes pendant leur retraite de Yougoslavie : les Partisans agiront en liaison avec des officiers britanniques et frapperont une série de cibles déterminées, avec le soutien aérien et maritime des Alliés,. Tito, dont la rencontre avec Churchill a considérablement renforcé l'assurance, retourne ensuite à Vis d'où il coordonne les opérations des Partisans, avec comme objectif numéro un le retour de ses troupes en Serbie. À nouveau contacté fin août par Šubašić au sujet de la formation du gouvernement d'union nationale, Tito élude la question, en raison des combats « exceptionnellement durs » que mènent ses troupes contre les Allemands. Il insiste par ailleurs sur la nécessité de se débarrasser des « traîtres » comme Mihailović.

### Conquête de la Serbie

#### Les Partisans reprennent pied en Serbie
Alors que les Allemands entament leur retrait des Balkans, les Partisans redoublent d'efforts, avec le soutien des Alliés, pour prendre le contrôle du territoire yougoslave. Le 29 août 1944, sur recommandation du gouvernement Šubašić, un décret royal dissout le Commandement suprême de l'Armée yougoslave — privant Mihailović de son dernier poste officiel — et fait de Tito l'unique chef des forces de résistance. Mihailović est en outre mis à la retraite d'office. Le chef des Tchetniks réagit en transmettant à ses commandants une circulaire dans laquelle il affirme être toujours en contact avec le roi,.
Mihailović joue son va-tout : alors que sa stratégie reposait depuis le début sur un débarquement anglo-américain, il veut désormais profiter de l'approche des troupes soviétiques pour lancer une insurrection et accueillir les Alliés de l'Est, dans l'espoir que ceux-ci se montreront reconnaissants. Il ordonne au nom du roi un soulèvement général, prévu pour le 1er septembre. Les Tchetniks lancent plusieurs opérations, d'ampleur assez limitée, contre les Allemands et les Bulgares et accueillent de nouvelles recrues — ils n'ont cependant pas la possibilité d'en armer et d'en organiser plus de 40 000. Vojislav Lukačević fait plusieurs centaines de prisonniers lors d'une attaque contre une division germano-croate ; il propose en outre une trêve aux Partisans, mais ne reçoit pas de réponse,.
Courant septembre, le lieutenant-colonel McDowell, accompagné de Mihailović, rencontre à deux reprises Rudi Stärker, un subordonné de Neubacher, afin de discuter d'une reddition de troupes allemandes dans les Balkans en vue d'abréger le conflit en Europe. Stärker semble avoir proposé une coopération américano-allemande pour sauver l'Europe du bolchevisme, mais les Américains, de leur côté, ne réfléchissent qu'en termes de capitulation. Une rencontre entre McDowell et Neubacher est envisagée, mais Hitler et Ribbentrop s'opposent à la poursuite de ces pourparlers,. Churchill ayant demandé à Roosevelt de rappeler McDowell, ce dernier reçoit l'ordre de se faire rapatrier : mais l'officier américain use de prétextes pour repousser son départ, et reste plusieurs semaines supplémentaires auprès de Mihailović.

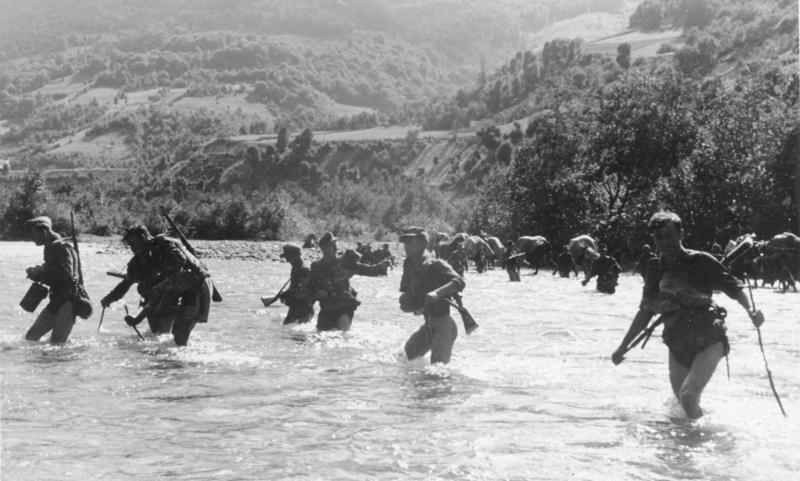
Troupes allemandes durant une opération contre les Partisans dans la région de la Jablanica, à la frontière entre la Serbie centrale et le Kosovo, en juillet 1944.

L'opération Ratweek est lancée le 1er septembre : les Partisans, comme convenu, harcèlent les troupes allemandes pour ralentir leur retrait de la Yougoslavie ; ils mettent également l'opération à profit pour attaquer les Tchetniks. Leur objectif paraît désormais à portée de main alors que les occupants commencent à évacuer leurs troupes et que l'Armée rouge approche. Également en septembre, Tito promet une amnistie à tous les membres des forces collaboratrices — Oustachis et Tchetniks compris — qui rejoindraient les Partisans et qui ne se seraient pas rendus coupables de crimes.
Début septembre, l'Armée rouge pénètre en Bulgarie : le Front patriotique prend le pouvoir lors d'un coup d'État et le nouveau gouvernement bulgare se range aux côtés des Alliés. Entre le 11 et le 16 septembre, Churchill et Roosevelt se retrouvent lors de la seconde conférence de Québec, au cours de laquelle ils évoquent au passage la situation en Yougoslavie. Churchill tente de relancer son idée d'opération sur les côtes de l'Adriatique : il estime en effet qu'un débarquement en Istrie permettrait de prendre Trieste, puis de traverser les Alpes entre cette ville et Ljubljana pour réaliser ensuite une percée vers Vienne. Les Américains sont cependant opposés à toute idée d'une campagne en Europe centrale.
Le 12 septembre, Pierre II prononce depuis Londres un discours radiodiffusé dans lequel il donne la substance de son décret du 29 août et appelle « tous les Serbes, Croates et Slovènes à s'unir et à rejoindre l'armée de libération du maréchal Tito ». Le souverain condamne en outre « l'utilisation malveillante du nom du roi et de l'autorité de la Couronne pour justifier la collaboration avec l'ennemi et créer la discorde au sein du peuple ». Le nom de Mihailović n'est pas prononcé, mais l'allusion est claire. Les Tchetniks connaissent alors une vague de défections : ceux qui restent dans leurs rangs le font principalement par engagement anticommuniste ou par fidélité à Mihailović. Les forces de ce dernier doivent renoncer pour l'essentiel aux actions anti-allemandes pour se concentrer sur le combat contre les Partisans. Mi-septembre, Mihailović échappe de peu à la capture quand les Partisans prennent son QG près de Pranjani : sa documentation tombe entre les mains des hommes de Tito,,. Lukačević est quant à lui capturé par les Partisans à la fin du mois.
Dans la nuit du 18 septembre, sans prévenir les officiers américains et britanniques présents avec lui à Vis, Tito prend l'avion pour Moscou afin de mettre au point avec les Soviétiques l'offensive en Serbie. Le 21, il rencontre Staline pour la première fois. Les deux dirigeants communistes discutent de la reconnaissance du Comité national de libération par l'URSS et des modalités de l'aide soviétique. Tito, qui souhaitait initialement recevoir du matériel et des armes et aurait préféré que ses troupes libèrent Belgrade à elles seules, doit céder devant Staline qui lui impose une intervention de l'Armée rouge sur le sol yougoslave. Les troupes soviétiques sont trop proches pour que Tito puisse s'opposer à leur passage, et la retraite allemande, en cours à travers la Serbie, rend de toutes manières impossible un soulèvement immédiat dans cette partie de la Yougoslavie. En échange, les Soviétiques s'engagent à laisser aux Partisans yougoslaves l'administration des territoires libérés et à quitter le pays dès la fin des opérations,,.
Concernant la situation intérieure en Yougoslavie, Staline, qui souhaite donner des gages aux Britanniques, recommande à Tito de nouer de bons rapports avec Pierre II et de le « reprendre » pour ensuite, à la première occasion, le poignarder « tranquillement dans le dos ». Tito se montre cependant décidé à ne faire aucun compromis avec la monarchie. Alors que Tito est venu demander de l'aide aux Soviétiques, il se met d'accord avec eux pour annoncer que l'URSS a demandé au Comité national de libération la « permission » de réaliser une incursion sur le sol yougoslave pour y poursuivre les troupes allemandes. En présentant cette opération comme la résultante d'un accord entre gouvernements, Tito vise à prévenir toute éventuelle incursion des Alliés occidentaux sans son autorisation. L'offensive est planifiée par Tito en liaison avec le maréchal Tolboukhine. Si le chef des Partisans doit accepter de laisser les troupes bulgares — désormais alliées à l'URSS — continuer à opérer en Yougoslavie, il obtient des Soviétiques plus qu'il ne l'escomptait : Staline lui fournit en effet des tanks et suffisamment de matériel pour équiper douze divisions partisanes. Les Soviétiques mettent à la disposition des Yougoslaves, outre 300 000 soldats de l'Armée rouge, 358 chars, 1 292 avions, 2 200 canons et mortiers et 80 navires ; une dizaine de divisions bulgares pourra également les épauler. Ce n'est que début octobre que les Britanniques sont informés par les Soviétiques de la visite de Tito ; Eden fait part à cette occasion de son vif mécontentement,,,.

#### Offensive des Soviétiques et des Partisans sur la capitale

Attaques des Soviétiques, des Partisans et des Bulgares pendant l'offensive de Belgrade.

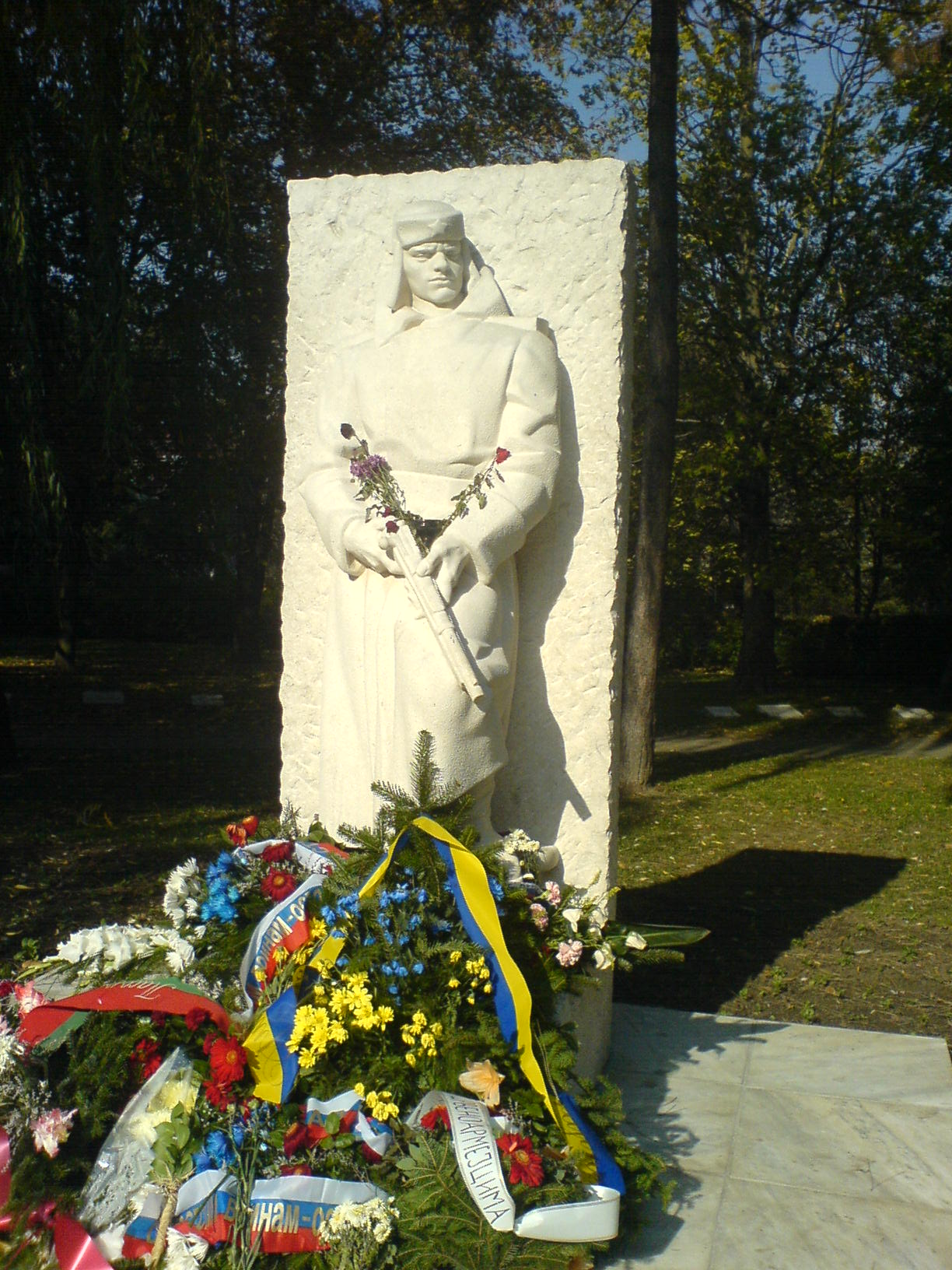
Monument aux soldats de l'Armée rouge tombés en Serbie, au Cimetière des libérateurs dans le Nouveau cimetière de Belgrade.

Avant même l'arrivée de l'Armée rouge, les Partisans parviennent à prendre en Serbie le contrôle d'un territoire étendu, en attaquant sur deux fronts : les forces commandées par Koča Popović avancent dans le Sud et l'Est de la Serbie, et celles de Peko Dapčević dans l'Ouest en direction de Belgrade. L'accord officiel entre Tito et les Soviétiques est signé le 29 septembre ; le 1er octobre, l'Armée rouge, sous le commandement de Tolboukhine, franchit la frontière roumano-yougoslave et, en liaison avec les Partisans, se dirige vers Belgrade. Niš est prise le 15. Tito, qui a quitté entre-temps Moscou, stationne en Roumanie où il rencontre une délégation bulgare avec laquelle il signe un accord pour des actions communes contre les Allemands ; il établit ensuite ses quartiers à la frontière roumaine. Milan Nedić et ses ministres se réunissent une dernière fois le 3 octobre, avant de prendre la fuite vers l'Autriche. Dans le même temps, la Wehrmacht évacue à la hâte vers l'Allemagne et l'Autriche les populations volksdeutsche afin de leur éviter des représailles : environ la moitié des Allemands de Serbie a pu être évacuée fin octobre.
Lorsque les Soviétiques pénètrent à l'Est de la Serbie en arrivant depuis la Roumanie et la Bulgarie, les Partisans ne sont pas présents sur le terrain. L'Armée rouge est au contraire accueillie par les troupes de Mihailović, avec lesquelles elle coopère brièvement avant de les désarmer. Les émissaires que Mihailović avait envoyés pour proposer un plan d'action commun sont ignorés, puis arrêtés. Les Tchetniks se trouvent alors contraints d'affronter à la fois les Allemands durant la retraite de ceux-ci, les Partisans, les Soviétiques et les Bulgares. Certains groupes tchetniks apportent par ailleurs leur soutien aux Allemands. La Garde nationale serbe, très affaiblie, combat également aux côtés des occupants. Le gros des Tchetniks de Serbie a déjà été défait quand ce qui reste des troupes de Nedić — environ 6 500 hommes — annonce publiquement son allégeance à Mihailović.
Bien que les Allemands soient en train de se retirer de Serbie, Belgrade est encore bien défendue : les affrontements autour de la capitale durent plus d'une semaine. De plus, alors que Tolboukhine se trouve à une quinzaine de kilomètres de Belgrade, il fait virer une partie de ses troupes vers la Hongrie au lieu de donner l'assaut final ; outre leurs besoins sur le front hongrois, les Soviétiques doivent en effet respecter l'accord avec Tito et attendre l'arrivée des Partisans — qui ne sont guère motorisés — pour prendre Belgrade.
Les Partisans et les Soviétiques pénètrent dans Belgrade le 20 octobre. Tito y fait son entrée le 27, le jour où ses hommes organisent le défilé de la victoire. Le chef des Partisans, entouré de Maclean et de deux autres officiers de liaison alliés (un Soviétique et un Américain), prononce un discours dans lequel il remercie l'ensemble des Alliés et promet la libération du reste du territoire yougoslave. Mihailović, accompagné de McDowell et de quelques centaines d'hommes, fuit la Serbie pour rejoindre la Bosnie. En novembre, les Partisans peuvent enfin fonder la section serbe de l'AVNOJ, l'Assemblée anti-fasciste pour la libération nationale de la Serbie (Antifašistička skupština narodnog oslobođenja Srbije ou ASNOS).
Bien que l'URSS ait apporté une aide décisive pour la prise de Belgrade, le comportement de ses soldats — qui se livrent en Serbie à des viols, des meurtres et des pillages — entraîne de sérieuses tensions entre les Partisans et leurs alliés soviétiques,. L'Armée rouge quitte cependant la Yougoslavie dès la mi-novembre pour se diriger vers Budapest ; les Allemands tiennent encore le Nord-Ouest du pays, tandis que Mihailović conserve une enclave en Bosnie. Un contingent de Yougoslaves est envoyé sur le front hongrois pour prêter main-forte aux Soviétiques. Les combats que l'Armée rouge mène début 1945 en Hongrie pour ouvrir la voie vers l'Autriche coûtent la vie à un millier d'entre eux.
Ivan Šubašić, revenu en Yougoslavie sur invitation de Tito, reprend fin octobre à Belgrade des négociations avec ce dernier. Un nouvel accord est conclu le 1er novembre : il reconnaît l'AVNOJ comme parlement légitime, stipule que le roi demeurera provisoirement en exil et sera représenté en Yougoslavie par un conseil de régence, et prévoit la formation d'un gouvernement d'union nationale dans l'attente d'une nouvelle constitution. Pierre II, furieux, souhaite congédier Šubašić, mais Churchill lui recommande d'attendre le retour de ce dernier. Avant de retourner voir le souverain, Šubašić se rend cependant à Moscou pour rencontrer Staline. Maclean, tout en déplorant le fait que Šubašić n'ait même pas prévenu le roi avant de partir en URSS, conseille néanmoins à Pierre II d'accepter les conditions de Tito : le roi commence par refuser. Churchill ayant publiquement déclaré que les Alliés pourraient se contenter de « présumer » l'assentiment du souverain, ce dernier finit, le 25 janvier 1945, par céder et accepter l'accord. Lors de la conférence de Yalta, Churchill, Roosevelt et Staline avalisent la situation en Yougoslavie, tout en s'accordant sur le fait qu'un gouvernement d'union nationale devra être rapidement formé, et l'AVNOJ élargi aux élus d'avant-guerre qui n'ont pas collaboré avec les occupants,,.

#### Répercussions en Grèce et en Albanie
Tout en conservant officiellement son appui à Tito, Churchill est de plus en plus désabusé par ce dernier : s'il favorise un compromis entre Pierre II et Tito pour tenter de sauver la monarchie, la maîtrise des évènements en Yougoslavie lui échappe désormais. Il constate en outre son impuissance à éviter la « communisation » de l'Europe du Sud-Est, à l'exception de la Grèce. En octobre, lors de la « conférence Tolstoï » qui le met à nouveau en présence de Staline, Churchill propose à ce dernier un partage, hâtivement conçu, des « zones d'influence » britanniques et soviétiques en Europe de l'Est ; dans les Balkans, il suggère de partager la Yougoslavie à « 50/50 % » — ce que Staline fait mine d'accepter — tandis que la Grèce reviendrait à « 90 % » au Royaume-Uni.
À l'automne 1944, les Alliés opèrent finalement un débarquement d'ampleur limitée dans les Balkans, non pas en Yougoslavie mais en Grèce, où l'arrivée des troupes britanniques, qui ramènent avec elles le gouvernement grec en exil, fait obstacle à l'EAM-ELAS : les communistes grecs, battus militairement par les Alliés, sont empêchés de prendre le pouvoir. Dans le même temps, en Albanie — et à l'exclusion du Kosovo annexé en 1941, que Tito entreprend de réintégrer à la Serbie — le retrait des Allemands et l'aide logistique des Yougoslaves permettent aux communistes locaux de prendre le contrôle du pays.

### Victoire dans le reste du pays

#### Consolidation du pouvoir de Tito et écroulement de ses adversaires

##### Retrait allemand et victoire des communistes en Macédoine et au Monténégro

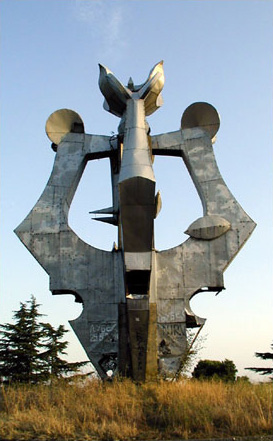
Monument de la liberté à Guevgueliya (Macédoine).

Fin 1944, les Allemands conservent encore 400 000 hommes en territoire yougoslave. Après la chute de Belgrade, von Weichs et Löhr verrouillent la Macédoine et l'Est de la Serbie suffisamment longtemps pour transférer le gros de leur troupe en Bosnie et en Croatie, et faire ainsi la liaison avec les troupes allemandes de Hongrie. Le commandement allemand établit un front défensif qui va de la Drave à la mer Adriatique, en passant par la Syrmie, le Kosovo et l'Est de la Bosnie. Le front de Syrmie, âprement défendu, résiste jusqu'en avril 1945. En Macédoine, les Allemands, confrontés au revirement des Bulgares, doivent organiser leur évacuation : la région est d'autant plus importante pour eux, stratégiquement parlant, qu'elle constitue un corridor leur permettant de faire transiter leurs troupes en partance des Balkans. Hitler pense confier à Vancho Mihailov, ancien chef de l'Organisation révolutionnaire intérieure macédonienne, la tâche de former le gouvernement d'un « État indépendant de Macédoine » dont la principale fonction serait de couvrir la retraite allemande. Mihailov — qui, lié aux Oustachis, résidait à Zagreb — est envoyé à Skopje ; réalisant rapidement que sa mission est impossible, il renonce et rentre en Croatie au bout de quelques jours,.
L'évacuation des troupes allemandes de Macédoine commence début octobre, mais elle est retardée d'une dizaine de jours par les attaques des Partisans et de l'armée bulgare ; les Bulgares se montrent d'ailleurs plus actifs que les Partisans macédoniens lors de ces combats. Après avoir achevé leur retrait de Grèce, les Allemands accélèrent leur départ de Macédoine et quittent Skopje le 13 novembre 1944. Il ne reste alors aux Partisans qu'à défaire les supplétifs albanais que les occupants utilisaient pour protéger les voies de communication. Les Partisans prennent rapidement le contrôle du territoire macédonien, où ils mettent en place des organes de gouvernement « démocratiques ». Les militants communistes pro-bulgares sont purgés ou se rallient à la ligne générale du KPJ,.
Le Monténégro est le théâtre de combats d'une extrême violence : son territoire est ravagé et bombardé, tandis que les Allemands évacuent leurs troupes et que les Partisans mènent une guerre civile impitoyable contre leurs adversaires. Les communistes prennent Cetinje le 13 novembre. Pavle Đurišić, qui est parvenu à briser l'encerclement de la ville, entame avec 15 000 hommes (combattants et réfugiés civils) une traversée du Sandžak et de la Bosnie pour faire la jonction avec les forces de Mihailović : sa colonne, harcelée par les Partisans comme par les Oustachis et frappée par les bombardements alliés, est également décimée par le froid, la faim et les maladies.

##### Purges en Serbie et au Kosovo
Dans la Serbie désormais aux mains des forces de Tito, l'OZNA, la police politique des Partisans créée en mai 1944 et dirigée par Aleksandar Ranković, traque les sympathisants de Mihailović, Nedić ou Ljotić. Ce n'est qu'en décembre que des tribunaux réguliers sont mis en place, mais les juridictions militaires et les « tribunaux révolutionnaires » continuent de fonctionner après cette date. De nombreuses personnes ayant participé à l'organisation de Mihailović ou à l'administration pro-allemande sont sommairement exécutées. À Belgrade uniquement, environ 10 000 « ennemis de classe » sont exécutés sans aucun jugement ; le nombre exact des victimes de la répression politique en Serbie n'a toujours pas été établi à ce jour. Les Allemands du Banat, dont plus de 20 000 ont servi dans la SS, sont traités de manière particulièrement brutale : une partie a été évacuée avec les troupes allemandes, mais d'autres sont exécutés ou envoyés en travail forcé en URSS.
Les Partisans augmentent massivement leurs effectifs, recrutant plus de 250 000 hommes en Serbie. Ils éprouvent cependant des difficultés à passer de la guérilla aux opérations régulières : beaucoup de leurs nouvelles recrues sont envoyées sans formation adéquate sur le front de Syrmie, où des dizaines de milliers d'entre elles périssent.
La situation est également difficile au Kosovo, que les Allemands évacuent en novembre 1944 après l'avoir utilisé en même temps que la Macédoine pour assurer la retraite de leurs troupes : les Partisans commandés par Svetozar Vukmanović y reprennent pied pour le réintégrer à la Yougoslavie, mais ils doivent affronter de la part de la population albanaise une insurrection nationaliste et anticommuniste, menée notamment par d'anciens auxiliaires des Allemands — parmi lesquels des membres du Balli Kombëtar et quelques milliers de déserteurs de la division SS Skanderbeg — qui ont conservé les armes fournies par les occupants. Les Yougoslaves, peu implantés sur place, doivent demander l'aide des communistes albanais d'Enver Hoxha et ne parviennent à réduire l'insurrection qu'en décembre. Le soulèvement albanais ne s'arrête pas pour autant : en effet, seuls les Serbes du Kosovo accueillent les Partisans comme des libérateurs. Les Albanais craignent au contraire la « vengeance » des Serbes et les nationalistes continuent le combat dans l'espoir de repousser les communistes et de former une « Grande Albanie ». Après le retrait des troupes de Hoxha, Tito est forcé de mettre en février 1945 le Kosovo sous administration militaire et d'y envoyer, pour rétablir l'ordre, plusieurs dizaines de milliers d'hommes qui traitent souvent tous les Albanais comme des collaborateurs,.

##### Situation à la frontière italienne
En Istrie et en Vénétie julienne, la perspective de la victoire des Partisans relance le conflit territorial italo-slovène. Palmiro Togliatti, chef du Parti communiste italien tout juste revenu d'exil, cherche avant tout à se coordonner avec les communistes slovènes, dont il va jusqu'à soutenir les revendications. Dès septembre 1944, Tito appelle ouvertement à la libération des « frères » slovènes en revendiquant l'Istrie et la Vénétie julienne ; la section du PCI de Trieste rejoint alors le Parti communiste slovène. En octobre, Togliatti, obéissant aux instructions de Moscou et prenant acte du rapport de forces en faveur de Tito, appelle les communistes de Vénétie julienne à accueillir les Yougoslaves comme des « grands frères » : il conclut avec Kardelj et Djilas un accord par lequel il accepte leur programme annexionniste. Les Anglo-Américains se montrent quant à eux inquiets des ambitions de Tito dans la région : le 21 février 1945, le maréchal britannique Alexander signe avec le chef des Partisans un accord stipulant la mise sous contrôle allié d'une zone en Istrie, à la frontière autrichienne.

##### Situation dans l'État indépendant de Croatie

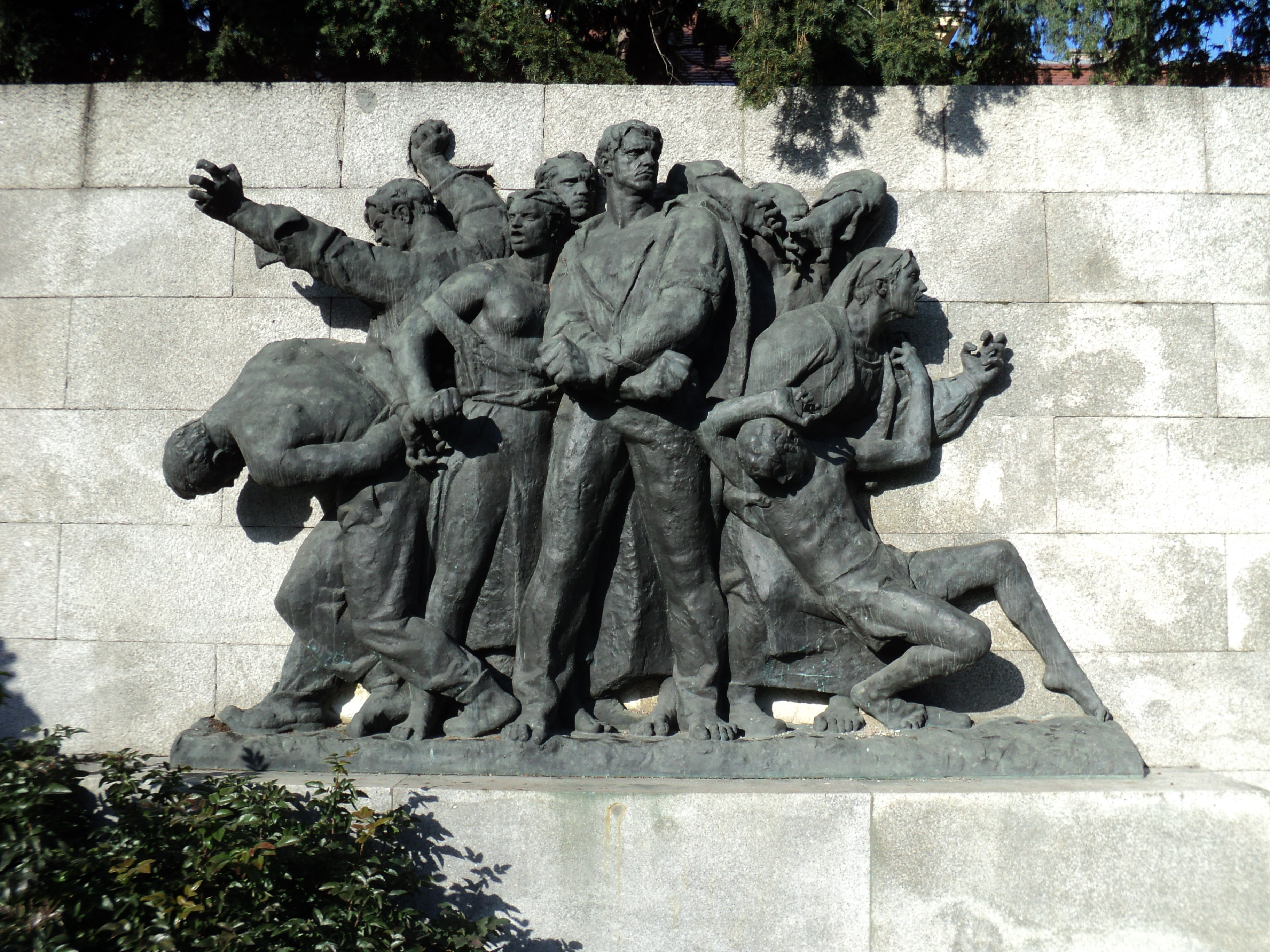
Monument aux morts à Zagreb.

En Croatie, du fait du contexte général en Yougoslavie, les Allemands renoncent à trouver une alternative au régime d'Ante Pavelić. En septembre 1944, ce dernier rend une ultime visite à Hitler, qu'il assure du soutien du peuple croate et de sa foi en la victoire finale. Le Poglavnik de Croatie, remis en position de force par le soutien du Führer, annonce ensuite de nouvelles mesures de répression contre les orthodoxes.
Siegfried Kasche, ambassadeur d'Allemagne en Croatie qui plaidait contre l'avis de la Wehrmacht pour le maintien de l'appui à Pavelić, obtient gain de cause : les commandants allemands reçoivent l'ordre de soutenir exclusivement les Oustachis et de ne plus coopérer avec les Tchetniks locaux. La situation est cependant telle que la Wehrmacht renonce à désarmer ces derniers, malgré les protestations des Oustachis ; même Hitler doit se résoudre à l'idée d'une alliance de fait avec les Tchetniks contre les Partisans.

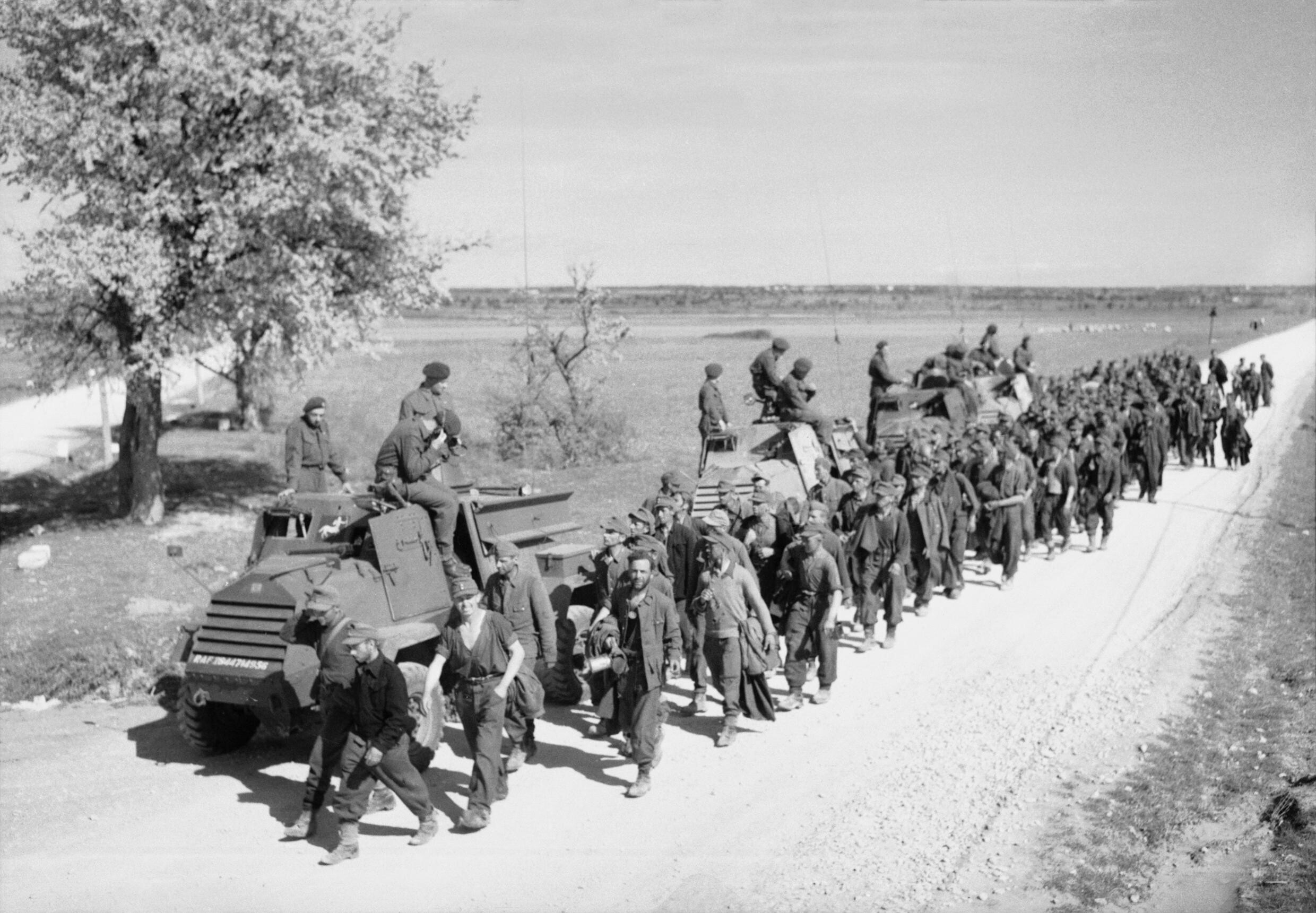
Des détachements du régiment de la Royal Air Force, envoyés ravitailler les Partisans, assistent au passage d'une colonne de prisonniers allemands, capturés par les forces de Tito dans la région de Bihać.

Les occupants réussissent fin 1944 à mobiliser environ 25 000 Volksdeutsche dans la SS, mais ils sont, dès l'automne, contraints d'abandonner des pans entiers du territoire : à la fin de l'année, le Centre et le Sud de la Dalmatie, l'Est de l'Herzégovine et celui de la Bosnie sont aux mains des forces de Tito. Du fait notamment de l'amnistie promise par le chef des Partisans, les désertions se multiplient au sein des forces oustachies et des autres auxiliaires des Allemands, à l'image de la division SS musulmane Handschar dont le délitement se trouve alors accéléré. Des unités entières de la Garde nationale croate, de recrues locales de la SS, de miliciens musulmans et de Tchetniks font défection pour rejoindre les Partisans. Malgré une situation de plus en plus critique, les Allemands, qui ont transféré à Zagreb le siège de leur commandement militaire pour l'Europe du Sud-Est, s'accrochent au territoire croate dont ils ont besoin pour garantir le passage de leurs troupes alors que celles-ci sont évacuées des Balkans.
Au début de 1945, l'État indépendant de Croatie est en pleine anarchie : Zagreb, qui accueille près de 400 000 réfugiés, est le théâtre d'exécutions quotidiennes. Fin février, les Allemands commencent à évacuer la Croatie. Certains dirigeants oustachis tentent de prendre contact avec le maréchal Alexander pour proposer leurs services aux Alliés dans l'espoir de préserver un État croate, mais leurs émissaires sont capturés et exécutés par les communistes. Les troupes communistes achèvent au printemps de s'emparer de la Bosnie-Herzégovine : Sarajevo est prise le 6 avril.

##### Délitement des forces de Mihailović
Chassé de son « fief » serbe, Mihailović tente de réorganiser ses forces en recrutant des Musulmans et en nommant un général à la tête d'une section tchetnik croate qui n'a encore aucune existence réelle. Environ 600 militaires britanniques débarquent en Croatie dans les environs de Dubrovnik, ce qui lui fait croire que l'arrivée des Anglo-américains va enfin avoir lieu : les hommes du régiment de la Royal Air Force viennent en réalité superviser des livraisons d'artillerie aux Partisans.
Le 1er novembre, McDowell est évacué par avion : sur instruction de sa hiérarchie, il propose à Mihailović de partir avec lui, mais le chef tchetnik lui répond qu'il préfère rester combattre et mourir dans son pays. Une fois revenu auprès de ses supérieurs, McDowell plaide pour la constitution d'un gouvernement d'union nationale qui compterait des représentants des Partisans comme des Tchetniks et qui pourrait, sous le contrôle des Alliés, garantir la tenue d'élections libres : son idée, en porte-à-faux avec la stratégie alliée, n'est cependant jugée recevable ni par les Américains ni par les Britanniques,. Ayant maintenu un contact radio avec Topalović, Mihailović transmet via ce dernier en octobre et novembre de nouveaux messages aux Alliés, à qui il propose d'utiliser ses Tchetniks — dont il évalue encore le nombre à 50 000 — pour couper la retraite des Allemands en Albanie. Cette dernière offre de service de Mihailović ne reçoit aucune réponse. Le 11 décembre, le capitaine Lalich, responsable américain de l'opération Halyard et dernier officier allié présent auprès de Mihailović, est évacué à son tour.
Le 3 janvier, Mihailović diffuse un ordre de regroupement au nord de la Bosnie : mais ses troupes, épuisées, se dispersent, désertent, vendent leurs munitions ou s'adonnent au pillage. Dimitrije Ljotić, qui s'est réfugié en Slovénie en octobre 1944 avec 4 000 de ses Volontaires serbes, tente d'y former un front contre les Partisans : il transmet aux Tchetniks un message proposant de regrouper toutes les forces anticommunistes en Istrie. Jevđević et Đujić le rejoignent, avec respectivement 2 000 et 6 000 hommes. Les Oustachis laissent passer les troupes de leur ennemi Đujić sur ordre de Ribbentrop.
Mihailović refuse dans un premier temps l'offre de Ljotić, de même que Đurišić qui s'en tient encore aux instructions de son chef. Đurišić finit par rejoindre Mihailović dans la région de Drvar où le chef tchetnik a établi ses quartiers. Une fois sur place, Đurišić découvre que Mihailović n'a plus aucun contact avec les Alliés, et constate la déshérence des forces tchetniks comme leur absence de stratégie. Il propose alors à Mihailović de rejoindre la Slovénie, mais ce dernier refuse. Đurišić rompt avec son chef et part avec ses hommes, accompagnés d'autres responsables du mouvement comme Ostojić, Baćović et Dragiša Vasić. Obligé de traverser le territoire des Oustachis, Đurišić est contraint de composer avec le leader séparatiste monténégrin Sekula Drljević, qui se trouve alors à Zagreb où il collabore avec Pavelić. Un accord est conclu, prévoyant que les forces de Đurišić se mettront au service de Drljević pour former une « armée nationale monténégrine ». Mais Đurišić tente de ruser et n'envoie à Drljević que des hommes malades ou blessés, tandis que lui-même repart vers la Slovénie avec ses hommes valides pour rejoindre les forces de Ljotić. Drljević demande alors l'aide de Pavelić contre lui. Le 12 avril, les hommes de Đurišić sont écrasés dans la région de Banja Luka par les Oustachis, qui ont été jusqu'à retirer des troupes du front pour leur barrer la route. Đurišić, Ostojić, Baćović et Vasić sont capturés et tués. Une partie des Tchetniks survivants accepte de rejoindre les forces de Drljević. Ils sont par la suite évacués en direction de l'Autriche,,.
Ljotić et les Tchetniks présents en Istrie continuent d'inviter Mihailović à unir ses forces aux leurs, dans l'espoir de former une alliance anticommuniste présentable aux yeux des Alliés, et sans réaliser que le patronage de Mihailović n'est plus en mesure de les sauver. Mihailović, aux abois, ne se montre plus hostile aux ouvertures de Ljotić, d'autant que le littoral slovène lui paraît un endroit adapté pour renouer le contact avec les Alliés : il autorise ses subordonnés qui le souhaitent à partir pour la Slovénie. La majorité des Tchetniks sont cependant décimés en route. Ceux qui ont pu atteindre la région sont, avec les forces de Ljotić, placés sous l'autorité du général SS Odilo Globocnik.
Mihailović lui-même ne rejoint pas la Slovénie car il est peu confiant dans le regroupement hétérogène que lui propose Ljotić. En outre, il est impensable pour lui de se retrouver sous les ordres de Globocnik à ce stade de la guerre, alors qu'il espère encore regagner en crédibilité auprès des Alliés en tant que résistant. Mihailović, enfin, a comme priorité de retourner en Serbie, car il a été abusé par des informations selon lesquelles un soulèvement y est en cours contre les communistes. Le 6 avril 1945, à l'occasion du quatrième anniversaire de l'attaque allemande, il lance un appel aux « Serbes, Croates et Slovènes » au nom du Royaume et de tous les partis politiques, avant de partir avec ses hommes à travers la Bosnie, en direction de la Serbie, où il pense trouver une insurrection anticommuniste dont il pourra prendre la tête. Les messages qui ont été adressés à ce sujet à Mihailović sont en réalité une ruse des communistes, destinée à attirer le chef des Tchetniks dans un piège.
Vladimir Predavec, l'allié croate de Mihailović, rejoint la Croatie pour présenter à Vladko Maček un plan qu'il dit mis au point par McDowell, et qui consisterait à regrouper tous les anticommunistes en Slovénie pour y représenter une « autre Yougoslavie », qui pourrait alors négocier avec Tito avec le soutien de la 5e armée américaine présente en Italie. Appréhendé en chemin, il est conduit en présence de Pavelić qui, une fois informé, se dit intéressé par ce plan. Pavelić prend ensuite lui-même contact avec Maček pour lui proposer d'y participer. Du fait de la méfiance de Maček, le projet n'aboutit pas.

##### Tito, chef du gouvernement d'union nationale
À Belgrade, Tito et Šubašić parviennent le 26 février à un accord sur la composition du gouvernement. Un conseil de trois régents — dont deux membres des Partisans — destiné à représenter le souverain, est formé : Pierre II, sous la pression des Britanniques, le reconnaît le 3 mars. Trois jours plus tard, le gouvernement royal remet sa démission aux régents tandis que le Comité national de libération remet la sienne à l'AVNOJ. Le lendemain, le conseil de régence prend sa première et dernière décision en nommant un nouveau gouvernement, avec Tito comme Premier ministre et Šubašić comme ministre des affaires étrangères. Sur les vingt-huit membres de ce gouvernement d'« union nationale », vingt-trois sont des communistes et deux des « compagnons de route » ; seuls trois ministres, dont Šubašić, n'ont aucun lien avec le mouvement de Tito et leur influence est pratiquement nulle. Le 11 avril, Tito signe à Moscou un traité d'amitié et de coopération avec l'URSS,.
Staline respecte en grande partie l'accord conclu en octobre 1944 avec Churchill sur les zones d'influence, car il tient compte des rapports de force locaux et ne veut pas risquer des tensions immédiates avec les autres Alliés : ceci le conduit notamment à ne pas réagir quand les Britanniques font barrage aux communistes grecs (la Grèce est en effet, comme l'Italie et au contraire de la Yougoslavie, un pays trop éloigné du front de l'Est et de l'Armée rouge pour que l'URSS puisse espérer en prendre le contrôle). En Yougoslavie, comme dans le reste de l'Europe de l'Est, il envisage une prise du pouvoir par étapes des communistes locaux. Cependant, Tito et ses Partisans ont désormais trop d'influence pour tenir réellement compte de l'accord entre les deux « Grands » : ils ne se soucient guère de respecter les formes en donnant des gages aux monarchistes ce qui, en plus d'irriter Churchill, met Staline dans l'embarras.

#### Dernières offensives et nouveaux massacres

##### Offensives sur la Croatie et la Slovénie

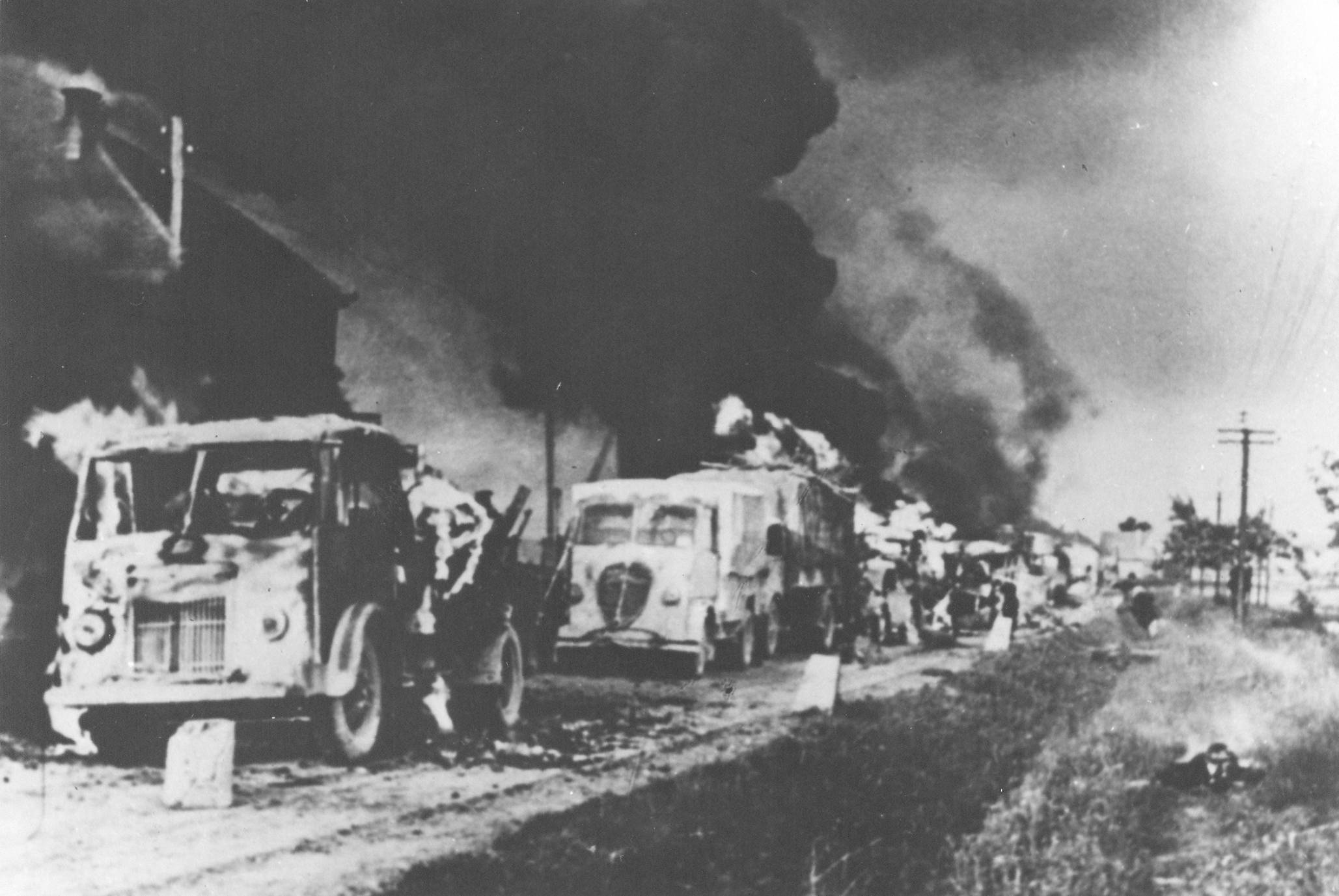
Colonne de camions allemands détruite dans les environs de Zagreb.

Le 20 mars, l'Armée yougoslave — nouveau nom des Partisans, qui constituent désormais l'armée régulière d'un gouvernement national — lance une double offensive pour achever de chasser les Allemands et de vaincre leurs auxiliaires. La 1re et la 2e armée, commandées respectivement par Peko Dapčević et Koča Popović, se dirigent vers Zagreb pour en finir avec les Oustachis. Deux autres armées sont envoyées vers la Slovénie : la 3e, commandée par Kosta Nađ, vise la frontière autrichienne et la 4e, commandée par Petar Drapšin, la frontière italienne.
Les Oustachis, qui ont réorganisé leurs troupes en fusionnant la Garde nationale et la Milice au sein d'une force d'environ 150 000 hommes, résistent férocement ; Dapčević perd 36 000 soldats. Le 12 avril, les forces de Tito parviennent à rompre le front de Syrmie au terme de combats particulièrement sanglants. Ante Pavelić quitte Zagreb le 5 mai avec ses ministres, après avoir vainement proposé à Mgr Stepinac de lui laisser le pouvoir en tant que « régent ». Les troupes yougoslaves pénètrent le 9 mai dans la capitale croate évacuée par l'ennemi. Les Oustachis, dispersés dans les régions septentrionales, font l'objet de massacres de grande ampleur : environ 60 000 sont exécutés par l'armée de Tito,. Avec la chute de Zagreb, plusieurs centaines de milliers de personnes — comprenant l'appareil du régime oustachi et ses forces de police, ainsi que des colonnes de réfugiés civils, dont des Serbes, des Juifs et des Musulmans qui ont fui les combats — se retrouvent sur les routes et se dirigent vers la Slovénie, puis vers la frontière autrichienne.
La Slovénie — où se trouvent les hommes de la Garde nationale slovène, ainsi qu'un ensemble disparate de réfugiés civils et militaires, parmi lesquels les Volontaires de Ljotić, quelques rescapés de l'ex-Garde nationale serbe, les SS cosaques, une partie des Tchetniks et des Oustachis, mais aussi des exilés Russes blancs — constitue le second des deux bastions regroupant les adversaires de Tito. Mgr Rožman tente en vain d'obtenir des troupes anglo-saxonnes qu'elles arrivent les premières en Slovénie : les Alliés ne sont cependant intéressés que par la reddition de leurs adversaires. Le 23 avril, Ljotić meurt dans un accident de voiture. Le 3 mai, devant l'avance des troupes communistes et en l'absence de tout plan de défense de Ljubljana, l'ensemble des groupes quitte la ville et se met en route vers l'Autriche,,.

##### Victoire finale des communistes
Alors que son armée envahit le territoire slovène, Tito vise également — au mépris de l'accord signé en février — à s'emparer en Italie de l'Istrie et de la Vénétie julienne par une politique du fait accompli. Le 1er mai, les troupes yougoslaves rentrent dans Trieste. Le Comité de libération nationale italien, qui venait de déclencher l'insurrection, évacue la ville pour éviter les heurts avec les Yougoslaves. Les troupes néo-zélandaises pénètrent à leur tour dans Trieste le 2, où la garnison allemande capitule le lendemain. Dans les semaines qui suivent, les Alliés occidentaux, qui veulent éviter un conflit avec les Yougoslaves, laissent les mains libres à ces derniers dans la région de Trieste. Les populations italiennes sont alors victimes d'une campagne de terreur dans la ville et dans diverses zones d'Istrie et de Vénétie julienne, ainsi qu'en Dalmatie. Entre 4 000 et 10 000 Italiens — assimilés à des « fascistes » et à des « ennemis du peuple » — périssent au cours d'un « nettoyage ethnique » dont de nouveaux massacres des foibe sont l'aspect le plus emblématique.
Le 10 mai, Mihailović et les 8 000 à 12 000 hommes qui l'accompagnent, déjà épuisés et décimés par le typhus, sont attaqués par l'armée de Tito entre la Drina et la Neretva : bénéficiant désormais de l'artillerie et de l'équipement d'une armée nationale, les troupes communistes anéantissent les Tchetniks. Mihailović parvient à s'enfuir, avec 1 000 à 2 000 hommes qui se dispersent ensuite,.

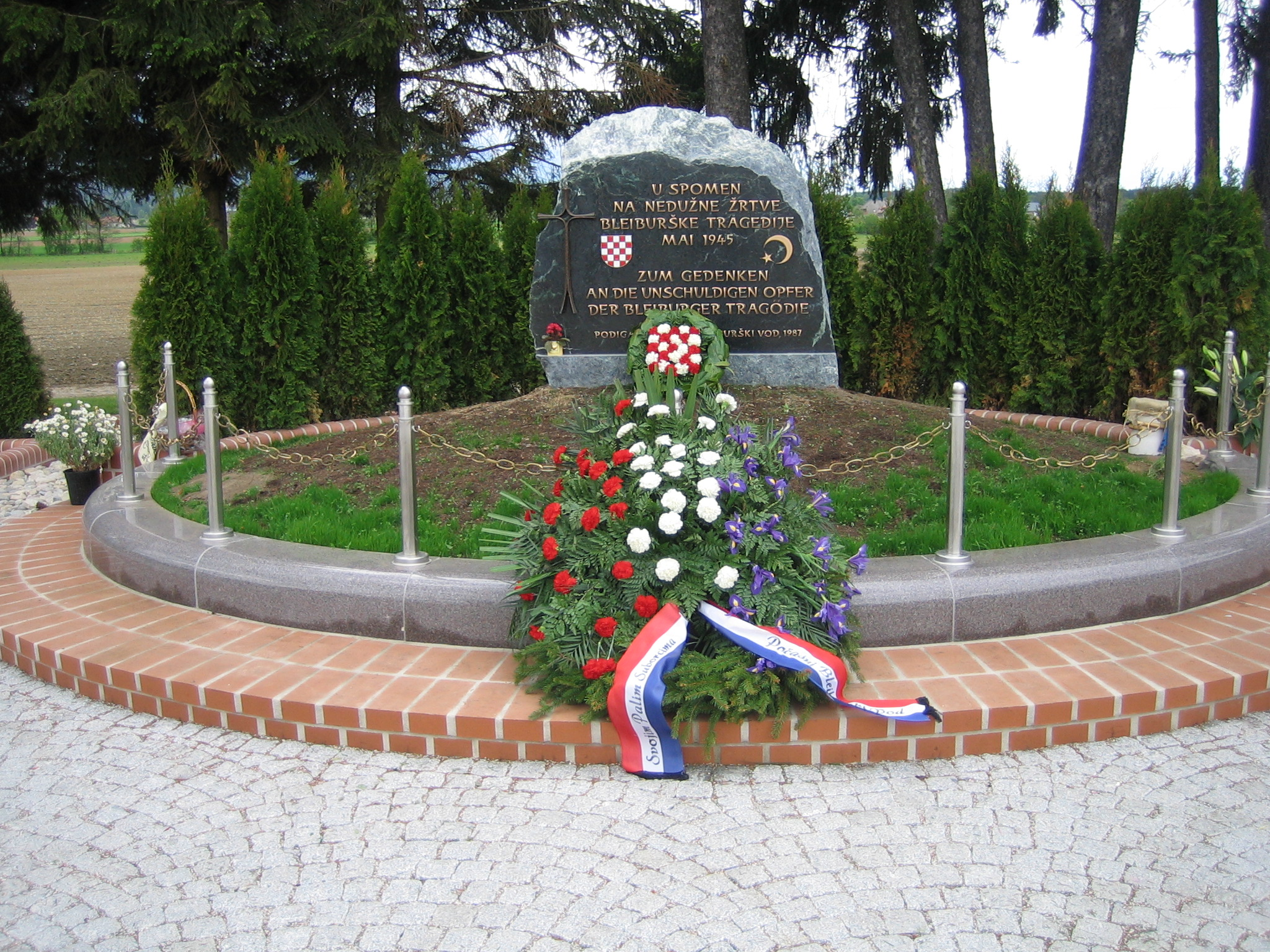
Mémorial du massacre de Bleiburg en Autriche.

Les restes du Groupe d'armées E, commandés par Alexander Löhr, tentent de se dégager de Slovénie pour rejoindre l'Autriche. Bloqué par les communistes, le gros des troupes se rend le 8 mai. Entre 175 000 et 200 000 soldats allemands sont faits prisonniers par les Yougoslaves. La Seconde Guerre mondiale se prolonge cependant en Yougoslavie une semaine après la capitulation du Reich, avec des affrontements comme la bataille de Poljana : une partie des Allemands refuse en effet de se rendre aux forces de Tito qu'ils considèrent comme des combattants « irréguliers ». Les dernières troupes oustachies fuient vers l'Autriche, où elles présentent leur reddition aux Britanniques le 15 mai 1945,,,.
S'ils ont perdu la « course pour Trieste » à la frontière italo-slovène, les Alliés de l'Ouest arrivent au contraire les premiers en Carinthie autrichienne, dont Tito envisageait également d'annexer une partie. Après avoir rejoint l'Autriche, les diverses colonnes de fugitifs qui ont pu échapper aux communistes se rendent aux Britanniques. Ces derniers ne souhaitent cependant pas risquer des heurts avec Tito alors que la guerre vient de se terminer en Europe : ils refusent notamment le 15 mai la reddition des Oustachis, qui étaient arrivés dans la région de Bleiburg, et qui doivent rebrousser chemin pour se rendre aux communistes ; la plupart de ceux qui avaient pu franchir la frontière autrichienne sont refoulés en Yougoslavie. De nombreux fugitifs en provenance de Slovénie arrivent à Viktring, dans la région de Klagenfurt : ils sont désarmés par les Britanniques, qui les confinent dans des camps avant de les livrer aux communistes. Des Tchetniks réfugiés en Autriche sont également livrés aux Yougoslaves par leurs anciens alliés britanniques, tandis que des déserteurs de l'Armée rouge sont quant à eux remis aux Soviétiques dont les troupes ont elles aussi rejoint l'Autriche. Parmi ceux qui ont été capturés par l'armée de Tito ou remis à celle-ci, une partie est envoyée dans des camps de prisonniers, mais d'autres sont mis à mort sans autre forme de procès. Certains sont tués sur place, tandis que d'autres sont contraints de marcher sur des centaines de kilomètres. À l'arrivée, ils sont abattus par les communistes qui ne cherchent même pas à identifier leurs prisonniers, et leurs corps jetés dans des charniers, notamment sur le plateau de Kočevski Rog dans la région des Alpes dinariques,,,,,. Entre 20 000 et 30 000, voire 40 000 personnes, dont beaucoup étaient coupables de collaboration mais pas de crimes de guerre, meurent au cours de ces tueries, dont ce qui est parfois appelé de manière impropre le « massacre de Bleiburg » est l'épisode le plus connu. Si une partie de la hiérarchie des Oustachis est tuée, Ante Pavelić réussit à fuir. Les chefs tchetniks Jevđević et Đujić parviennent eux aussi à passer à l'étranger, de même que Mgr Rožman du côté slovène,.

## Bilan humain

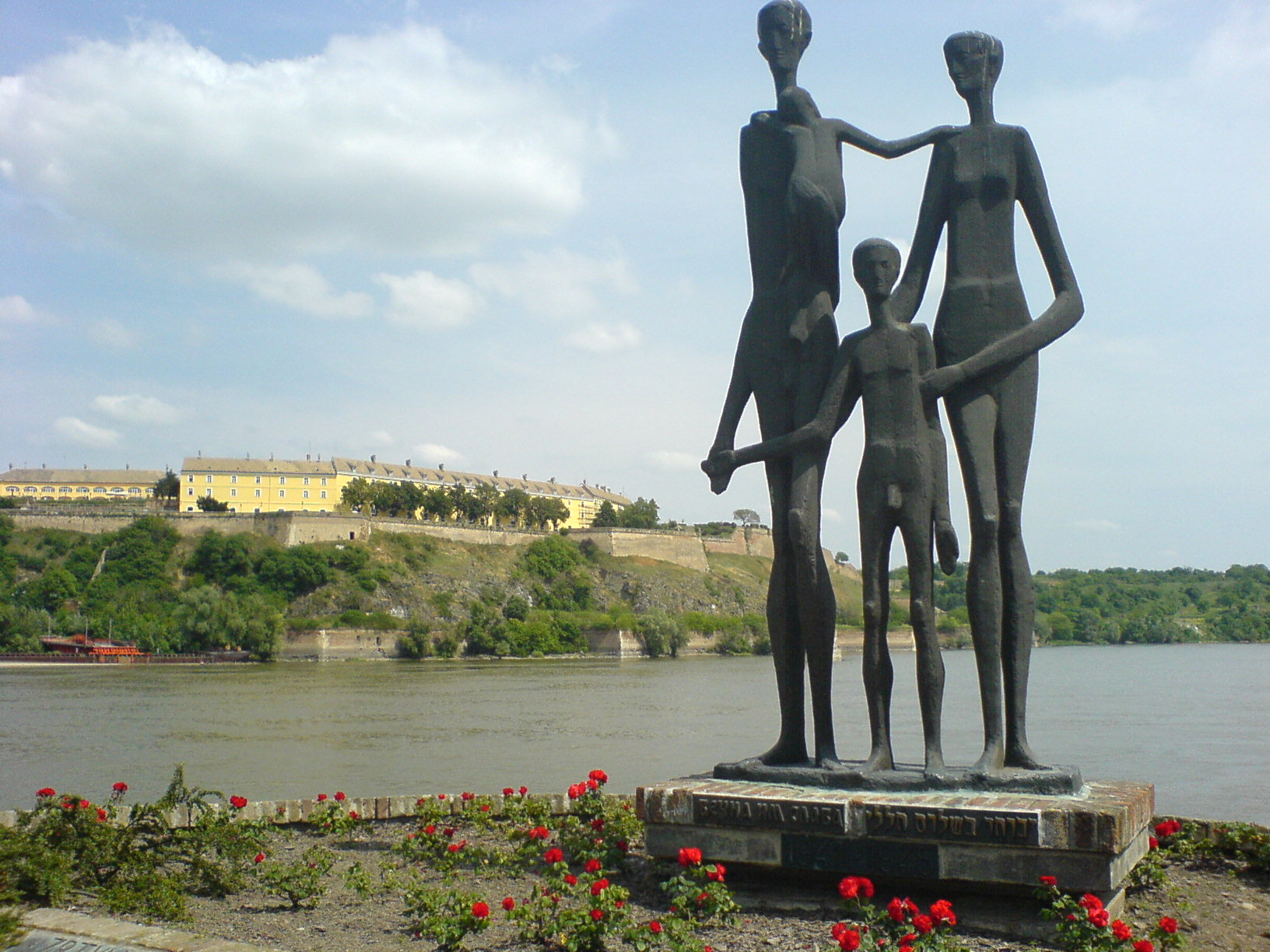
Le Monument aux victimes du fascisme à Novi Sad (Serbie).

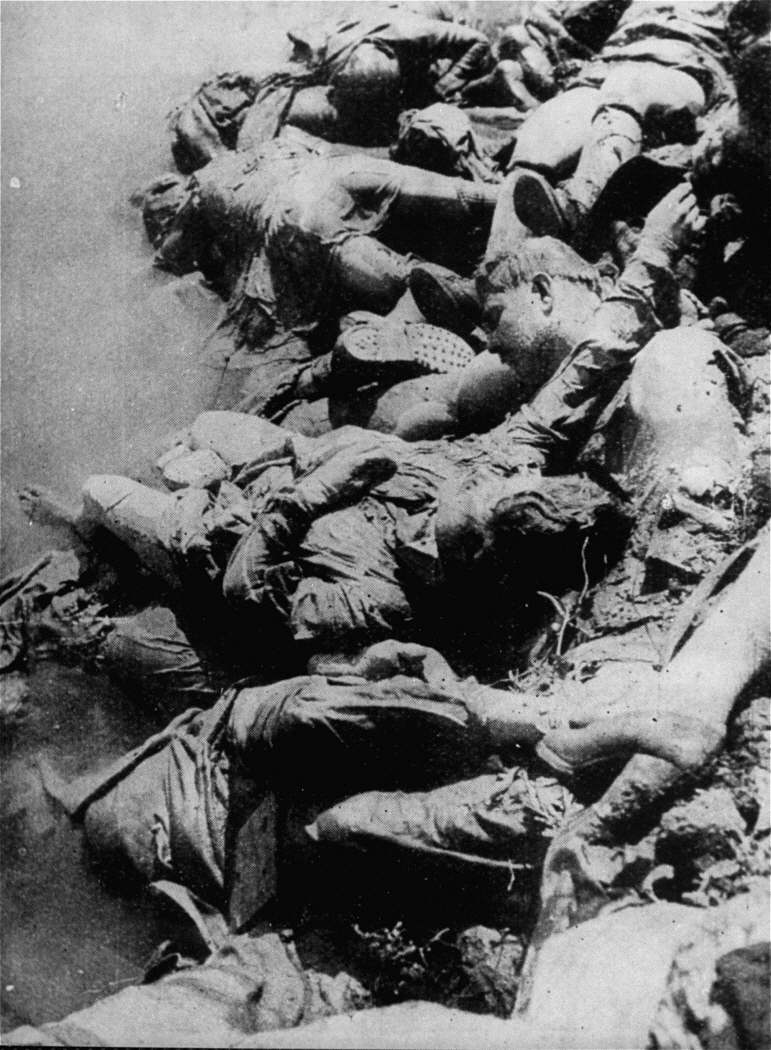
Cadavres des victimes des Oustachis en 1945.

Le bilan des pertes humaines subies par la Yougoslavie pendant le conflit mondial est extrêmement élevé : sans doute dépassé uniquement, parmi les pays européens envahis par l'Allemagne, par ceux de l'URSS et de la Pologne, il représente environ un dixième de sa population de l'époque.
Certaines estimations — notamment celle, probablement exagérée, du gouvernement yougoslave à la fin des années 1940 — vont jusqu'à 1 700 000 victimes, dont 300 000 militaires et 1 400 000 civils. Aux victimes des combats s'ajoutent les persécutions ethniques, les déportations, et les massacres commis aussi bien par les Oustachis que par les Tchetniks ou par les Partisans. Le nombre exact de morts, qui a fait l'objet de diverses polémiques, est presque impossible à établir avec précision, par manque de documents.
Une étude publiée en 1949 par l'économiste croate Vladimir Žerjavić fait état de 550 000 victimes serbes et 57 000 victimes juives ; concernant ces derniers, la Fédération des communautés juives de Yougoslavie a parlé de 63 200 morts, en cumulant 24 000 victimes dans les camps allemands et environ 39 000 tués en Yougoslavie même.
Dans les territoires sous le contrôle des Oustachis, le bilan de l'ensemble des massacres est particulièrement difficile à établir. Pour la Croatie et la Bosnie-Herzégovine, le statisticien serbe Bogoljub Kočović estime à 334 000 le nombre de victimes serbes. Vladimir Žerjavić évoque quant à lui un chiffre de 295 000 Serbes tués par les Oustachis ; le même auteur évalue le nombre de Juifs victimes du régime de Zagreb à 26 000 et celui des victimes tziganes à 16 000. En cumulant toutes les victimes du régime oustachi, certaines estimations vont jusqu'à 600 000 morts (sur 6,5 millions d'habitants en 1941) ; des chiffres comme 800 000 ou même un million de morts, imputables au seul régime de l'État indépendant de Croatie, ont pu être avancés. Žerjavić évalue par ailleurs à environ 65 000 le nombre de civils croates et musulmans tués par les Tchetniks sur le territoire de l'État croate. Dans les années 1970, le nombre de victimes des Oustachis est minoré par l'institut d'histoire du mouvement ouvrier de Croatie, alors dirigé par le futur président croate Franjo Tuđman, qui va jusqu'à le réduire à 80 000. Tuđman, dans un livre publié à Londres en 1984, réduit à environ 50 000 le nombre de morts dans tous les camps de concentration en Croatie.
Concernant le nombre total de morts, Vladimir Žerjavić avance, dans une étude réalisée cette fois en 1993 — en confrontant ses travaux avec ceux de Bogoljub Kočović, et en tenant compte des victimes ayant péri à l'étranger —, le chiffre de 1 027 000 morts yougoslaves, dont 237 000 Partisans, 209 000 collaborateurs et 581 000 civils parmi lesquels 57 000 Juifs. Géographiquement, les victimes se répartiraient comme suit : 316 000 en Bosnie-Herzégovine, 273 000 en Serbie (Kosovo compris), 271 000 en Croatie, 33 000 en Slovénie, 27 000 au Monténégro, 17 000 en Macédoine, et 80 000 morts en dehors du territoire yougoslave. S'agissant de la répartition entre ethnies et nationalités, le même auteur évalue les victimes à 530 000 Serbes, 192 000 Croates, 103 000 Musulmans, 57 000 Juifs, 42 000 Slovènes, 28 000 Allemands, 20 000 Monténégrins, 18 000 Albanais, 18 000 Tziganes et 6 000 Macédoniens, auxquels s'ajoutent plusieurs milliers de victimes issues d'autres communautés, slaves (7 000) ou non (6 000). Bogoljub Kočović évalue quant à lui les victimes à 487 000 Serbes, 207 000 Croates, 86 000 Musulmans, 60 000 Juifs, 50 000 Monténégrins, 32 000 Slovènes, 27 000 Tziganes, 26 000 Allemands, 7 000 Macédoniens, 6 000 Albanais, 12 000 autres Slaves et 14 000 issus d'autres communautés, pour un total de 1 014 000 morts.

## Les facteurs de la victoire de Tito

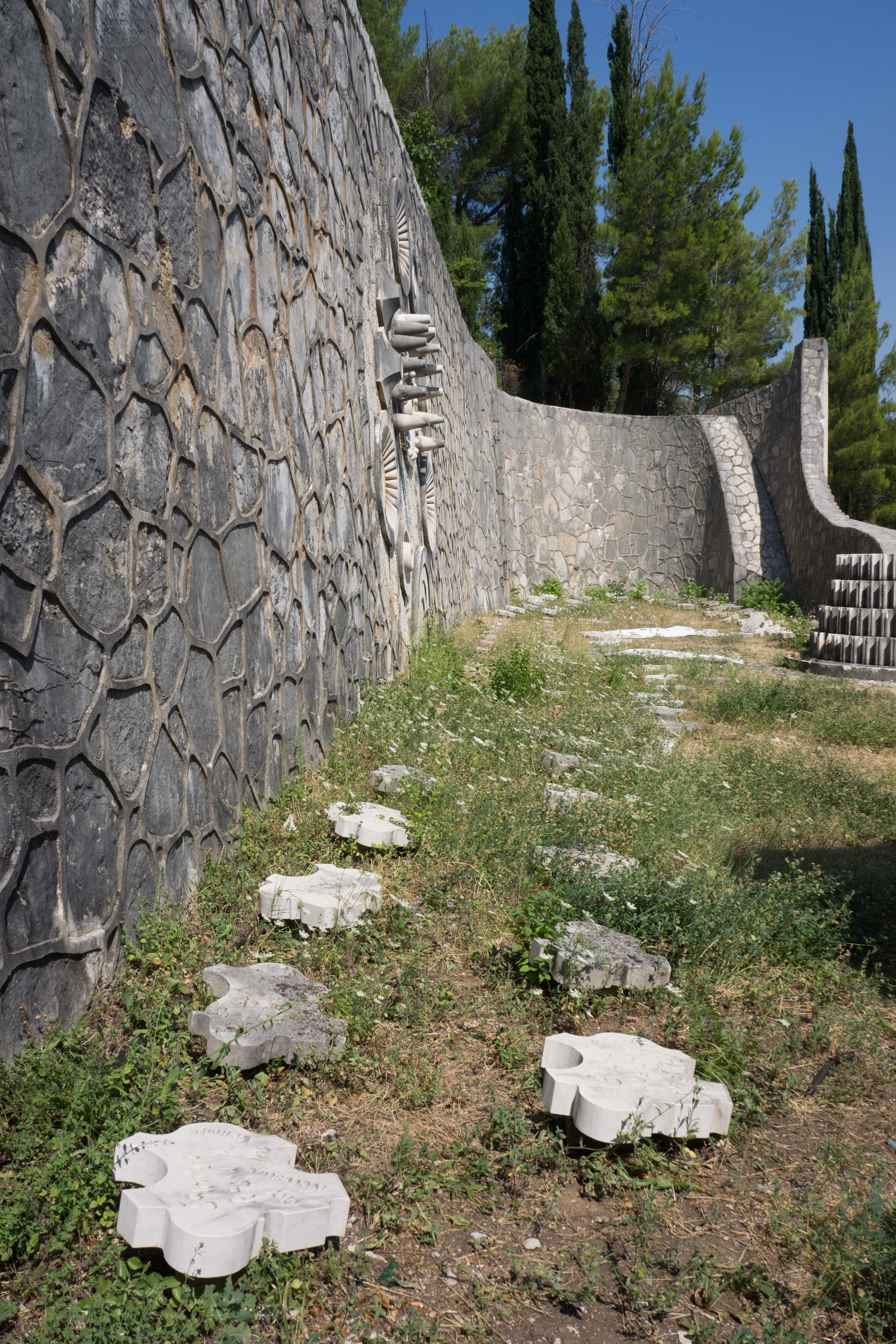
Le cimetière commémoratif des Partisans à Mostar (Bosnie-Herzégovine).

L'historiographie occidentale tend aujourd'hui à considérer que le revirement des Alliés occidentaux en faveur des Partisans, s'il a eu son importance et suscité de nombreuses controverses pendant et après la guerre, n'a pas été le facteur le plus décisif dans la victoire de Tito. Les Partisans se sont avant tout assuré la domination sur le terrain grâce à leur bonne organisation militaire, en étant les seuls à combattre les occupants de manière constante, et en devenant l'unique mouvement capable d'incarner une lutte de libération nationale dans laquelle l'ensemble des peuples yougoslaves pouvait potentiellement se reconnaître. Les communistes ont su transcender le caractère idéologique de leur combat et, profitant de la démission ou de l'anéantissement des élites politiques d'avant-guerre, se présenter comme un mouvement de libération « populaire » qui proposait à la fois une alternative au système centraliste de la monarchie et un idéal de progrès social. Les Partisans n'étaient nullement un mouvement modéré, comme le montrent les purges sanglantes effectuées pendant et après le conflit : ils ont cependant eu l'avantage décisif de ne pas se livrer à des nettoyages ethniques à grande échelle contre des populations particulières, faisant au contraire de la « fraternité » entre les peuples yougoslaves un de leurs principaux slogans. Cela leur a permis, alors qu'ils comptaient surtout des Serbes dans leurs rangs en 1941, d'attirer ensuite des recrues issues de l'ensemble des nationalités.
À l'opposé, les Tchetniks ont été victimes de leur identité presque uniquement serbe, du caractère trop sporadique de leurs actions de résistance puis de leur passage à la collaboration, mais surtout de leur désorganisation qui les a empêchés, au contraire des Partisans, de se transformer en un mouvement réellement unifié. Il leur était de surcroît impossible de réaliser un front commun avec les autres forces anticommunistes. Divers auteurs ont également souligné les différences entre Tito et Mihailović, le premier s'étant avéré un leader bien plus efficace et charismatique que le second. Stevan K. Pavlowitch souligne à cet égard que Mihailović, dénué d'une réelle vision stratégique, est apparu souvent dépassé par sa tâche tandis que Tito, s'il a commis lui aussi des erreurs, s'est montré capable de rétablir ensuite la situation à son avantage. Jozo Tomasevich juge que l'échec de Mihailović s'explique par son inaptitude à évoluer pour se montrer à la hauteur des défis qu'il avait à affronter, au contraire de Tito. En basant une partie de sa stratégie sur une collaboration tactique avec les occupants, le chef des Tchetniks s'est en outre mis dans une situation inextricable, bien trop complexe pour ses capacités et qui ne pouvait à terme que se retourner contre lui. L'historien français Philippe Masson compare quant à lui le contraste entre Tito — « redoutable stratège et tacticien consommé » — et Mihailović — « brave militaire » à l'« intelligence limitée » — à celui entre de Gaulle et Giraud.

## L'après-guerre

### De la monarchie à la fédération communiste

Armoiries de la république fédérative socialiste de Yougoslavie, portant la mention du 29 novembre 1943, date de la proclamation d'un gouvernement par le Conseil antifasciste de libération nationale.

La Yougoslavie sort ruinée du conflit : outre le bilan humain de la guerre, les destructions matérielles sont en effet évaluées à 46,9 milliards de dollars, soit cinquante fois ce que représentait avant-guerre le revenu national annuel du pays. Alors que le pays entame sa reconstruction, Tito entreprend après sa victoire de s'assurer un pouvoir absolu. Les trois ministres non-communistes, marginalisés, quittent l'un après l'autre le gouvernement : Šubašić démissionne en octobre.
Le Parti communiste, dont l'effectif a explosé pour monter jusqu'à 140 000 membres, transforme sa coalition en un Front national sous la bannière duquel il se présente à l'élection de l'Assemblée constituante. Le scrutin, qui se déroule en novembre, est préparé dans des conditions totalement irrégulières : empêchés de faire campagne, le Parti paysan croate et le Parti démocrate retirent leurs candidats et le Front national, seul en lice, remporte officiellement 90 % des suffrages.
Le 29 novembre 1945 — deuxième anniversaire du second congrès de l'AVNOJ —, l'Assemblée constituante se réunit et abolit officiellement la monarchie. Le pays devient la république fédérative populaire de Yougoslavie (par la suite « république fédérative socialiste… ») ; la Serbie (avec le Kosovo en tant que province autonome), la Croatie, la Bosnie-Herzégovine, le Monténégro, la Slovénie et la Macédoine deviennent toutes des « républiques populaires » fédérées.
Pierre II meurt en exil en 1970, sans avoir jamais pu revenir en Yougoslavie. L'ex-famille royale est autorisée à rentrer au pays en 1990 ; en 2013, plus de quarante ans après sa mort, Pierre II reçoit des funérailles d'État en Serbie.

### La crise de Trieste
S'ils réussissent à reconstituer sous leur contrôle la Yougoslavie, les communistes échouent dans leurs visées sur Trieste : après avoir occupé la ville pendant quarante jours, ils doivent l'évacuer en juin 1945. L'URSS qui souhaite éviter un conflit à ce sujet avec les Alliés, a en effet cessé de les soutenir. Les forces de Tito continuent cependant à occuper une partie de la région et à en revendiquer le territoire, au détriment de l'Italie. La « crise de Trieste » débouche sur un partage de la Vénétie julienne en deux zones d'occupation, l'une administrée par les Anglo-américains et l'autre par les Yougoslaves.
Le traité de Paris de 1947 accorde à la Yougoslavie l'essentiel de l'Istrie, une partie de la Vénétie julienne et l'ex-enclave italienne de Zara en Dalmatie ; la ville de Trieste et le reste de la zone que Tito voulait annexer forment le Territoire libre de Trieste, en attendant la résolution du contentieux territorial avec l'Italie. La zone passée sous autorité yougoslave connaît un exode des populations italiennes : entre 200 000 et 300 000 personnes émigrent entre 1945 et 1954, date à laquelle le Territoire libre cesse d'exister pour être partagé entre l'Italie et les républiques yougoslaves de Slovénie et de Croatie. Il faut cependant attendre le 10 novembre 1975 pour que le traité d'Osimo mette définitivement fin à tout litige territorial entre la Yougoslavie et l'Italie, en consacrant la frontière entre les deux pays.

### Épuration sanglante en Yougoslavie
Ayant remporté la victoire militaire, les communistes bénéficient en 1945 d'un réel soutien populaire en raison du caractère souvent héroïque de leurs combats, de leur composition multi-ethnique, et de leur programme de fédération qui apparaît à beaucoup comme une solution séduisante aux problèmes de nationalités de la Yougoslavie. Tito use cependant d'emblée de méthodes staliniennes impitoyables pour asseoir son autorité : la fin du conflit est suivie d'une terrible répression politique, alors que les communistes éliminent les dernières poches de résistance tchetniks et oustachies, se livrent à des purges massives et règlent leurs comptes en exécutant ou en emprisonnant les collaborateurs réels ou supposés. Au Kosovo, le nouveau régime est confronté, depuis l'hiver 1944, à une insurrection qui perdure dans la Drenica et jusqu'à la frontière albanaise ; entre 30 000 et 40 000 soldats et agents de l'OZNA sont envoyés mater la révolte. Les insurgés albanais sont finalement écrasés entre le mois de mars et l'été 1945, au prix d'une violente répression,. John R. Lampe évoque un chiffre de 100 000 morts sur l'ensemble de la Yougoslavie durant la période 1945-1946. Le bilan de la répression pourrait cependant être encore plus lourd : Robert Service avance le chiffre de 250 000 victimes pour 1945-1947. En Slovénie — pays qui avait moins souffert du conflit que d'autres parties de la Yougoslavie — l'épuration est particulièrement brutale : en 2009, une commission slovène identifie dans le pays 600 charniers, contenant environ 100 000 cadavres.

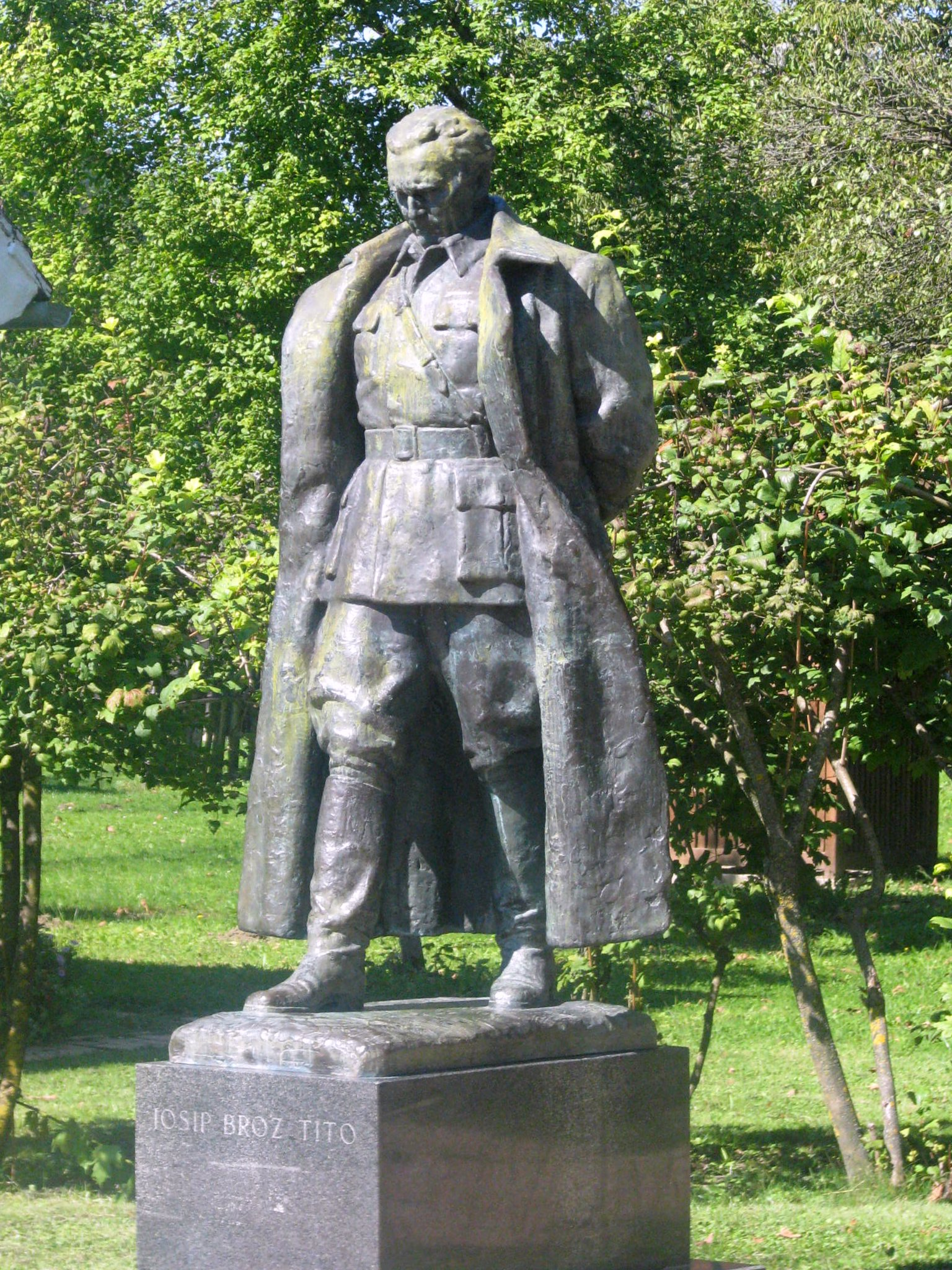
Statue du maréchal Tito près de sa maison natale à Kumrovec (Croatie).

Dans l'immédiat après-guerre, la Yougoslavie titiste est le régime communiste le plus violent du bloc de l'Est alors en formation. Le système de parti unique y est imposé plus rapidement que partout ailleurs,, l'OZNA mène des campagnes de terreur à grande échelle, et les exécutions sont si nombreuses que Tito lui-même appelle en décembre 1945 à plus de modération, jugeant qu'à un tel degré de violence, la mort ne fait plus peur à personne. Les opposants font l'objet de persécutions et d'arrestations, tandis que tous les adversaires des Partisans sont présentés comme des traîtres et des criminels à l'égal des Oustachis ou du ZBOR. Des dizaines de membres des différents clergés sont assassinés ou exécutés, et de nombreux autres emprisonnés, officiellement en raison de leur attitude pendant la guerre. La répression exercée par les communistes contre les milieux cléricaux vise notamment des prêtres catholiques, dont beaucoup ont collaboré avec les occupants ou avec les Oustachis, et tout particulièrement les franciscains de Bosnie-Herzégovine qui ont fortement soutenu le régime de Zagreb ; des religieux orthodoxes et — apparemment dans une moindre mesure — musulmans en sont également victimes. La moitié des religieux du diocèse de Ljubljana sont condamnés pour collaboration, et plusieurs sont exécutés. Mgr Stepinac, pour s'être montré trop critique envers le nouveau régime, finit lui aussi par être inculpé de collaboration avec Pavelić, et condamné à une peine d'emprisonnement. Outre le traitement subi par les Italiens, la minorité allemande est visée par le nouveau régime : la population allemande de Yougoslavie — présente dans la région depuis le XVIIIe siècle et qui se montait avant la guerre à environ un demi-million de personnes — est internée dans des camps puis expulsée dans sa quasi-totalité. De nombreux Hongrois de Voïvodine, accusés de crimes de guerre, sont exécutés ou déportés, et leurs biens confisqués puis redistribués à des non-Hongrois.
Draža Mihailović, capturé en mars 1946, est jugé en compagnie de divers membres de son organisation, mais aussi d'anciens collaborateurs du régime de Nedić et de complices de Ljotić. D'anciens membres du gouvernement en exil — dont les ex-premiers ministres Slobodan Jovanović et Božidar Purić — sont jugés par contumace au cours du même procès. Le chef des Tchetniks est condamné à mort pour collaboration et crimes de guerre, puis fusillé,,. Milan Nedić, arrêté en Autriche et livré au nouveau régime, se suicide apparemment en prison avant de pouvoir être jugé. Leon Rupnik, également extradé d'Autriche, est condamné à mort et exécuté. Parmi les responsables des troupes d'occupation, le général Alexander Löhr, fait prisonnier par les Yougoslaves, est jugé et exécuté en 1947 à Belgrade pour crimes de guerre. L'ancien commandant italien Mario Roatta, que le gouvernement yougoslave souhaitait juger, parvient à éviter l'extradition.
Les services secrets yougoslaves s'emploient par ailleurs dans les années suivantes à retrouver et à assassiner des collaborateurs exilés à l'étranger. En 1957, Ante Pavelić, qui s'était réfugié en Argentine, est grièvement blessé dans un attentat attribué au régime de Tito ; il meurt deux ans plus tard des suites de ses blessures.

### Évolution du régime de Tito après 1948
Si Tito se montre d'abord un stalinien loyal, son indépendance — qui le pousse notamment à des ambitions diplomatiques dans les Balkans et à soutenir les communistes grecs lors de la guerre civile de 1946-1949 — agace rapidement Staline, ce qui finit par déboucher en 1948 sur la rupture soviéto-yougoslave,,.
Tito est alors mis, à sa grande surprise, au ban du monde communiste, tandis que la Yougoslavie est dénoncée par l'URSS comme un pays « hitléro-fasciste »,,. La république populaire d'Albanie d'Enver Hoxha, pays jusque-là sous influence yougoslave, en profite pour s'émanciper de son voisin en s'alignant sur Staline.
Le dirigeant yougoslave parvient cependant à se maintenir au pouvoir, déjouant les attentes de Staline qui pensait le faire facilement renverser : il fait au contraire purger le Parti communiste de Yougoslavie de ses cadres pro-soviétiques, dont beaucoup, comme Andrija Hebrang ou Arso Jovanović, sont emprisonnés ou tués. Tito fait ensuite le choix, dans le contexte de la guerre froide, de nouer de bonnes relations avec l'Occident. Désormais soutenue financièrement par les États-Unis, la Yougoslavie communiste opte pour la neutralité sur le plan international — elle cofonde le Mouvement des non-alignés — et décentralise progressivement ses institutions pour préserver l'équilibre entre les nationalités. Tito se réconcilie en 1955 avec les Soviétiques, mais conserve son indépendance et sa neutralité,,.

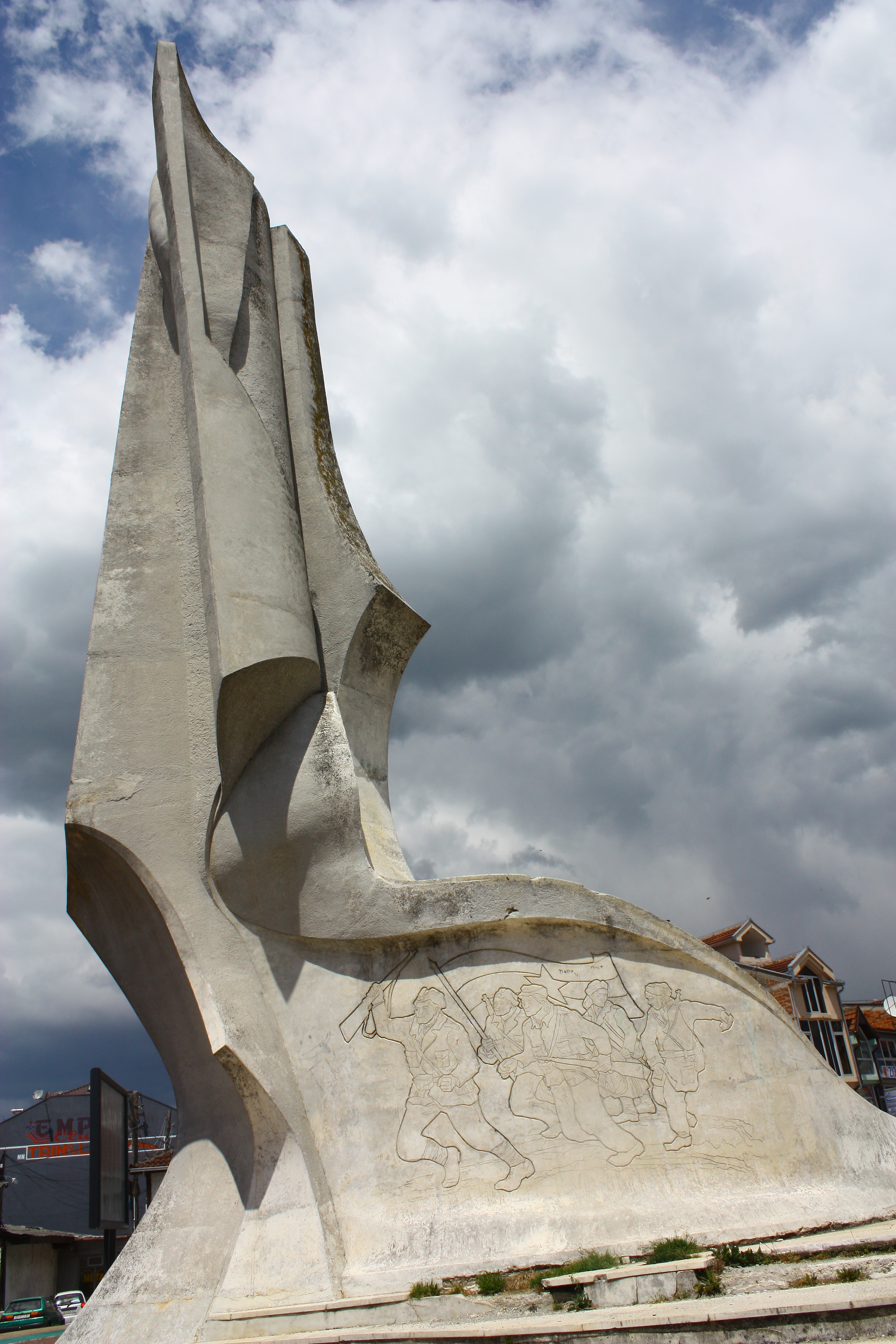
Monument à la révolution à Struga (Macédoine).

Après avoir été un régime particulièrement dur, la Yougoslavie communiste connaît — tout en demeurant un État à parti unique — une réelle « détente » politique, ainsi qu'une ouverture économique qui permet à la population d'améliorer ses conditions de vie : le « titisme » acquiert en Occident l'image d'une forme alternative de communisme, considérée comme plus libérale que celle pratiquée en URSS,,.

### Historiographie
Sujet largement abordé par les auteurs anglo-saxons et italiens, mais très peu par les Français, l'étude du théâtre yougoslave de la Seconde Guerre mondiale est, après-guerre, l'occasion de nombreuses controverses en Occident — entretenues tant par le régime politique du pays que par le statut particulier de la Yougoslavie, État communiste soutenu par le « monde libre » pendant la guerre froide — portant aussi bien sur les mérites de chacun des mouvements de résistance que sur la justesse des choix stratégiques des Alliés. Les opinions politiques des auteurs — mais aussi les jugements de certains des acteurs de l'époque — ont contribué à rendre les polémiques d'autant plus intenses. La thèse selon laquelle l'abandon des Tchetniks par les Alliés aurait été entièrement immérité, et Mihailović victime uniquement d'une campagne de désinformation, est notamment présente chez les auteurs anticommunistes,,. Durant les premières années qui suivent la guerre, l'étude de la période est compliquée par le fait qu'une grande partie de sources disponibles — y compris en langue anglaise — vient d'auteurs parties prenantes sur le sujet, parmi lesquels des historiens yougoslaves autorisés par le régime communiste, ou au contraire des exilés politiques — monarchistes ou autres — soucieux de défendre leur camp.
Le rôle tenu par les Tchetniks et le choix de Churchill de cesser de soutenir ces derniers font notamment l'objet de jugements diamétralement opposés, certains auteurs défendant les Tchetniks avec passion — ou faisant même peser sur les épaules du seul Churchill la responsabilité du basculement de la Yougoslavie dans le camp communiste — d'autres défendant la décision du Premier ministre britannique avec une égale conviction. La dispute est alimentée par divers ouvrages publiés après la guerre par des acteurs de la période, ayant sur celle-ci des idées opposées : c'est notamment le cas des livres écrits par les anciens officiers de renseignement Maclean, Deakin et Seitz, les deux premiers partageant les points de vue de Tito et Churchill et le troisième défendant la mémoire de Mihailović,. Ce n'est que dans les années 1970 que la levée du secret défense permet de comprendre l'importance décisive des décryptages d'Ultra et de relativiser le rôle de la désinformation dont avaient bénéficié les communistes.
Par ailleurs, le diplomate et historien américain Walter R. Roberts provoque en 1973 une crise avec la Yougoslavie, en révélant dans son livre Tito, Mihailovic and the Allies les négociations des Partisans avec les Allemands pendant l'opération Weiss ; ce n'est que progressivement que cet épisode est reconnu comme authentique, y compris par certains acteurs de l'époque comme Djilas, devenu entretemps un opposant à Tito.
Les progrès de la recherche, la déclassification des documents et la fin du communisme en Yougoslavie permettent progressivement de démythifier en partie la période et de juger de manière moins passionnée les rôles respectifs de Tito, de Mihailović et des autres acteurs du conflit, sans pour autant mettre fin à toutes les controverses, que ce soit en ex-Yougoslavie ou en Occident, : une biographie de Mihailović, publiée en France en 1999 par le journaliste Jean-Christophe Buisson, présente ainsi le chef des Tchetniks comme un « héros trahi par les Alliés », injustement sacrifié par Churchill. Certains épisodes, longtemps occultés, ne sont révélés que très progressivement : outre les « rapatriements » de Bleiburg et les autres crimes de l'épuration, sujets tardivement abordés en ex-Yougoslavie comme ailleurs, les massacres des foibe sont ainsi quasiment ignorés par l'historiographie et la classe politique italiennes pendant des décennies, et ce n'est qu'en 2004 que l'Italie institue une Journée du souvenir en mémoire de leurs victimes.

### La mémoire de la guerre en Yougoslavie, de l'époque de Tito à la dislocation du pays

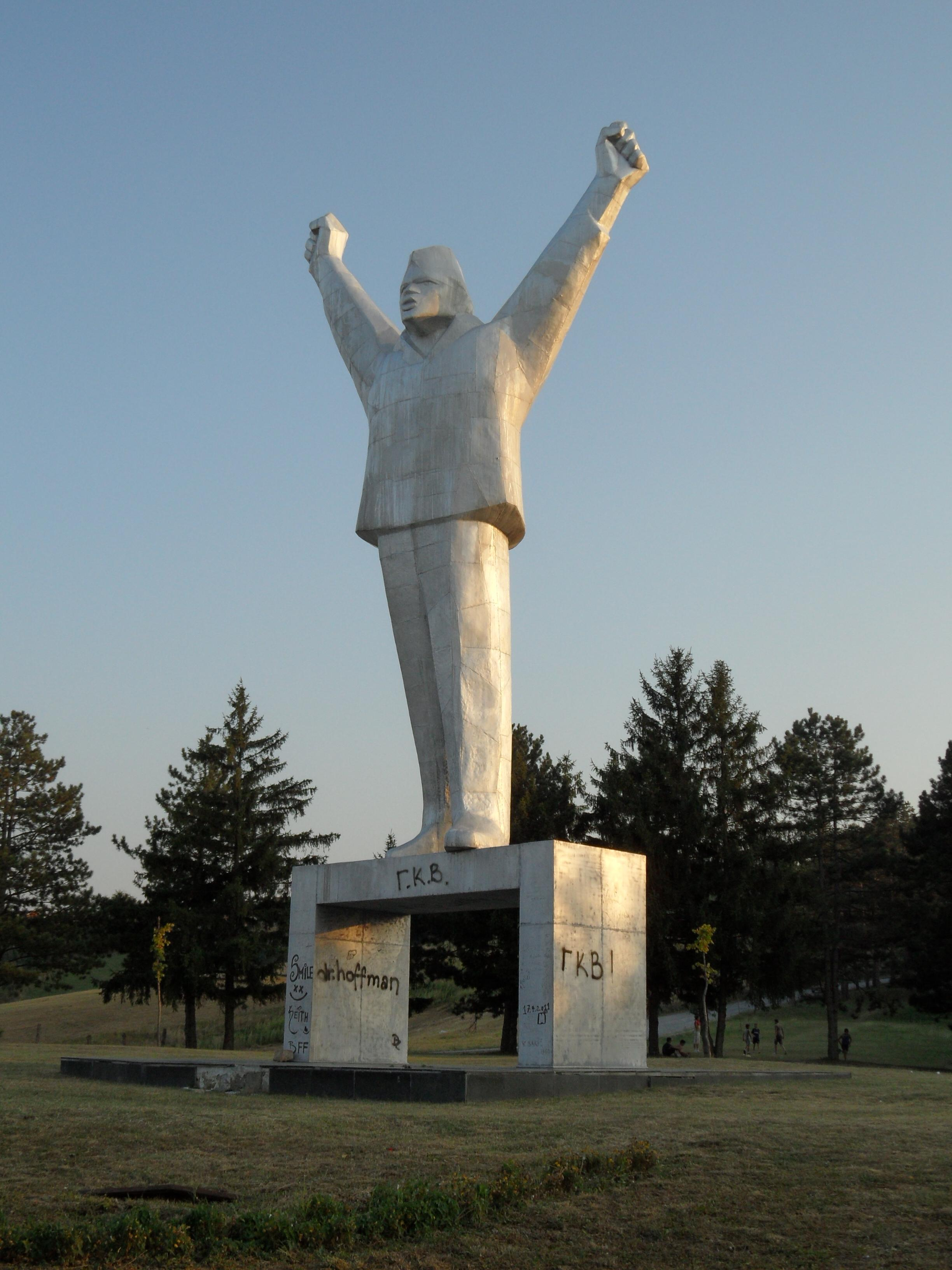
Monument à la résistance à l'effigie de Stjepan Filipović à Valjevo (Serbie).

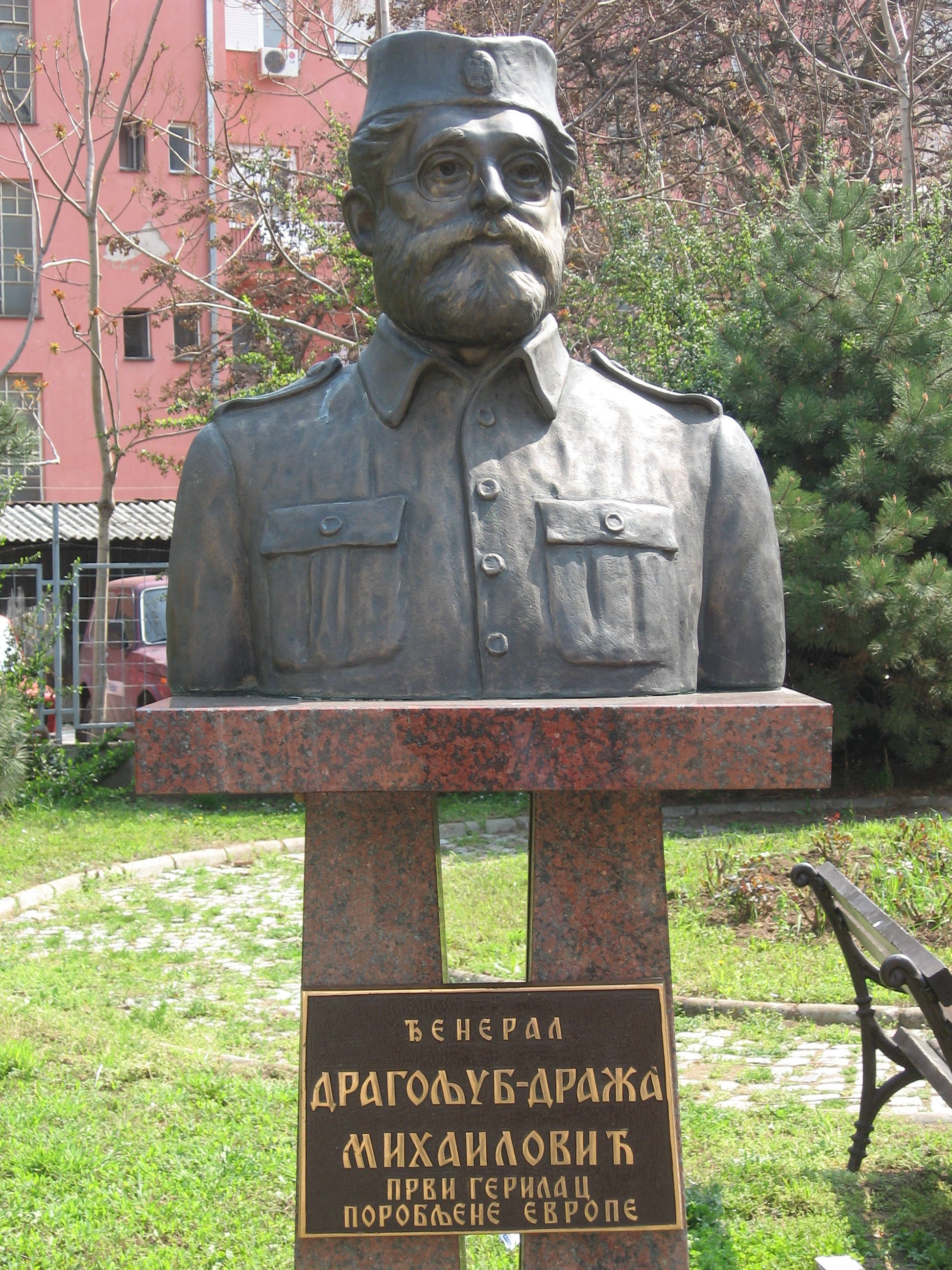
Monument à Draža Mihailović, à Niš en Serbie.

La « guerre de libération nationale », dont n'est présentée qu'une version simplifiée et manichéenne, demeure jusqu'à la fin de la guerre froide le « mythe fondateur » du régime communiste yougoslave, à la fois pour faciliter la cohabitation entre nationalités mais aussi pour légitimer le règne du parti unique.
La période 1941-1945 n'est étudiée et enseignée que très imparfaitement sous la Yougoslavie communiste, qui n'en propose qu'une lecture marxiste faussée, où la collaboration, les exactions et les massacres sont imputés, à l'aune de la lutte des classes, aux « exploiteurs », « capitalistes », « bourgeois », « non-patriotes » et autres « contre-révolutionnaires ». Une grande partie des crimes commis durant la guerre est passée sous silence, au nom de la « fraternité » et de l'« égalité » des peuples yougoslaves, tandis que ceux des Oustachis et des Tchetniks sont rappelés en permanence. Les crimes de guerre des communistes, comme lors de l'affaire de Bleiburg, demeurent tabous durant des décennies — à l'exception de certains épisodes, attribués par les historiens communistes à la « déviation gauchiste » — et ne sont officiellement reconnus qu'au début des années 1990,.
La Yougoslavie érige au fil des ans de très nombreux monuments à la guerre, destinés tant à commémorer le conflit qu'à affirmer la puissance, l'unité et la singularité du pays. Beaucoup de ceux construits dans les années 1960-1970 se distinguent par leur style très contemporain, volontiers abstrait et fort éloigné du réalisme socialiste, le régime ayant voulu éviter autant que possible d'exalter des nationalités ou des personnalités particulières. Plus tard, après l'éclatement de la Yougoslavie, une grande partie de ces monuments est laissée à l'abandon,, voire vandalisée par des groupes nationalistes ou d'extrême droite. La mémoire de la guerre, ainsi que sa version officielle, sont en outre relayées par l'industrie du cinéma yougoslave où le « film de Partisans » devient un genre à part entière,.
La mort de Tito, en 1980, prive la Yougoslavie de son principal ciment politique, alors que la situation économique s'est beaucoup dégradée,,, et que les revendications nationalistes, toujours réprimées, continuent de s'exprimer aussi bien en Serbie qu'en Croatie ou en Bosnie-Herzégovine. Au contexte de l'écroulement du communisme européen à la fin des années 1980 s'ajoute, en Yougoslavie, la montée des nationalismes.
La Yougoslavie orpheline de Tito est à nouveau hantée par la mémoire de la guerre mondiale, qui contribue à accélérer son éclatement et alimente les haines ethniques et politiques lors des guerres civiles qui déchirent la fédération entre 1991 et 2001. L'héritage des Tchetniks est ainsi revendiqué par les nationalistes serbes, plus ou moins modérés comme Vuk Drašković, ou radicaux comme Vojislav Šešelj ; ce dernier, leader de l'extrême droite serbe, est d'ailleurs nommé « voïvode des Tchetniks » par Momčilo Đujić qui vit alors en exil aux États-Unis. À l'opposé, c'est la version officielle du combat des Partisans qui se trouve remise en cause, tandis que le fonctionnement du système yougoslave est rejeté dans son ensemble et que l'idéologie communiste est officiellement abandonnée en 1992. Dans la Yougoslavie finissante, la figure de Tito est vouée aux gémonies par les nationalistes serbes, qui lui reprochent la division du peuple serbe par des frontières arbitraires et la création artificielle des nationalités musulmane et macédonienne. Mihailović, à nouveau présenté comme un héros dans certaines parties de l'opinion serbe, n'en demeure pas moins une personnalité controversée, notamment en ce qui concerne l'étendue de sa collaboration avec les occupants et le degré de contrôle qu'il exerçait sur ses Tchetniks.
À partir de 1993, la Croatie accorde une pension aux anciens combattants des forces anticommunistes, ce qui, par conséquent, bénéficie également aux anciens Oustachis. En 2004 et 2006, la Serbie promulgue des lois qui réhabilitent les Tchetniks et font d'eux des résistants à égalité avec les Partisans. Au terme d'une procédure engagée en 2006 par son petit-fils Vojislav, Draža Mihailović est officiellement réhabilité par la Haute cour de Belgrade le 14 mai 2015, ce qui entraîne des polémiques au sein de la classe politique serbe, ainsi que de nouvelles tensions entre la Serbie et la Croatie.
Dès les dernières années du régime fédéral, les massacres de 1941-1945 — y compris ceux commis par les communistes, évoqués après des décennies de silence — font l'objet de polémiques brûlantes, voire d'une concurrence mémorielle entre pays et entre nationalités : les crimes des Tchetniks sont minorés ou niés par des Serbes, tandis que ceux des Oustachis le sont par des Croates. Les souvenirs de la guerre et les frustrations historiques qui en découlent entretiennent le ressentiment, notamment entre Serbes et Croates, alors que la Yougoslavie se disloque progressivement et cesse d'exister en tant qu'État. S'y ajoute par la suite une autre concurrence des mémoires, celle née des guerres civiles des années 1990.